# マツ
マツ属（マツぞく、学名：Pinus）は、マツ科の属の一つ。マツ科のタイプ属である。約100種が北半球の各地域に分布し、針葉樹で針のような形態の葉と、松かさ（松ぼっくり）とよばれる実がなるのが特徴である。人との関わりも深く、さまざまに利用されたり、文化や信仰の対象にもされている。

## 分布
マツ属の天然分布は、赤道直下のインドネシアから、北はロシアやカナダの北極圏に至り、ほぼ北半球に限られるといってよい。これは針葉樹としては最も広い範囲に当たる。温度の適性が広いことが一因として挙げられており、亜熱帯や熱帯に分布する種でも−10℃程度の低温・組織の凍結には堪えて生存する。
人間による植栽の結果、南半球でも見られ、オーストラリアやニュージーランド、アフリカ大陸で大規模に植栽されているラジアータマツ (P. radiata) が特に有名。
化石の研究によれば、マツ属は比較的古い時代に登場したとされ、現生種の多様性は、進化してきた年月の長さによるものとされている。

## 形態
マツ属に含まれるものはいずれも木本であり、草本は含まれない。樹高は10 m未満のものから、大きいものでは40ないしは50 mに達する種もある。アメリカ合衆国西部に分布するサトウマツ (Pinus lambertiana) やポンデローサマツ (P. ponderosa) では樹高80 mを超える個体も報告されている。
樹木の樹形は環境に左右されるが、マツ属の樹形は同じマツ科に属するモミ属やトウヒ属のそれに比べるとより環境の影響を受けやすく不定である。苗木のうちは綺麗なクリスマスツリー状の円錐形だが、大きくなるにつれて先端は鈍く丸まり広葉樹の様な外観になるものも多い。高山に生育する種では上に伸びず匍匐状に横に広がるものも知られる。日本ではマツの樹形を整えるテクニックとして春先に新芽を摘み取る「みどり摘み」や秋に行う「もみ上げ」と呼ばれる方法が知られる。

綺麗なクリスマスツリー型の個体 P. jeffeyi
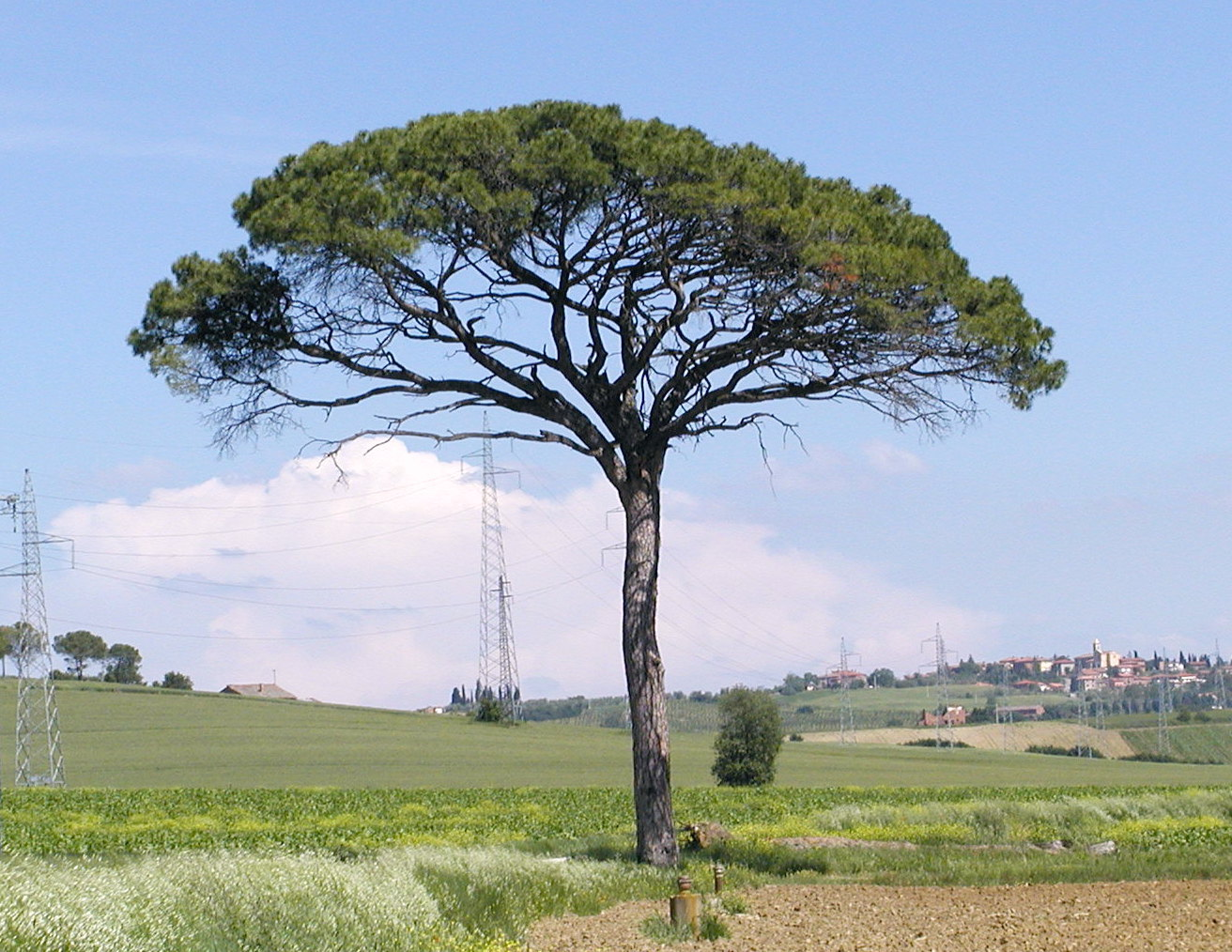
傘を広げたような個体 P. pinea
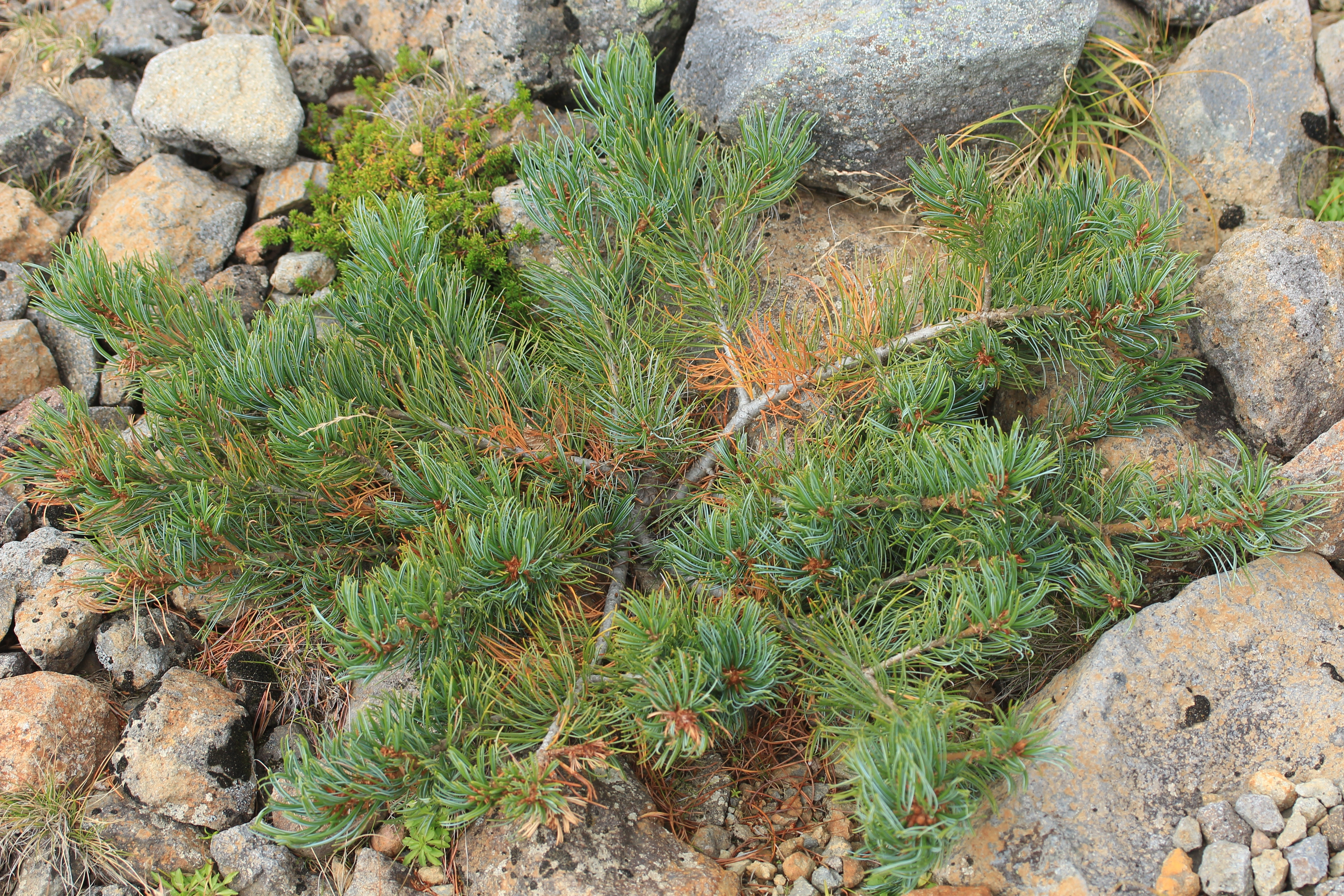
高山性種の中には地面を這うように伸びる物が多いP. pumila

枝は同じ高さから四方八方に伸びる（輪生）、これは苗木でも成木でも変わらないが、前述のように樹形が崩れた老木の太い枝ではよく分からないことがある。主軸（幹として上に伸びる枝）、枝（横に延びる枝）共に先端に数個の冬芽を付け、夏から秋にかけて膨らんでよく目立つ。翌年の春にはこれらの内の一つが幹に他が枝になる。冬芽の大きさ、色や毛の生え具合は種を区別する上で大切な情報である。

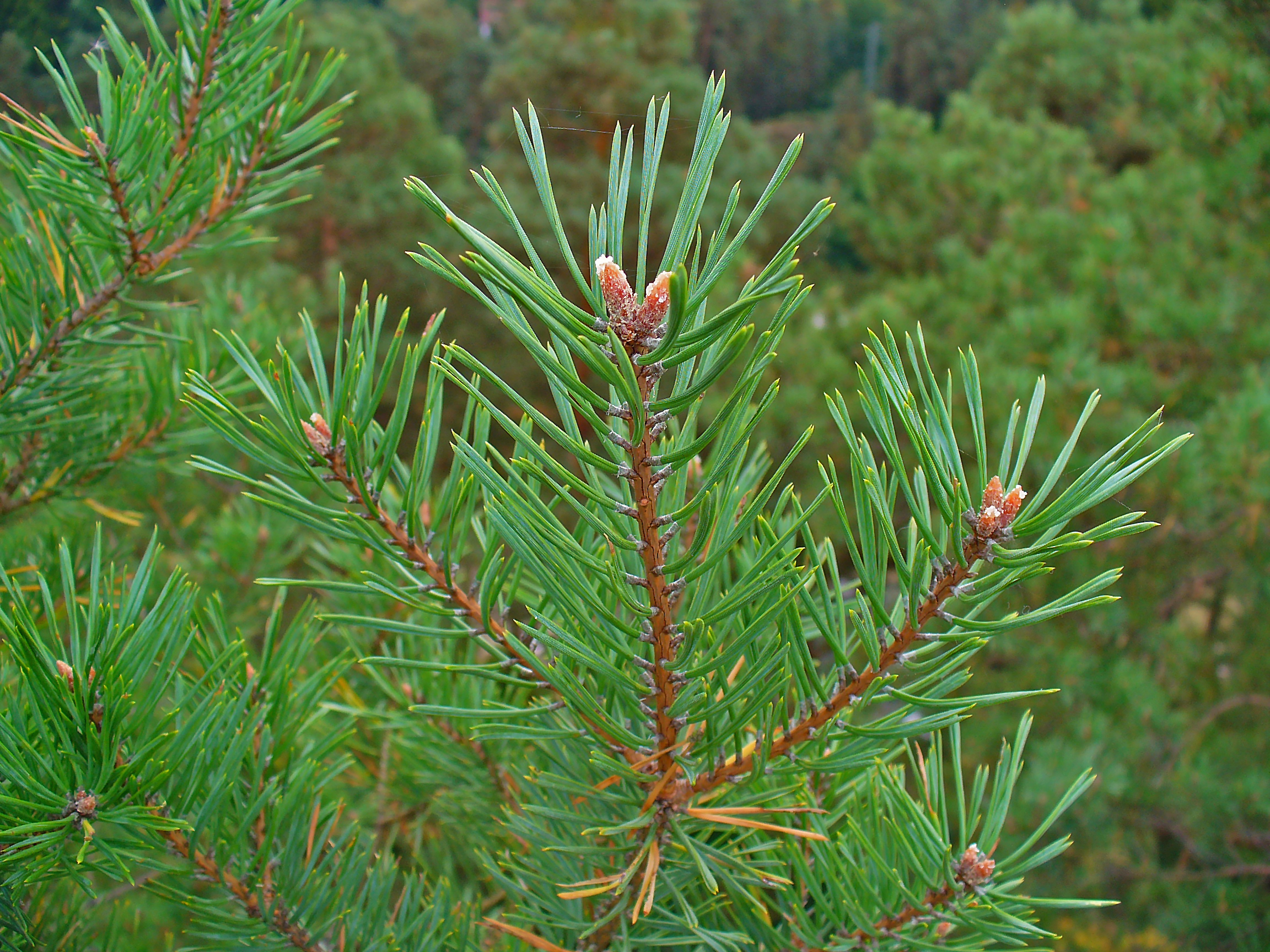
同一の高さから左右に枝を伸ばすのが分かるP. sylvestris
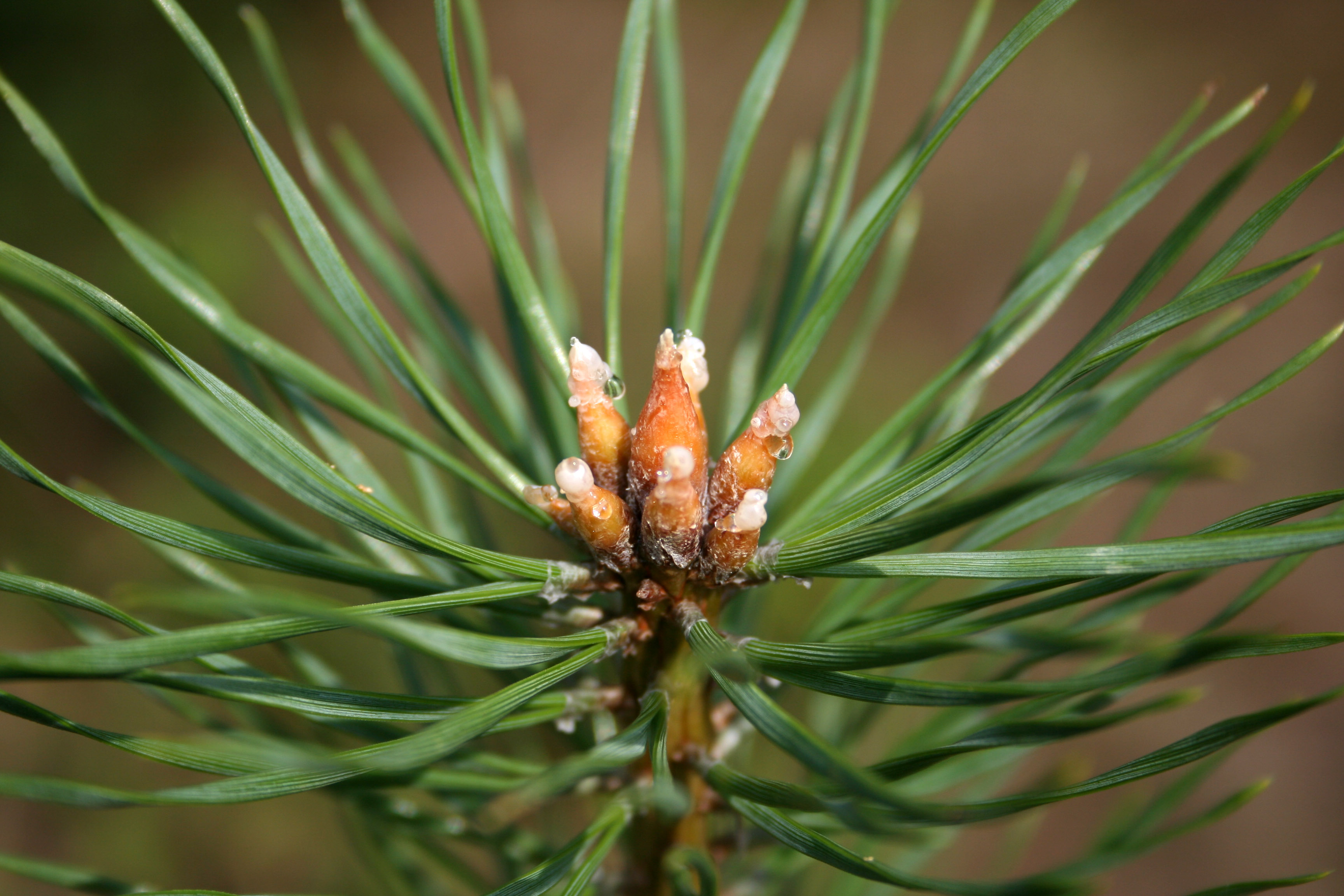
P. sylvestrisの冬芽
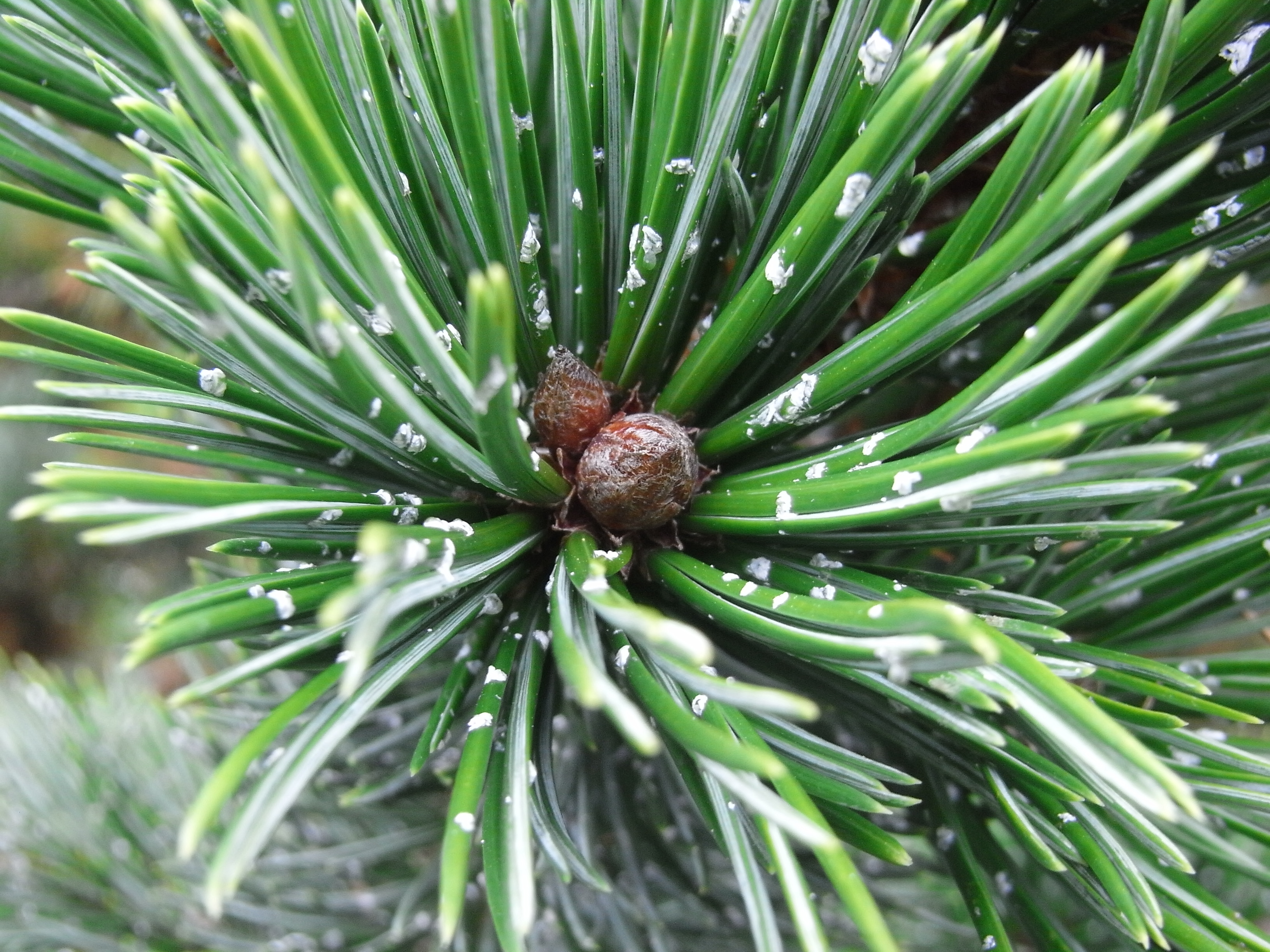
P. aristataの冬芽
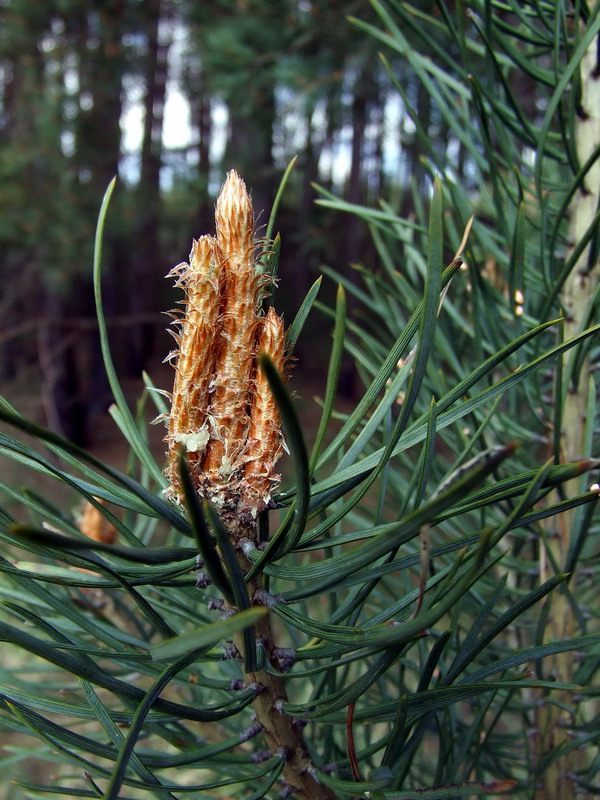
成長を始めたP. sylvestrisの新芽

成木の樹皮は他の針葉樹に比べて厚く発達し、亀甲状に大きく割れるものが多い。しかし、多くの種の幼木時代、また一部の種では成木でも滑らかであるか、モミやトウヒの様に薄く鱗状にはがれるに留まる。色は一般に褐色で、黒っぽいもの、赤っぽいもの、灰色っぽいものなど様々である。

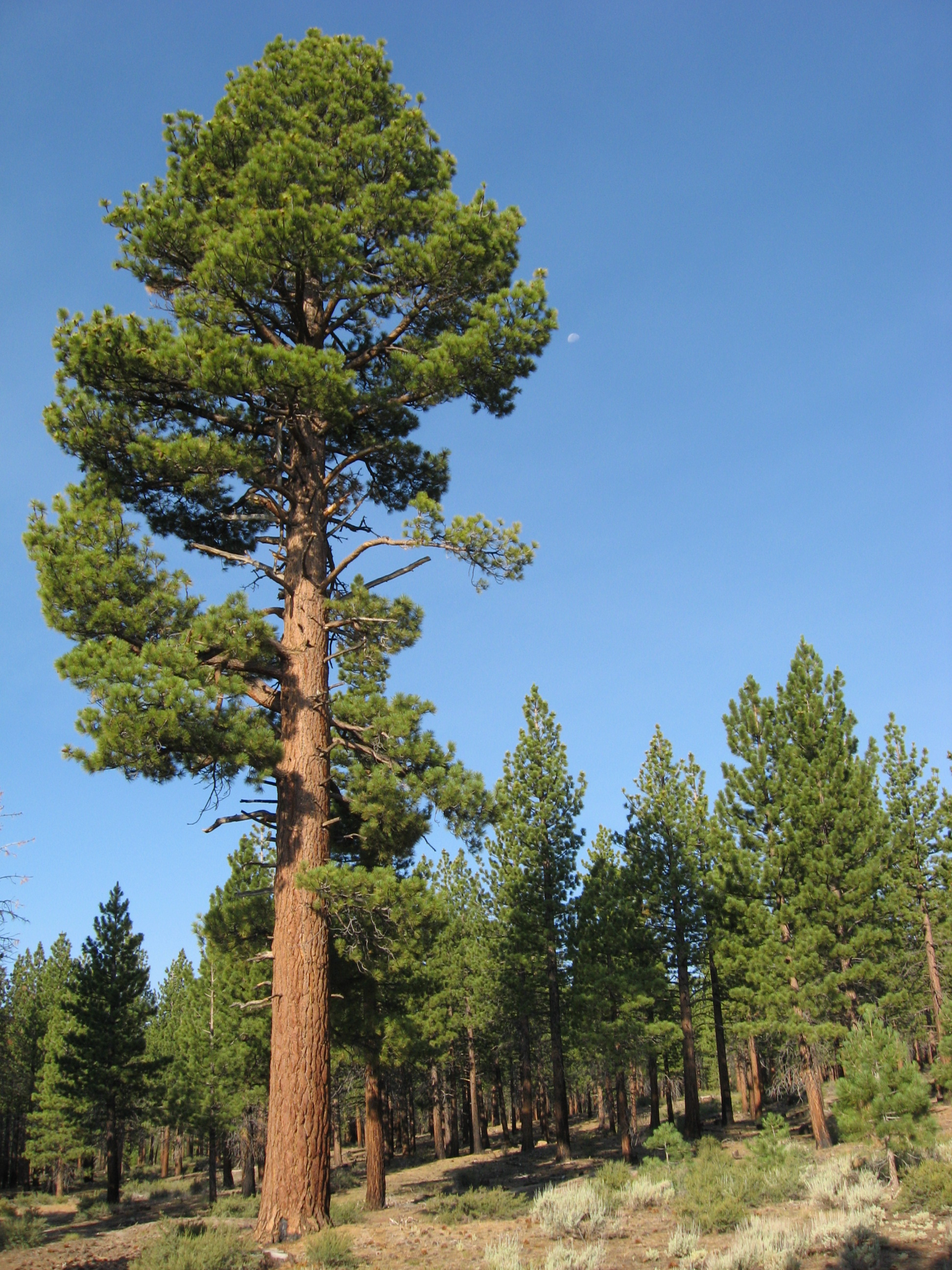
赤みの強い樹皮を持つP. jeffereyi
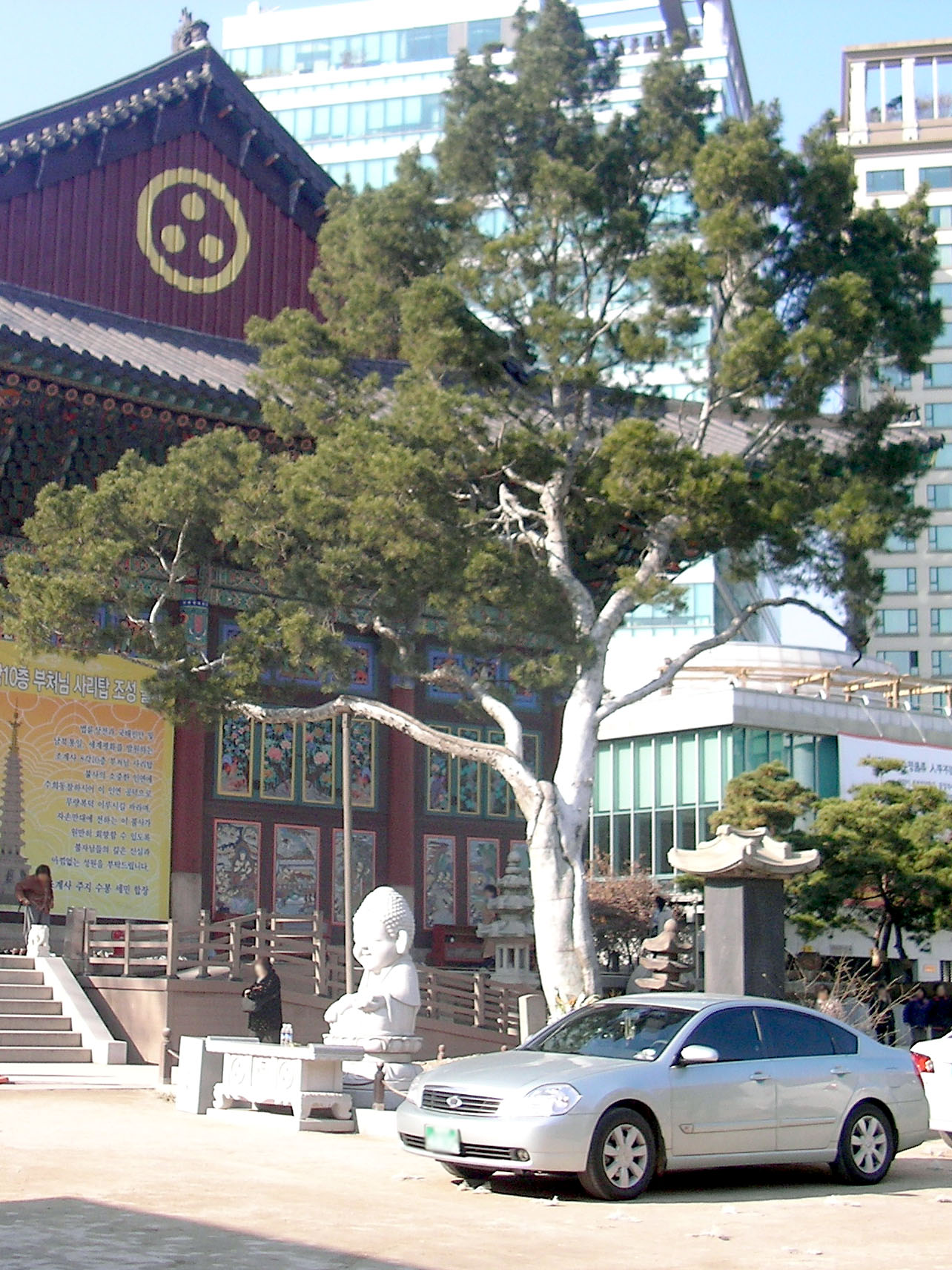
白色の幹を持つ P. bungeana
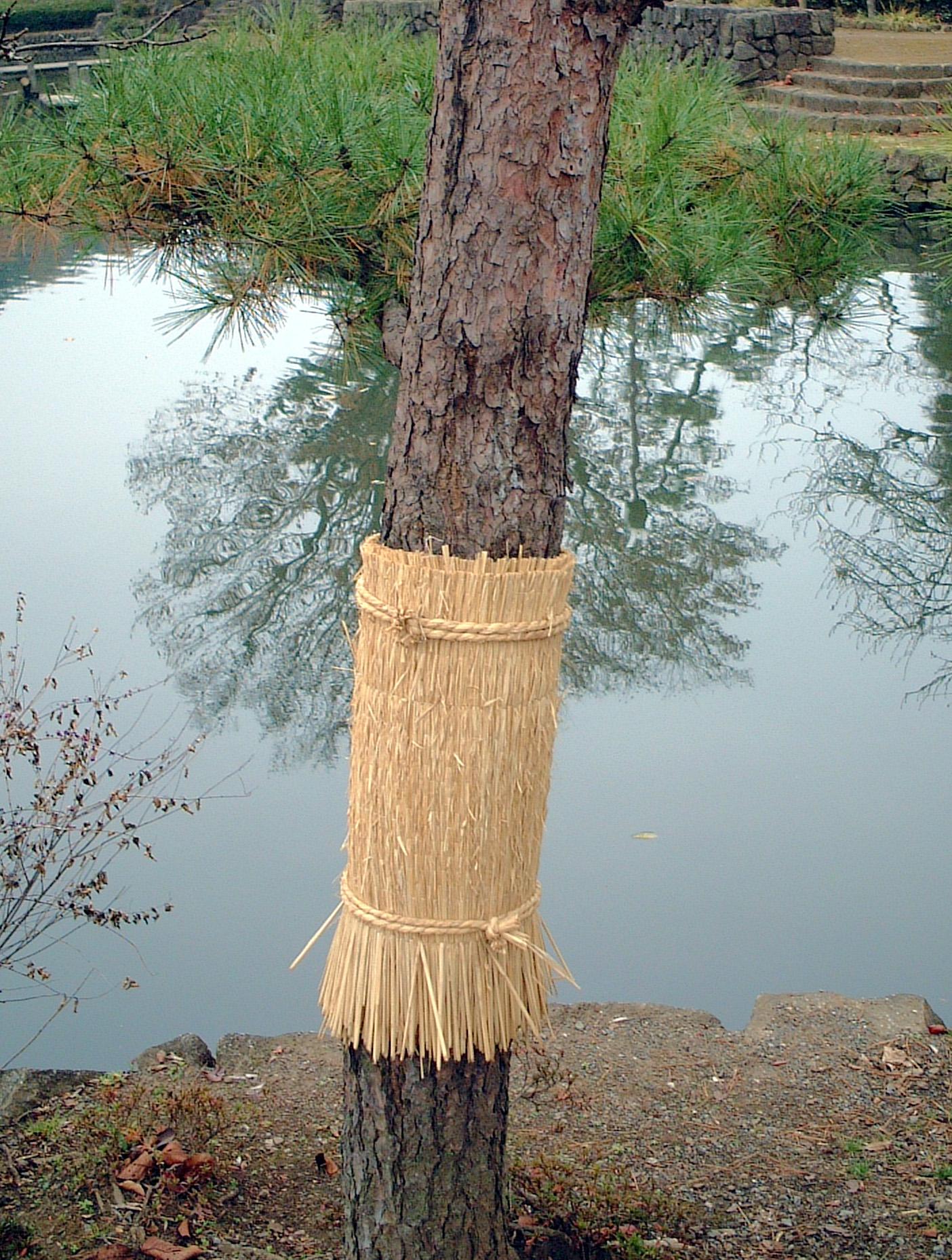
薄くうろこ状になる P. densiflora
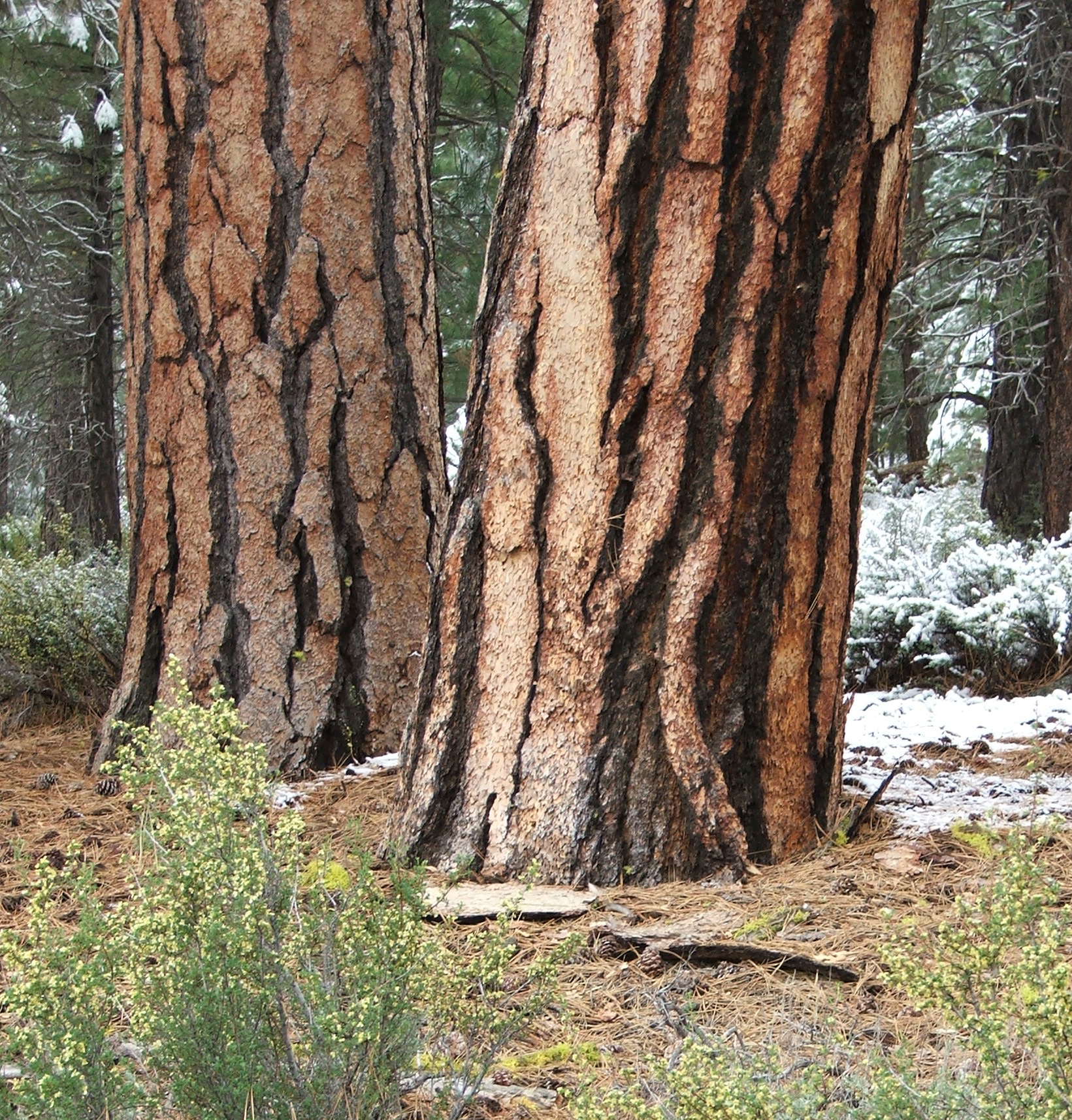
深く亀甲状に割れるP. ponderosa
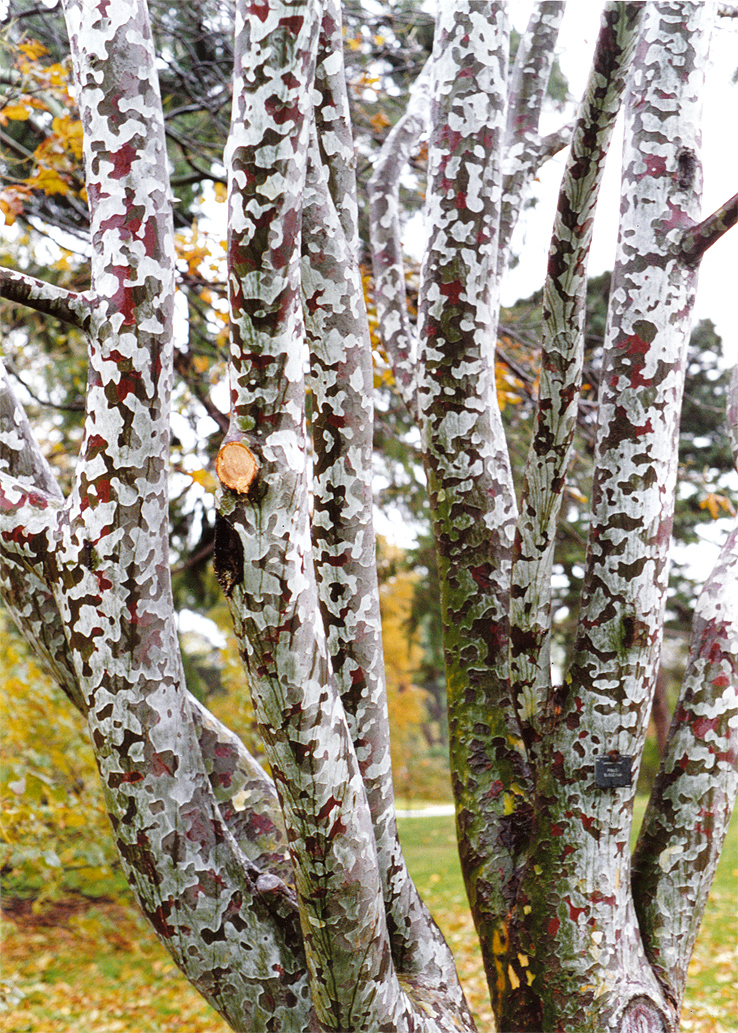
比較的滑らかでうろこ状にはがれるP. bungeanaの樹皮

### 葉
マツの葉は子葉、初生葉、鱗片葉、尋常葉（針葉）の4種類に分けることができる。このうち、私たちが普段目にするのは尋常葉（針葉）と鱗片葉のみであり、子葉と初生葉は発芽直後のみ見られる。鱗片葉は葉に見えず、以下、「葉」といった場合には特に断りのない限り、私たちが普段使う通りの尋常葉（針葉）を指す。
 • 子葉
胚において形成されており発芽後に最初に開く葉。後述のようにマツの葉は種類によって葉中の維管束の数が違うことが知られているが、子葉においてはいずれの種でも維管束は一つだという。他のマツ科植物と同じく子葉は3枚以上出てくる多子葉植物である。
 • 初生葉
子葉の次に出現する葉であり、縁には鋸歯を有する。
 • 鱗片葉
枝（長枝）を埋め尽くすように生えている三角形の鱗のようなもの、一見すると葉に見えないが葉の一種だという。マツ属を表す特徴の一つ。
 • 尋常葉
短枝と呼ばれる枝の一種に数枚が束生する。いくつかの例外を除き1本の短枝に束生する葉を全部集めると断面は円形になる。すなわち2葉のマツならば個々の葉の断面は中心角が180度の扇形、5葉のマツのそれは中心角72度の扇形になる。これは葉という構造物が茎から分化した名残と説明される場合がある。

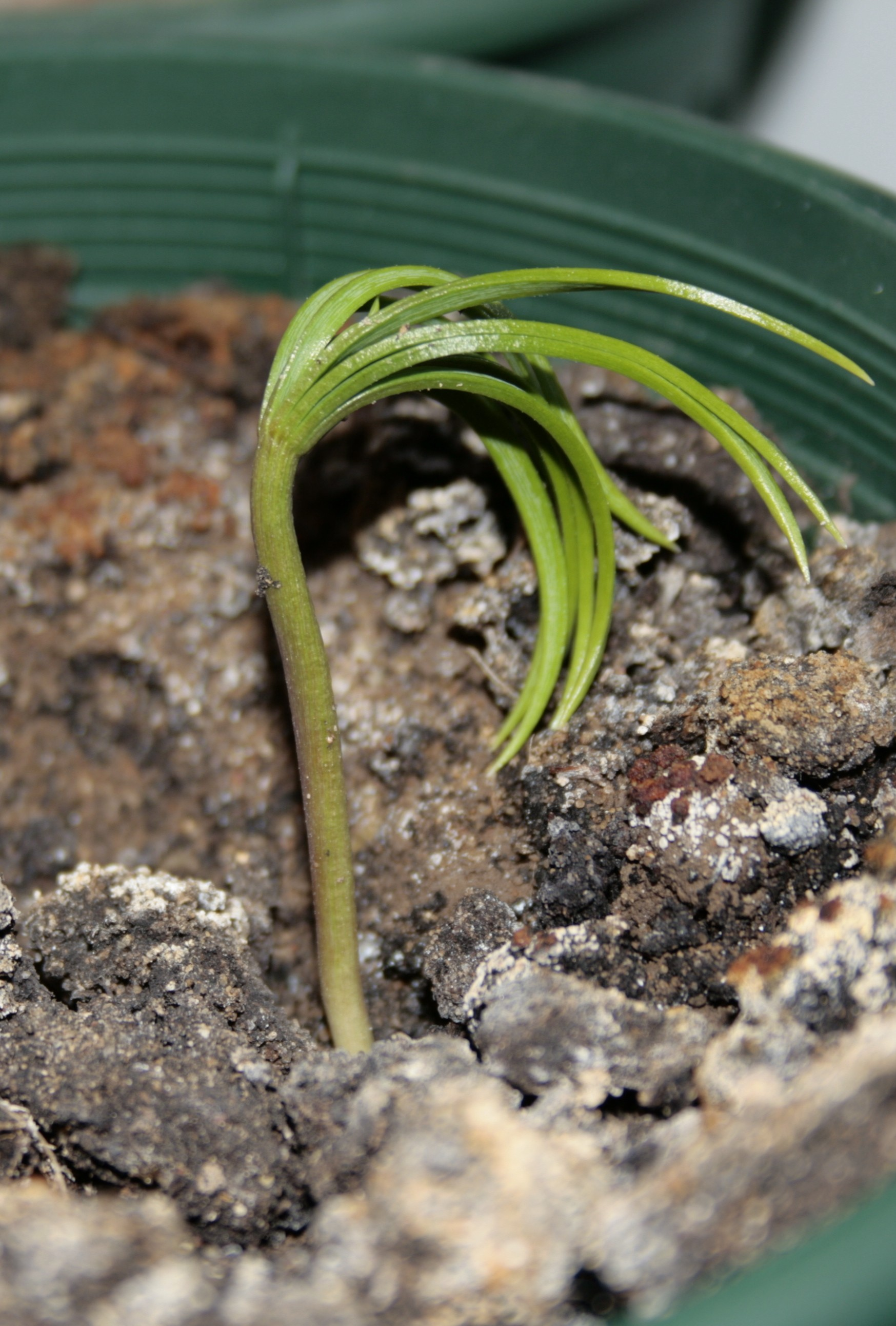
P. sibiricaの子葉
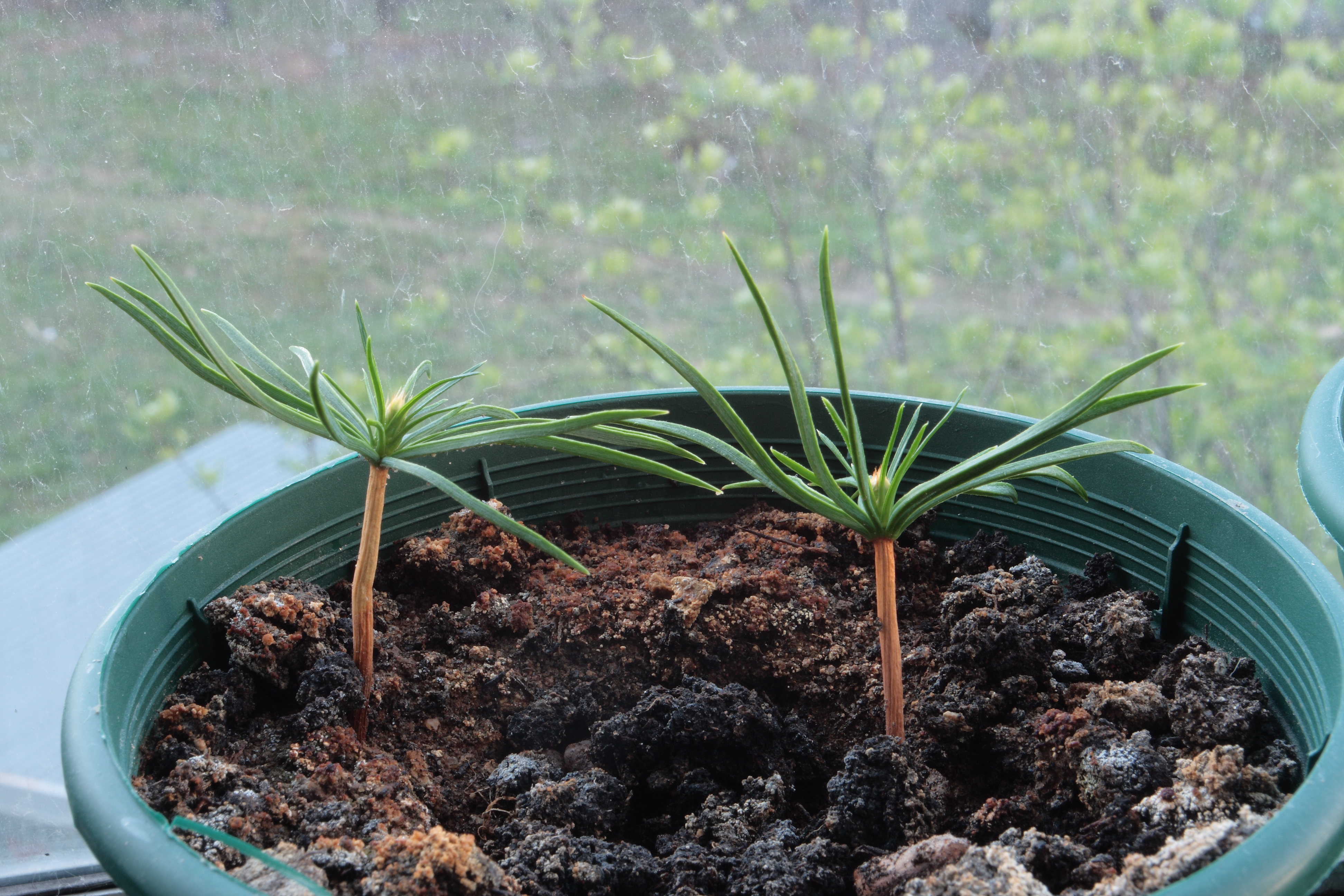
P. sibricaの展開した子葉。中心の小さな葉が初生葉
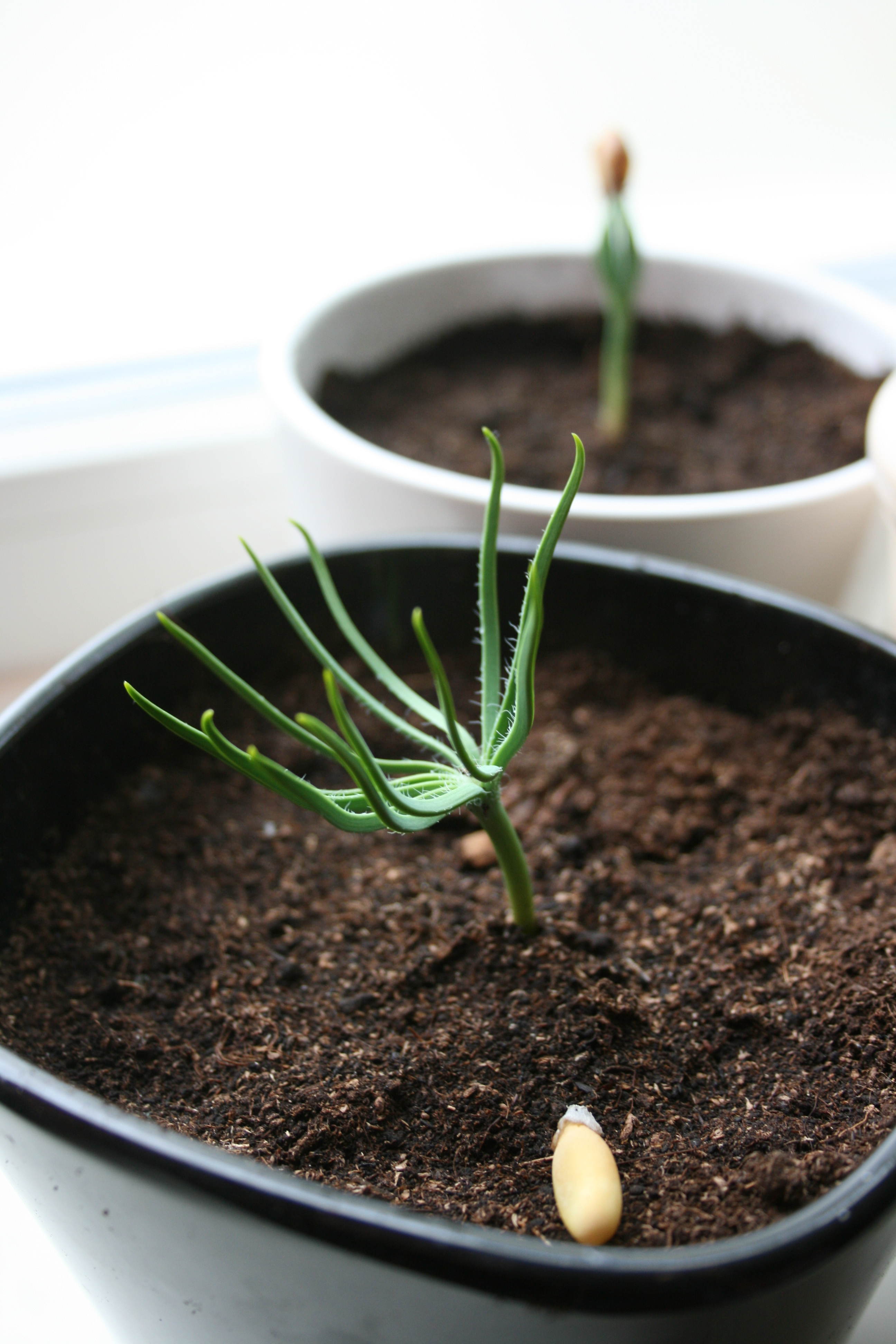
子葉が展開した P. pinea
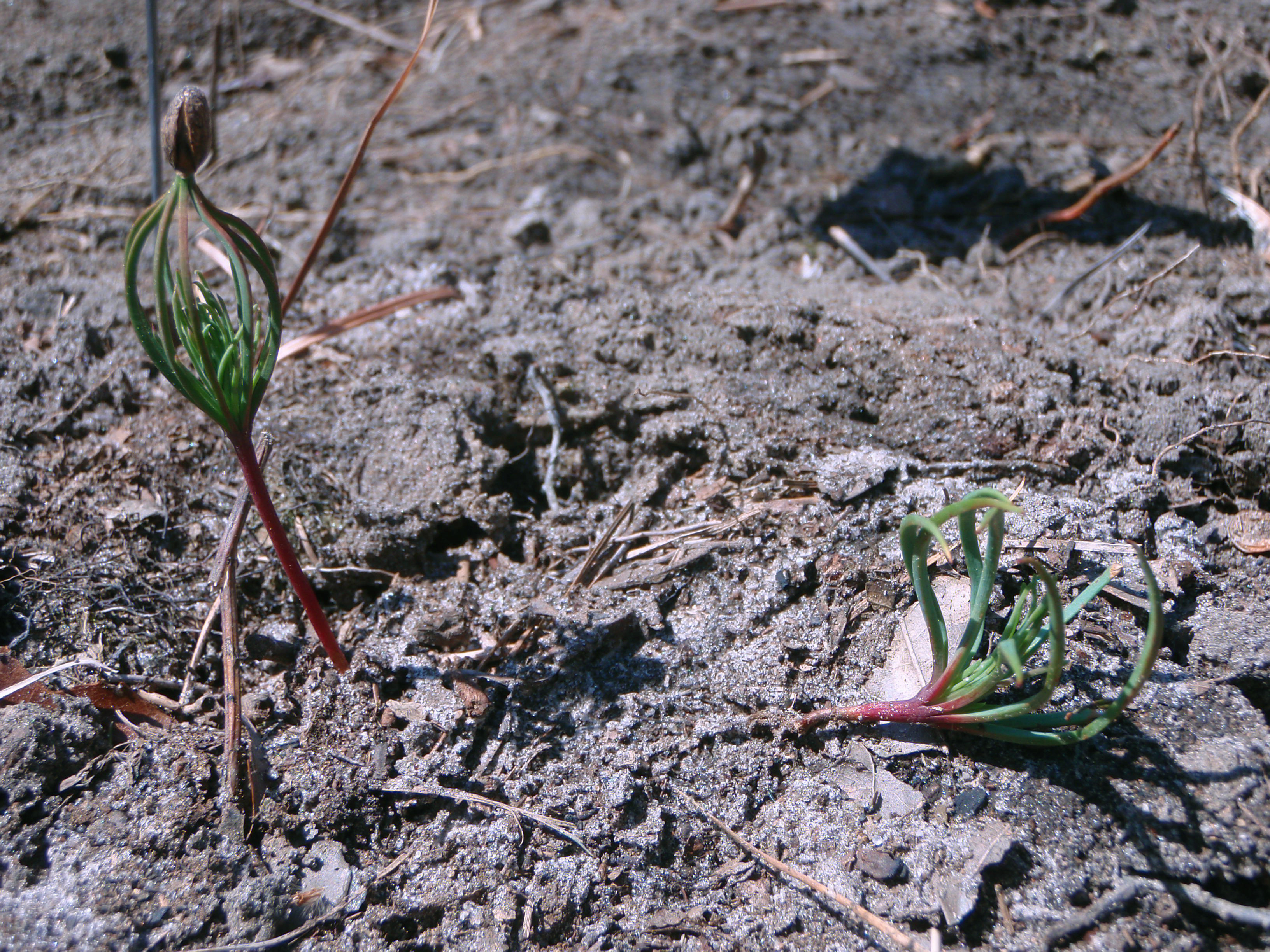
P. palustrisの発芽。この時点で初生葉も見える
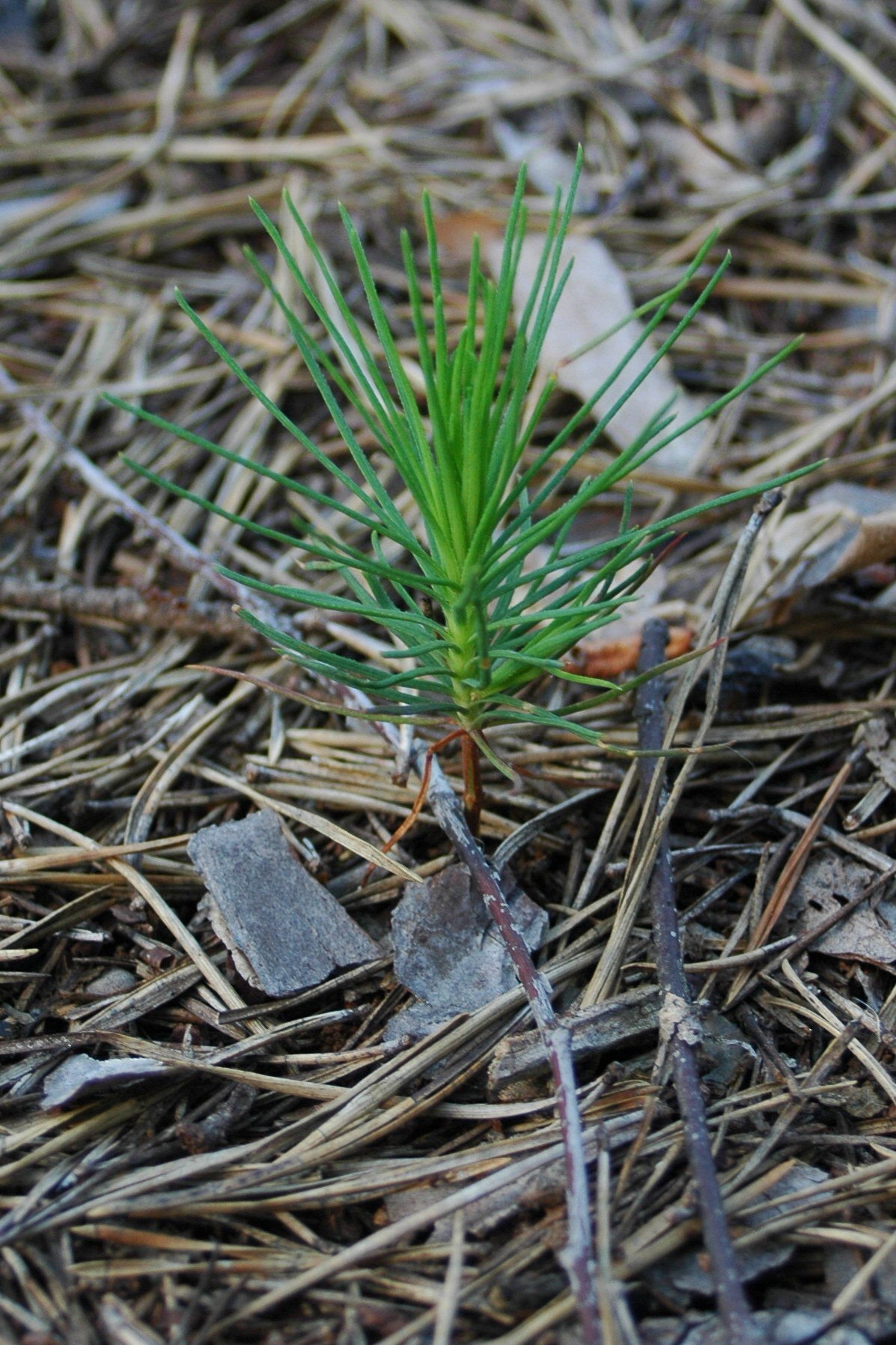
P. sylvestrisの初生葉。普通の針葉に見えるが短枝が無く、葉も束ではない
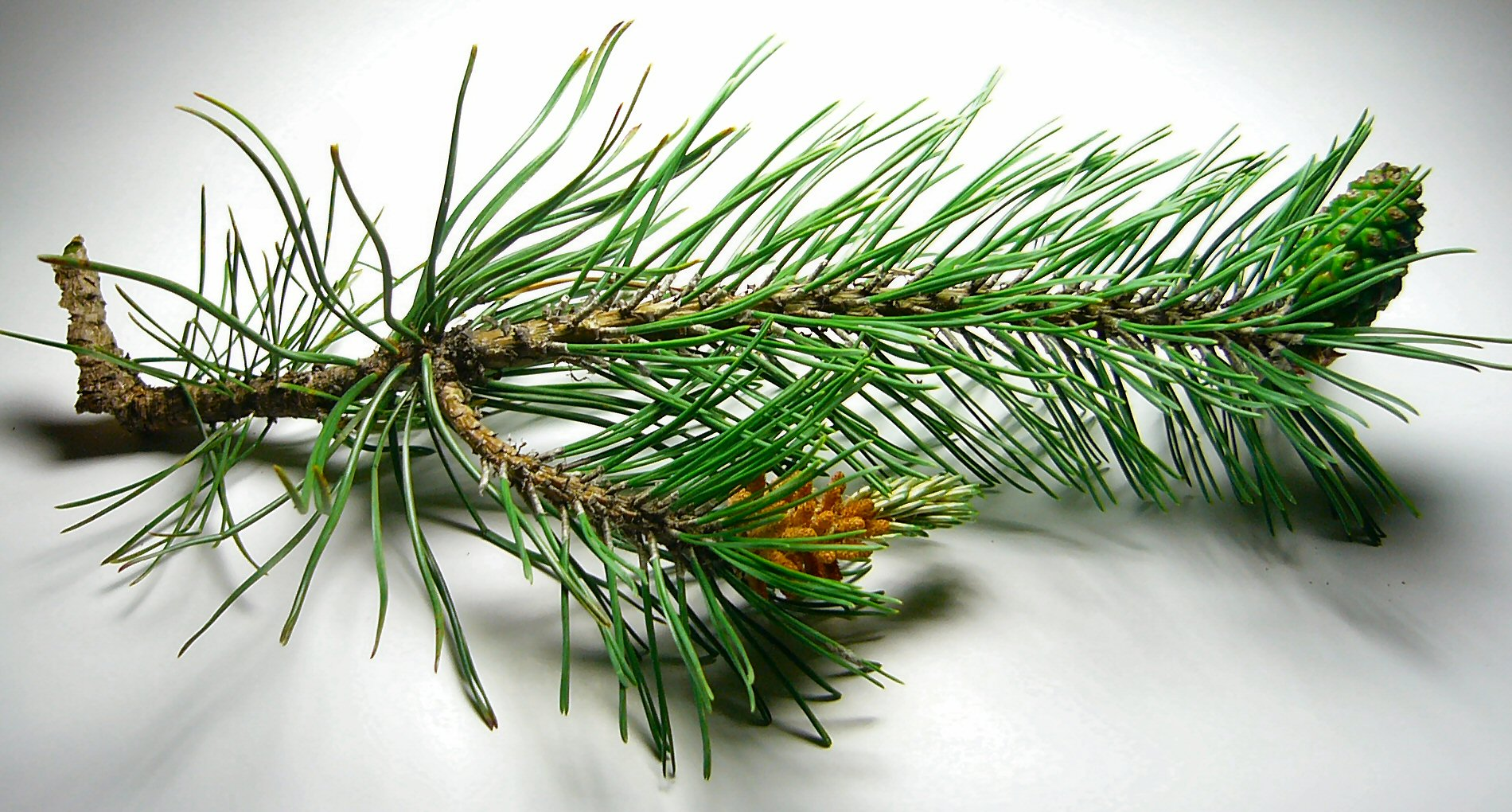
P. contortaの尋常葉。この種は各短枝から2葉が出る。
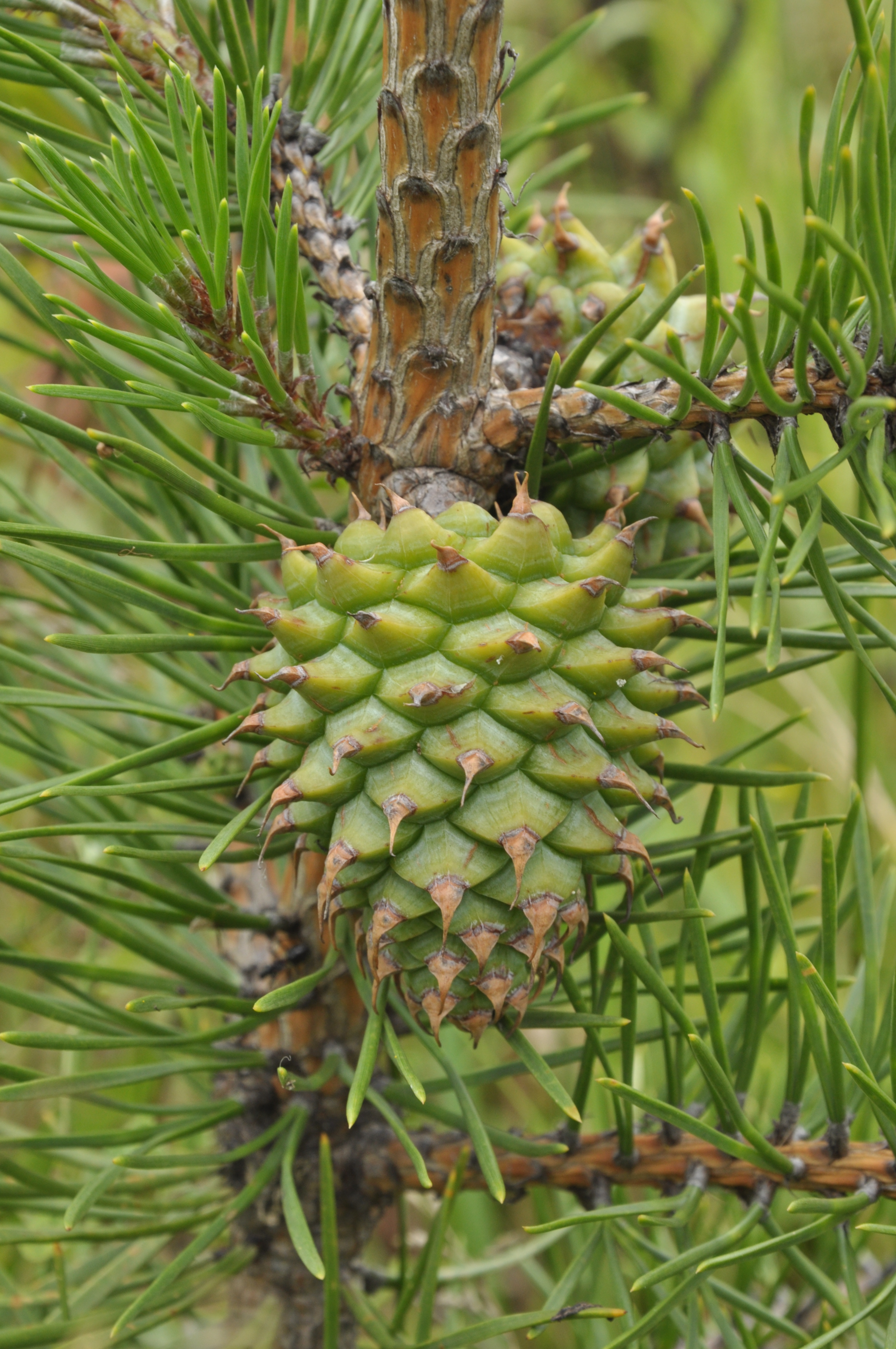
若い球果の上の枝に見える鱗状の鱗片葉。P. pungens
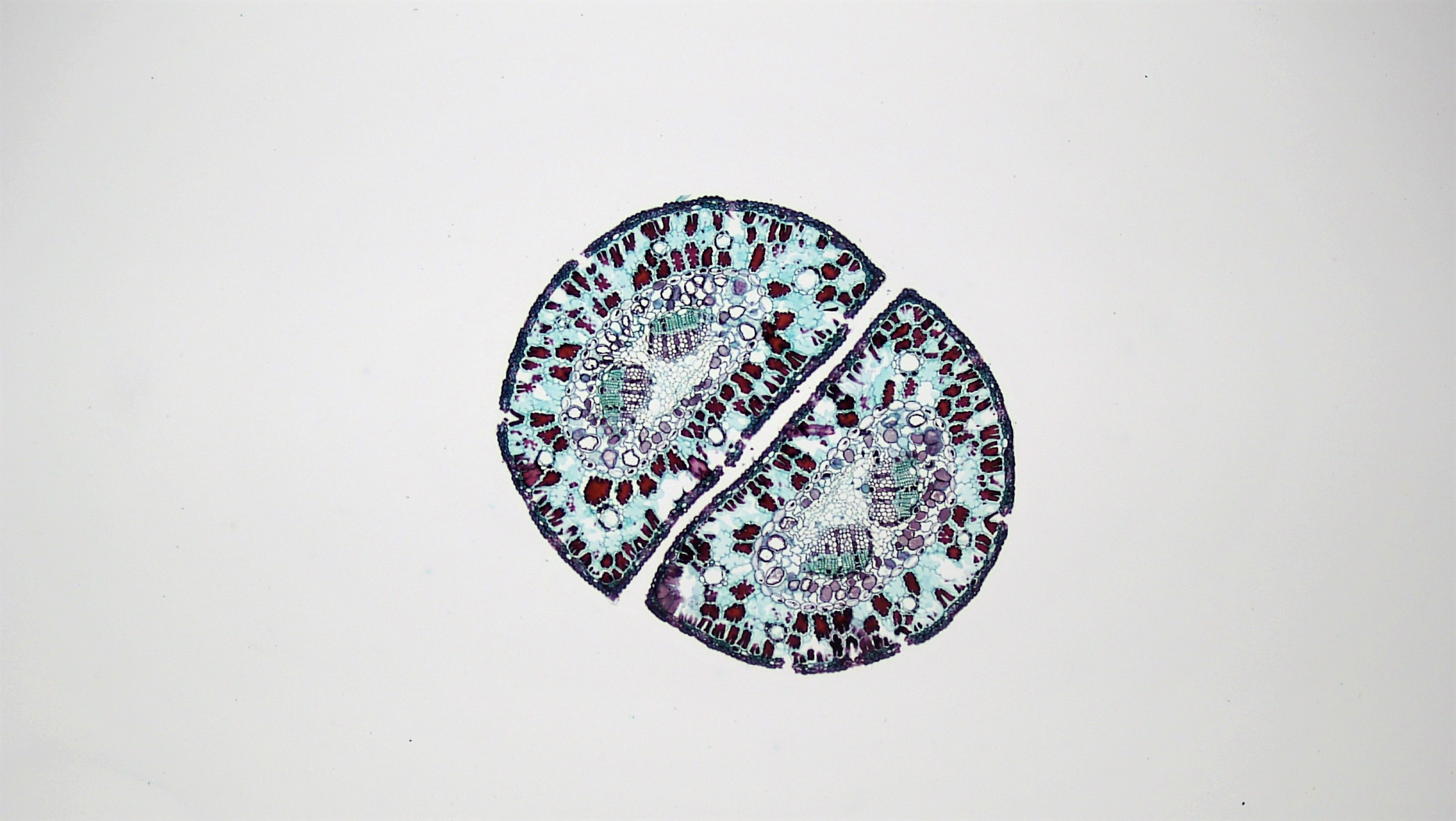
二針葉松の葉の断面図。中心角180度の扇形になっている
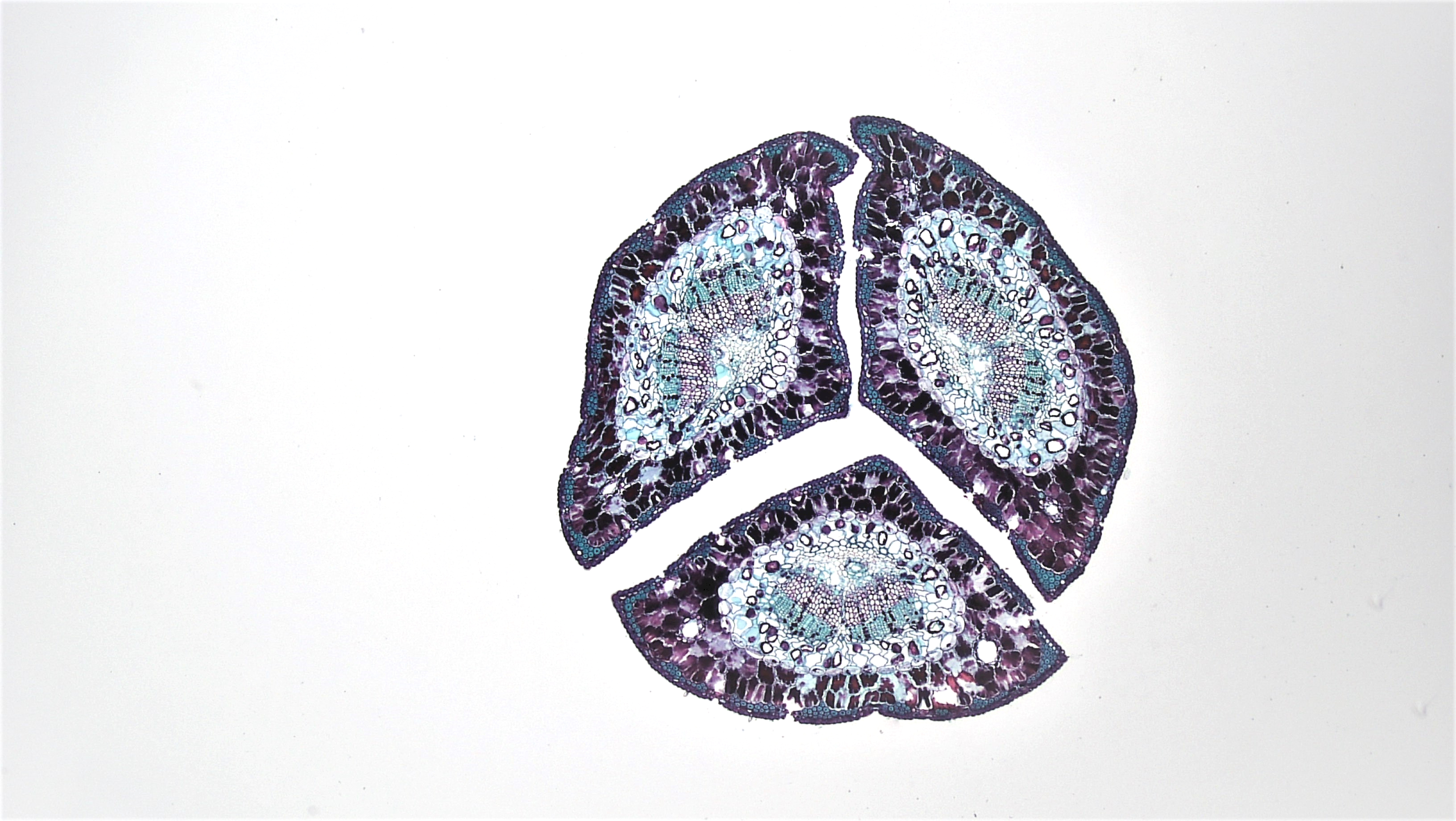
三針葉松の葉の断面図。中心角120度の扇形になっている
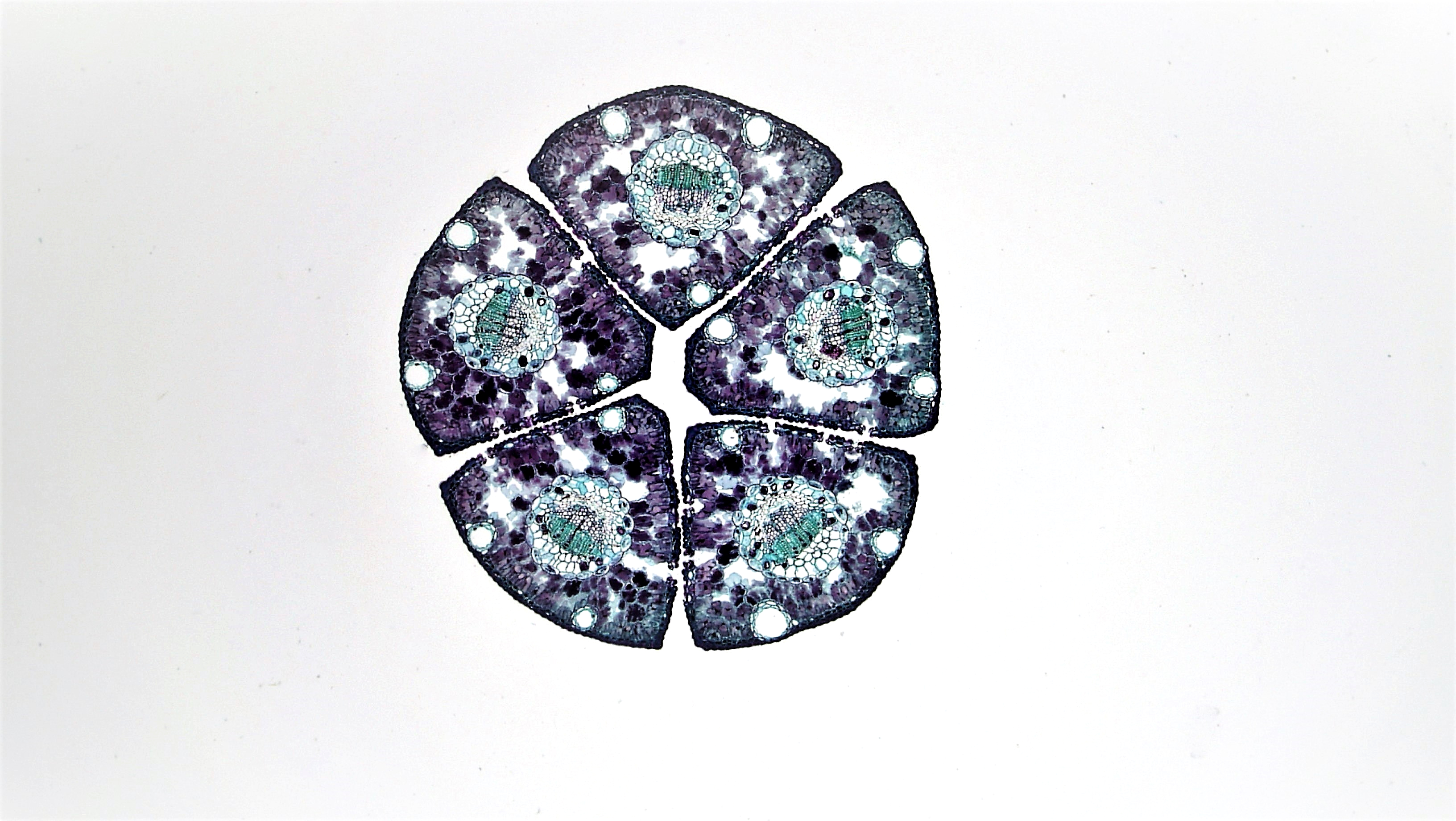
五針葉松の葉の断面図。中心角72度の扇形になっている

葉はベトナムに分布するP. krempfii（イヌマキのような扁平な葉を持つ）という例外を除いて、細く針のようになっている。葉の長さにも色々あり、僅か3-4 cmのバンクスマツ P. banksianaから40 cmを超えるようなダイオウマツ (P. palustris) やヒマラヤマツ (P. roxburghii) に至るまで様々なものがある。一般に温暖な地域に分布するものの方が葉の成長期間が長く、長い葉を持つ傾向にあるという。
マツ属の葉は短枝と呼ばれる枝の一種に数枚が束になってつく。その数は個体内での多少の差はあるものの2枚、3枚ないしは5枚が束になって生えていることが多く、種によってその数は決まっている。
日本では二葉松はアカマツ (P. densiflora)、クロマツ (P. thunbergii)、リュウキュウマツ。
五葉松はゴヨウマツ、ヒメコマツ、ハイマツ、チョウセンゴヨウ (P. koraiensis)、ヤツタネゴヨウが知られている。
三葉松は、アメリカ大陸を中心に分布しテーダマツ (P. taeda) やダイオウマツ (P. palustris) などが知られている。日本には3葉のマツは自生していないものの、化石の研究からオオミツバマツ (P. trifolia) と名付けられた種が分布していたことが確認されている。
葉の数による分類は直感的で非常に分かりやすい方法であり、両者には葉の数以外にも多数の違いがあること、遺伝的にも交雑できないことから、分類学的にも古くから認められていた方法である。
さらに、葉の断面を顕微鏡で観察すると維管束が見える。その数は2葉・3葉のマツと5葉のマツで異なるという特徴もよく知られており、一般に2葉・3葉のマツは2つの維管束を持つことから複維管束亜属 (Dipxylon)、5葉のマツは1つの維管束しかないことから単維管束亜属 (Hapxylon) とされてきた。しかしながら、北米やアジアに分布する一部の種は維管束は1つであるが、葉の数は2枚ないしは3枚であり、両者の中庸の形態を持つ。

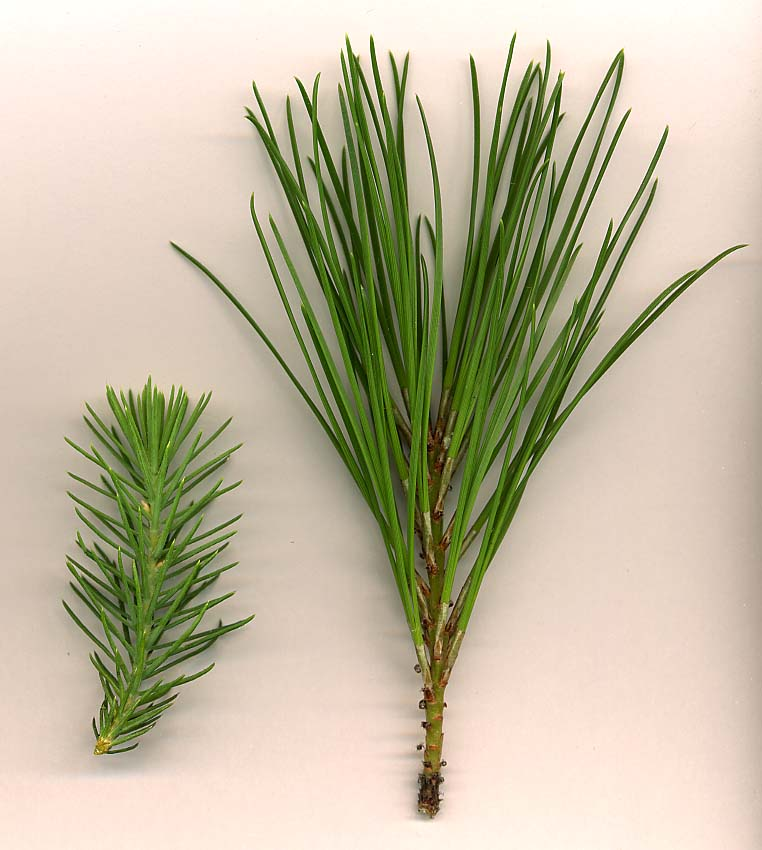
P. pineaの葉と若葉（左）
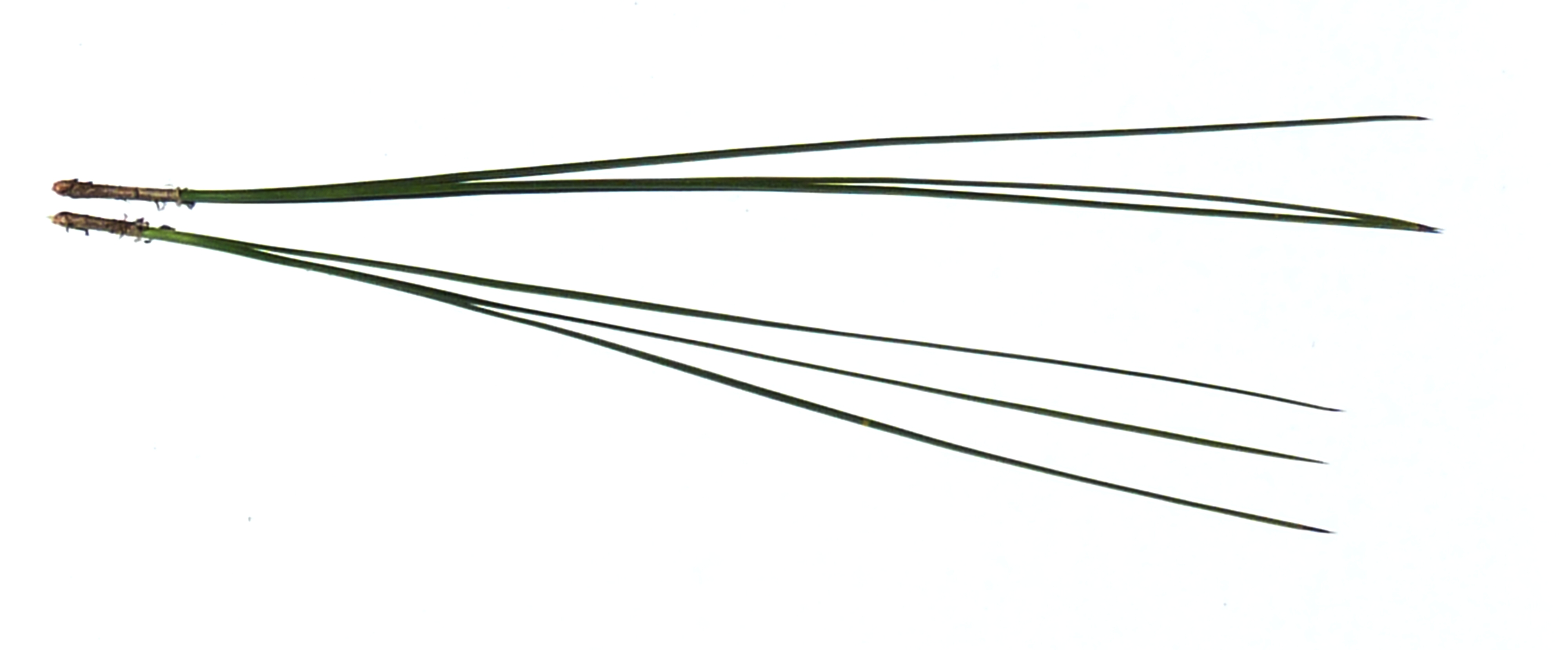
P. taedaの短枝と葉
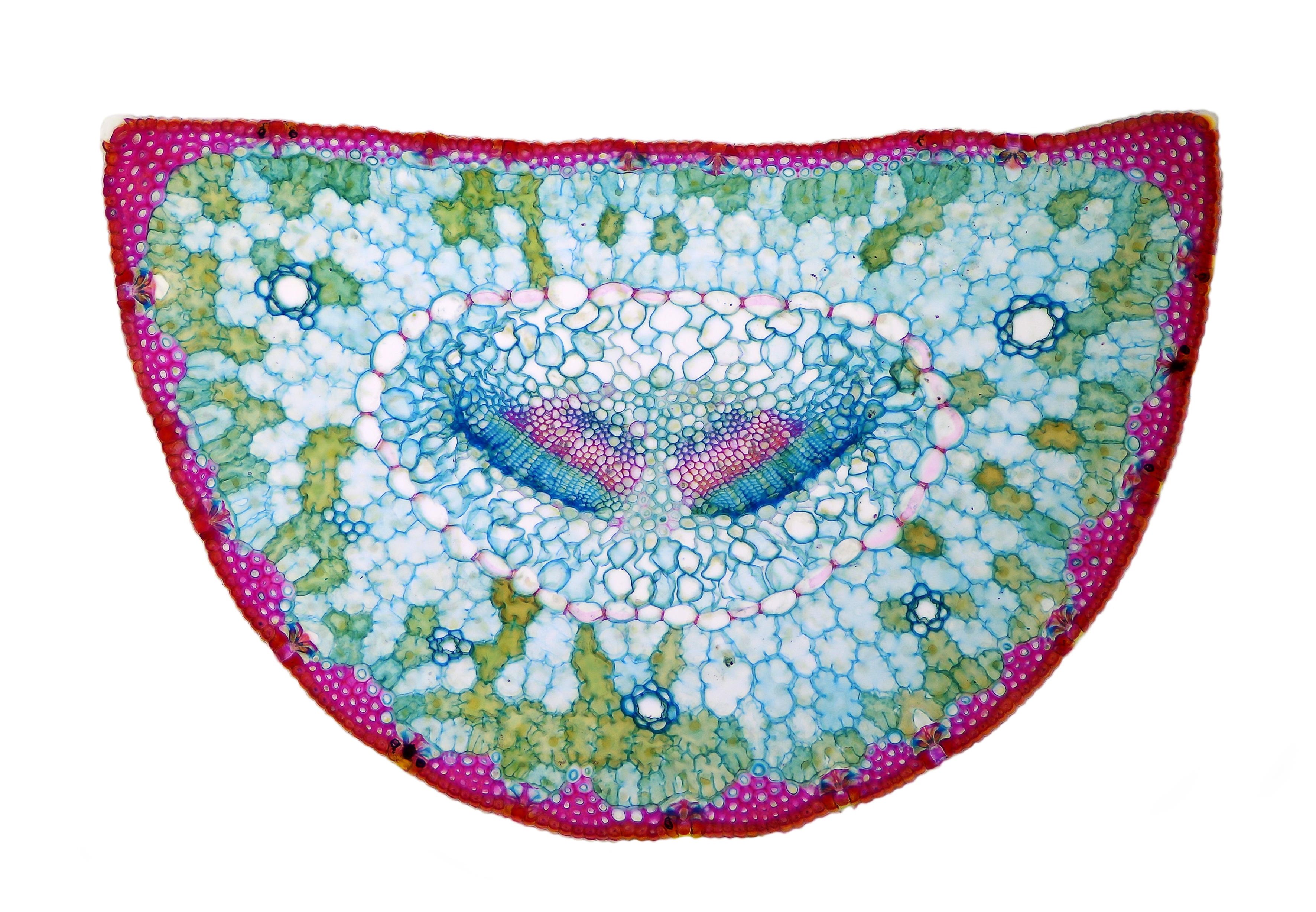
維管束が2つの複維管束亜属 P. heldreichii
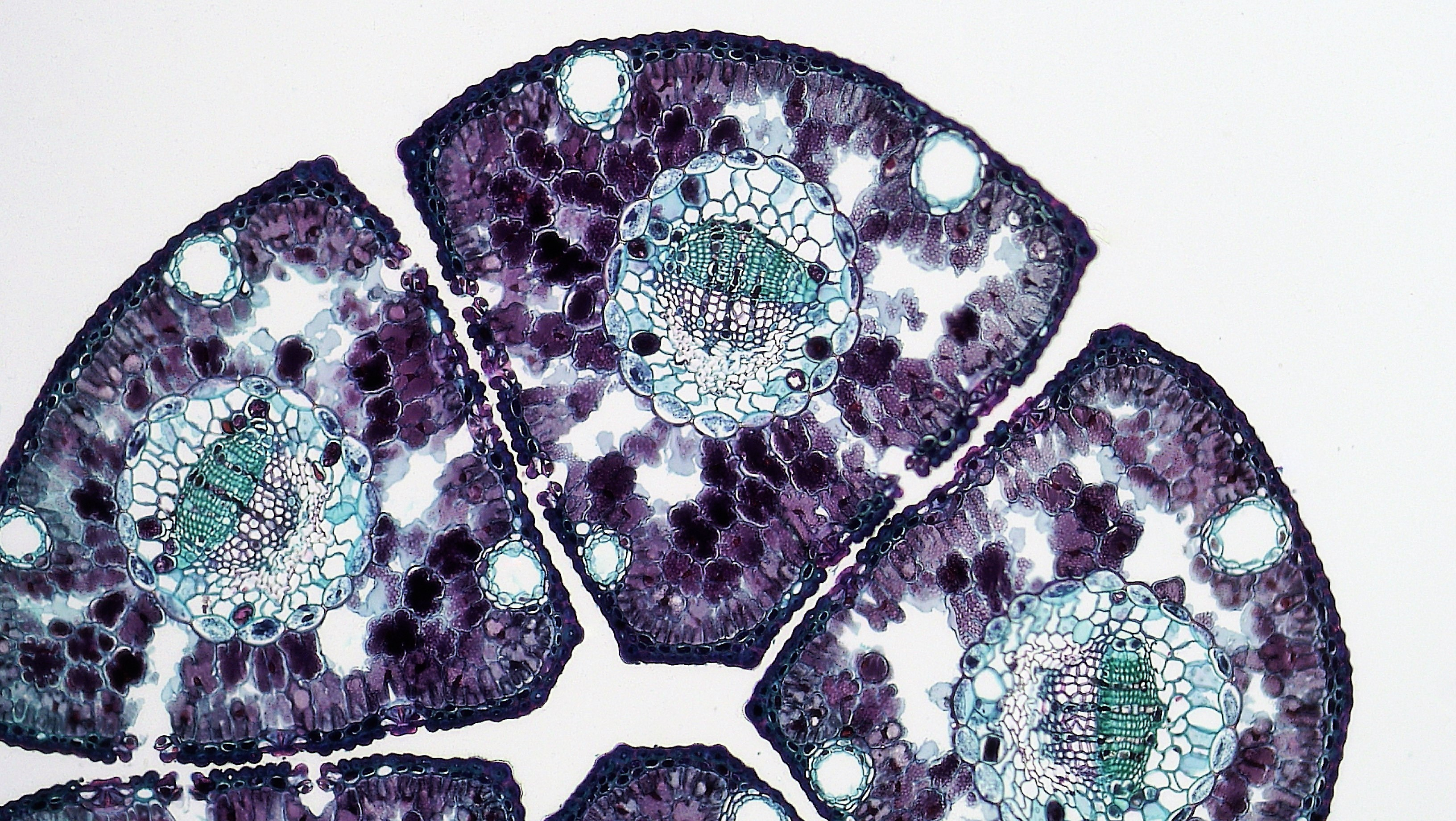
維管束が1つの単維管束亜属

### 花
マツの花は雌雄同株である。雌花は枝の先端に作られて、小さな球果の形をしている。雄花は枝の根元に作られ、小さなラグビーボールが多数集まった様相を呈すものが多く、色は黄色から赤色までさまざまである。
風媒花であり雄花で作られた花粉は風で、雌花に運ばれて受粉する。花粉は杉などと異なり、二つの風船状の気嚢が付いており風に乗りやすい形状をしている。
雌花は毬花（英語: female cone）などとも呼ばれ、概ね成熟した球果の縮小形をしている。色は赤っぽいものが多い。

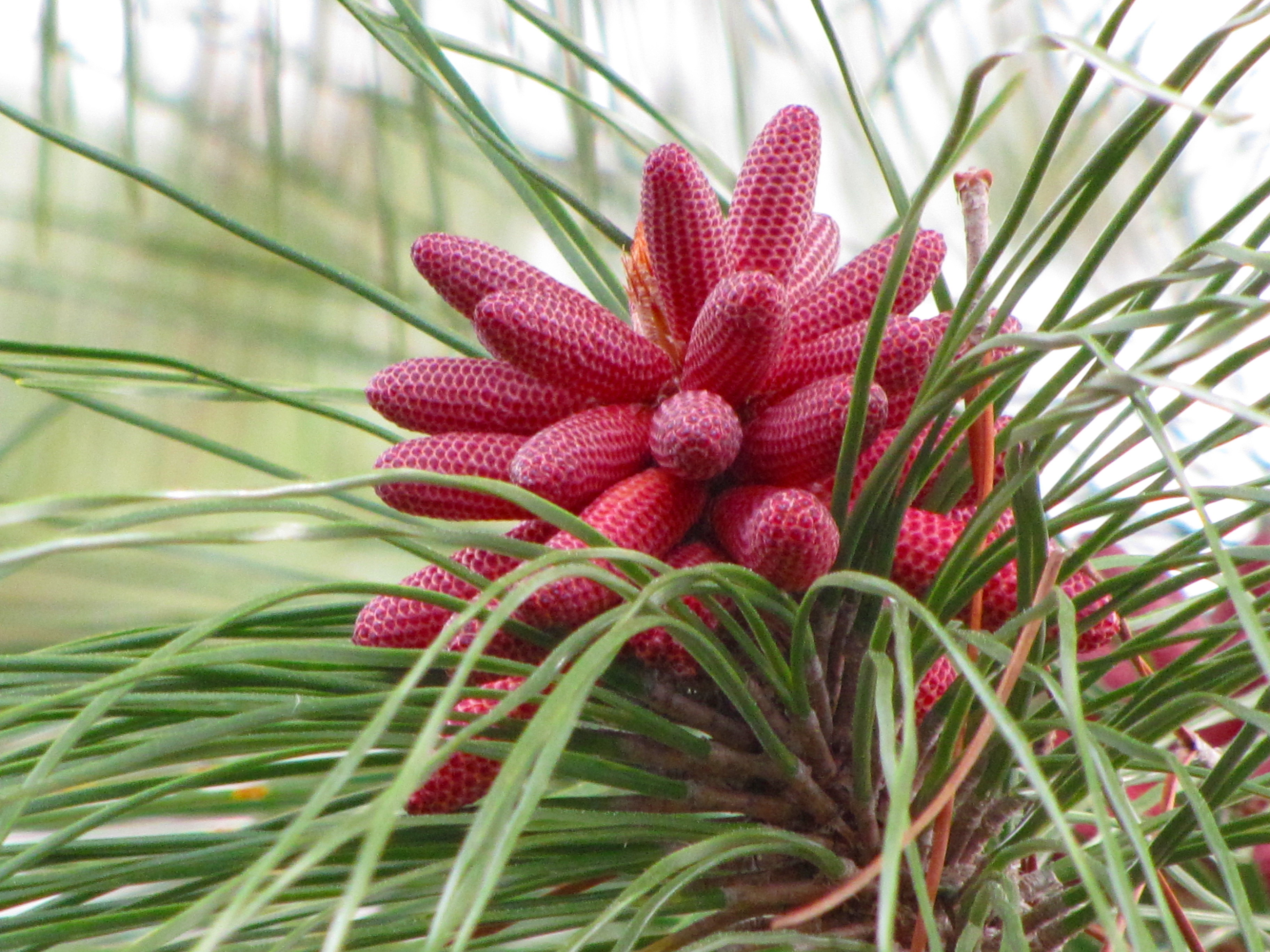
P. elliottiの雄花
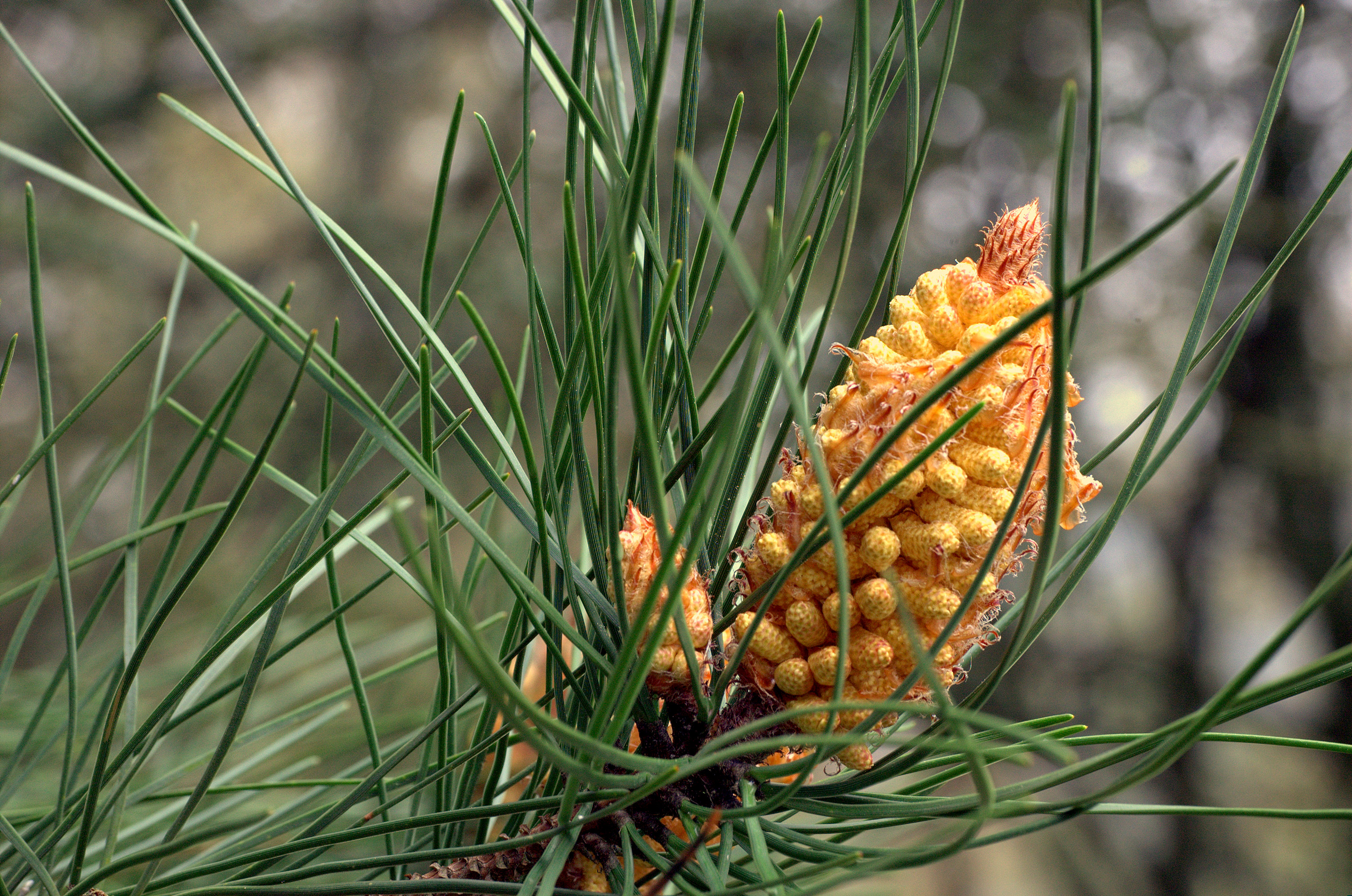
P. pinstarの雄花
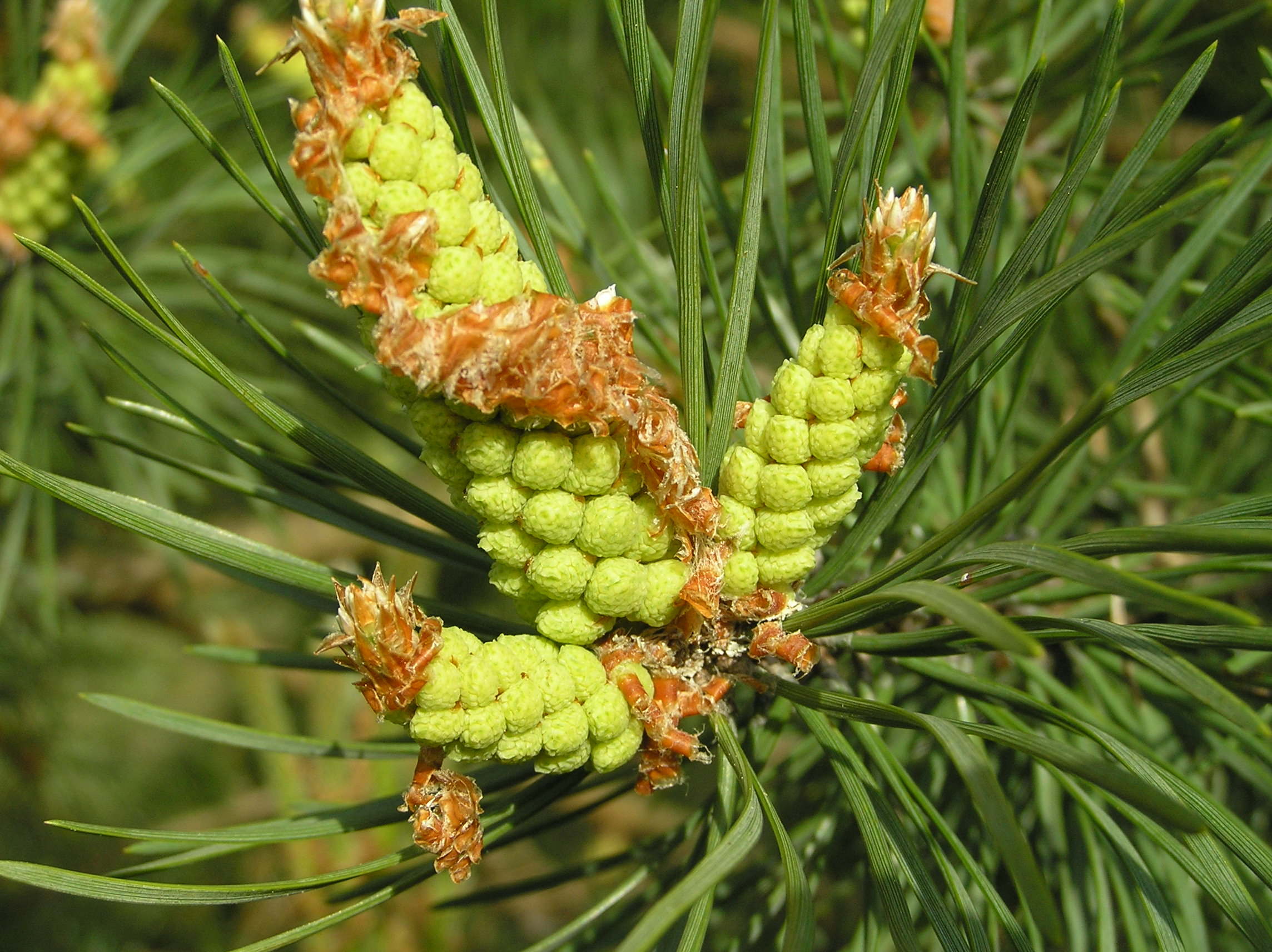
P. sylvestrisの雄花
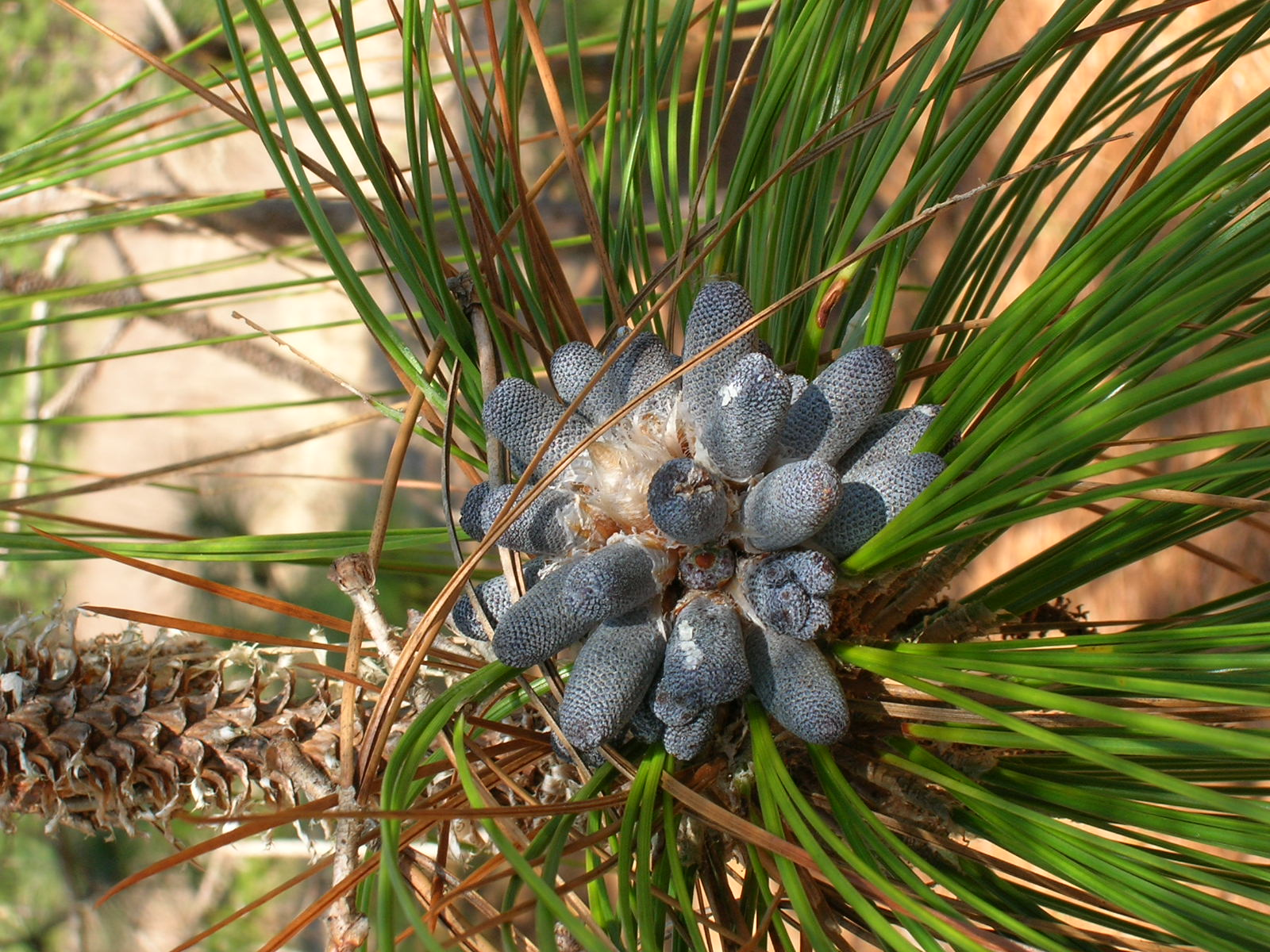
P. palustrisの雄花
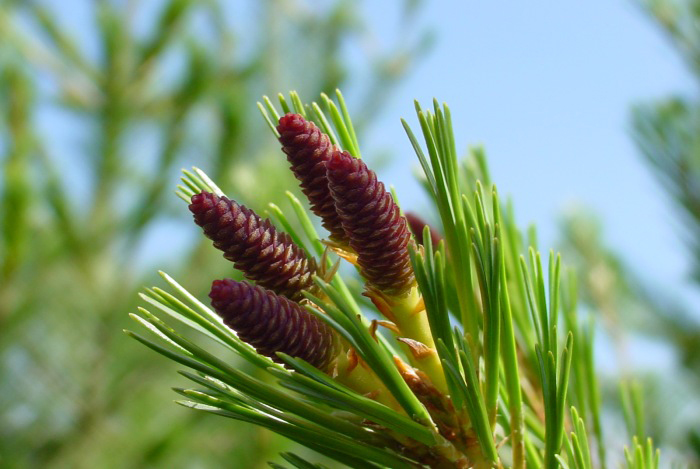
P. monticolaの雌花
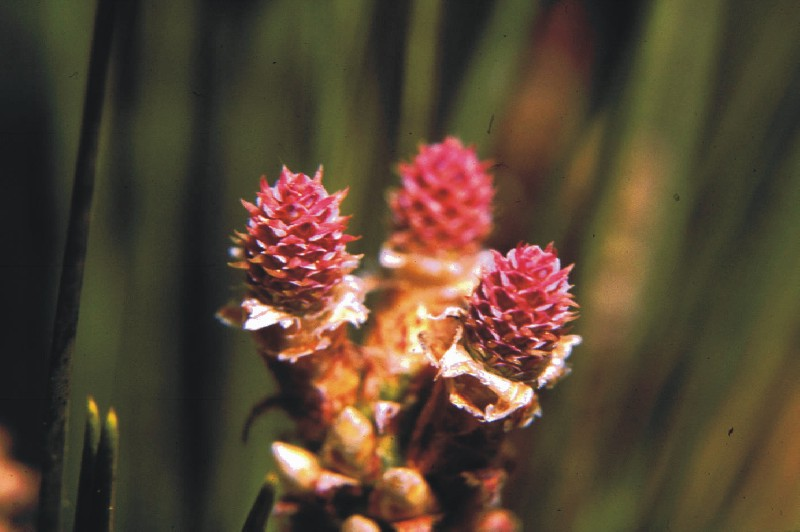
P. taedaの雌花
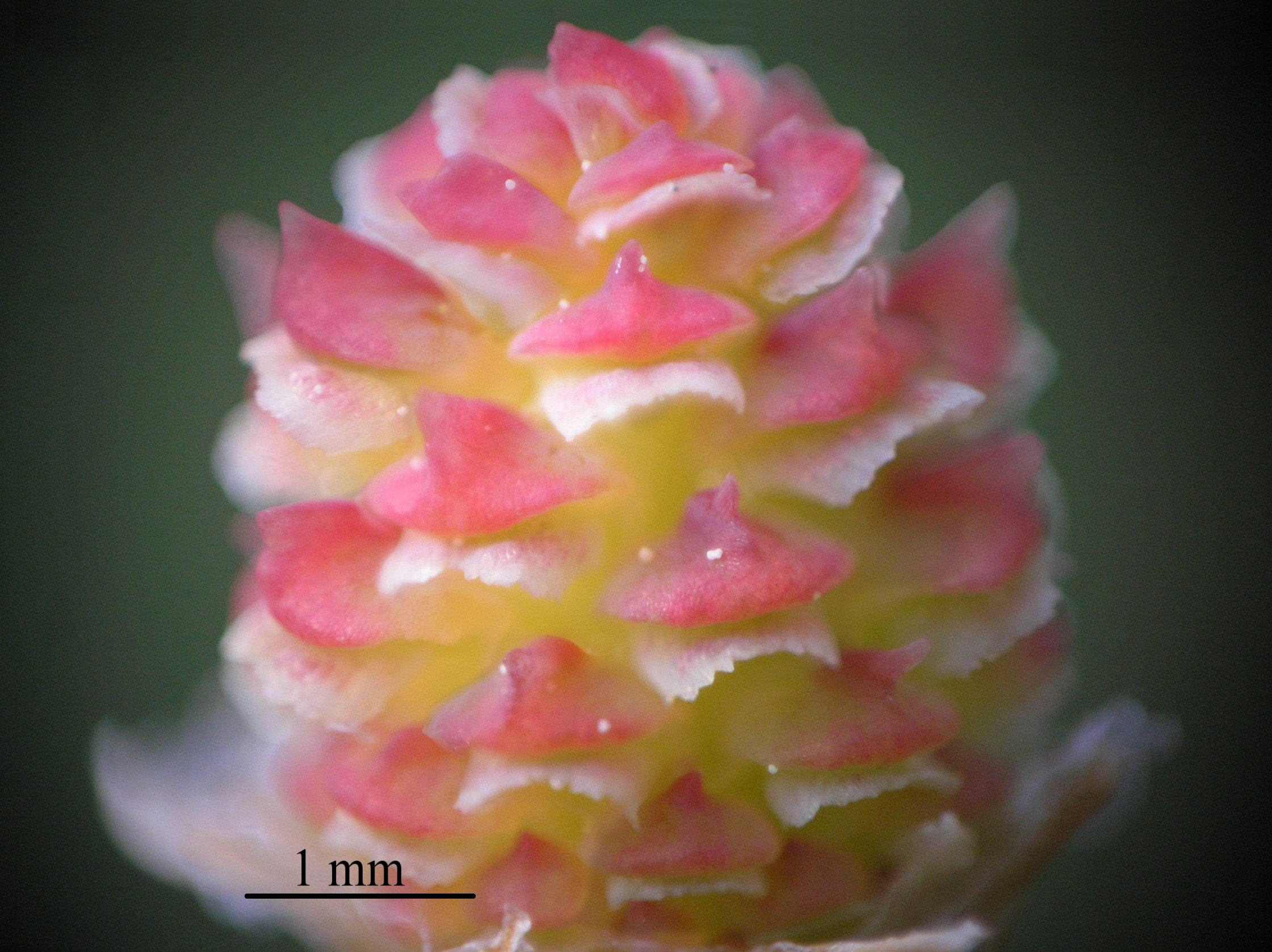
P. sylvestrisの雌花拡大図
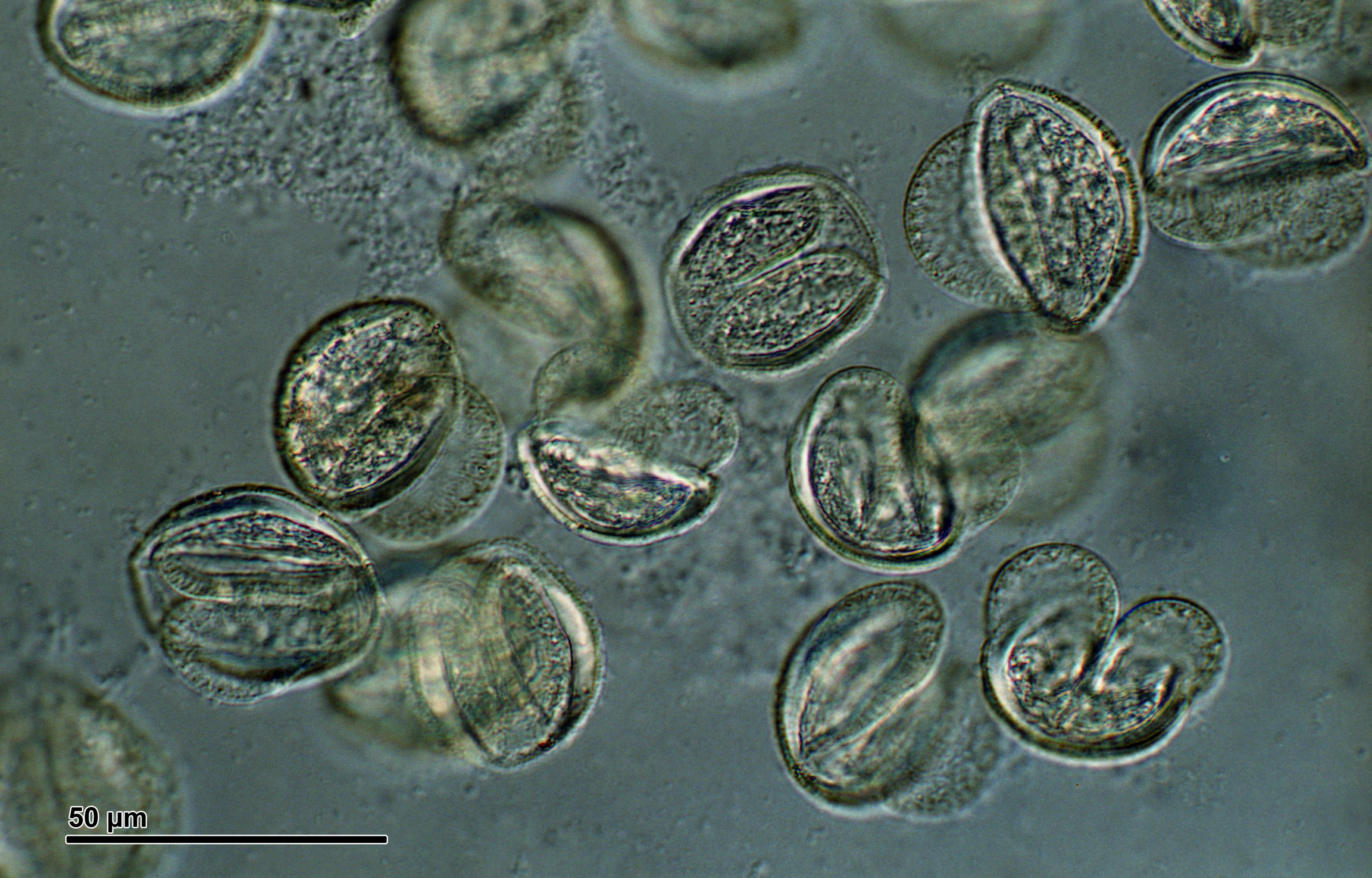
マツ属花粉の光学顕微鏡写真
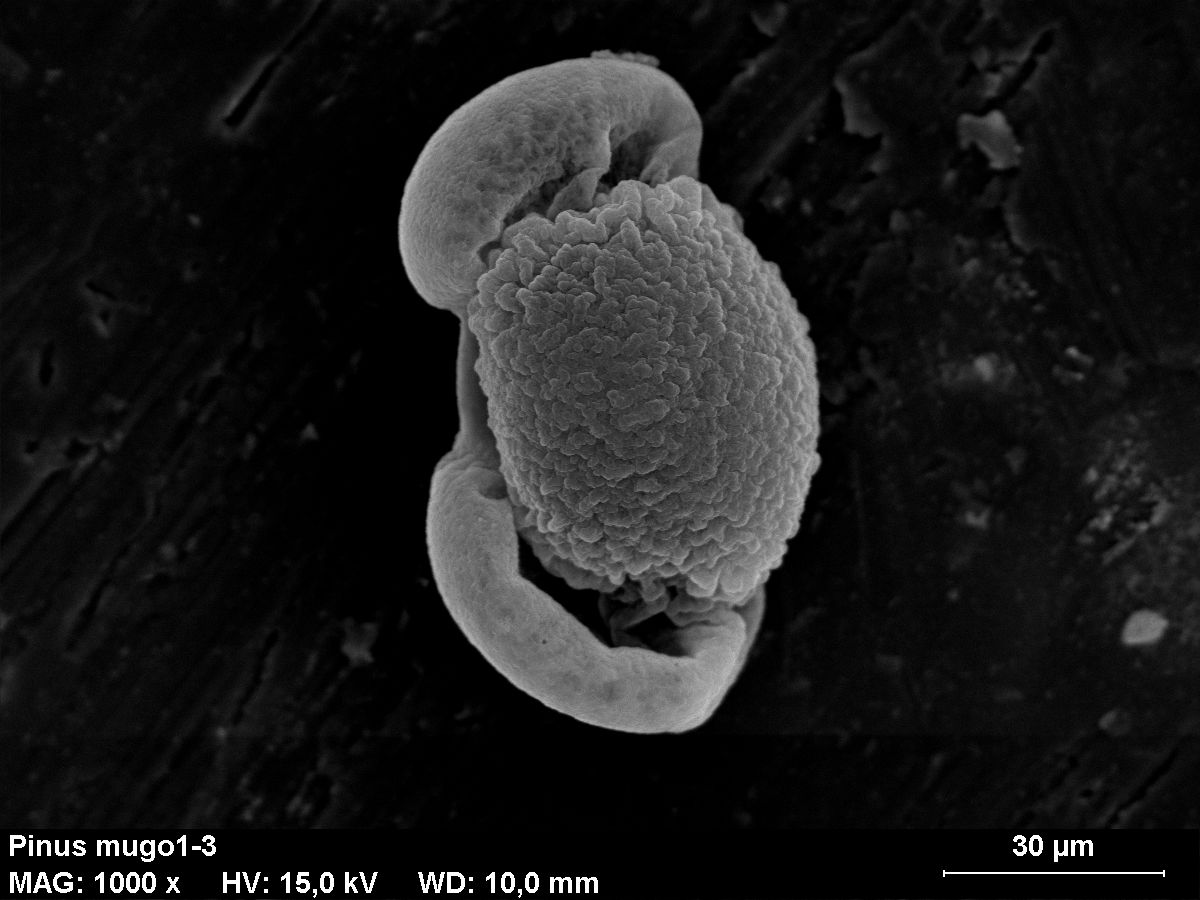
マツ属の花粉の電子顕微鏡写真 Pinus mugo

### 実
実は松かさや松ぼっくりと呼ばれる。裸子植物のうちでマツを含む針葉樹類の実は植物学的には球果と呼ばれるので、以下では特に断りのない限り球果と呼ぶ。
マツの球果は鱗片状のもの（種鱗）が集まった形状である。鱗片に突起（英: umbo）が現れるのが他のマツ科各属との違いの一つである。この球果についても形や大きさ、個々の鱗片状の凹凸の状態、表面の棘の有無、熟した時の色合いなどに違いが見られる。形や硬さについても色々あり、2葉・3葉のマツの多くの球果は卵型で硬く種鱗を剥がすのは素手では困難であるが、5葉のマツの球果は細長い円筒形（カプセル型）で比較的柔らかく素手でも容易に分解できるものが多い。ただし、例外もある。樹から落ちるときは球果ごと落ちるタイプである。（マツ科でもモミ属やヒマラヤスギ属は樹上で鱗片ごとに分解してしまう。）マツ属内で見た場合。球果と枝とを結ぶ柄（果柄）についても長いものから短いものまで種類は様々である。球果が樹上から落ちる際には果柄と球果実の間、もしくは枝と果柄の間に離層が形成されることが条件であるが、どちらに形成されるのかという違いもある。前者の場合、さらに一部の種では球果の種鱗数枚を果柄に残したまま落果するものもあるという。なお、種類によっては離層が形成されにくく、樹上に何年にもわたって球果が残るものもある。また、球果が開く条件は乾燥によるものが多いが、中には火災による高温や動物による摂食や球果の腐敗が条件の種もある。

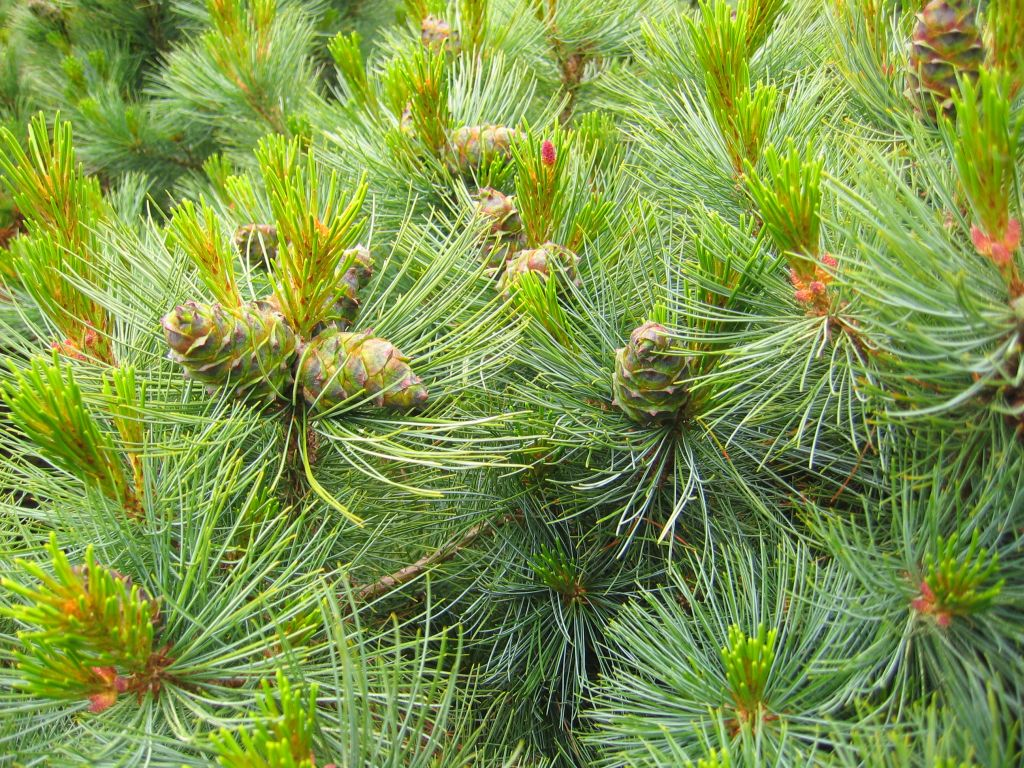
P. pumilaの球果。丸く鱗片表面は滑らか
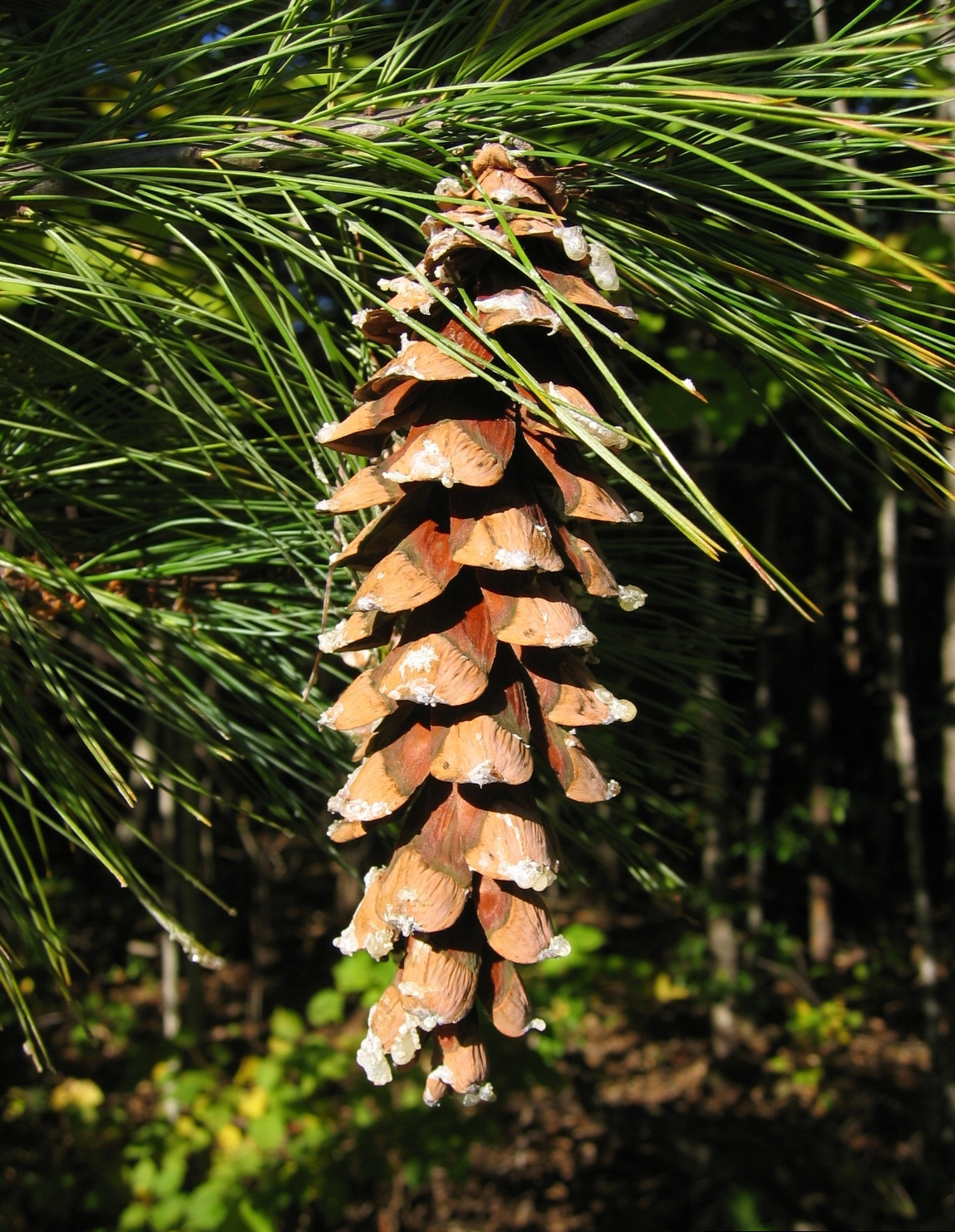
P. strobusの球果。白いのは松脂
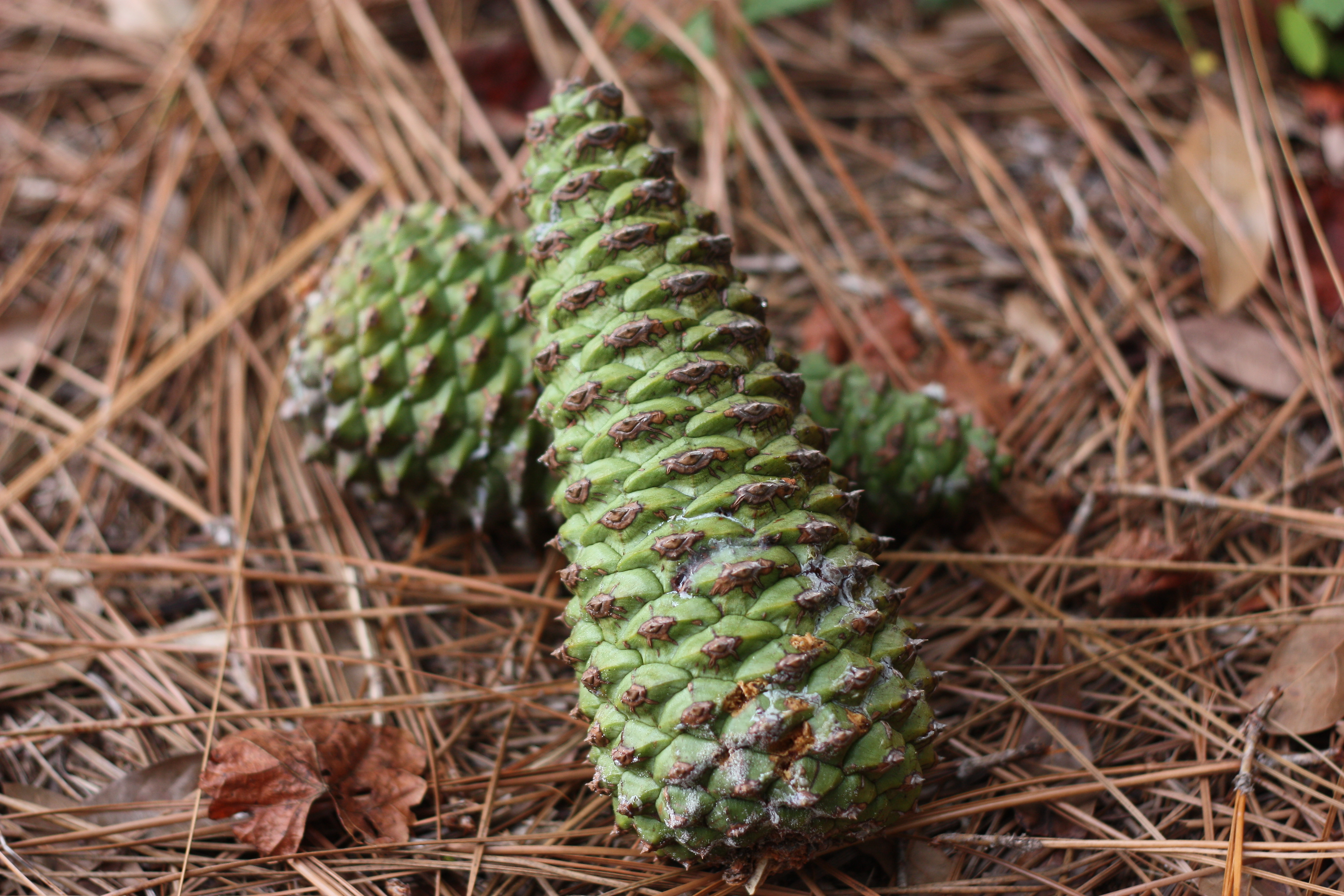
P. taedaの若い球果。棘が目立つ
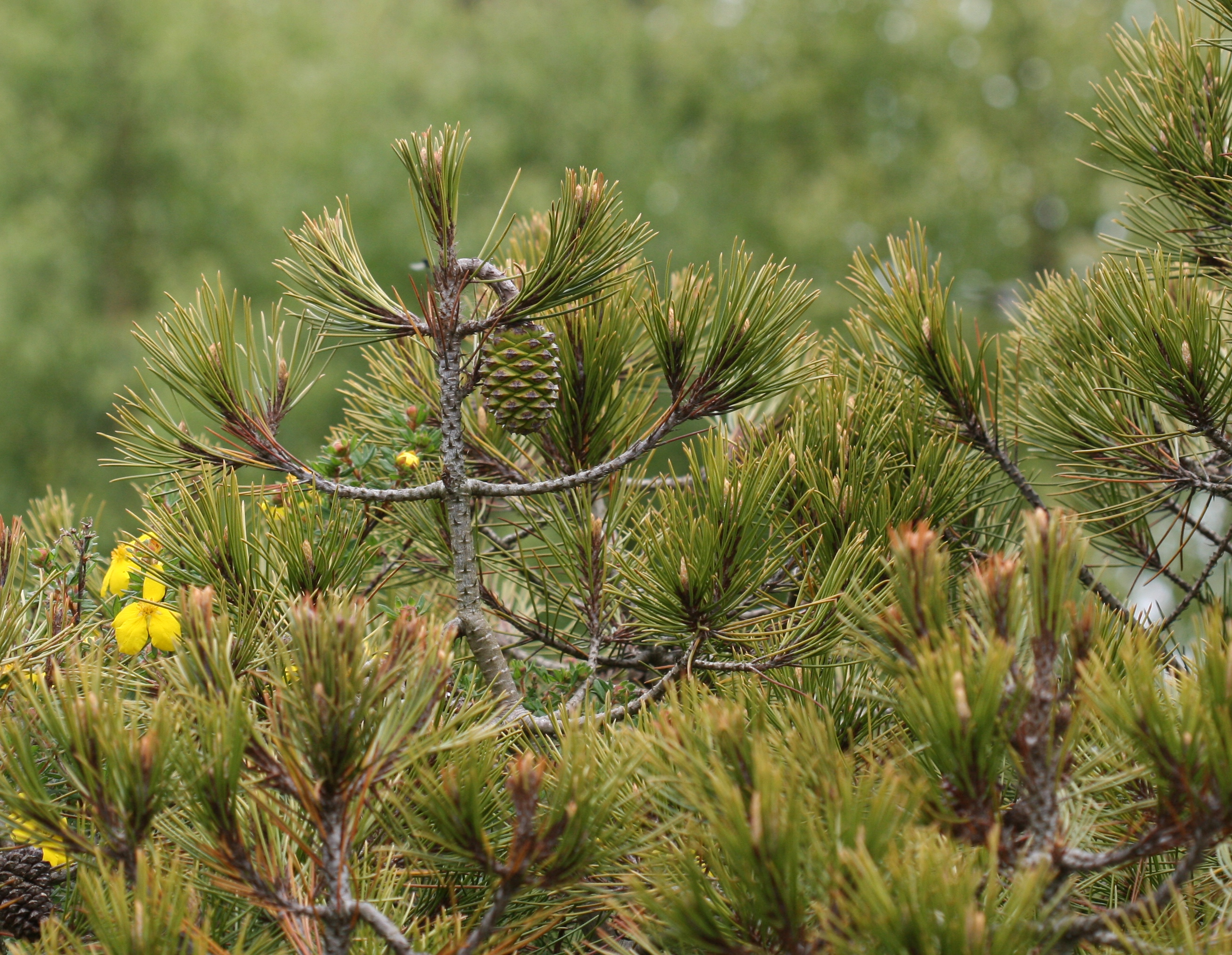
P. nelsoniiの球果。長い果柄が目立つ
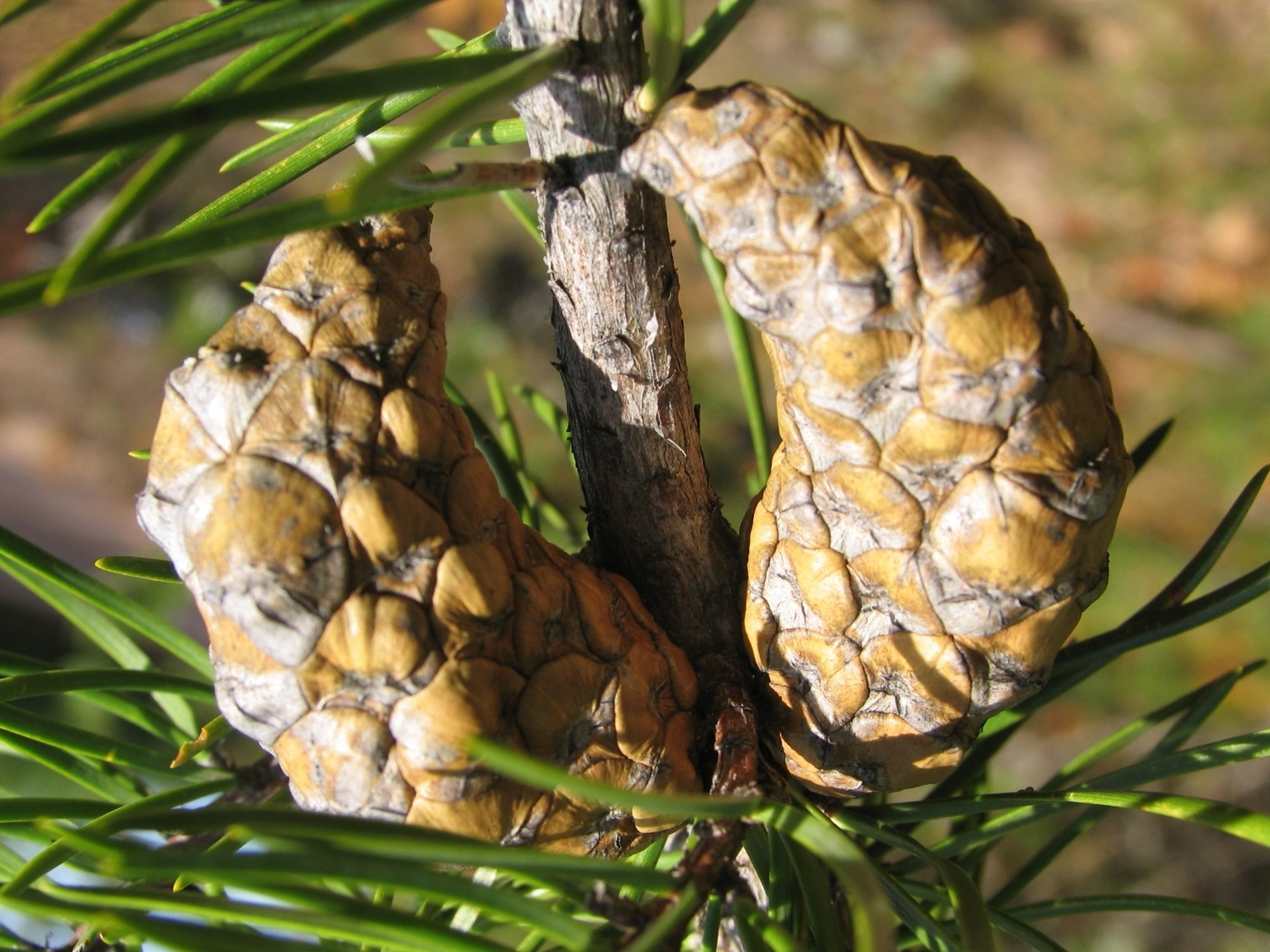
P. banksianaの熟した球果。火災によって開くタイプ
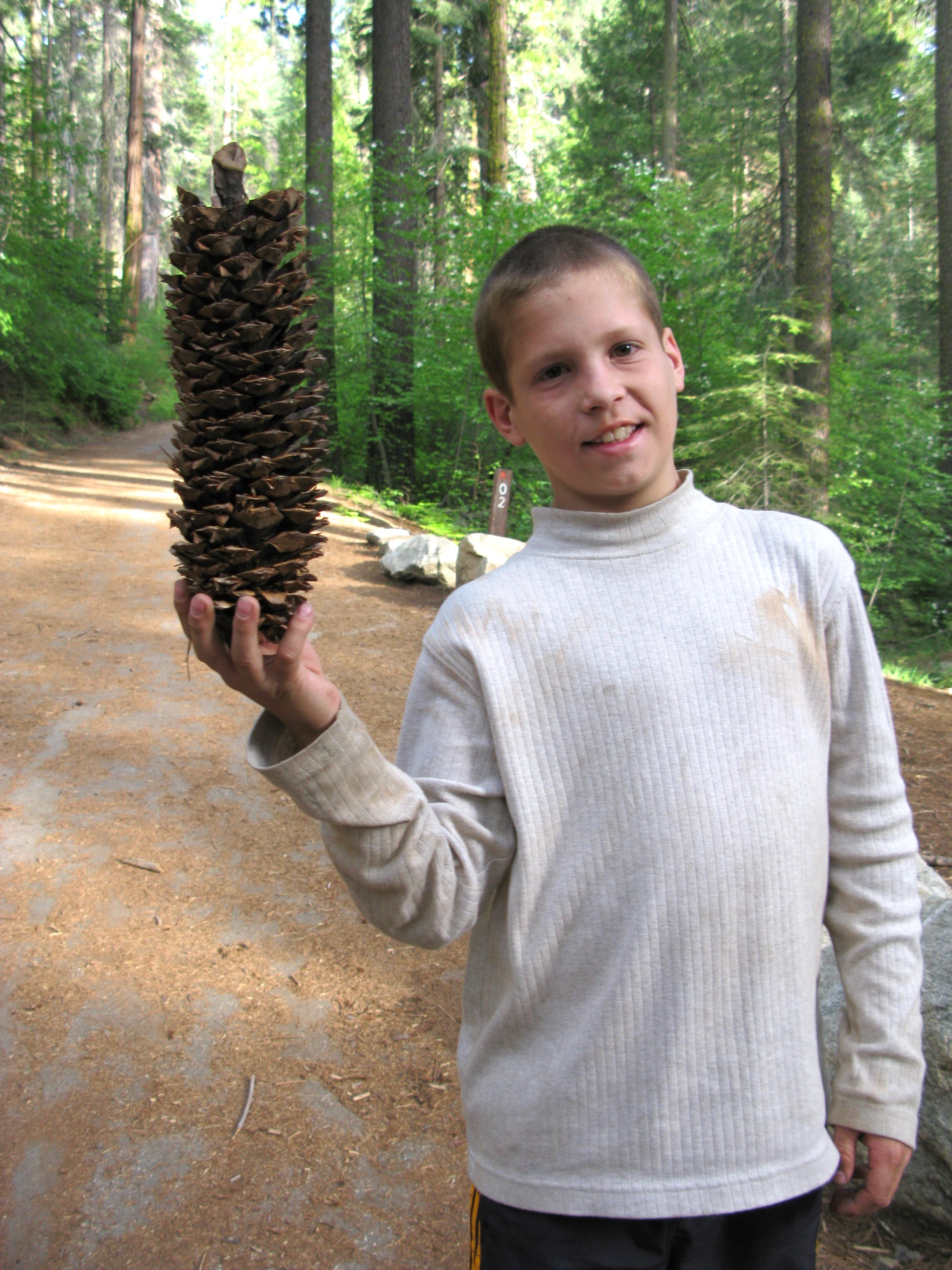
非常に大きいP. lambertianaの球果
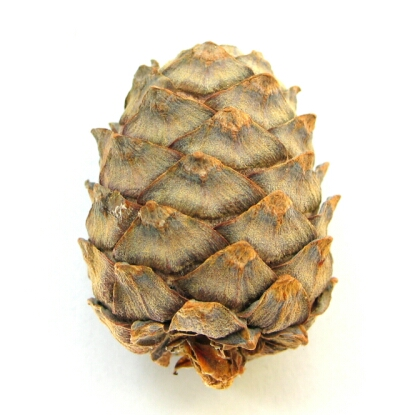
P. cembraの球果。熟しても開かない。動物散布型。
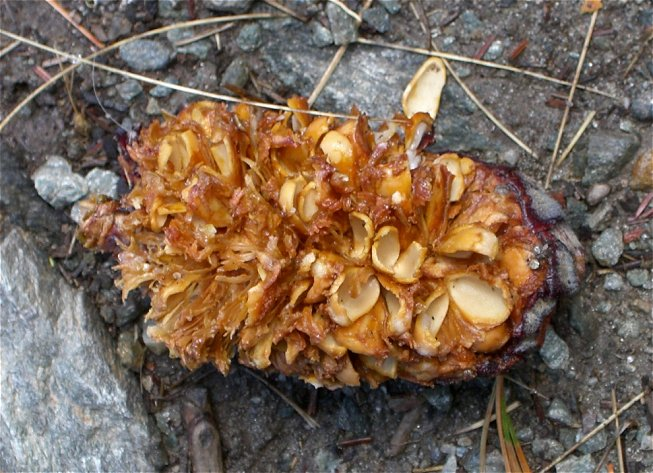
動物に齧られたP. cembraの球果。

種子は一般に風散布型で翼を持つが一部持たないものがある。また、翼のあるものであってもその大きさは色々である。特に種子に付く翼の付き方で分類する方法も古くから知られており、葉の維管束だけでなくこれでも2・3葉のマツと5葉のマツをほぼ綺麗に分けられることが知られている。一般に2・3葉のマツは翼と種子を綺麗に分離できるが、5葉のマツは翼の組織が種子内部に入り込んでおり綺麗に分離できない。

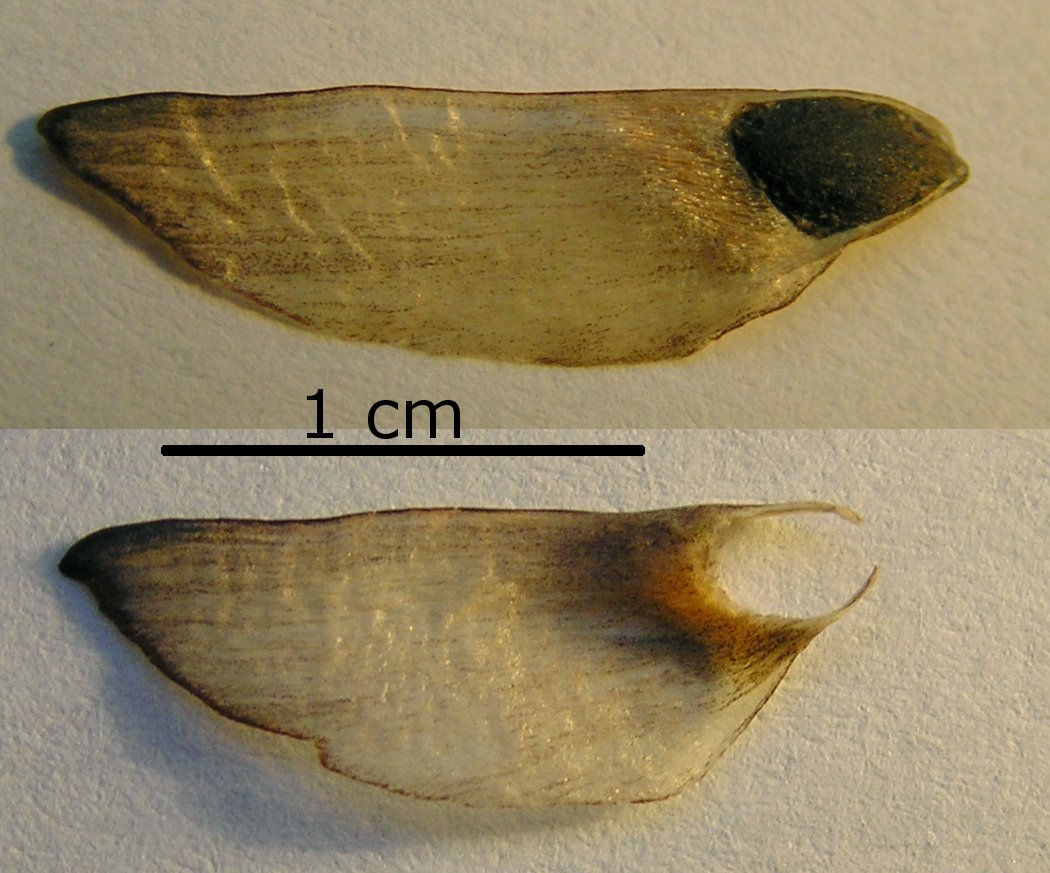
P. sylvestrisの種子と翼。翼を外しやすいタイプ
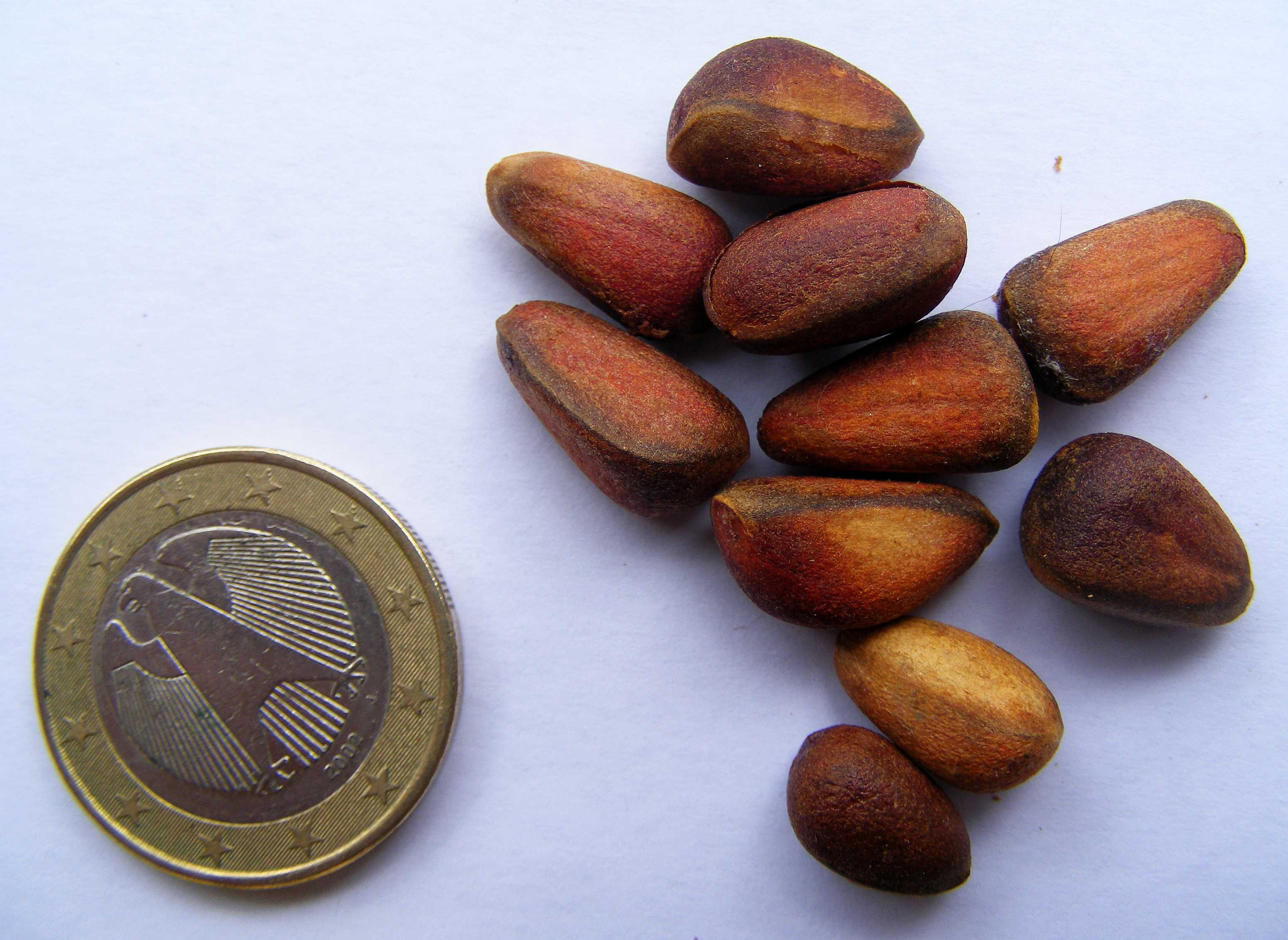
P. cembra の種子。翼はない。

## 生態
アカマツやクロマツなどといった温帯地域のマツは一般に春から初夏にかけて主軸と枝が一節ずつ伸びて（俗に「みどり」といわれる部分）、夏には成長を止める成長様式を見せるものが多い。しかしながら、特に亜熱帯や熱帯に分布する種類では1年間に多節成長するものがある。
バンクスマツ (P. banksiana) やリギダマツ (P. rigida) は早い種類では発芽後数年で花を付け始め、特に雌花の形成が早いという。マツ類は雌花において受粉した後に、胚珠が受精完了するまでの期間が長く、翌年の春から夏になって受精に至る。受精後に球果は急激に成長し同年の秋には熟すというパターンが多い。例外的にメキシコに分布するP. nelsoniiは受粉後に年内に受精し球果が成長を始める他、イタリアカサマツ (P. pinea) のようにさらに1年かかり、受粉後3年目の秋に球果の成熟を迎える種もある。球果が開くタイミングは種によって異なる。アカマツやクロマツは種子が成熟すると、すぐに種鱗が開くようになり湿度に応じて開閉を繰り返す。一方で成熟後数年間開かない、もしくは好適な条件下にならないと開かない（晩生球果、serotinous coneなどと呼ばれる）仕組みを持つものもあり、特に火災時に種を散らす仕組みを持つものが多い。また、チョウセンゴヨウやP. cembraなどのように樹上からは落果するものの自然には決して開かず、動物による摂食、もしくは球果が腐敗することによって種子の散布、発芽へとつながる種もある。
陽樹であり、遷移が未発達の厳しい場所に生えるというイメージが強いが、チョウセンゴヨウ (P. koraiensis) のように動物による種子散布を期待する種は実際に動物が生息するようなある程度遷移の進んだ森林においても苗が成長する。一方で火災によって種子を散布するような種は極めて耐陰性や耐病性が低く、遷移の進んだ状態では更新できないものが多い。厳しい環境下でも生育できるようにマツ属は自身の根に菌類の菌糸を侵入させた、特別な根である菌根を形成する。マツは菌類を通じて土壌中の栄養分や水分の吸収を助けてもらっており、逆に菌類に対しては光合成によって得られた同化産物を分け与えているという共生関係にある。マツと共生して菌根を形成する菌類は多数知られている。「キノコ」として我々が利用できる種も多く、日本ではマツタケ（松茸）、ショウロ（松露）、アミタケなどが特に有名。

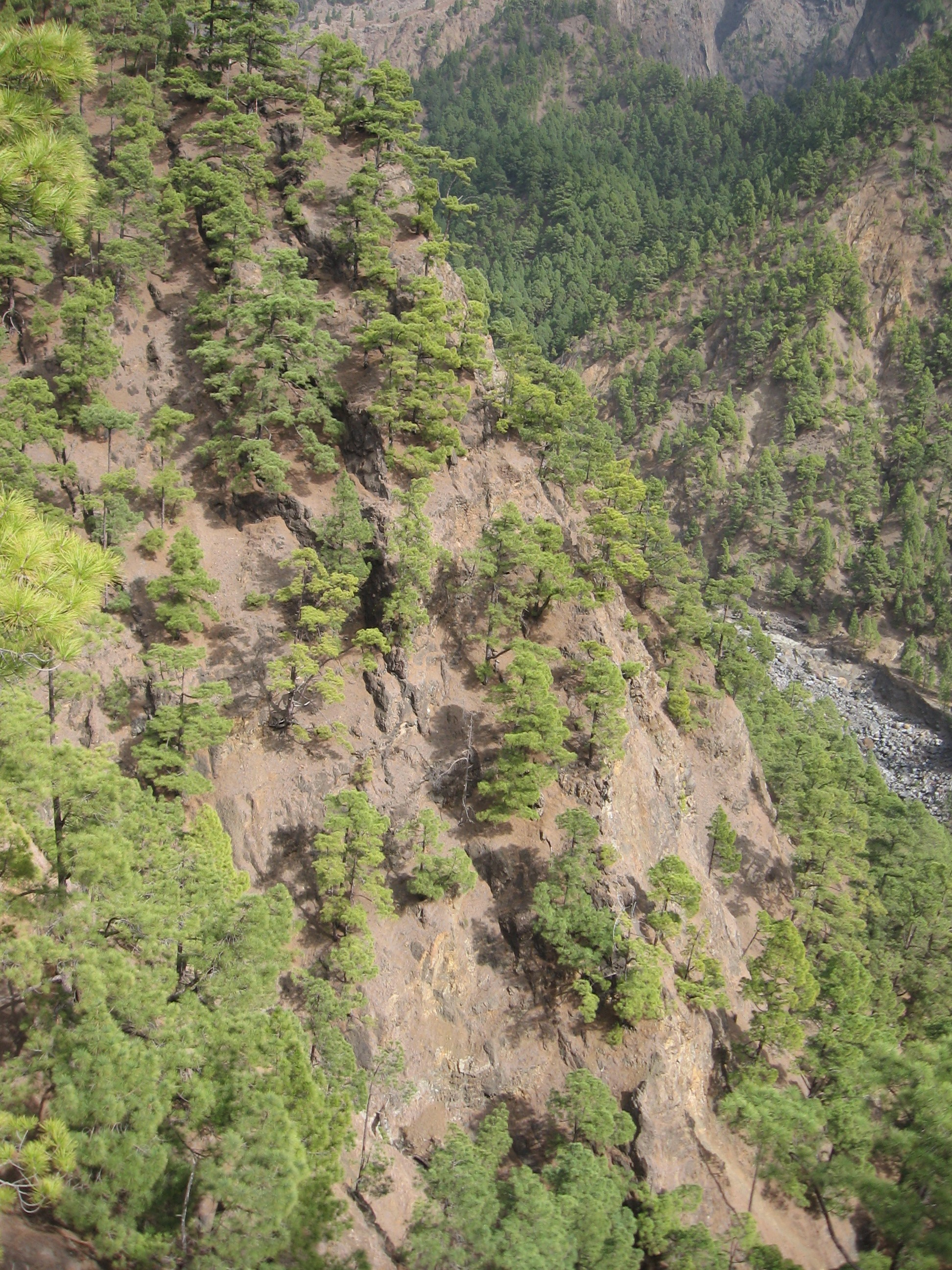
急斜面に生えるP. canariensisの群落
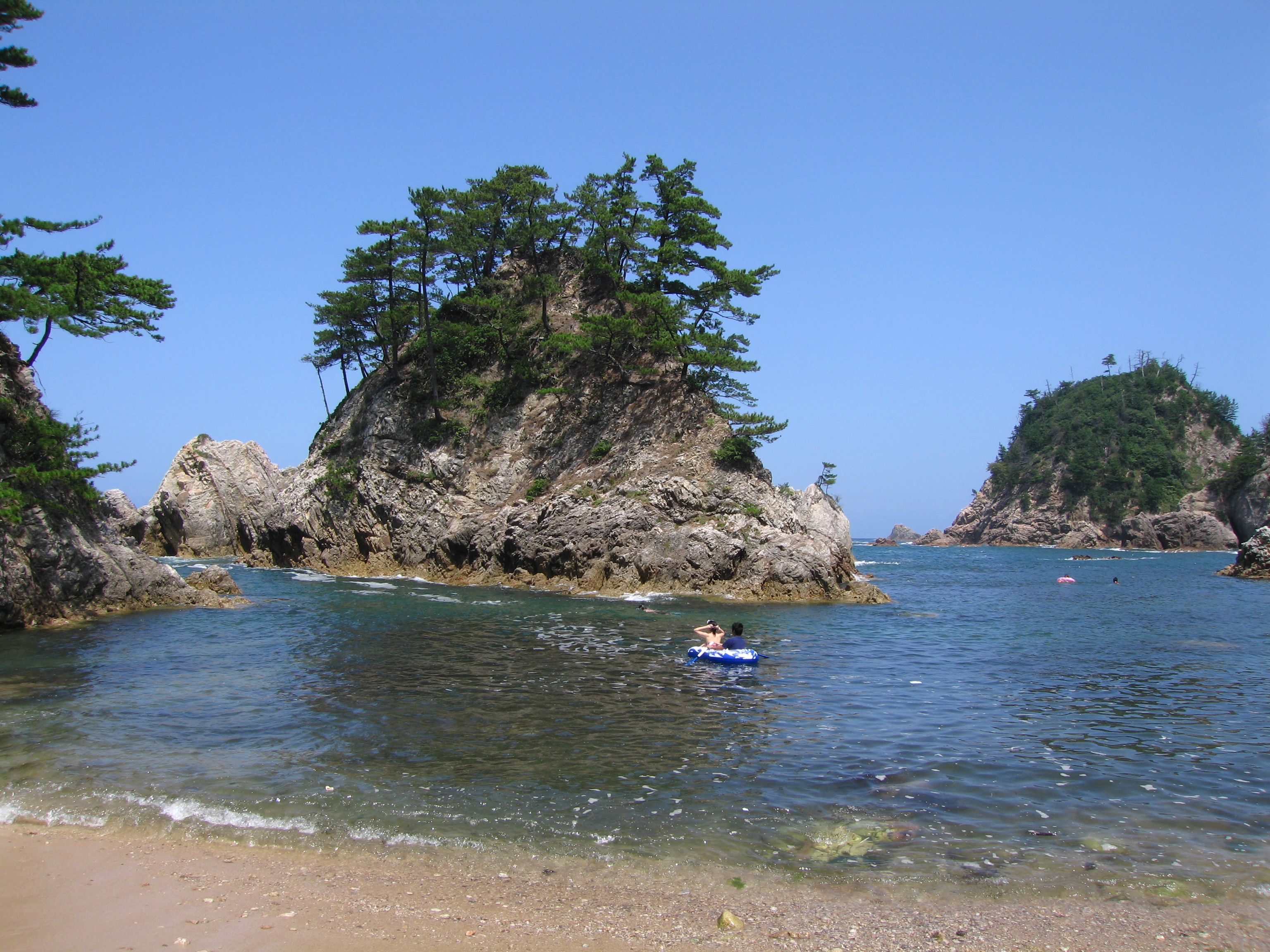
海岸の岩場に生えるクロマツ
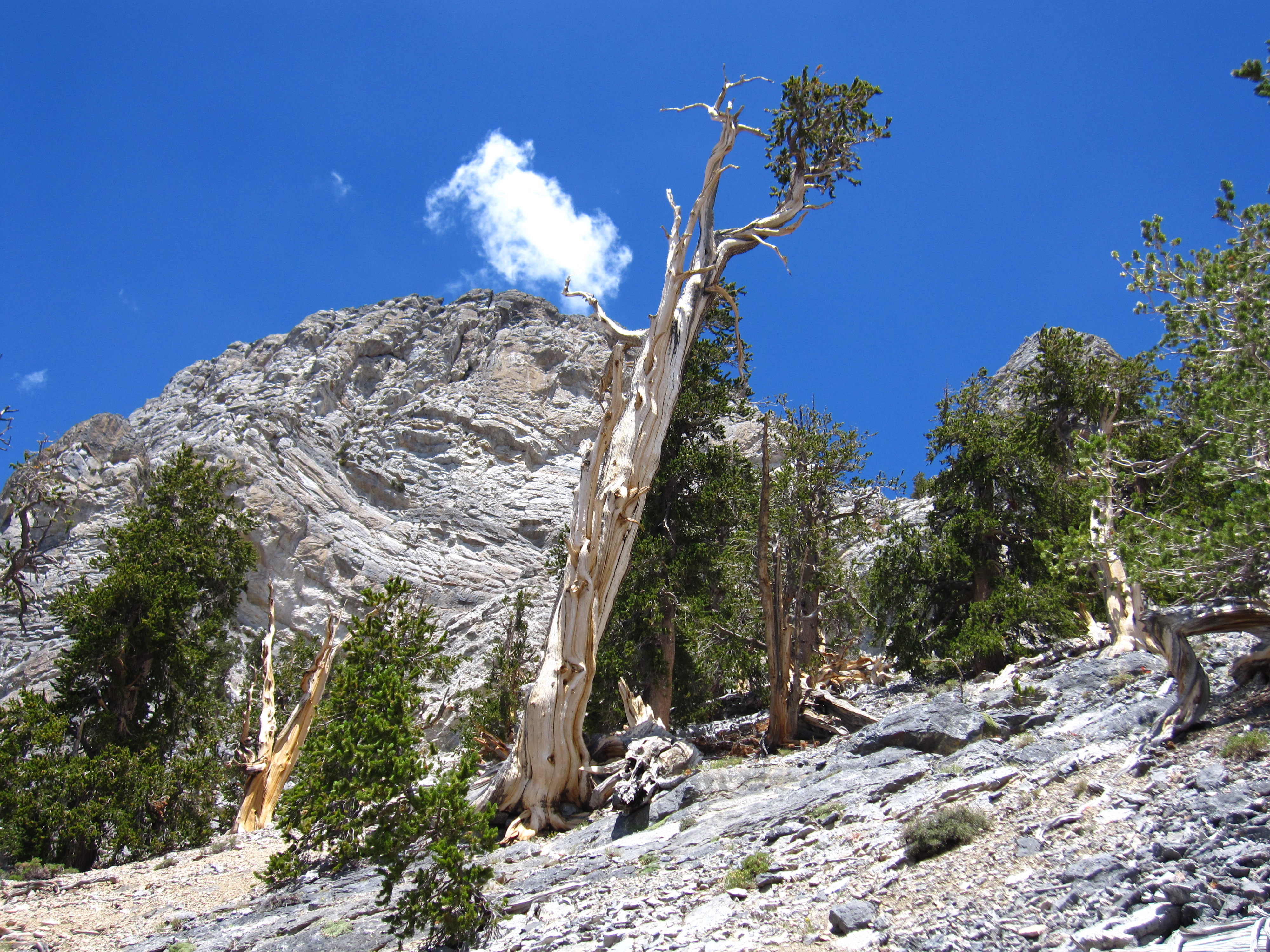
厳しい気候で樹体のほとんどが白骨化したP. longaeva
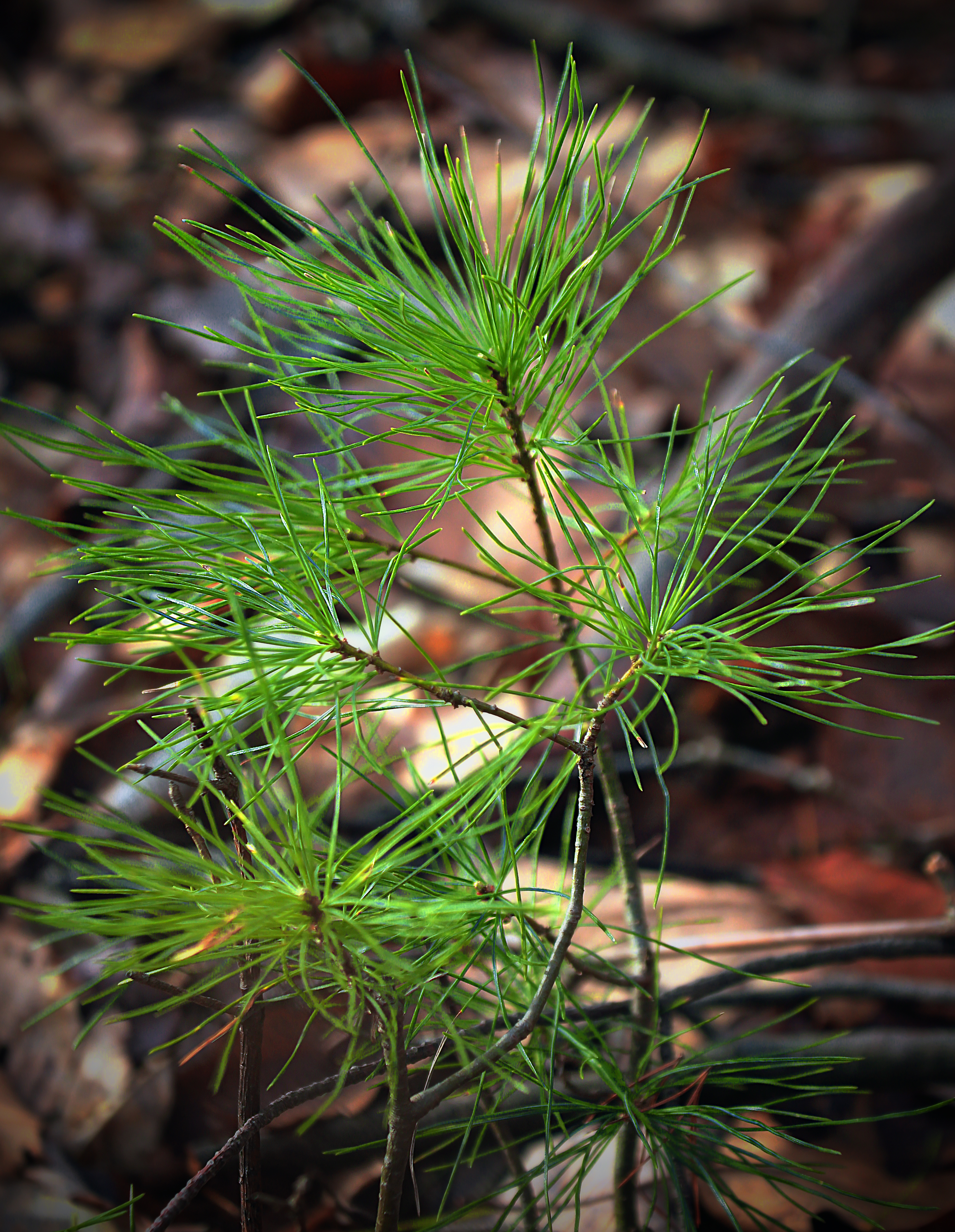
林床で成長するP. strobus実生

マツは様々な動物に利用される。昆虫に対しては餌や隠れ家を提供する。葉は蛾の幼虫やハバチ、樹液はアブラムシやカイガラムシ、木材はカミキリムシ、ゾウムシ、キクイムシやキバチなどの餌として利用される。球果に侵入して中の種子を食べる昆虫もいる。これらのマツに集まる昆虫を目当てにサシガメなどの肉食性昆虫、アリや寄生蜂なども集まってくる。鳥や獣に対しては営巣場所を提供する。カートランドアメリカムシクイ (Setophaga kirtlandii) とバンクスマツ (P. banksiana) のように密接な関係を持つものから、何種もの木の中からマツ類を営巣場所に選ぶといった程度のものまで様々である。また、種子は餌として利用され、特に一部のマツでは顕著である。マツの方でも動物を利用して種子の散布を図ろうとするものが知られている。

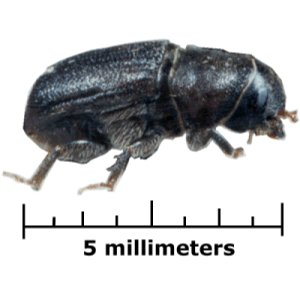
キクイムシの一種で北米で大きな被害をもたらしているマウンテンパインビートル (Dendroctonus ponderosae)
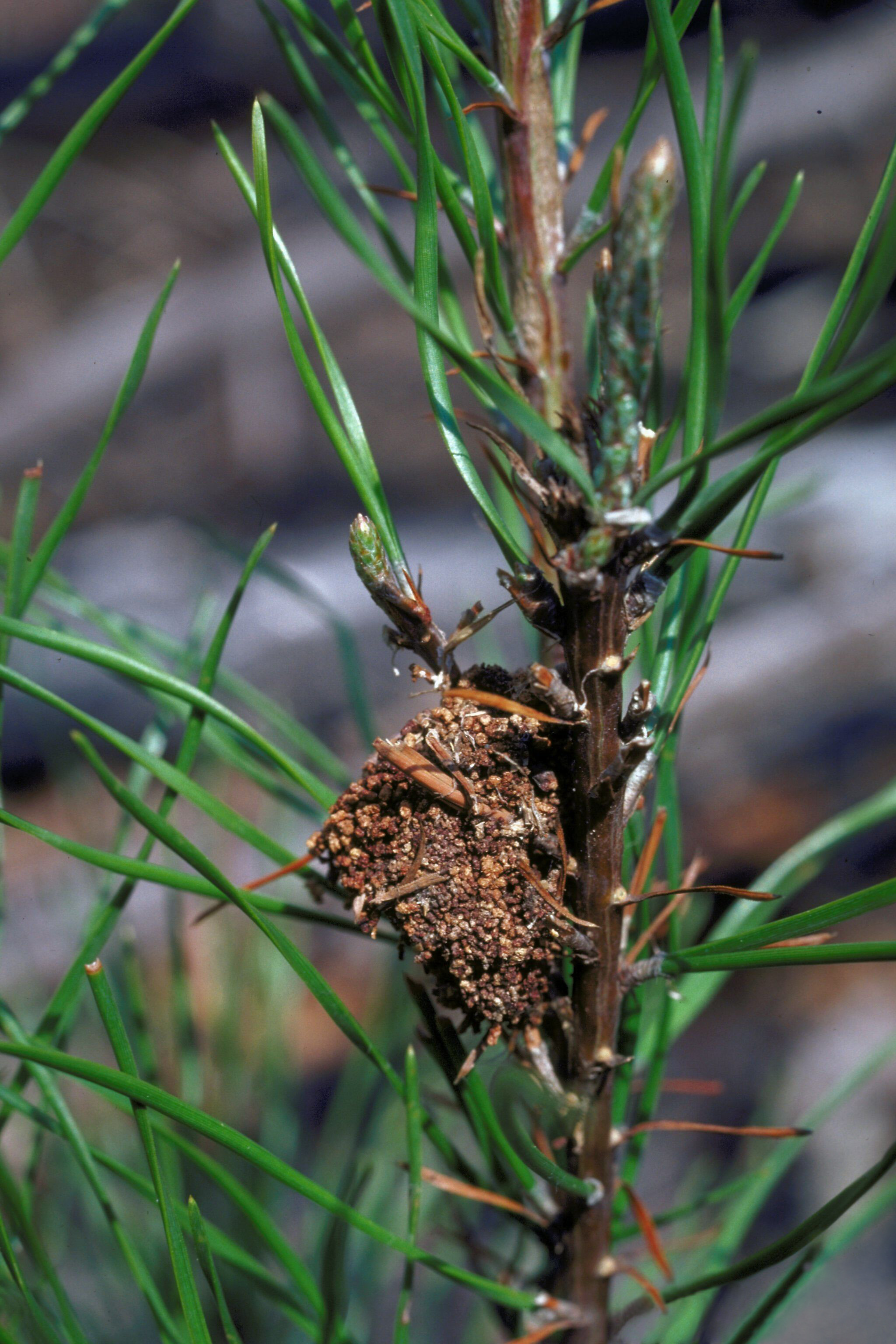
シンクイムシの一種の食痕。ガの幼虫が潜り込んでいる。
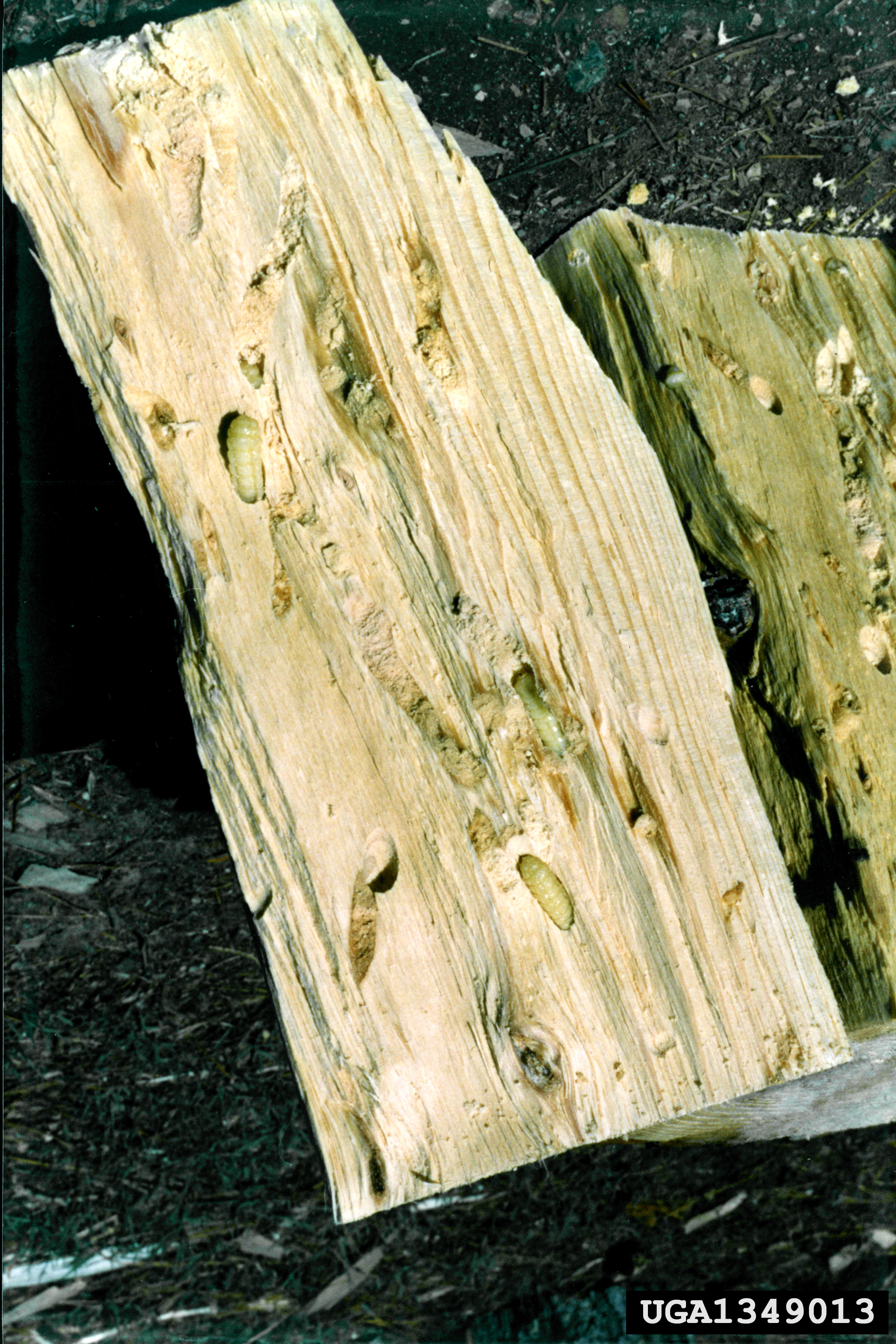
ノクチリオキバチ (Sirex noctilio) の幼虫と食痕
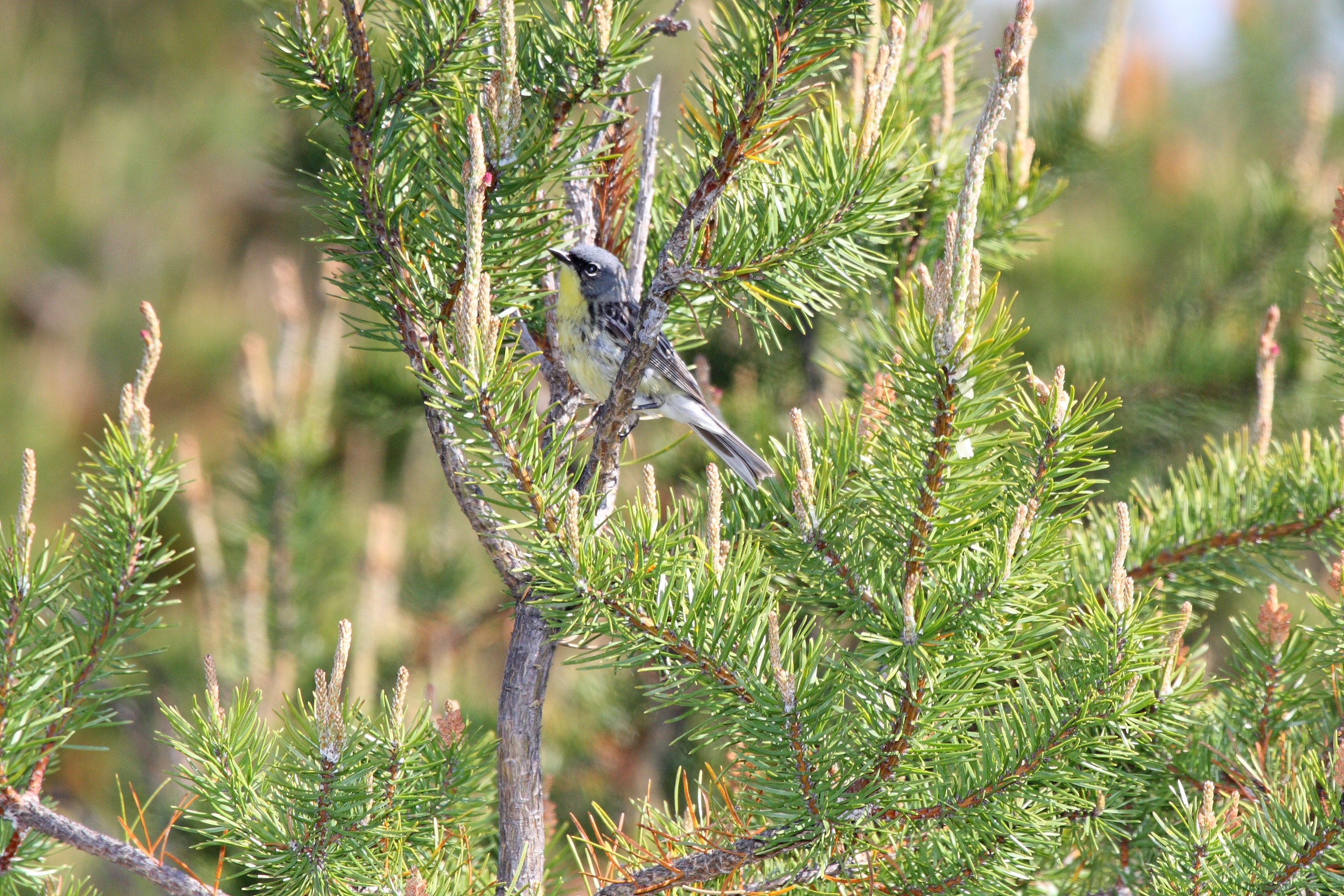
バンクスマツとカートランドアメリカムシクイ

微生物や菌類にもマツを利用して生きていく種は多い。前述のように菌類には菌根を形成してマツと共生関係を築くものもある。一方でマツに一方的に被害を与える微生物も多い。何種ものサビキン類やある種の線虫、菌類であってもマツノネクチタケ類、ツチクラゲやナラタケ類 (Armillaria sp.) などは一方的にマツの生体を攻撃して時に枯死させる。

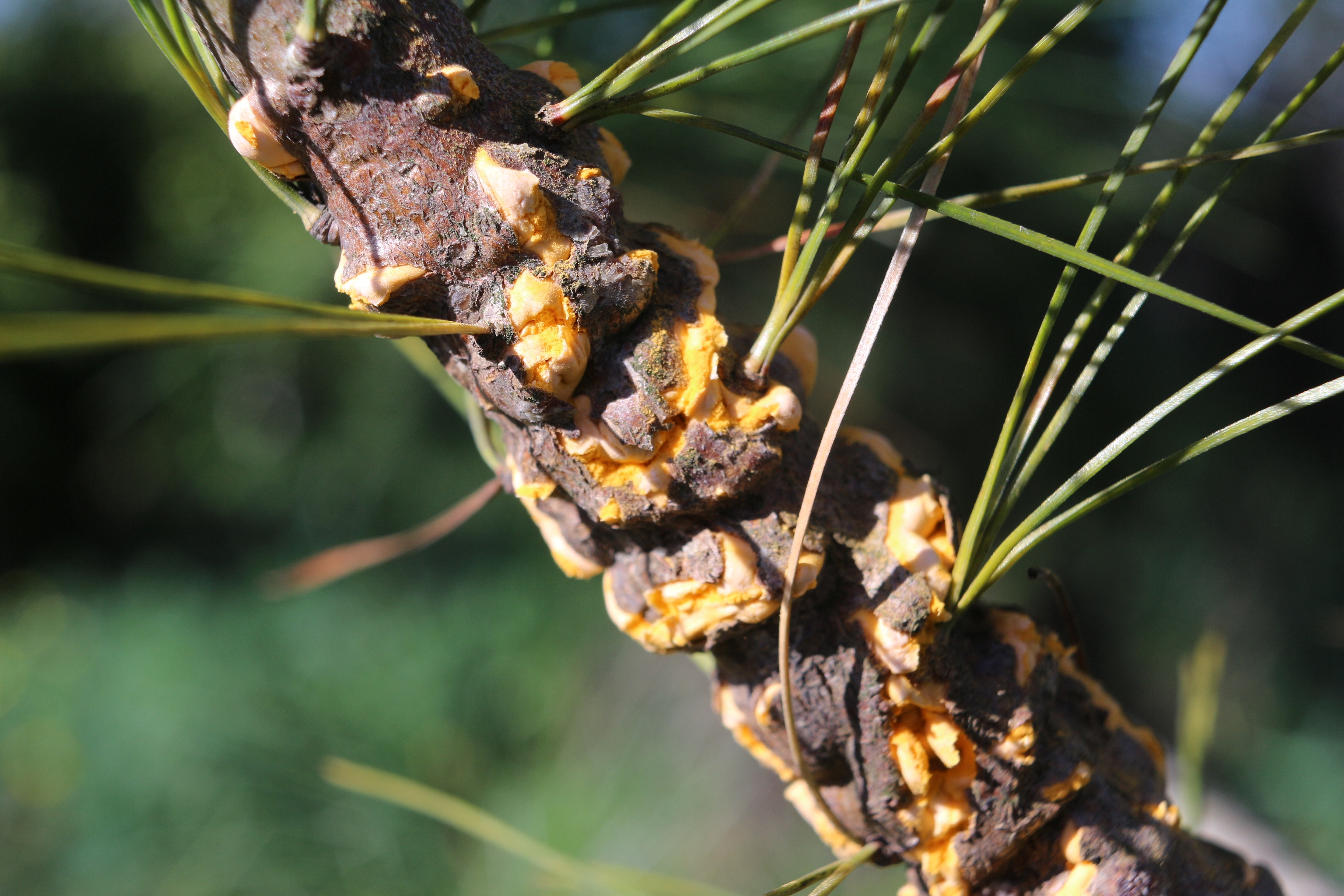
発疹さび病を発病したストローブマツ
さび病による瘤が見られるP. banksiana
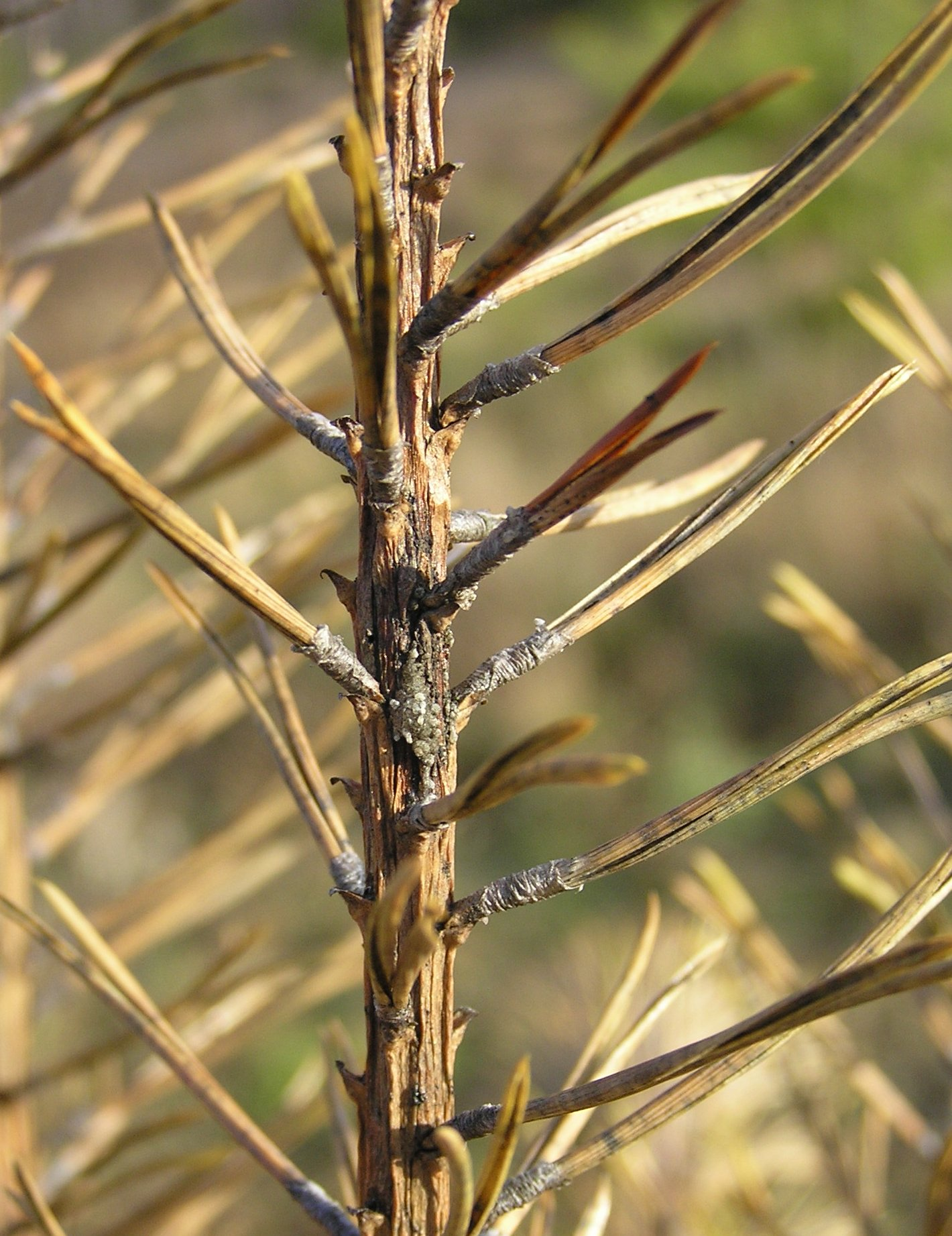
Gremmeniella abientinaの感染により枯死した枝と病原の胞子
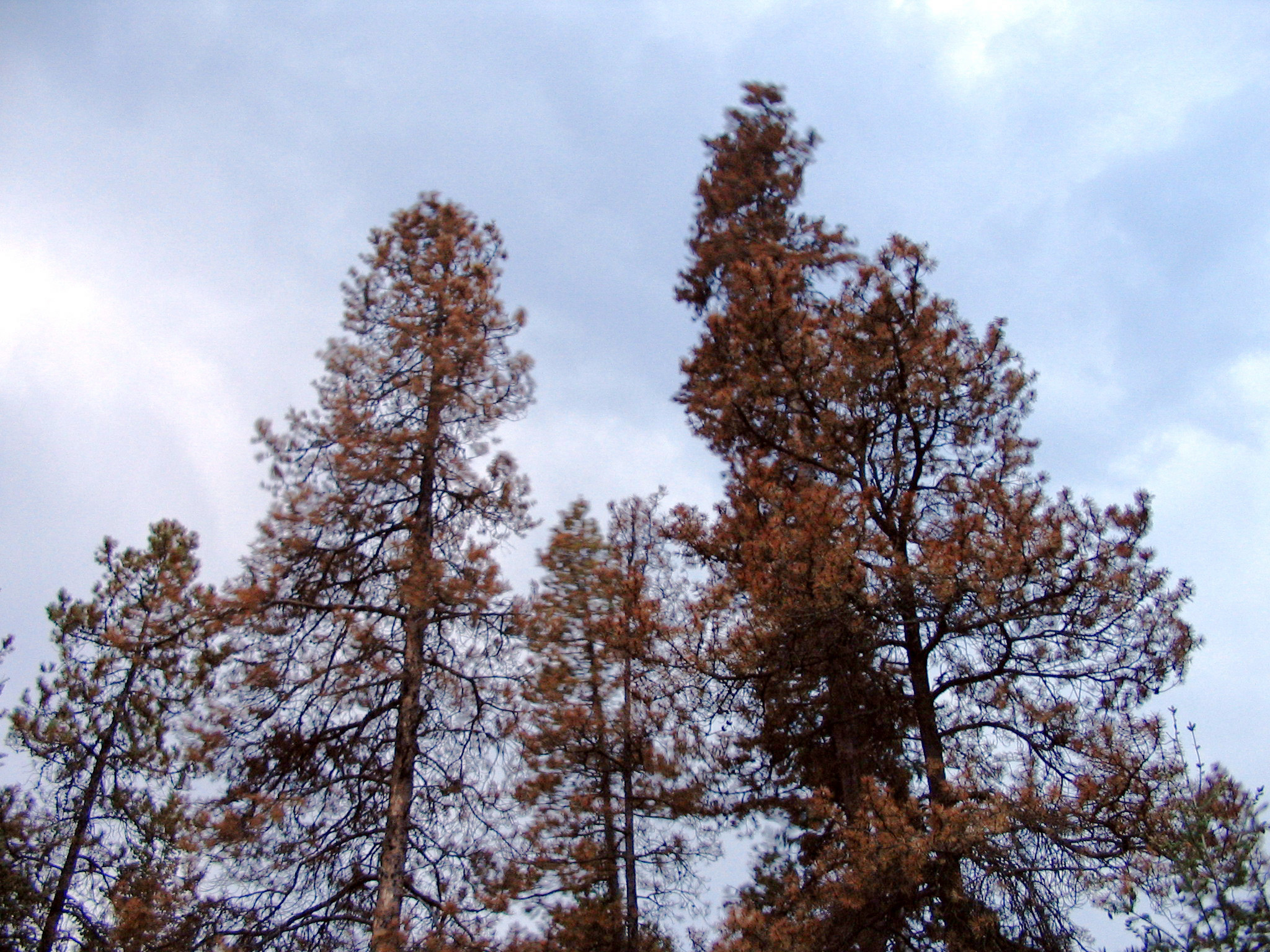
キクイムシ（とその共生菌）の攻撃で枯死したP. contorta

マツを利用する菌類や微生物の中には、移動能力に乏しく動物を利用するものが知られている。逆に菌類や微生物によって衰弱したマツを昆虫が利用するということも知られており、両者は共生関係にあるとも言える。例えば我が国のマツに大きな被害を与えているマツ材線虫病はマツノザイセンチュウによって引き起こされる病気である。この病原の媒介者であるマツノマダラカミキリは、健全なマツよりも衰弱しているマツに好んで産卵する。線虫の感染によって材線虫病を発症し、衰弱したマツにカミキリは産卵、センチュウはカミキリが羽化する際にカミキリと共に次のマツへと移る。カミキリは線虫の病原性によって産卵場所の増加が、線虫はカミキリによって分布の拡大が利益になる。オーストラリアやニュージーランドで大きな被害を出したノクチリオキバチ (Sirex noctilio) の場合も同様の関係があるが、共生菌はマツを衰弱させるだけでなく、キバチの幼虫の餌としても利用される。キクイムシの仲間も同様の関係を持つものが多い。
更新は一般に実生による。萌芽更新や伏条更新といった栄養繁殖は多くの種類では一般に行わない。ただし、火災が頻発するような地域に分布する一部の種は萌芽力が発達しており、火災で焼損しても枯死せずに萌芽で再生することがある。また、ハイマツ (P. pumila) のように伏条更新を行うものも知られている。
人工的に繁殖させる場合、挿し木や接ぎ木による繁殖も考えられる。しかし、マツ類は接ぎ木はともかく、挿し木が困難なグループとして昔から知られている。特に挿し穂を採取する母樹の樹齢が高い場合は極めて発根しにくいという報告が多い。挿し木の一種として、挿し穂として長枝ではなく、短枝を使う方法もありハタバザシ（葉束挿し）と呼ばれる。発根はするものの、地上部が成長せずに結局枯れるなどという報告もあるが、地上部の成長に成功している場合もある。
マツは五葉マツ類発疹さび病やマツ材線虫病といった世界的に流行している病害への対策や、他の優良形質の固定も含めて、接ぎ木よりも効率的なクローン技術である挿し木の研究が古くから研究されてきた。前述のように若い個体は発根率が良いことが知られている。しかしながら、若い個体は挿し穂にできる枝が少ないことから優良個体を量産するには課題があった。近年、植物ホルモンの一種、サイトカイニンを投与することでマツの不定芽を活性化され、若い個体でも多数の挿し穂を確保できる技術が開発され、これを利用した挿し木量産技術が確立されつつある。日本ではこれをマツ材線虫病の抵抗性育種に応用することが考えられており、抵抗性の親木から得られた実生苗に病原であるマツノザイセンチュウを接種、接種試験によって枯死しなかった苗にサイトカイニンを投与して、材線虫病抵抗性の挿し穂・挿し木苗を量産することが考えられている。

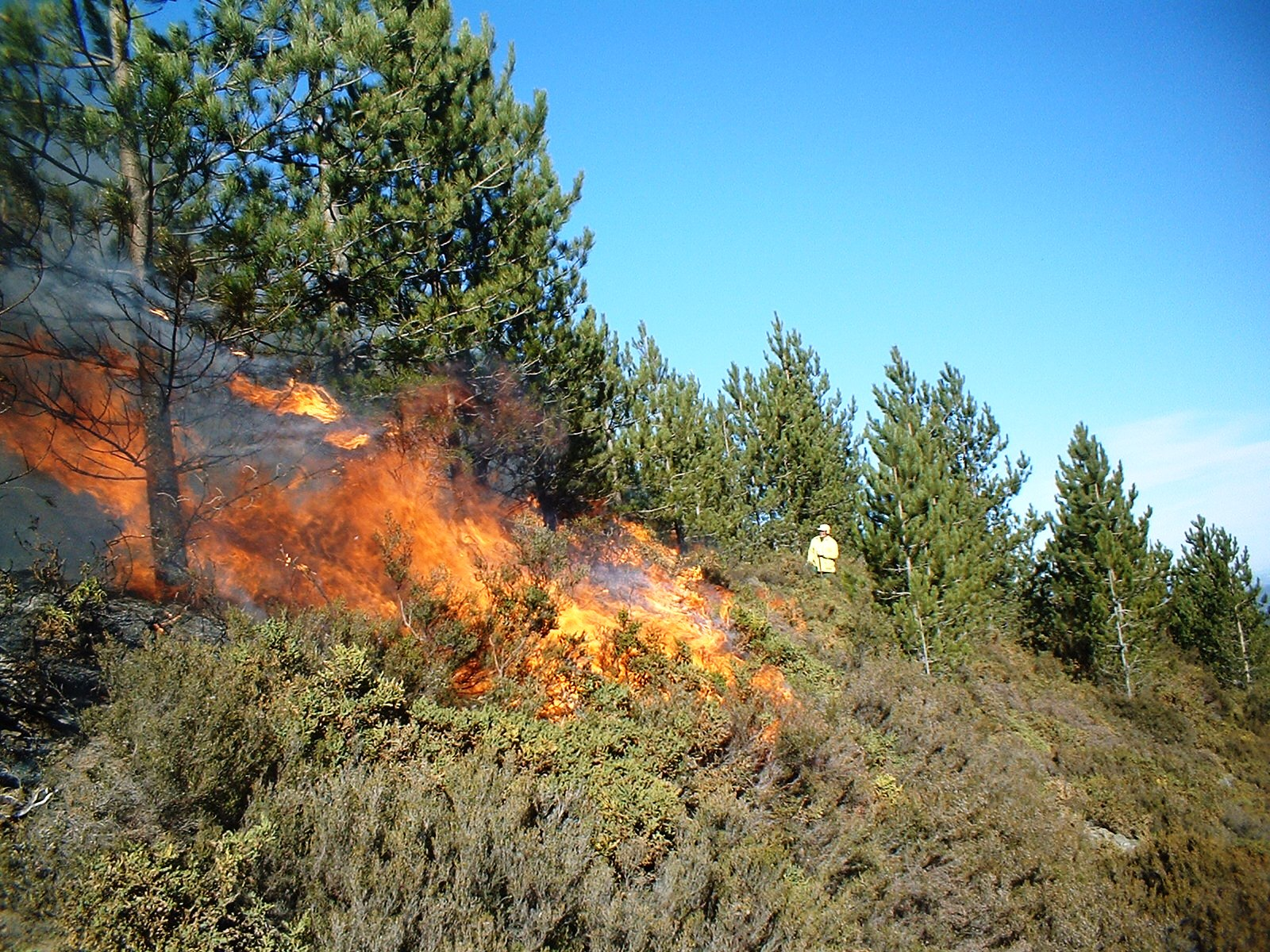
火災をうまく利用する種も多いP. nigra
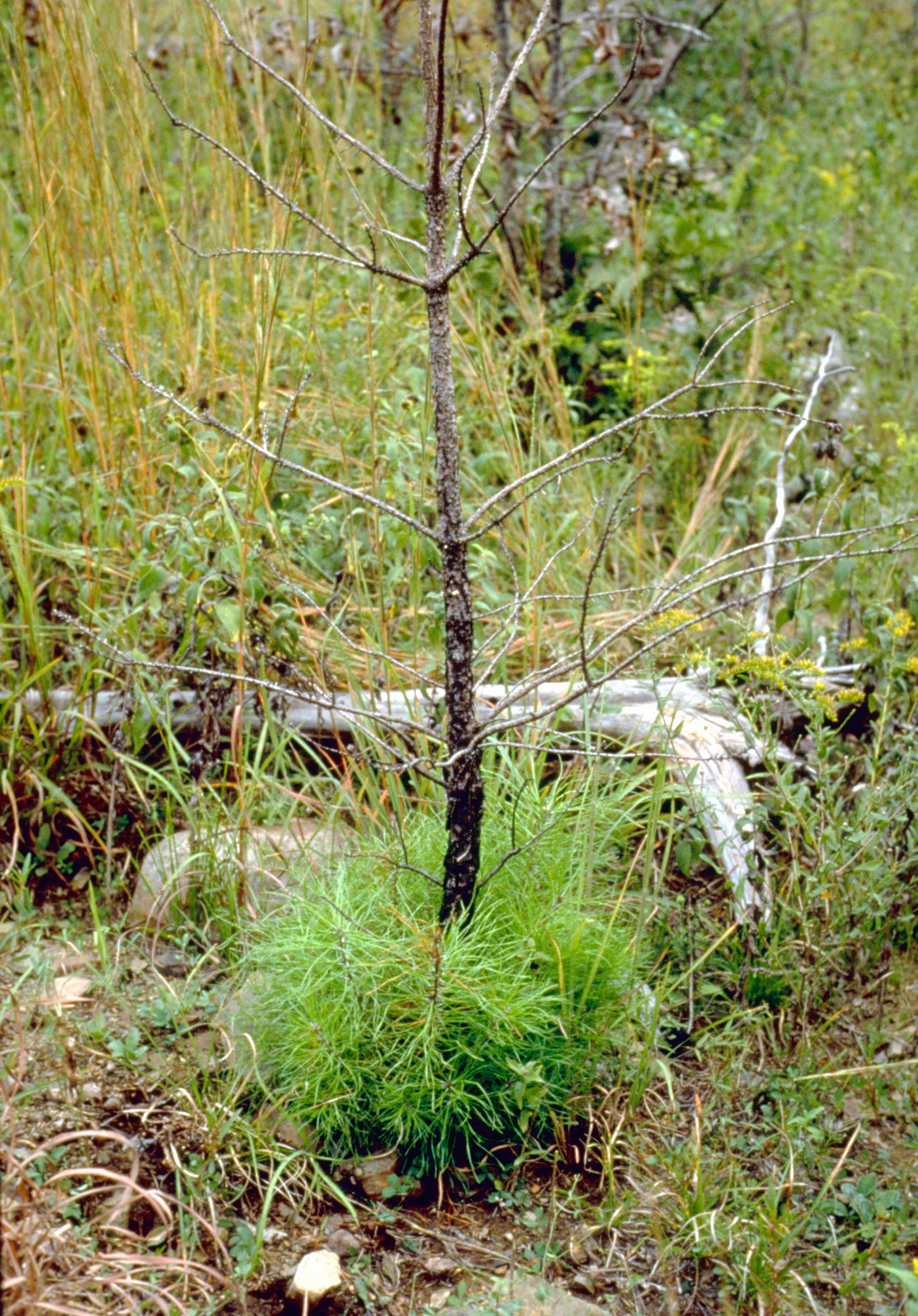
火災で枯損した主幹下部から萌芽が伸びるP. echinata
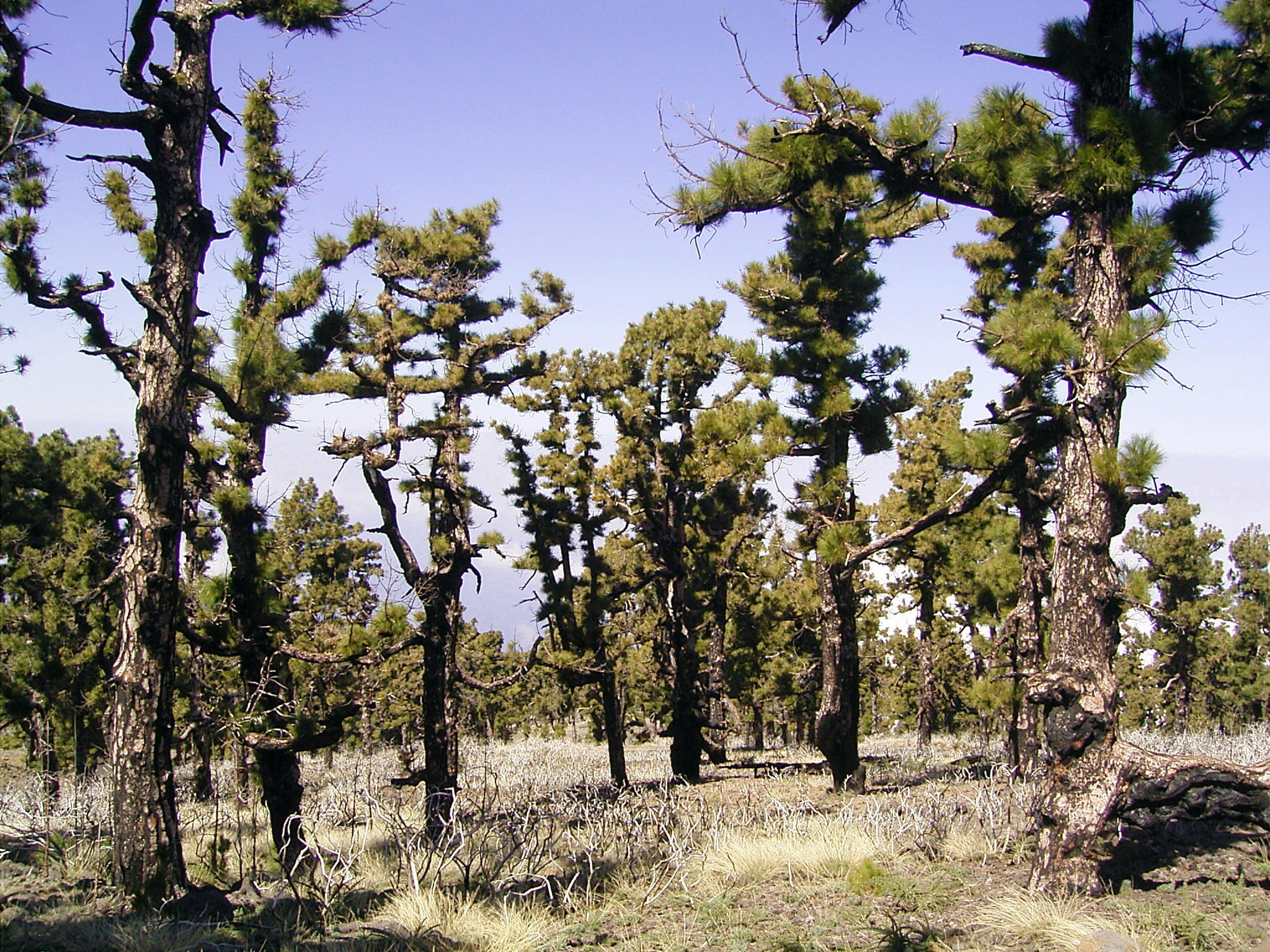
萌芽更新で再生中のP. canariensis
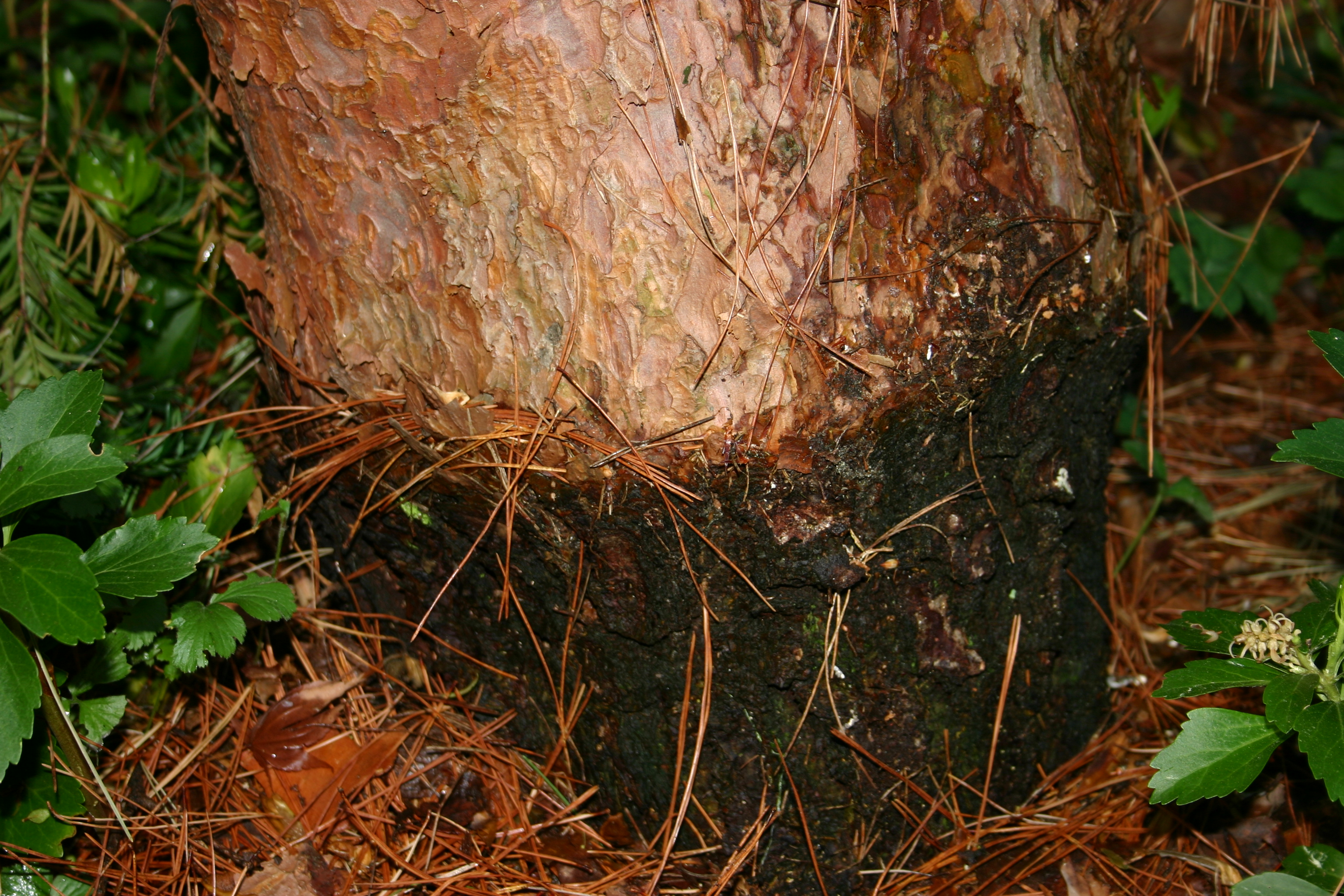
接ぎ木されたアカマツ。穂木と台木の結合部分

## 名前・方言名
マツ（松）の由来は、「（神を）待つ」、「（神を）祀る」や「（緑を）保つ」が転じて出来たものであるなど諸説ある。後述のように東アジア圏では神の下りてくる樹や不老不死の象徴として珍重されることを考えると「待つ」から転じたという説がいかにもそれらしい。英語ではpineと呼ばれ、これはラテン語のpinus（この属の名前としても使われている）に由来する。ラテン語のpinusの由来はタール状のものを指すという。さらにラテン語pinusの由来はギリシア神話に出てくる妖精ピテュス (Πιτυς, Pitys) が由来という説もある。ピテュスは牧羊神パーンから追われた時、松に変身して逃げたという。
針葉樹を代表する樹木としてマツ属で無い樹木にも「マツ（松）」の名が充てられることがあり以下にその例を示す。いずれも針葉樹であるがマツ属ではない。同じような事例はスギ（Cryptomeria japonica、ヒノキ科）でも知られる。ヒマラヤスギ（Cedrus deodara）はヒノキ科ではなくマツ科の針葉樹であるし、ナンヨウスギ科（Araucariaceae）という一群も存在するがスギとは遠縁である。
 • トドマツ Abies sachalinensis
漢字表記は椴松。モミ属 (Abies) に属する。マツ属と違い枝は長枝だけしか持たない。球果は鱗片に突起状の構造（英: umbo）を持たず樹上で分解するなどの特徴を持つ。種小名sachalinensisはサハリンという意味で分布地に因む。日本では北海道を代表する針葉樹である。

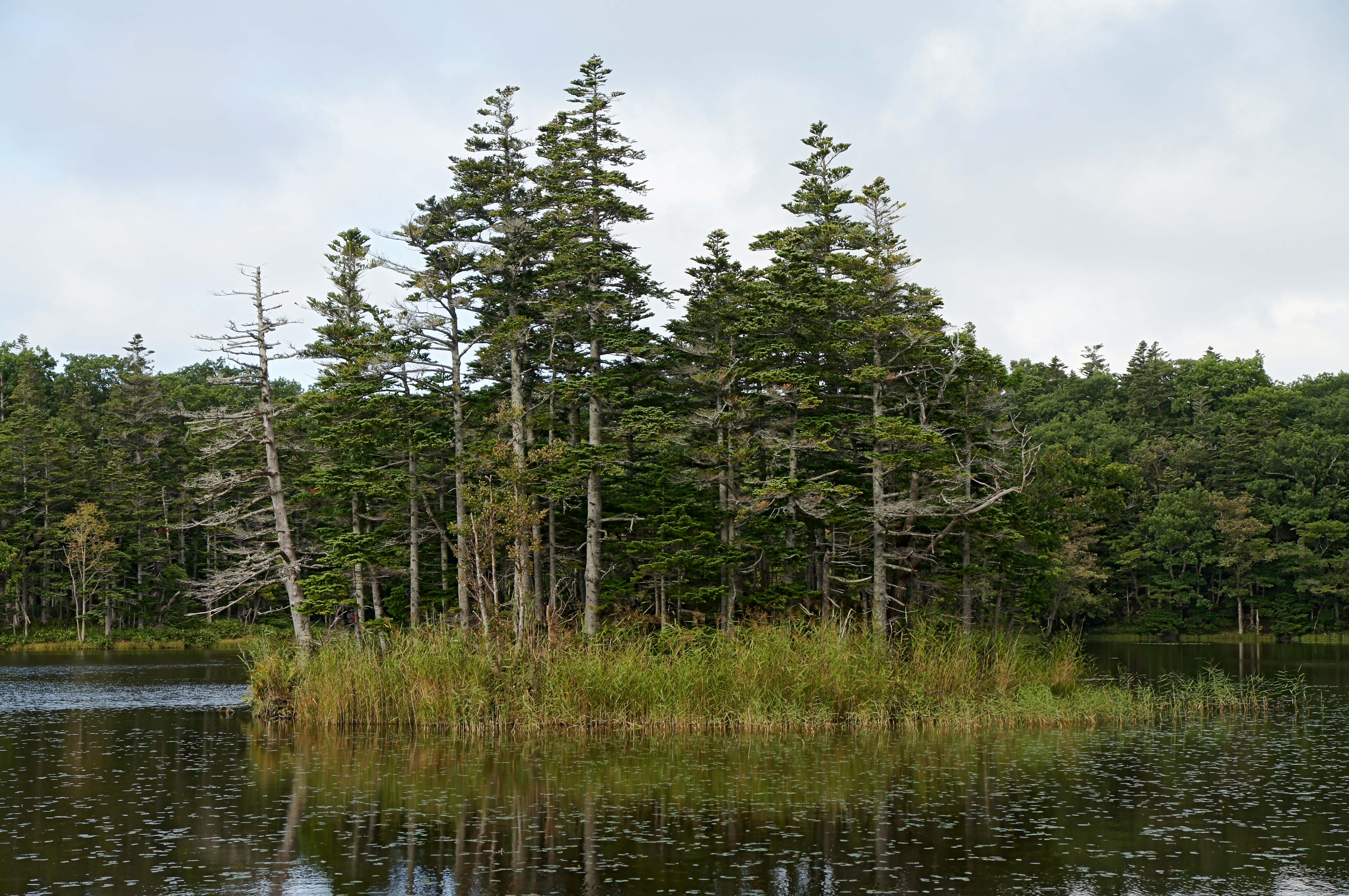
湖畔に成立したトドマツ個体群（知床五湖）
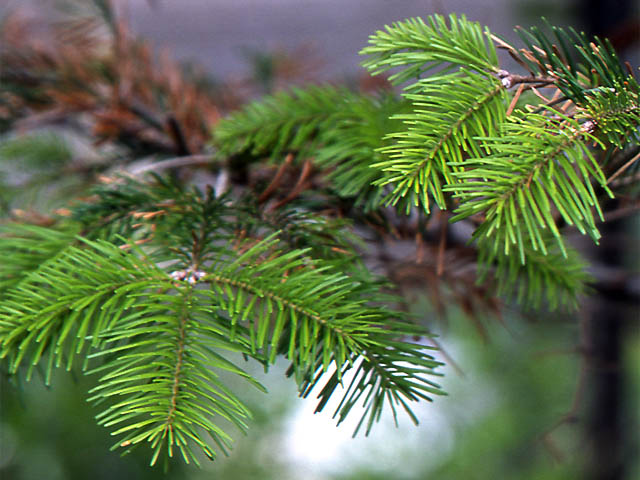
トドマツの葉は長枝に直接付く
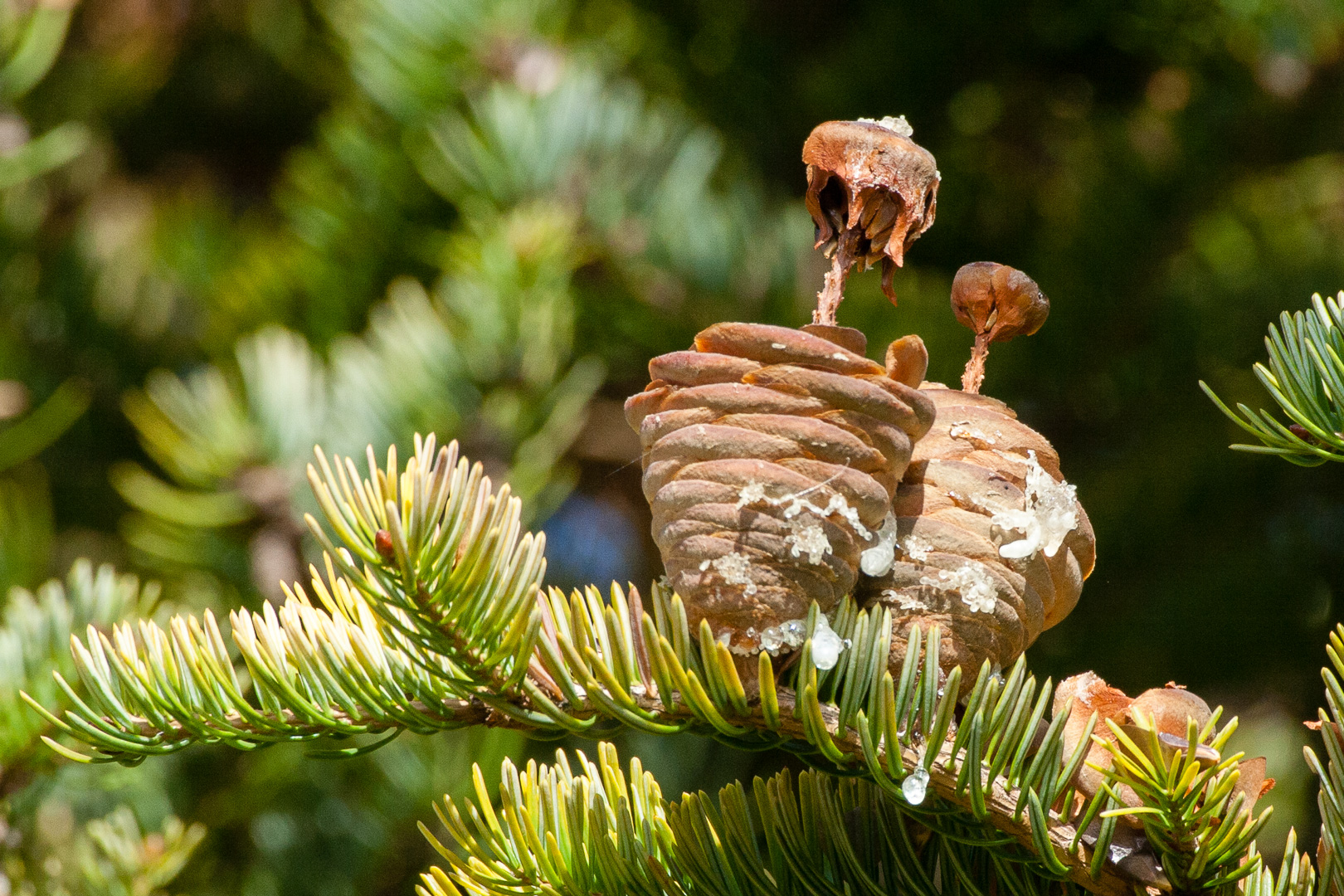
分解中の球果。モミ属の球果は樹上に直立し樹上で分解する

 • エゾマツ Picea jezoensis
漢字表記は蝦夷松。トウヒ属 (Picea) に属する。マツ属と違い枝は長枝だけしか持たない。球果の鱗片には突起状の構造（英: umbo）が発達しない。種小名jesoensisは蝦夷という意味で分布地に因む。トドマツと同じく北海道を代表する針葉樹である。アカエゾマツ（Picea glehnii）も同属。

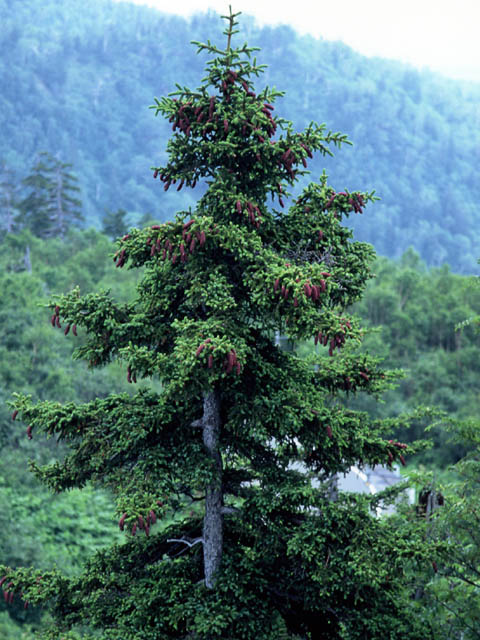
エソマツの樹形
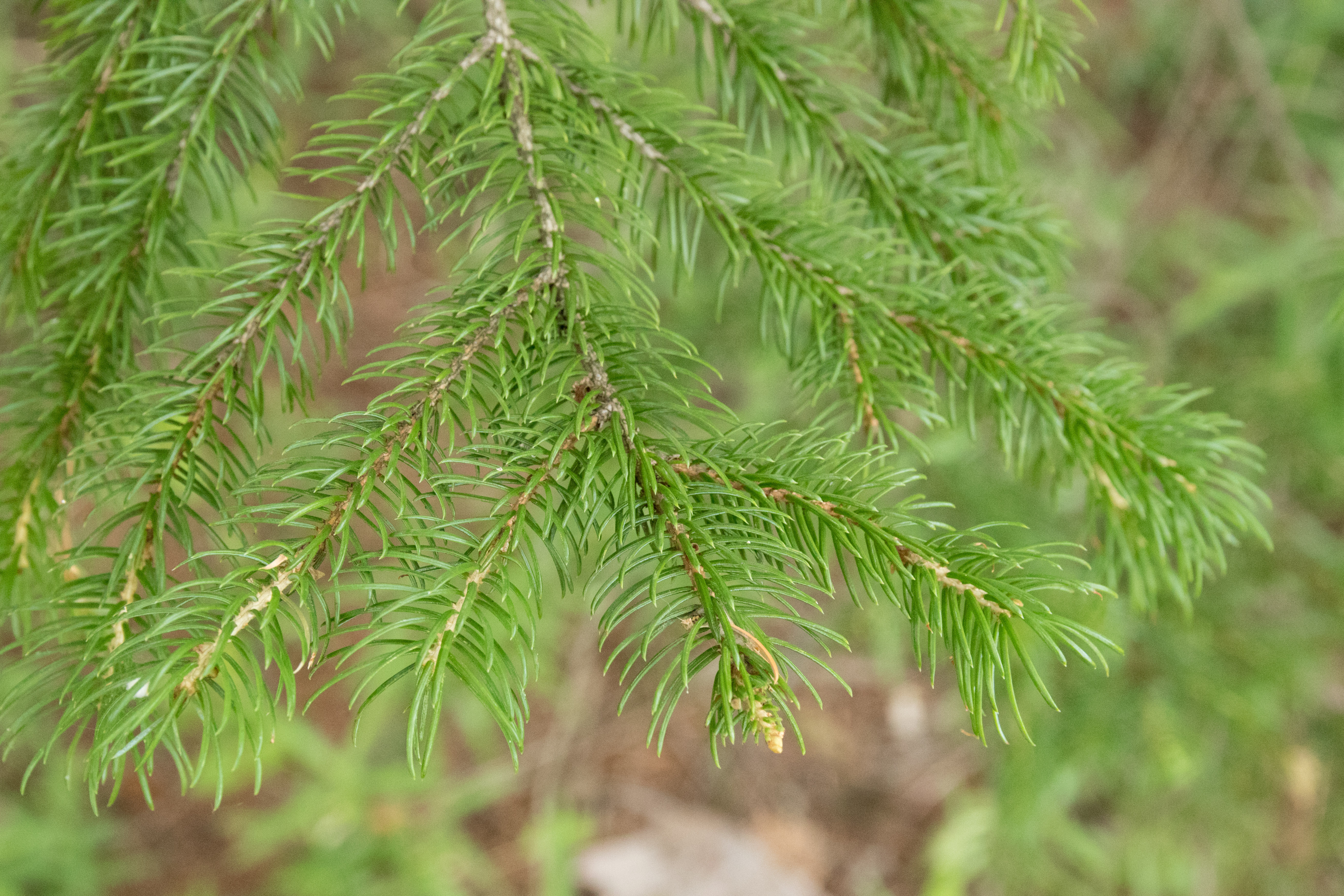
エゾマツの葉は長枝に直接付く
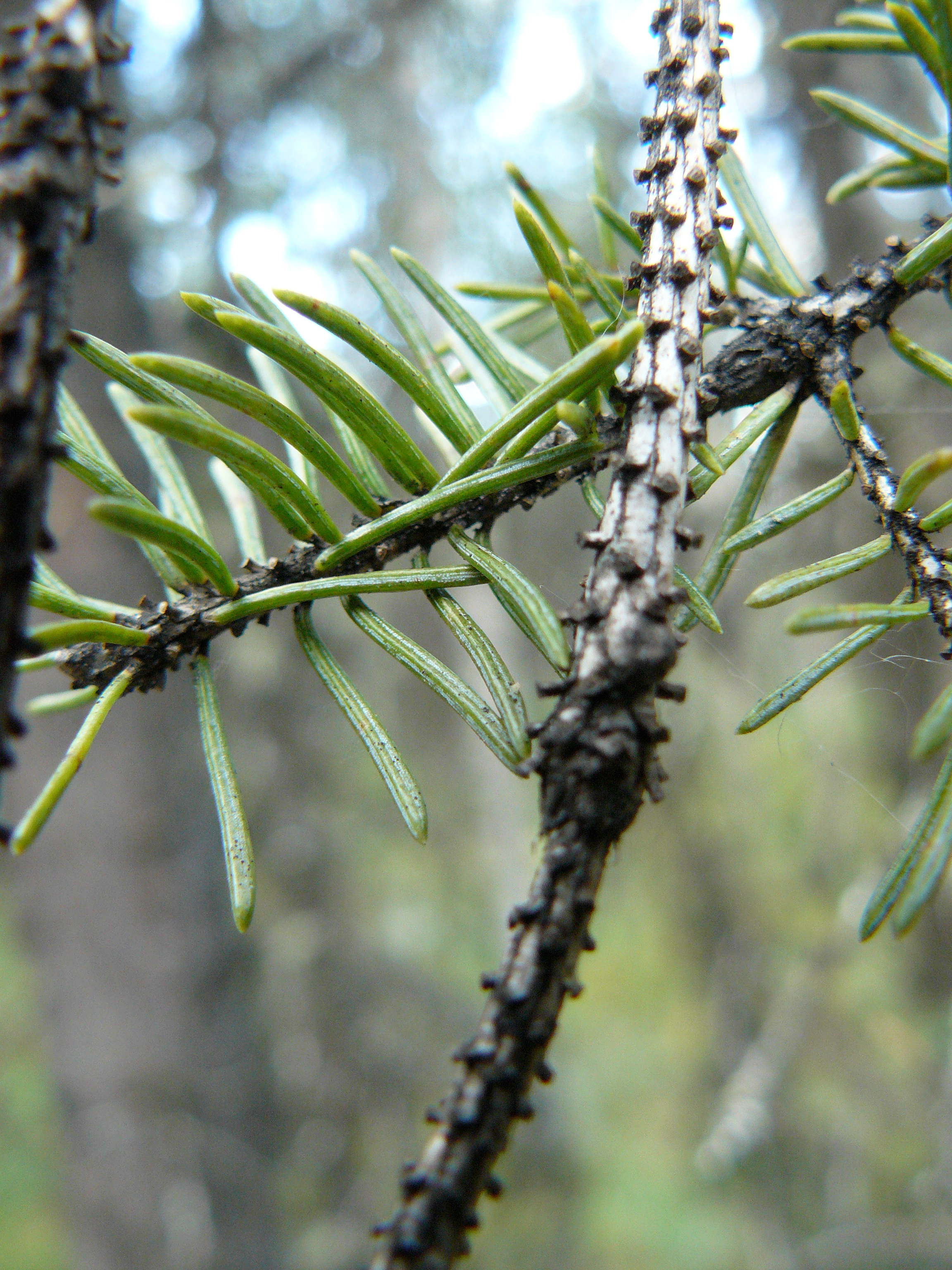
トウヒ属の枝は葉枕という構造が発達し凹凸が著しい

 • カラマツ Larix kaempferi
漢字表記は落葉松で、その名の通り冬に落葉する珍しい針葉樹（マツ属は常緑）。カラマツ属 (Larix) に属する。マツ属と同じく枝は長枝と短枝を持ち、短枝から葉を生やすが枝先の若い長枝にも葉を付ける。この点が短枝にしか葉を付けないマツ属とは異なっている。短枝に付く葉もマツ属とは印象がかなり異なる。球果はマツ属のものによく似ているが鱗片上に突起状の構造（英: umbo）は発達しない。長野県を中心とする本州中央部の山岳地帯を原産とするが寒冷地に適する造林樹種ということで北海道や東北地方にも広く植栽されている。樺太や千島列島に分布するグイマツ（Larix gmelinii）も同属。

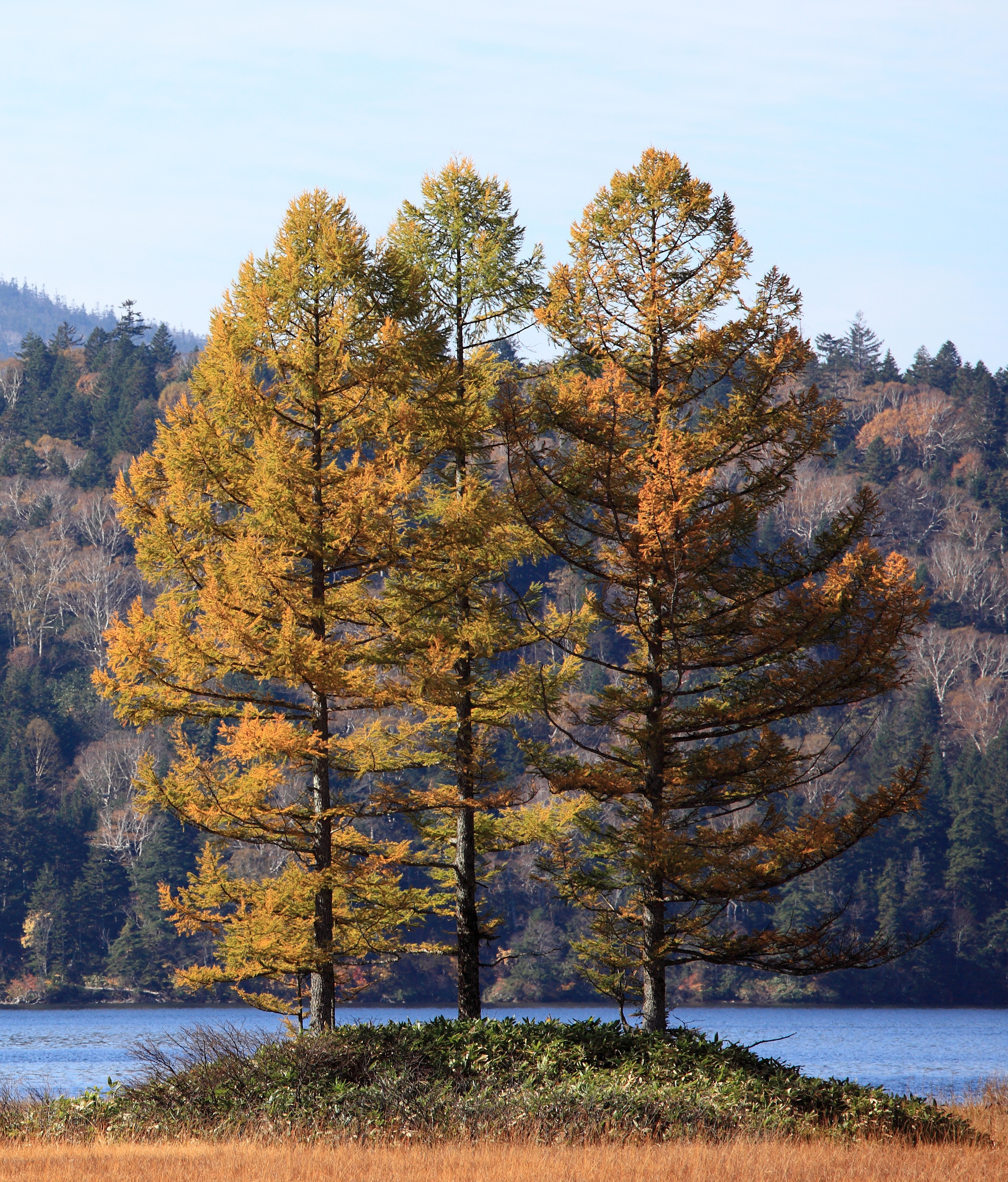
カラマツは秋に黄葉し落葉する
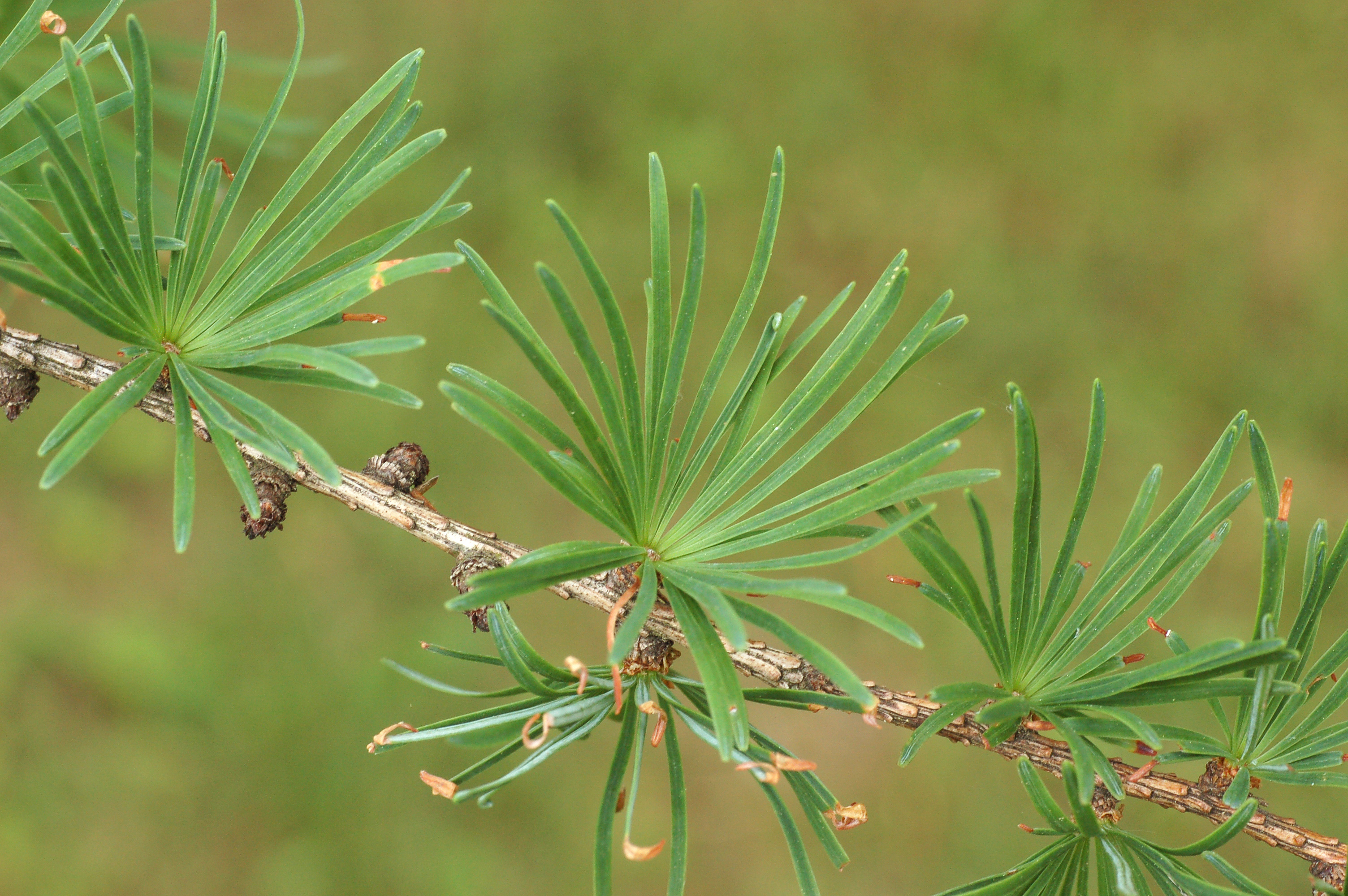
短枝に多数が束生するカラマツの葉
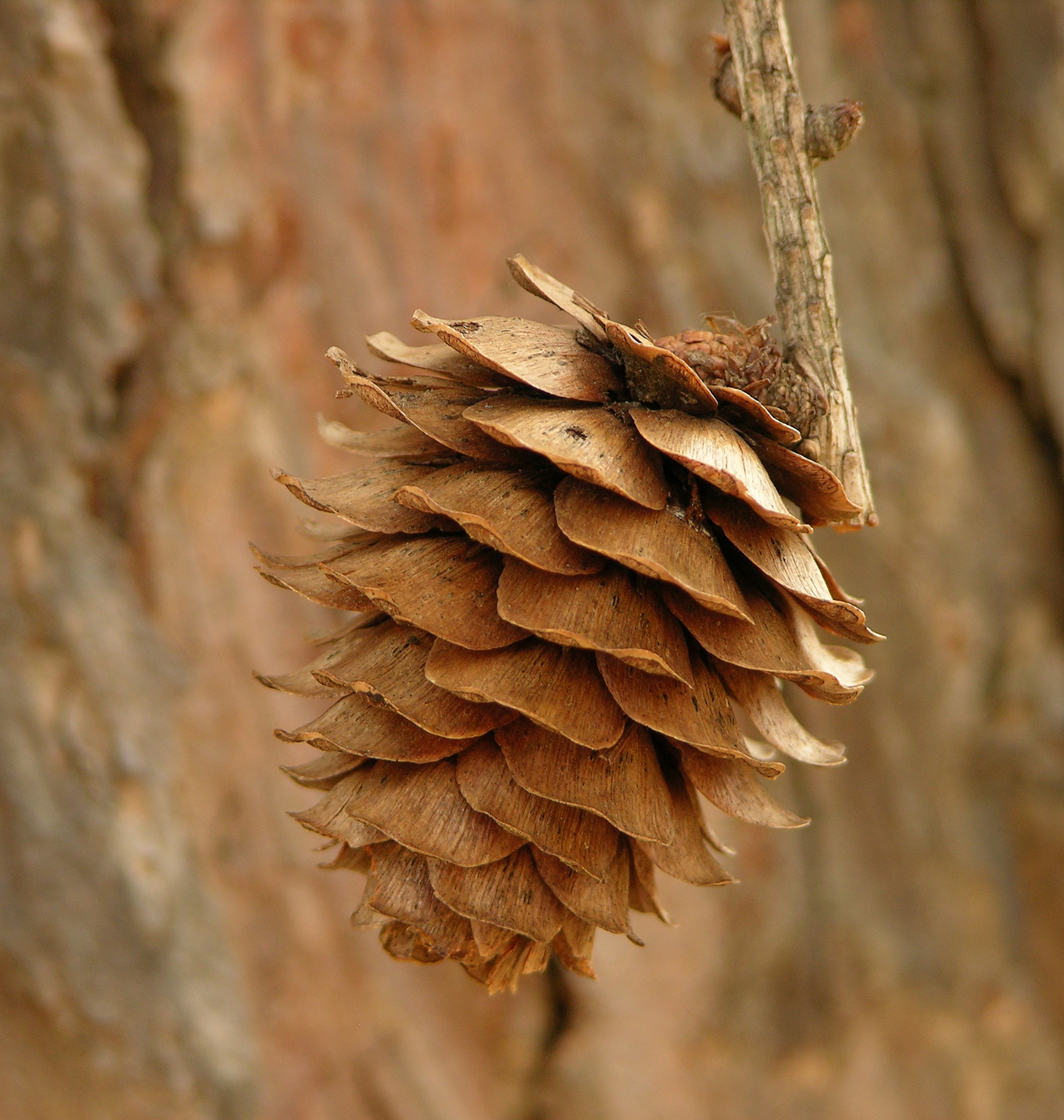
カラマツの球果は突起(umbo)が発達しない

 • ラクウショウ Taxodium distichum
漢字表記は落羽松。これも冬に落葉する針葉樹で葉が小枝と共に落ちる様子が羽に見えることに由来する。ヒノキ科に属しマツとは科単位で異なる。湿地でも生育できることからヌマスギ（沼杉）の別名を持ち分類的にはこちらの方が近い名前である。アメリカ南東部原産。

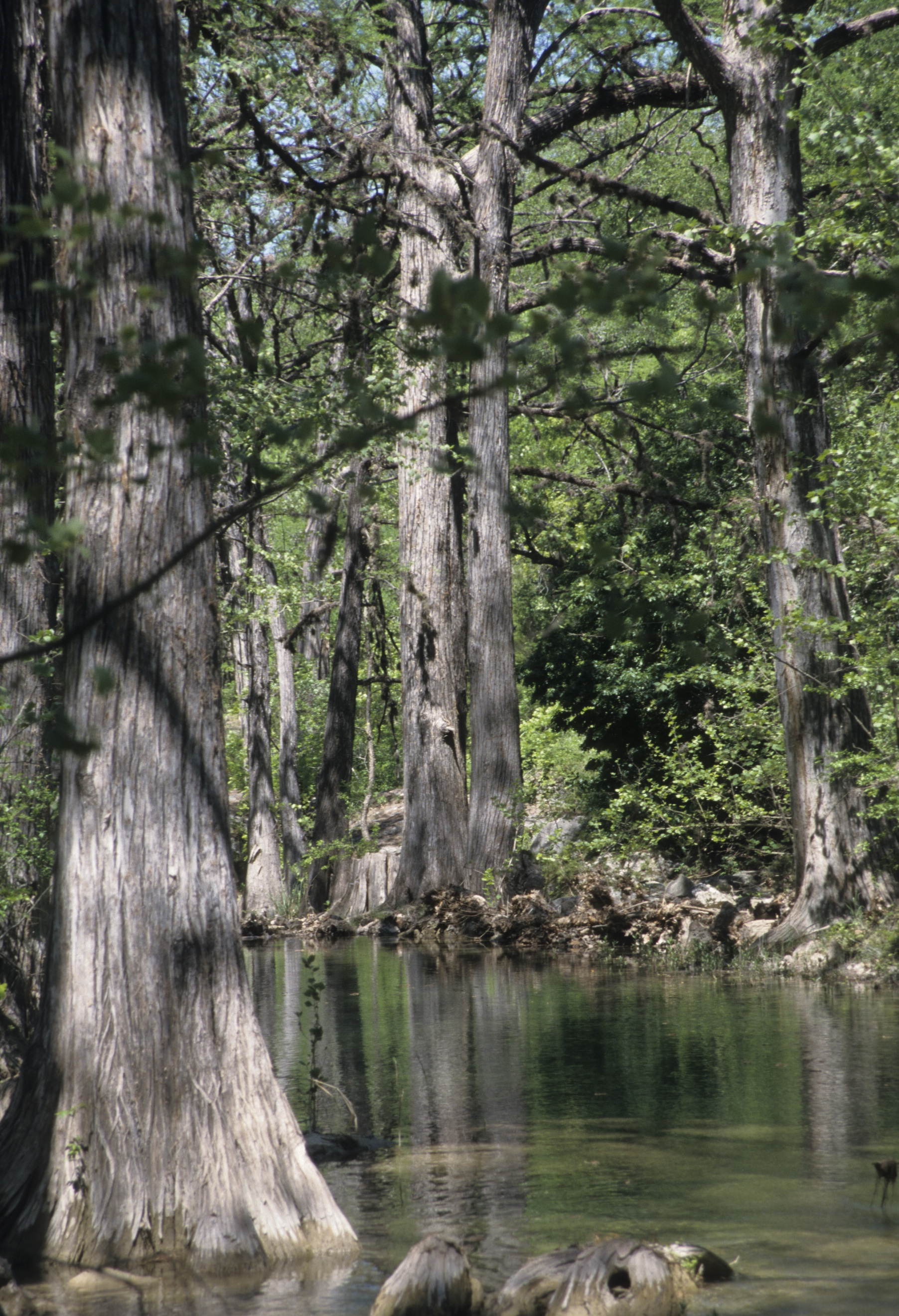
湿地に生えるラクウショウ（ヌマスギ）
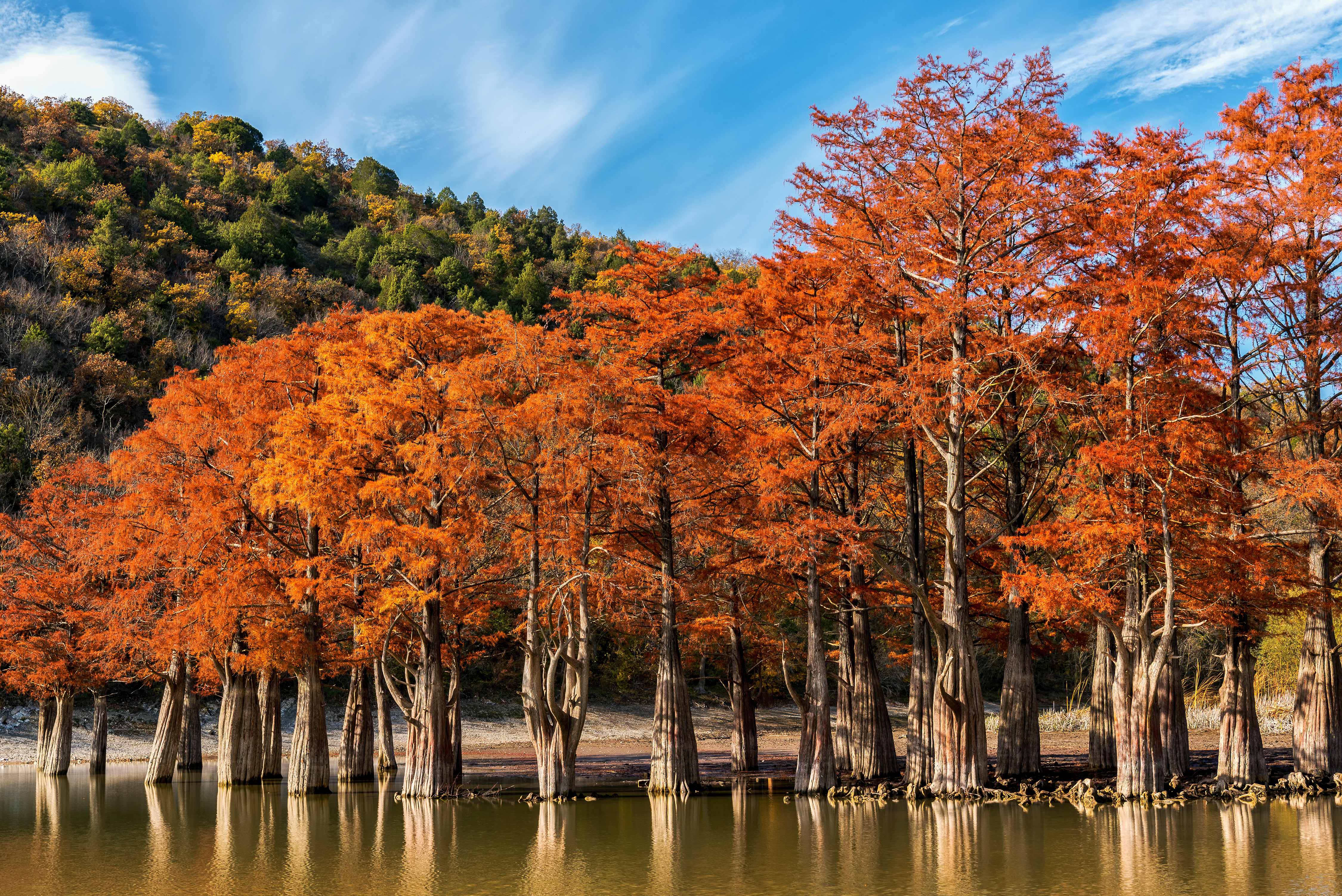
紅葉するラクウショウ
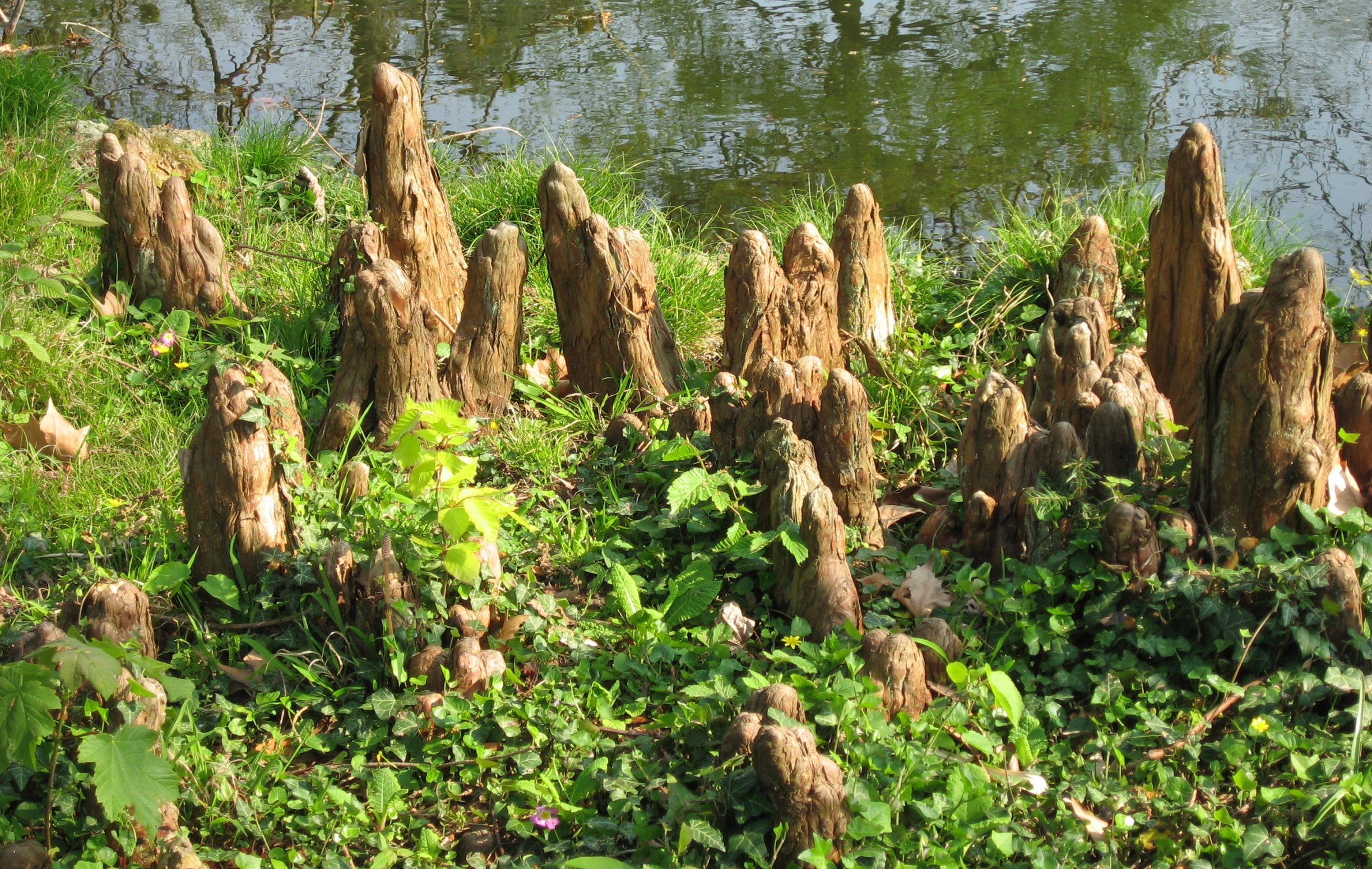
膝根(knee)と呼ばれる呼吸根
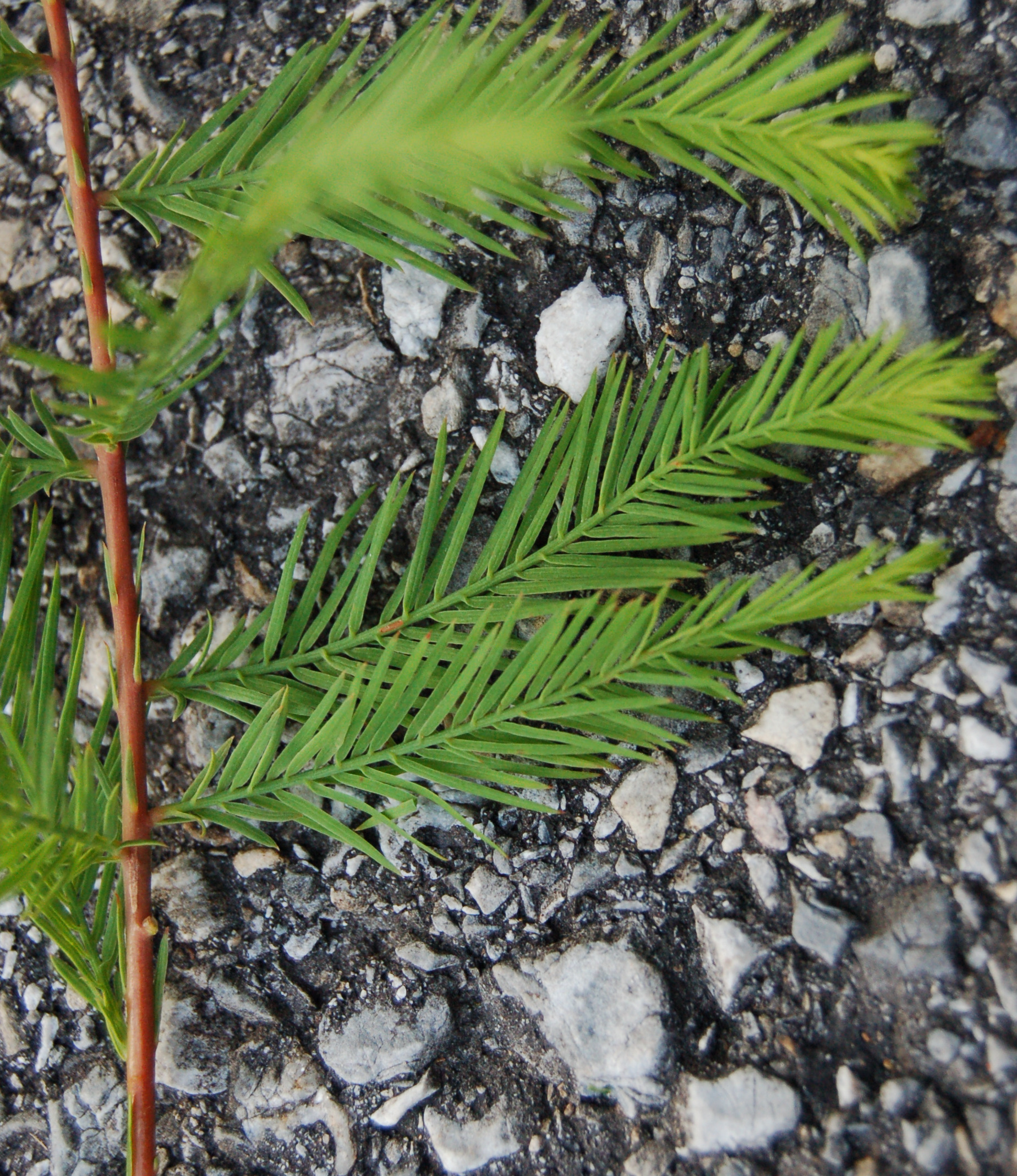
鳥の羽のような葉

 • ベイマツ Pseudotsuga menziesii
漢字表記は米松。アメリカ原産のマツ科針葉樹。ベイマツは主として木材業界における名前であり、分類的にはトガサワラ属 (Pseudotsuga) に属する。アメリカトガサワラと呼ばれることもあり分類的にはこちらの方が近い名前である。日本にも紀伊半島および四国に同属のトガサワラ（Pseudotsuga japonica）が分布する。属名Pseudotsugaはツガ属（Tsuga）に似たという意味で形態的に似ていることによる。枝は長枝しか持たず、球果の鱗片には突起状の構造（英: umbo）が発達しない。

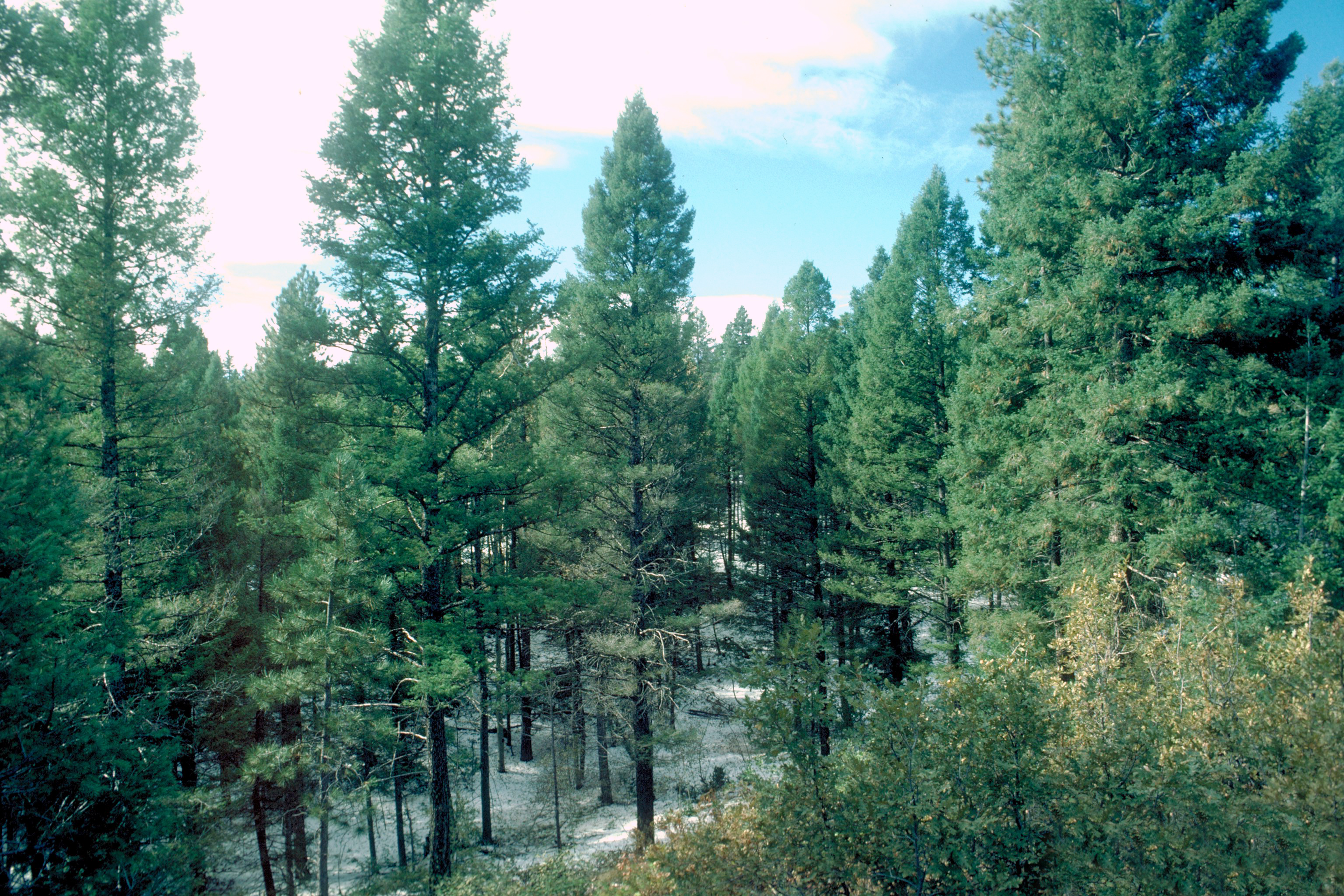
ベイマツの樹形
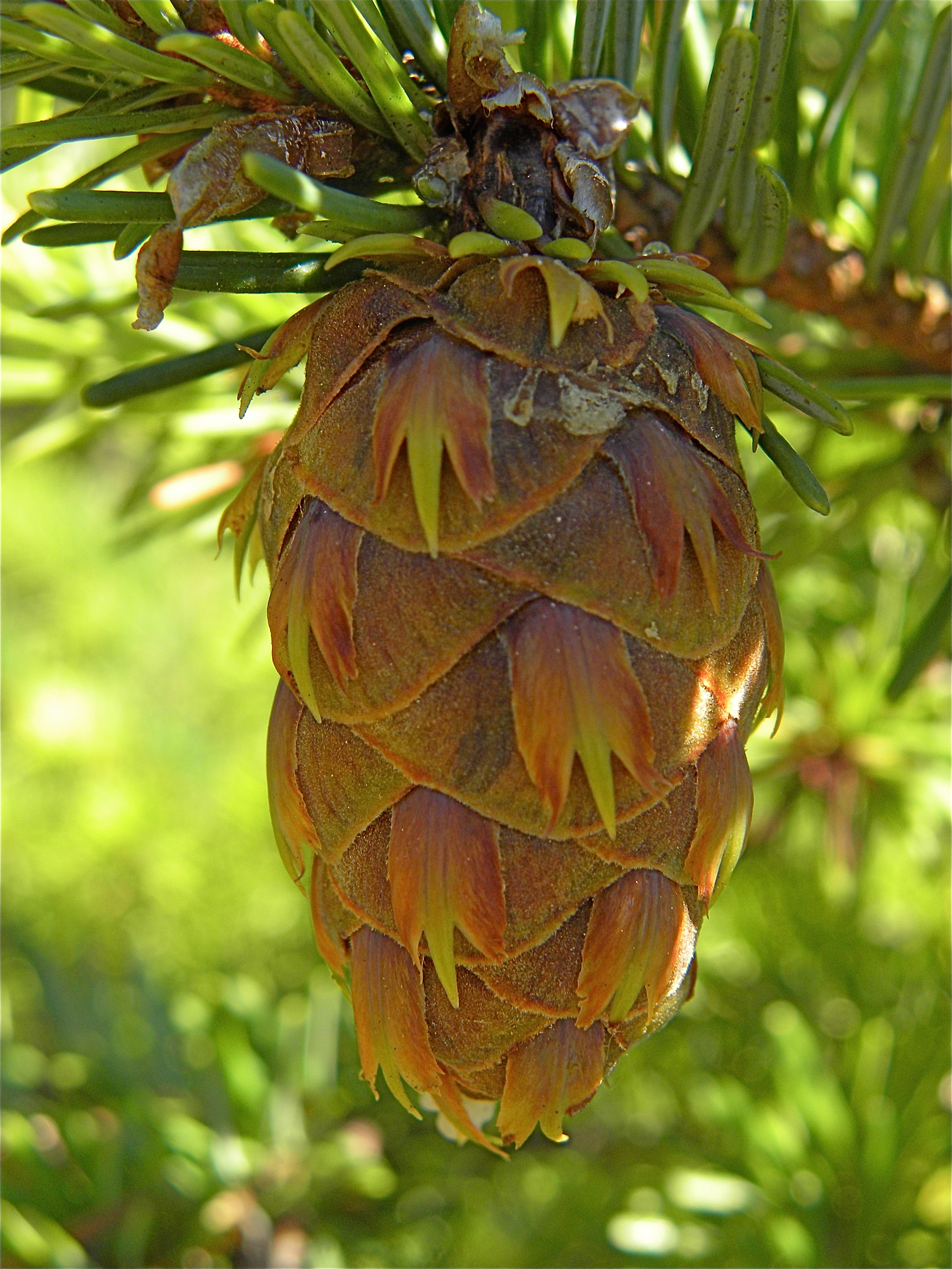
ベイマツの球果

また、マツの形態的特徴は樹木以外の生物の名前に使われることもある。たとえば鋭い葉はマツバギク（松葉菊、Lampranthus spectabilis、ハマミズナ科）やマツバボタン（松葉牡丹、Portulaca grandiflora、スベリヒユ科）に使われる。ごつごつした樹皮や球果からマツハダ、マツカサの名前を持つ生物も知られる。

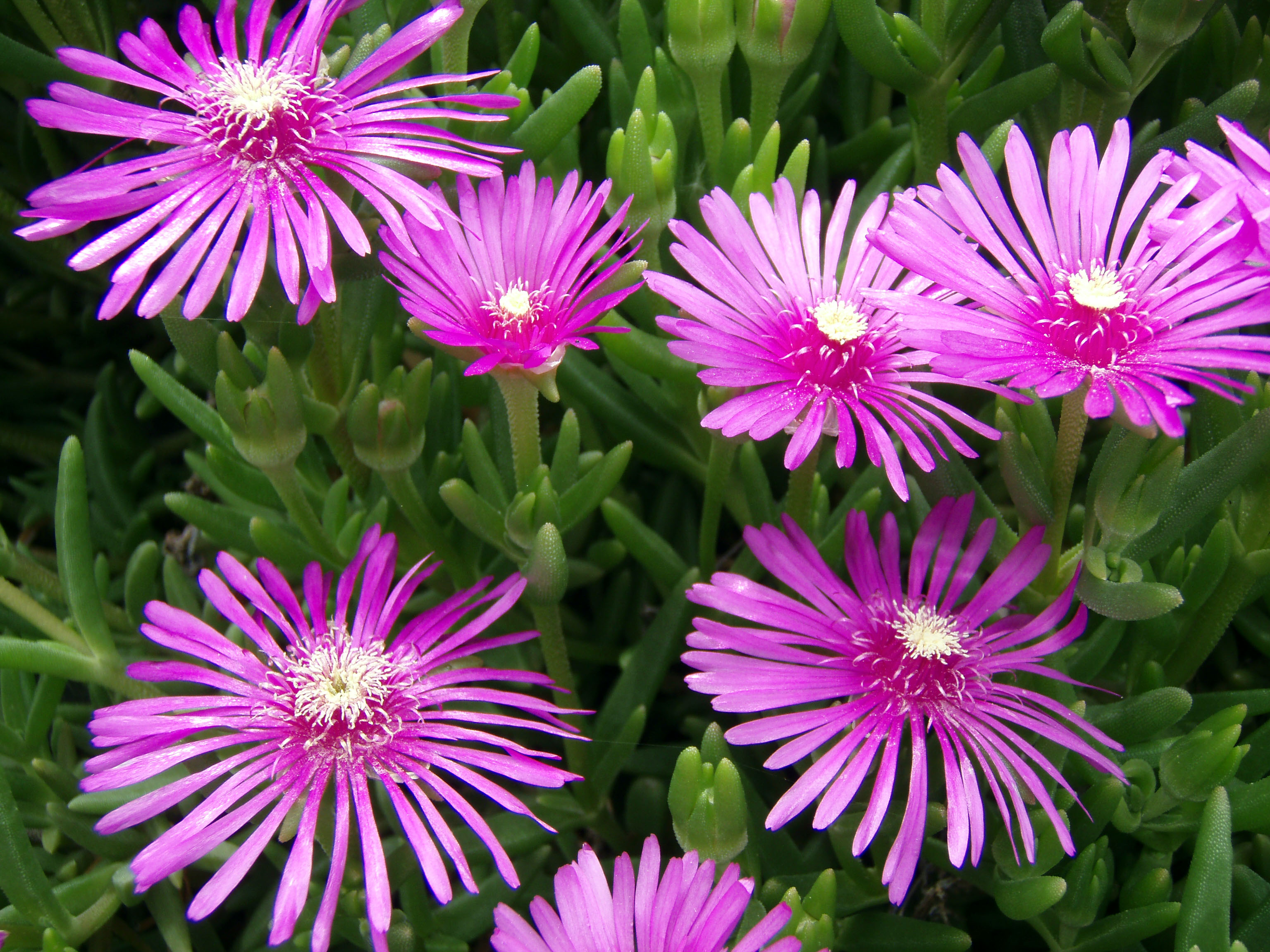
マツバギク Lampranthus spectabilis
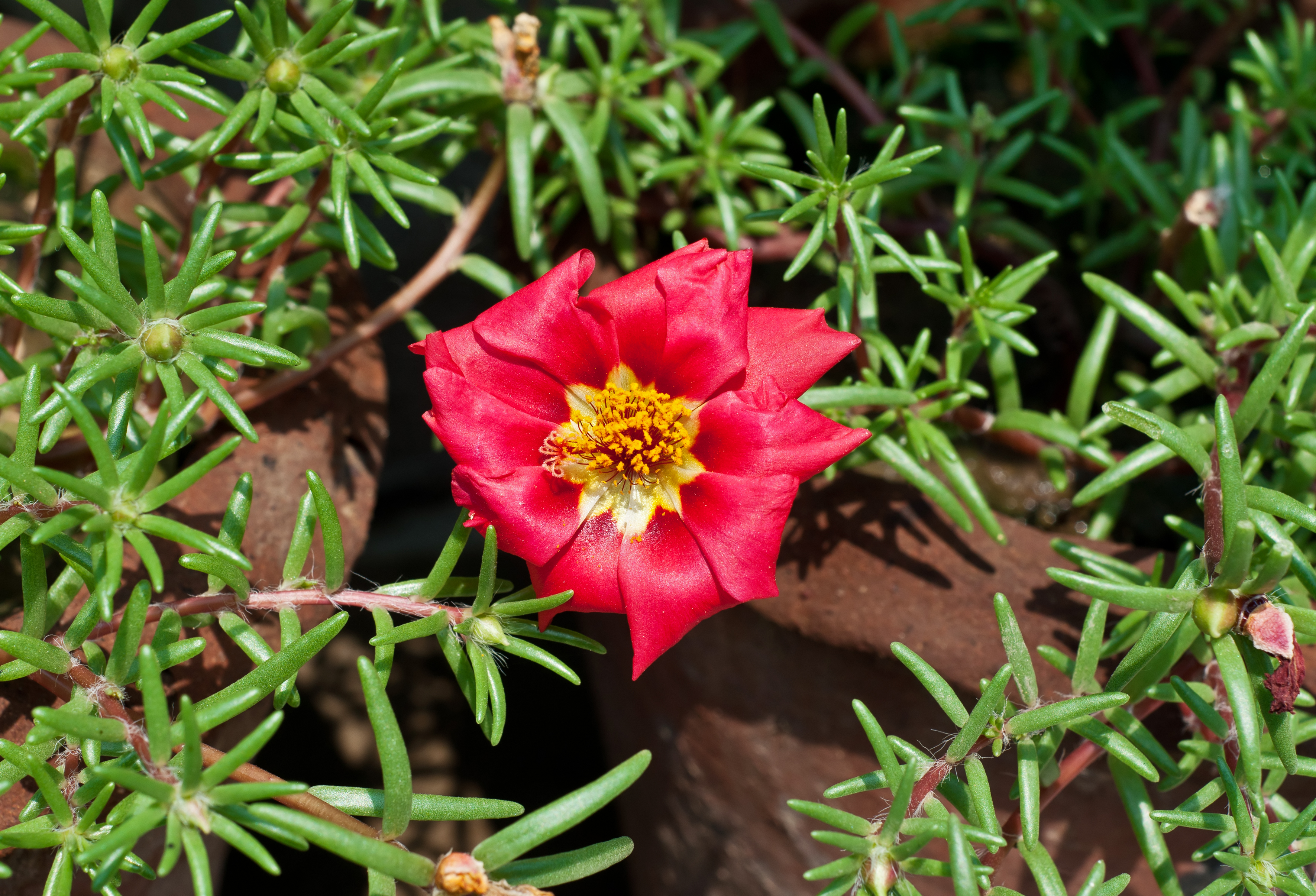
マツバボタン (Portulaca grandiflora)
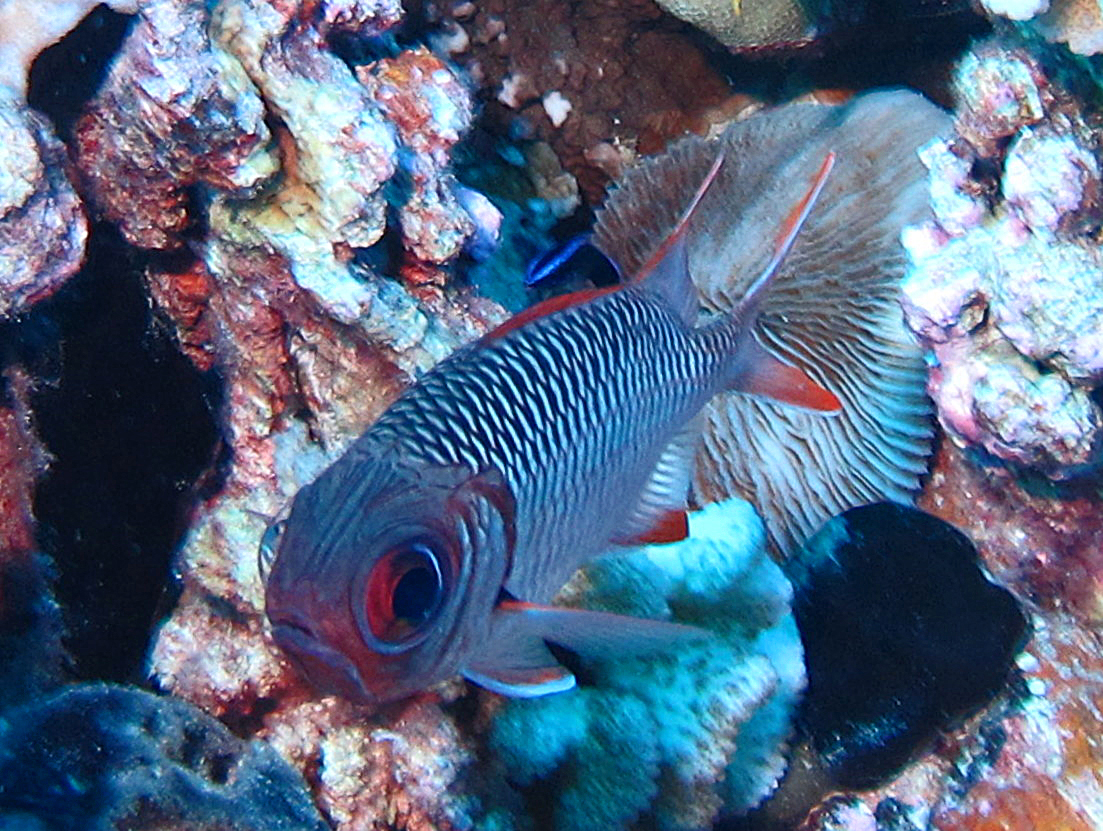
ウロコマツカサ（Myripristis botche、キンメダイ科）

## 人間との関わり

### 景観
種類にもよるが、他の樹木が生えないような岩や砂だらけの荒地でもよく育つ。霧に包まれた険しい岩山に生えるマツは仙人の住む世界（仙境）のような世界を演出し、特に中国の黄山や華山の光景は見事である。海岸地帯においても時に優先種となり、白い砂と青々としたマツの樹冠の対比の美しさは白砂青松などと呼ばれる。これは特に日本で親しまれており松島、天橋立、桂浜、虹ノ松原などが有名。
街路樹としても用いられ、並木道を作り出すこともある。厳しい環境でも育つために砂漠や荒地の緑化用として使われる種もある。日本の白砂青松の名所の中には元々は草本しか生えていなかった、もしくはクスノキやタブノキなどの極相林が成立していた所を極相種の伐採利用と飛砂防止などでクロマツの植栽の結果成立したと見られる所も多い。個人の家の周りに防風林や生垣として植えられる（いわゆる屋敷林）としての場合もあり、マツを用いたとくに有名なものに島根県出雲地方の築地松がある。

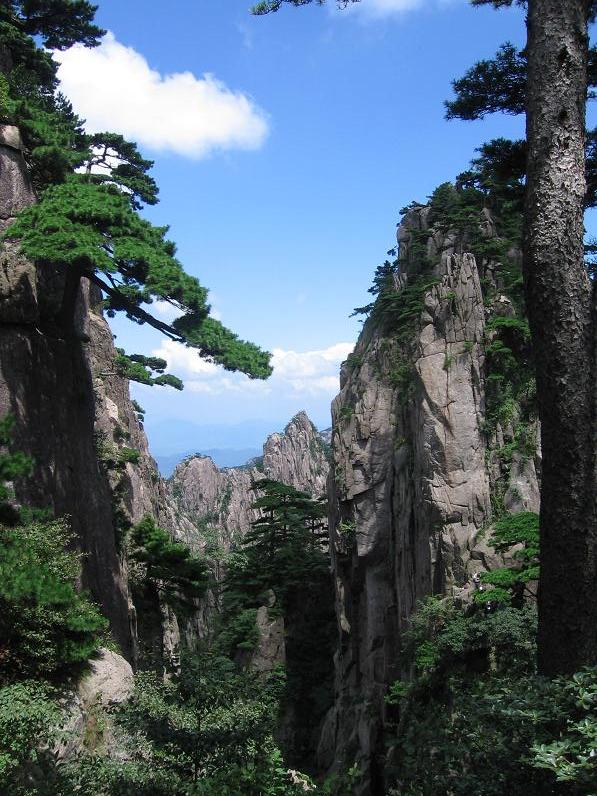
仙人の住みそうな岩山とマツ（中国黄山）
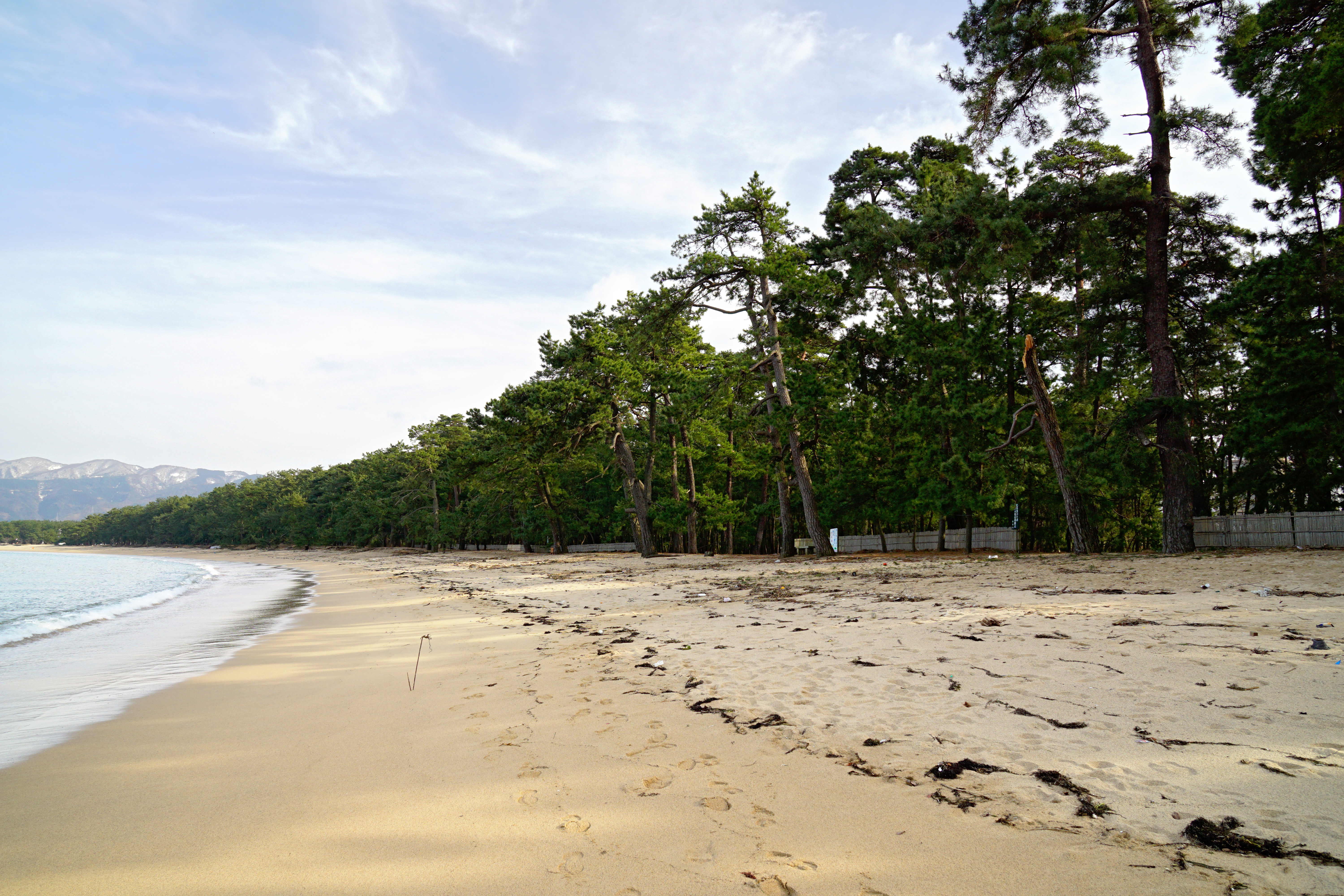
砂浜とマツ（福井県気比松原）
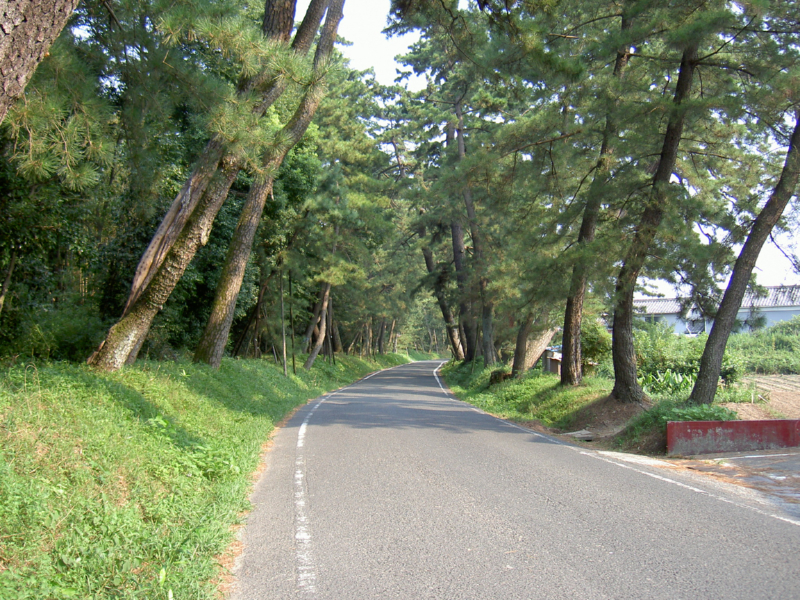
東海道の松並木（愛知県豊川市）
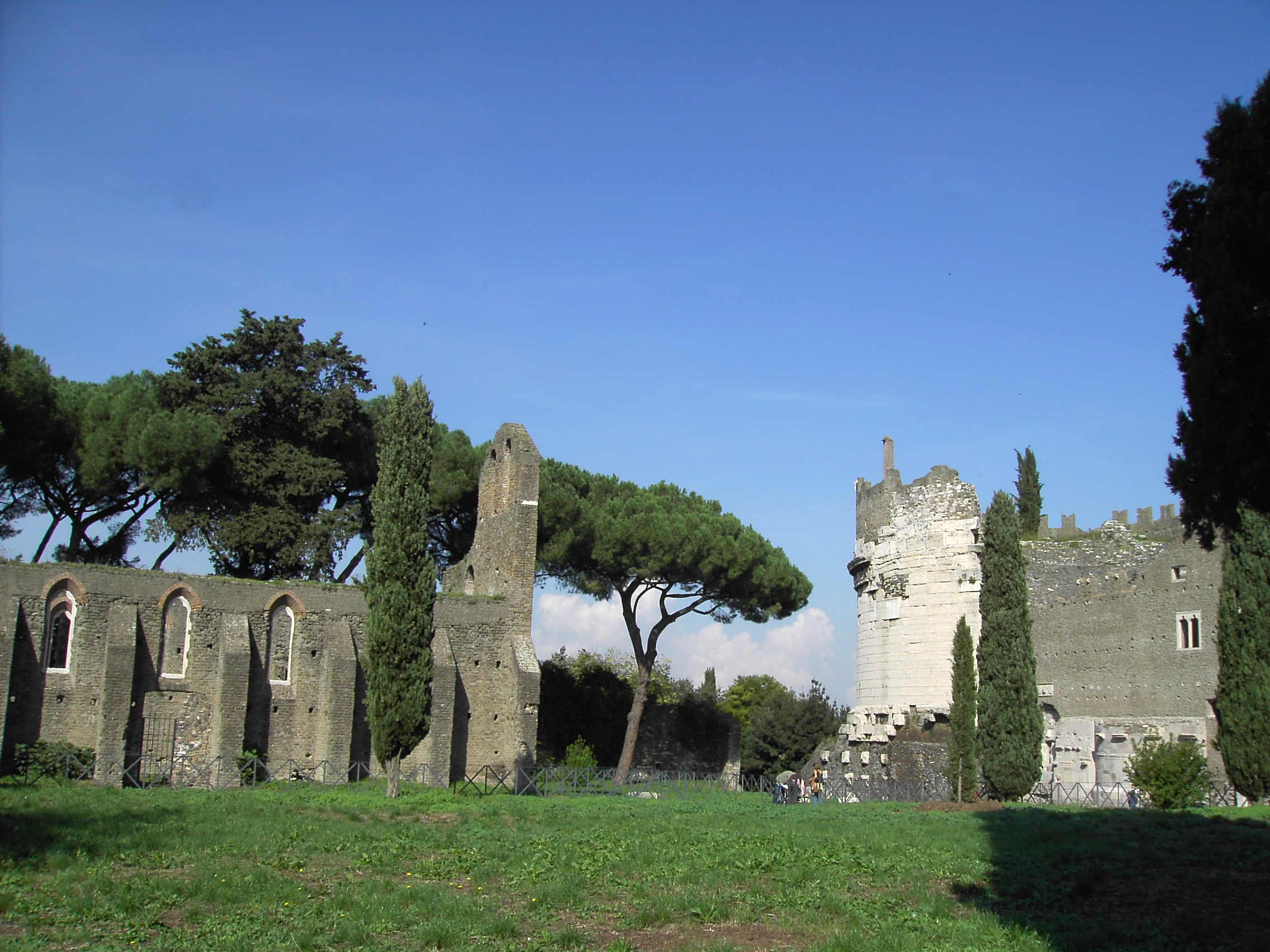
アッピア街道の松並木（イタリア）
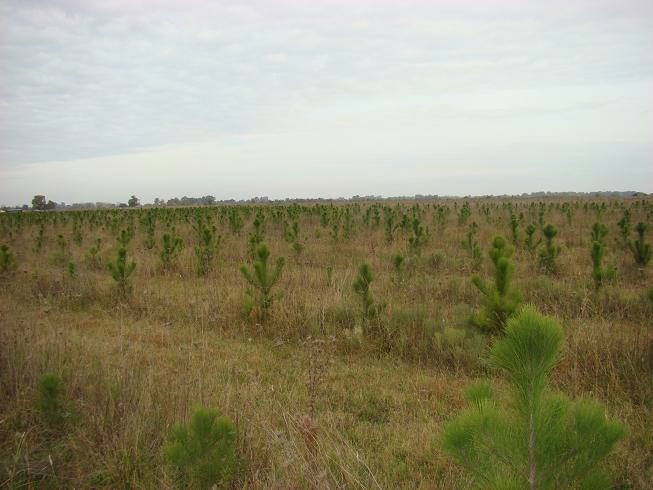
植栽された松の一種の苗木

庭木や庭園樹などとしても世界的に親しまれている。後述の通りマツは種類が多く、葉が垂れる種、樹皮の色や割れ方が特徴的な種などが自然に揃っている。もちろん、葉に模様が入る改良品種なども植えられる。日本庭園のマツは害虫駆除のためのこも巻き、さらに積雪地では雪の重みによる折損防止のための雪吊された姿を秋から春にかけて見せることが多い。鉢に植えて盆栽として楽しむにも人気の樹種である。厚い樹皮 (bark) がバークチップとして用いられることがある。樹皮（バーク）を発酵させて炭素率を低くし堆肥化させたバーク堆肥は、土壌改良材として使用される。ただし、これはマツだけでなく他の樹種も用いられる。

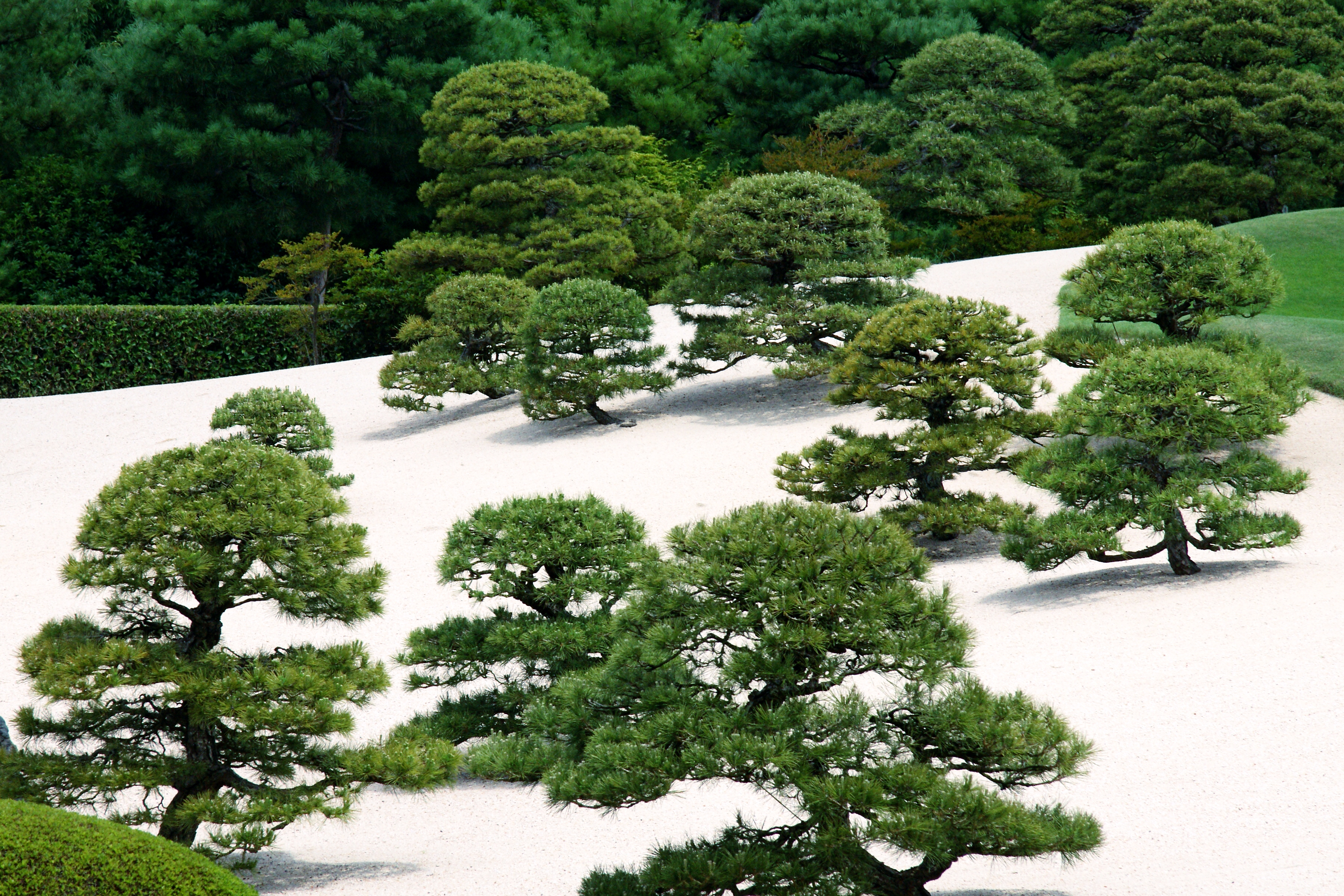
足立美術館の庭園
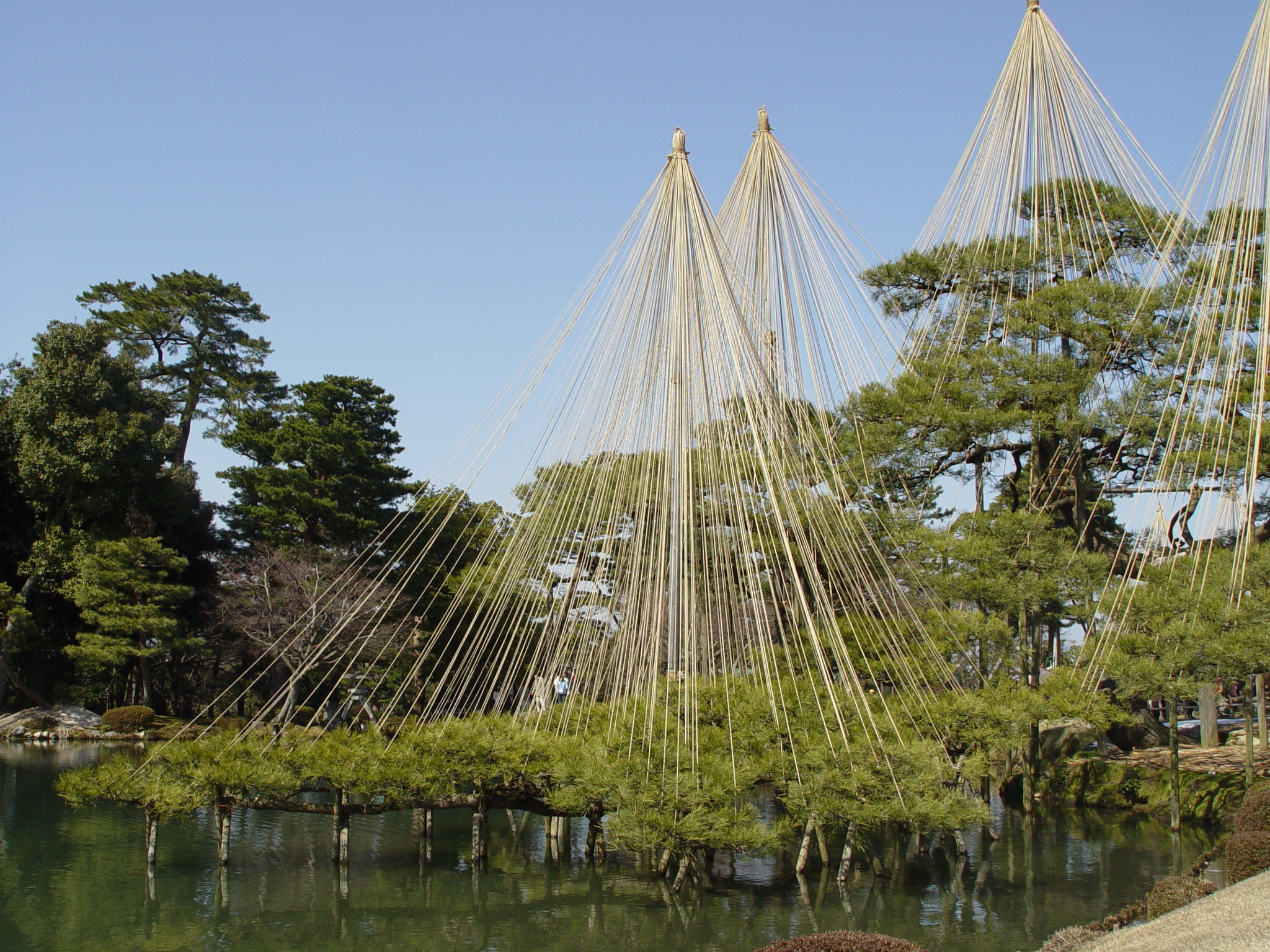
雪吊が取付られた晩秋のマツ
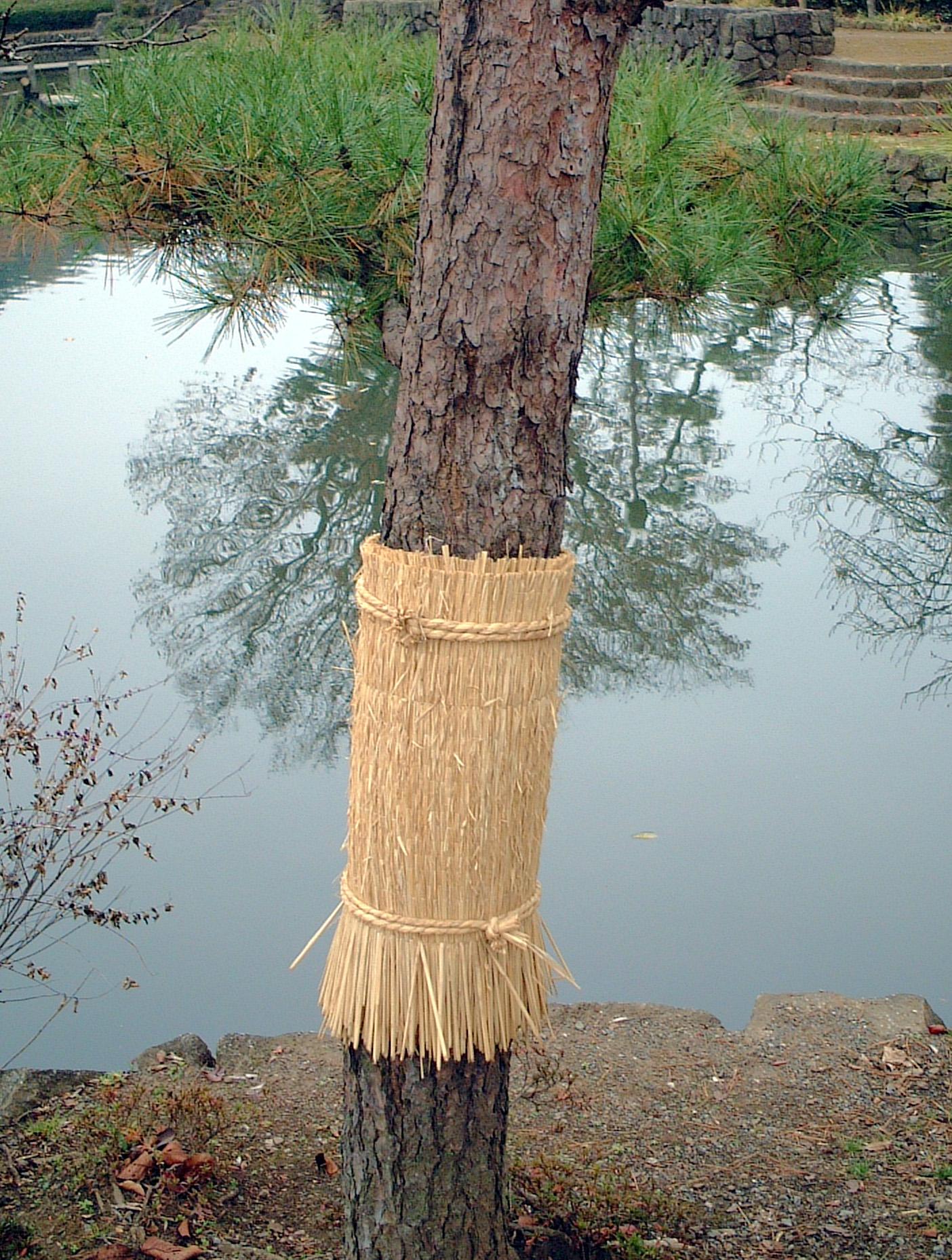
こも巻き
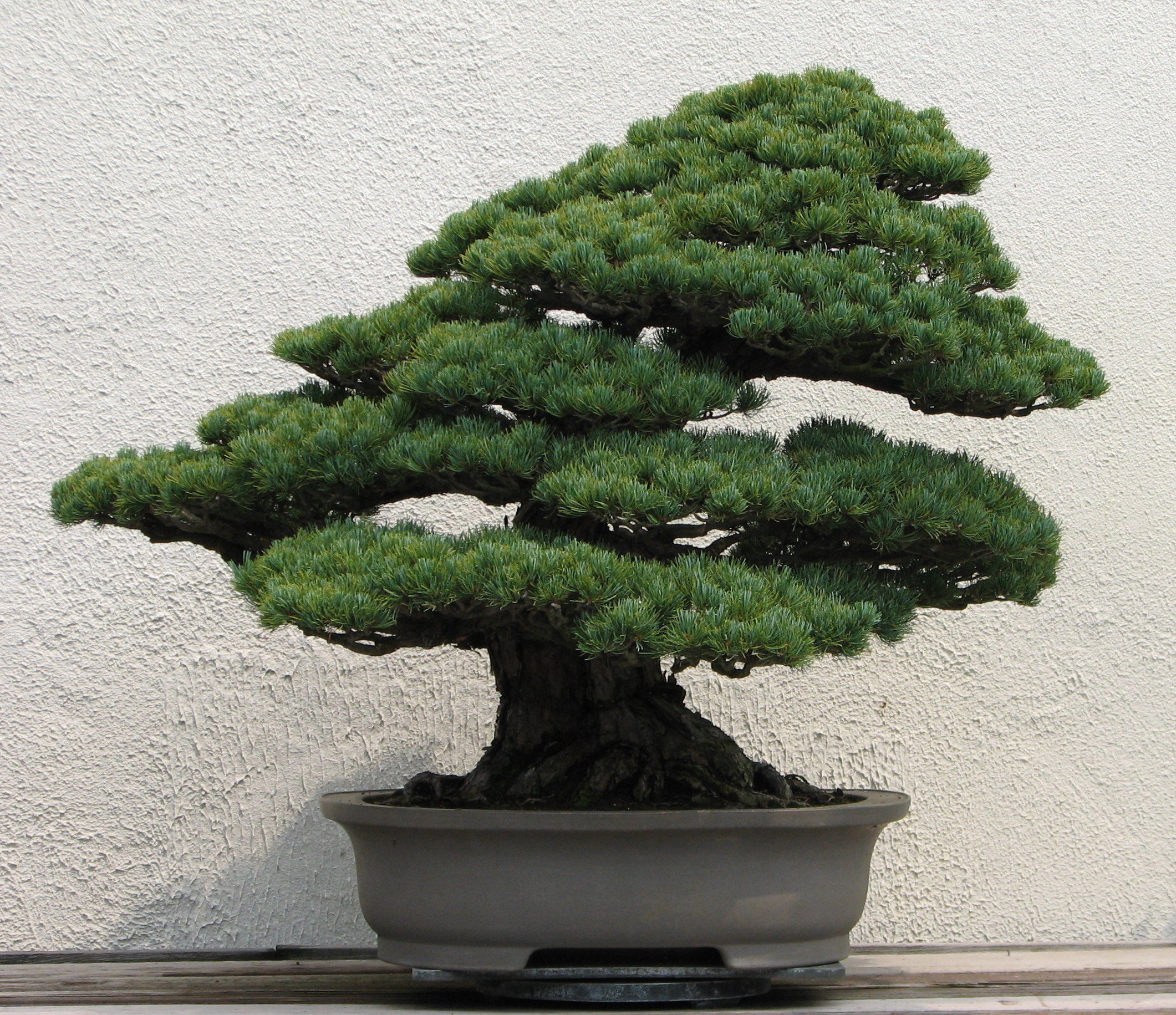
盆栽の一例
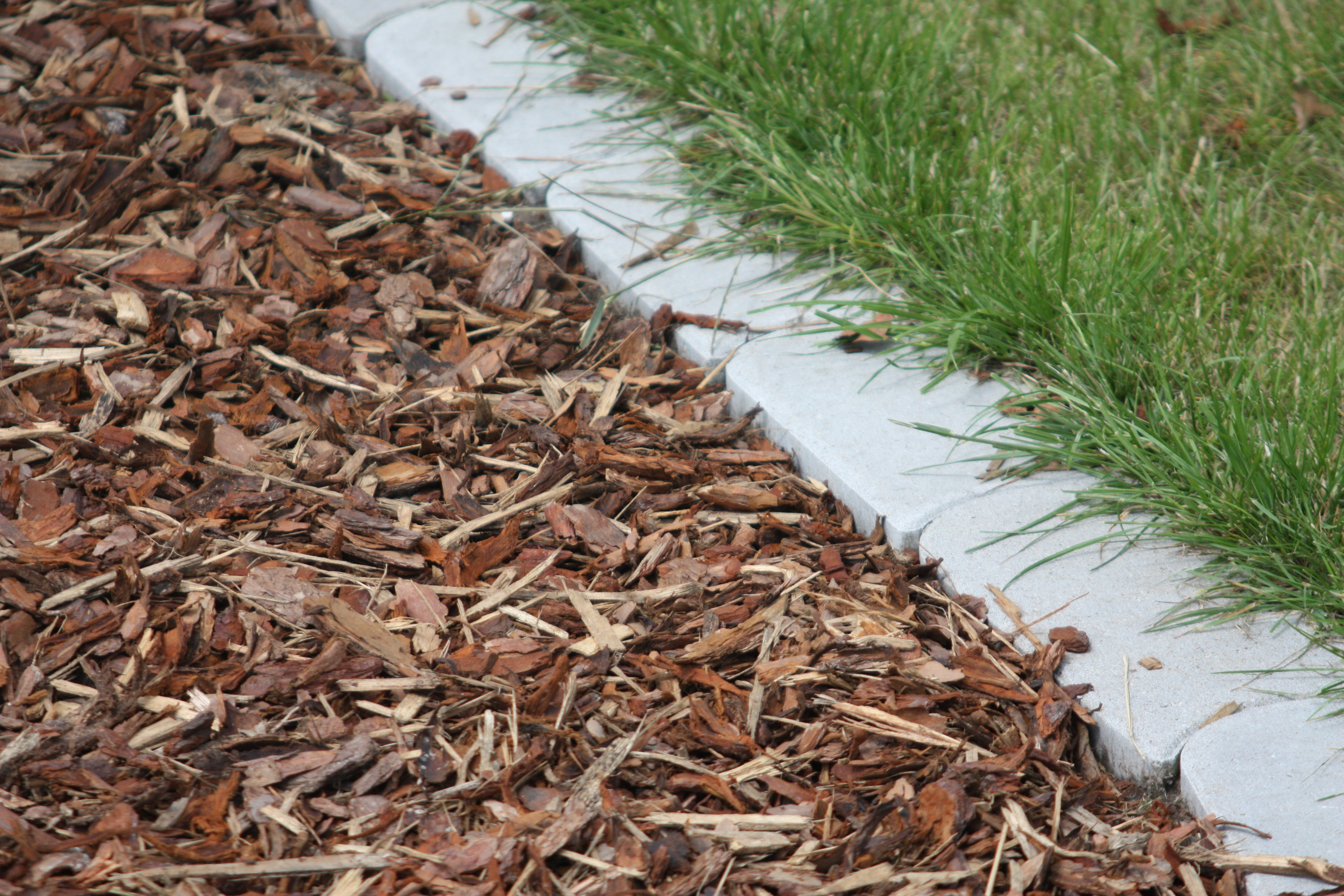
敷き詰められたバークチップ
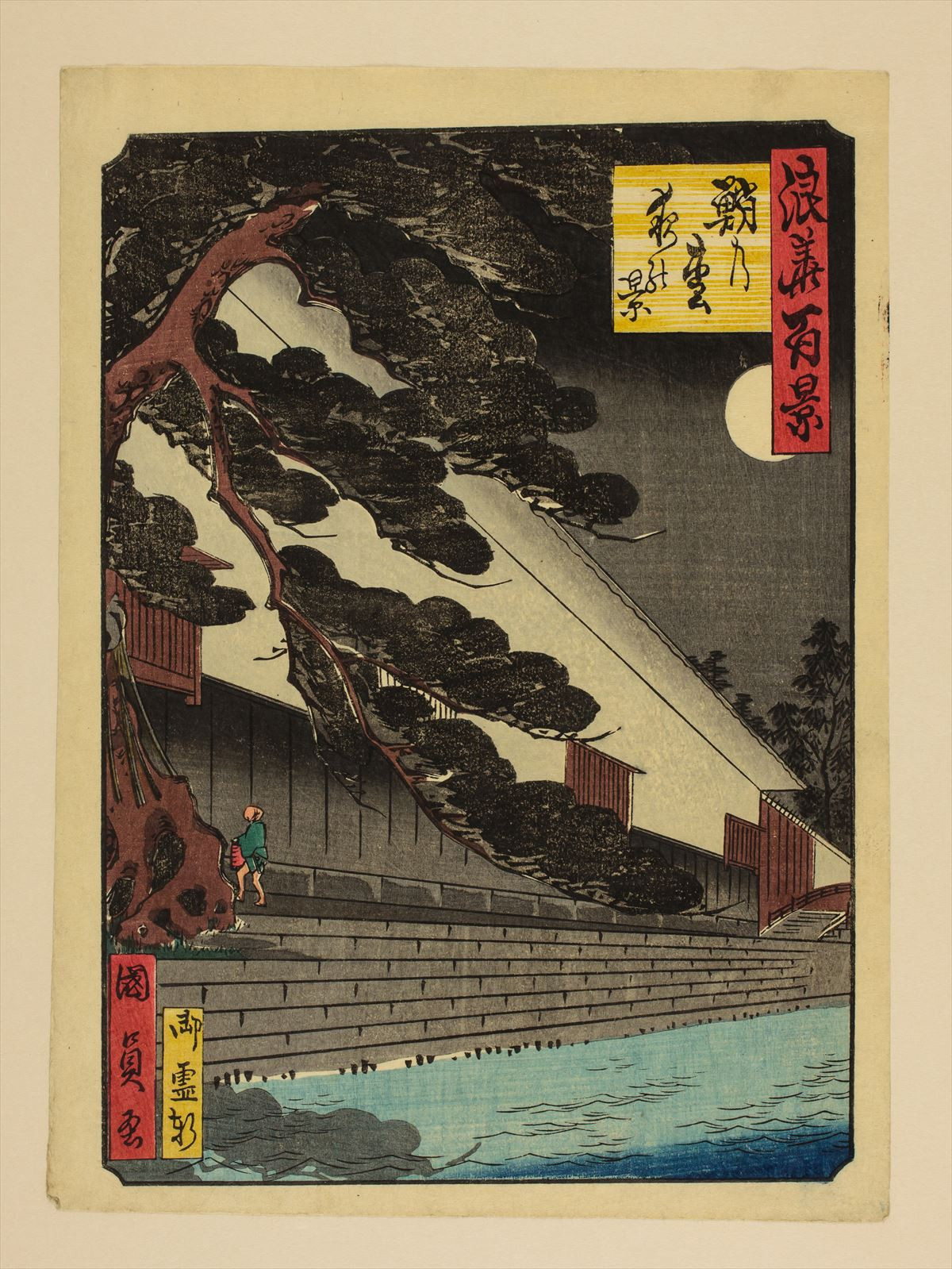
タコの姿に似ていることから江戸時代に大阪の名所だった広島藩蔵屋敷の鮹の松。『浪花百景』

### 木材
二・三葉松類と五葉松類でやや性質が異なっており、二・三葉松類の材は一般にやや黄色みを帯びており硬いことから、英語ではhard pine（硬いマツ）やyellow pine（黄色いマツ）などと称される。これに対して五葉松類は白く柔らかいことから、white pine（白いマツ）やsoft pine（軟らかいマツ）と呼ばれる。比重も二葉松類が0.55程度に対して、五葉松類は0.45程度とやや軽いことが多い。
強度があり木造建築などにも用いられるが、一般にスギやヒノキと比べて耐腐朽性（）に劣るとされており使いどころを選ぶ。一般に二葉松は建材として柱や梁に用い、より軟らかい五葉松類の材は水道用木管、木型、曲物、塗物の下地など柱と比べて高度な加工が必要なものに用いられるという。樹脂が多く心材色の濃いものは肥松（）と呼ばれて珍重され、羽目板や床の間など直接目に触れる箇所に使われるという。
また、強度面から鋼管杭が発達していない頃には、鉄筋コンクリートビルなど大型構造物の杭基礎にも用いられた。1938年（昭和13年）から始まった新丸ノ内ビルヂングの工事例では、10000本のマツ丸太の使用が見込まれていた。
1940年、戦時色が強くなった日本では、特定の樹種の木材について用途指定がなされたが、マツの小丸太の用途は軍需用のほか坑木、パルプ、包装用資材とされていた。また、鉄道の枕木としても使われていたが、日本の場合防腐処理をしない場合の寿命は3 - 5年だといい、耐朽性のあるクリ（7 - 9年）などと比べると半分程度の寿命しかなかった。
木材輸入の自由化、スギ林の放棄、防腐・加工技術の進展などで外国からの輸入は増えている。英語でマツを指すpineに因んでパイン材と呼ばれることも多い。これはヨーロッパからの輸入住宅のフローリングなどに使われている場合は、ヨーロッパアカマツ（P. sylvestris）を指していることが多い。北米からの輸入の場合は、2×4建築の構造材やホームセンターに部材として販売されているカナダ産の白っぽい木肌のSPF材、これは特にコントルタマツ (P. contorta) が多いとされる。また、ボウリング場のレーンなどはアメリカ産の黄色っぽい木肌のSouthern Yellow Pine（SYP, 一般にSYPはテーダマツ、ダイオウマツ、エキナタマツ、スラッシュマツ等複数の種を含む）を指す場合もある。他の北米産としては家具用としてポンデローサマツ (P. ponderosa) なども入ってきているようである。北米産のものは「米松（）」、国産のものは「地松（）」と総称することもある。
また、ニュージーランドは北米原産のマツ、特にラジアータマツ (P. radiata) に頼る林業を行っていることで有名で、ここから輸入される材は、ほぼこれに限られる。

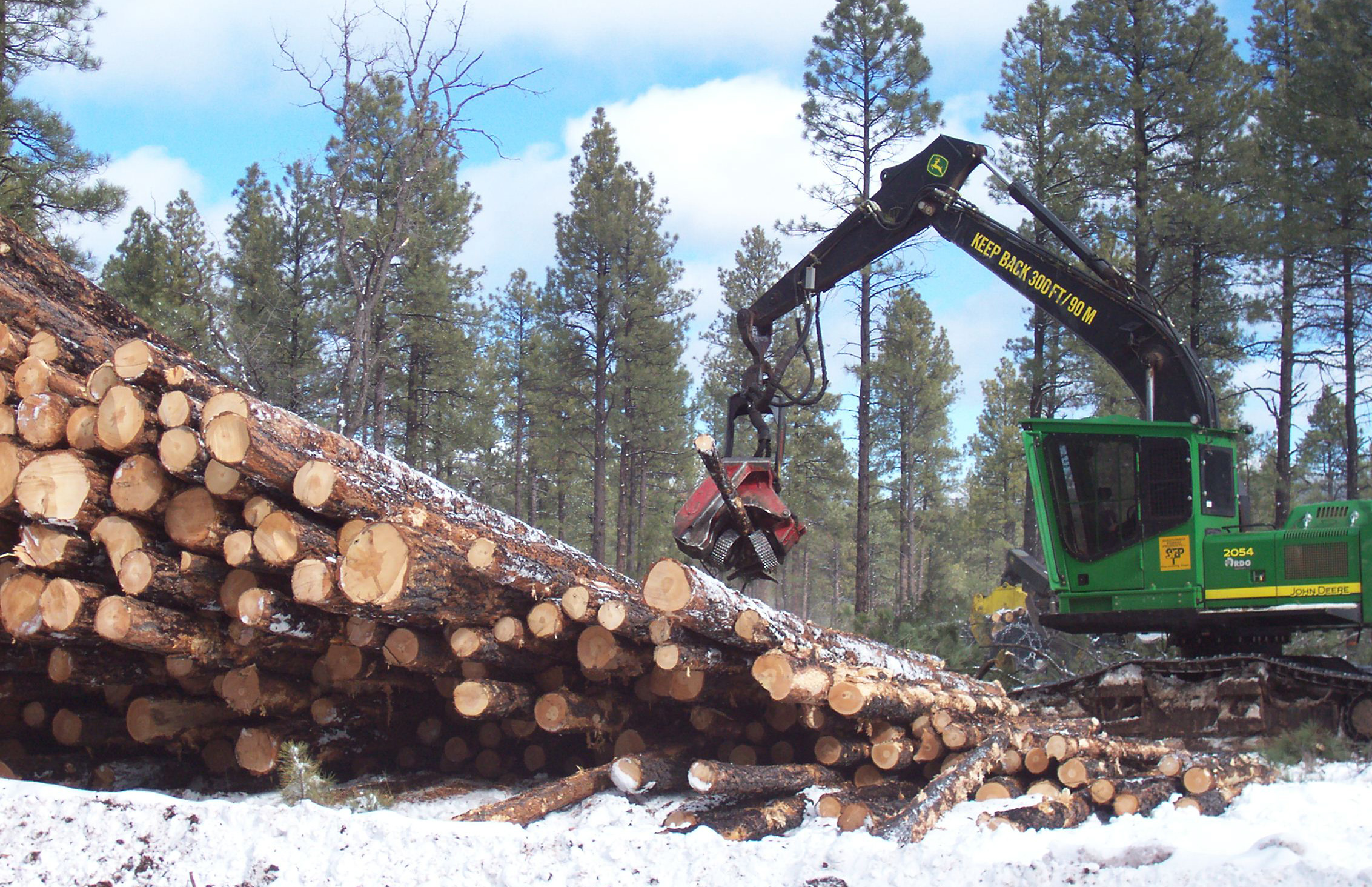
伐採されるP. ponderosa
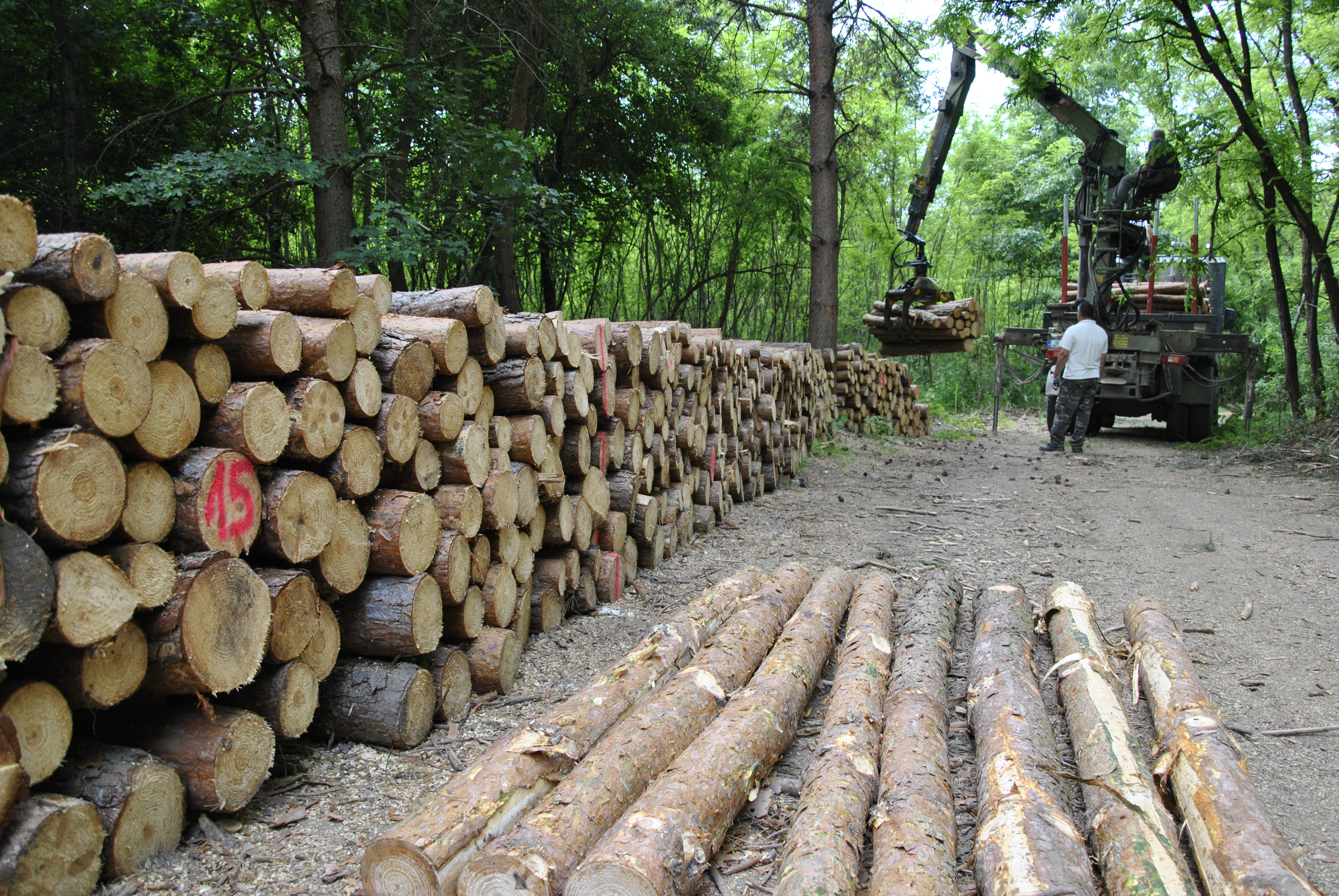
伐採されるP. sylvestris
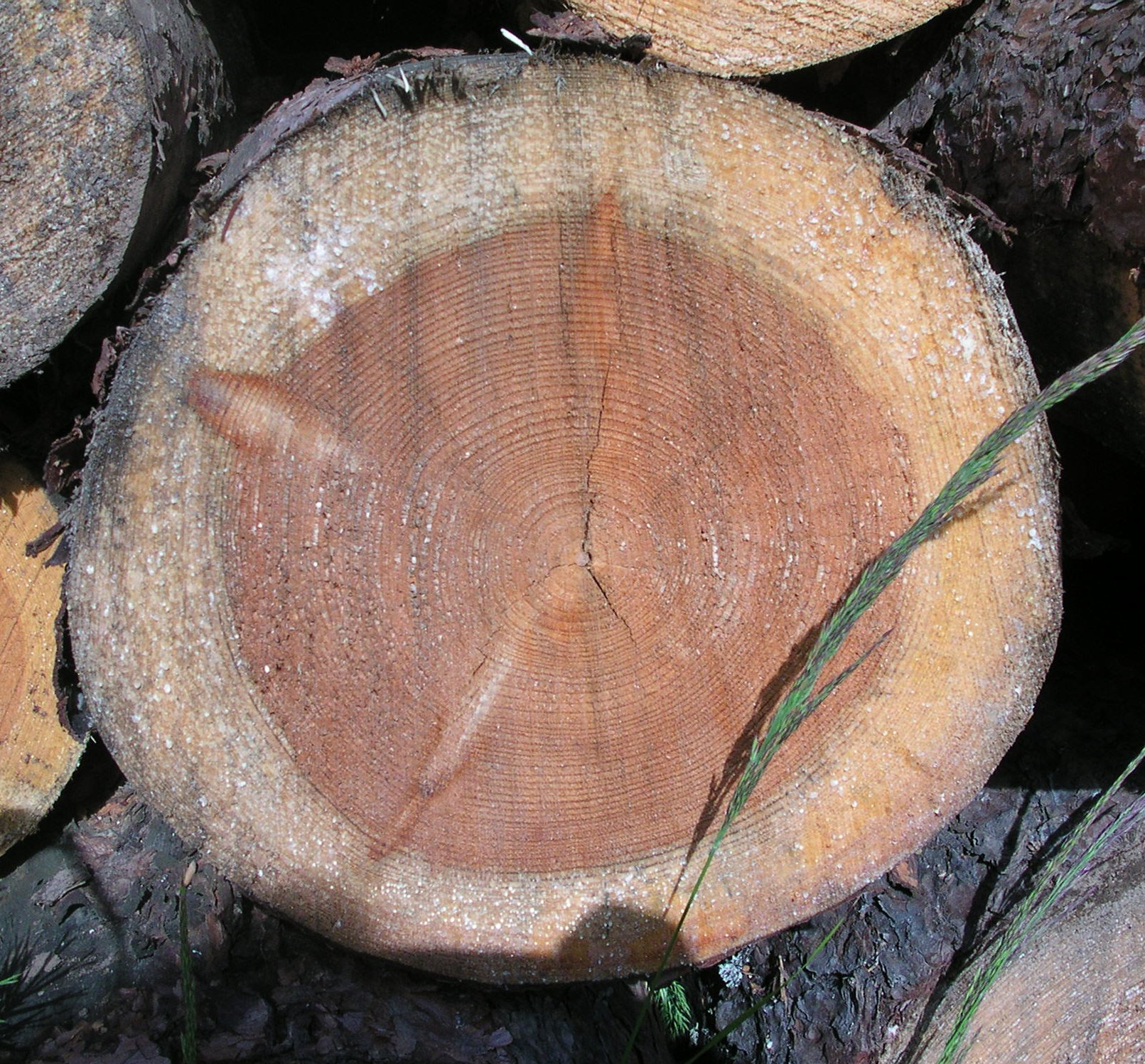
心材と辺材の境目は明瞭P. sylvestris
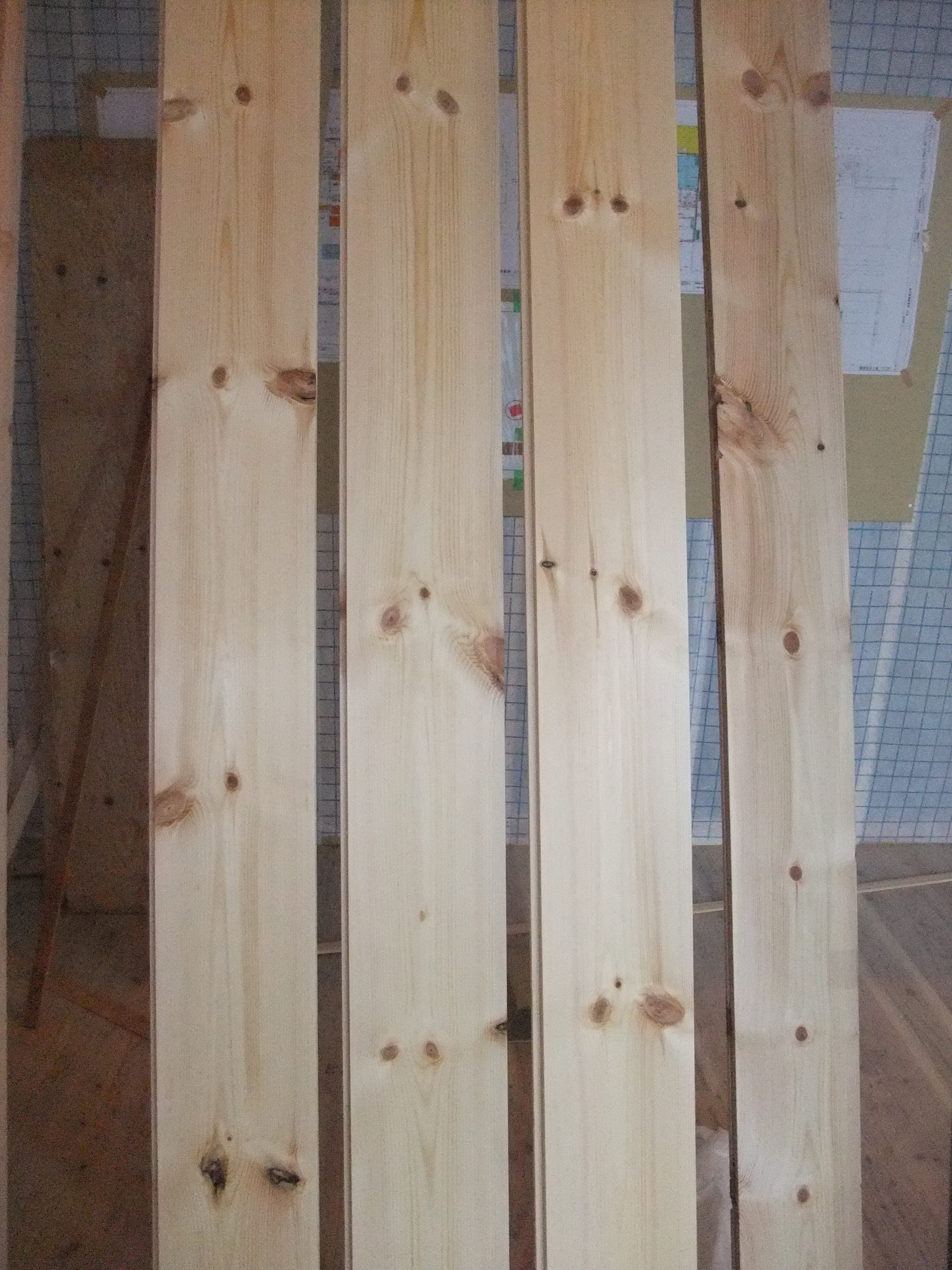
マツのフローリング材

### 工芸品
アメリカ先住民の中には松の葉を編んで籠を作る部族もあった。

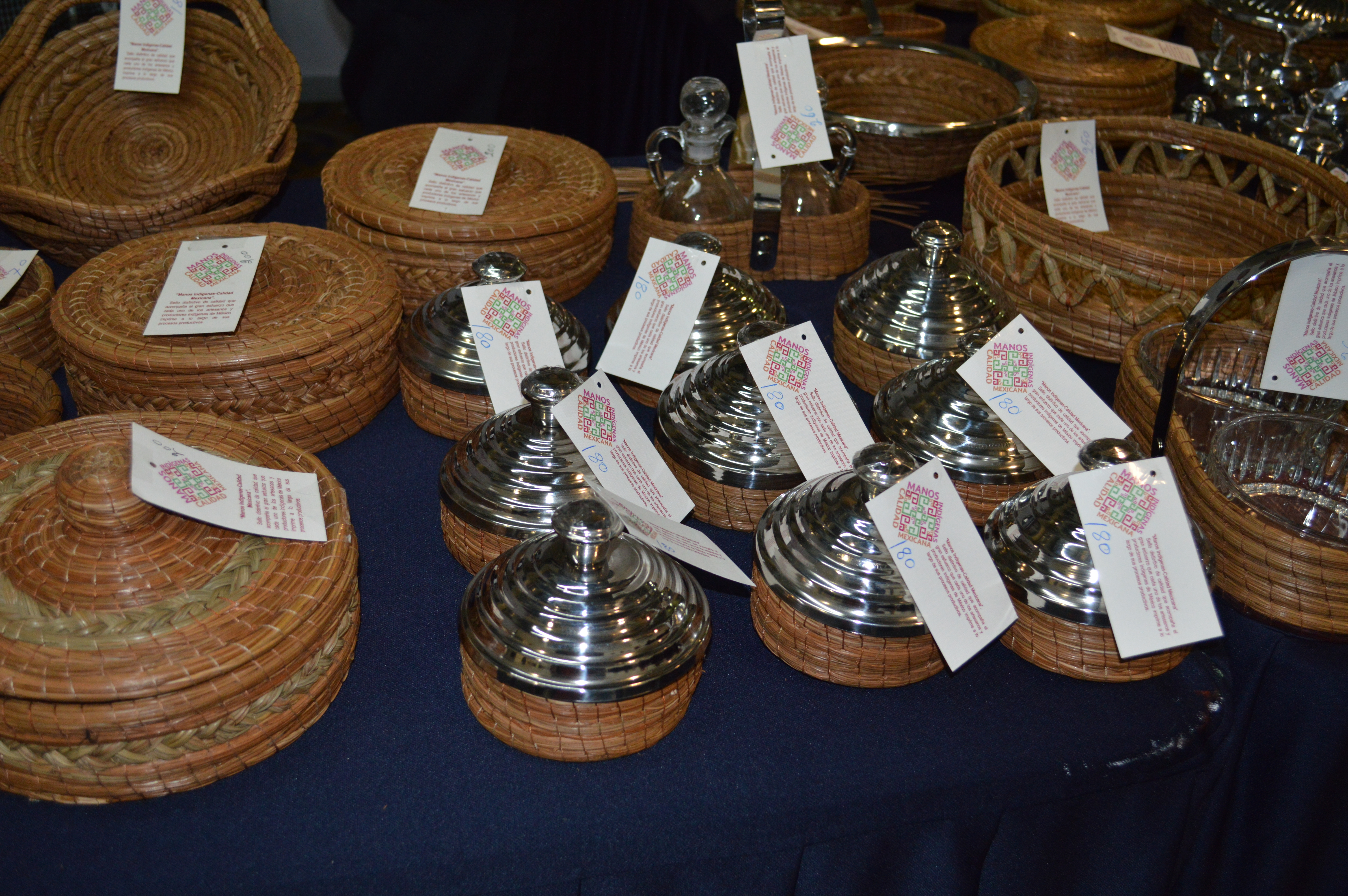
メキシコ伝統工芸の展示会で展示された松葉の籠
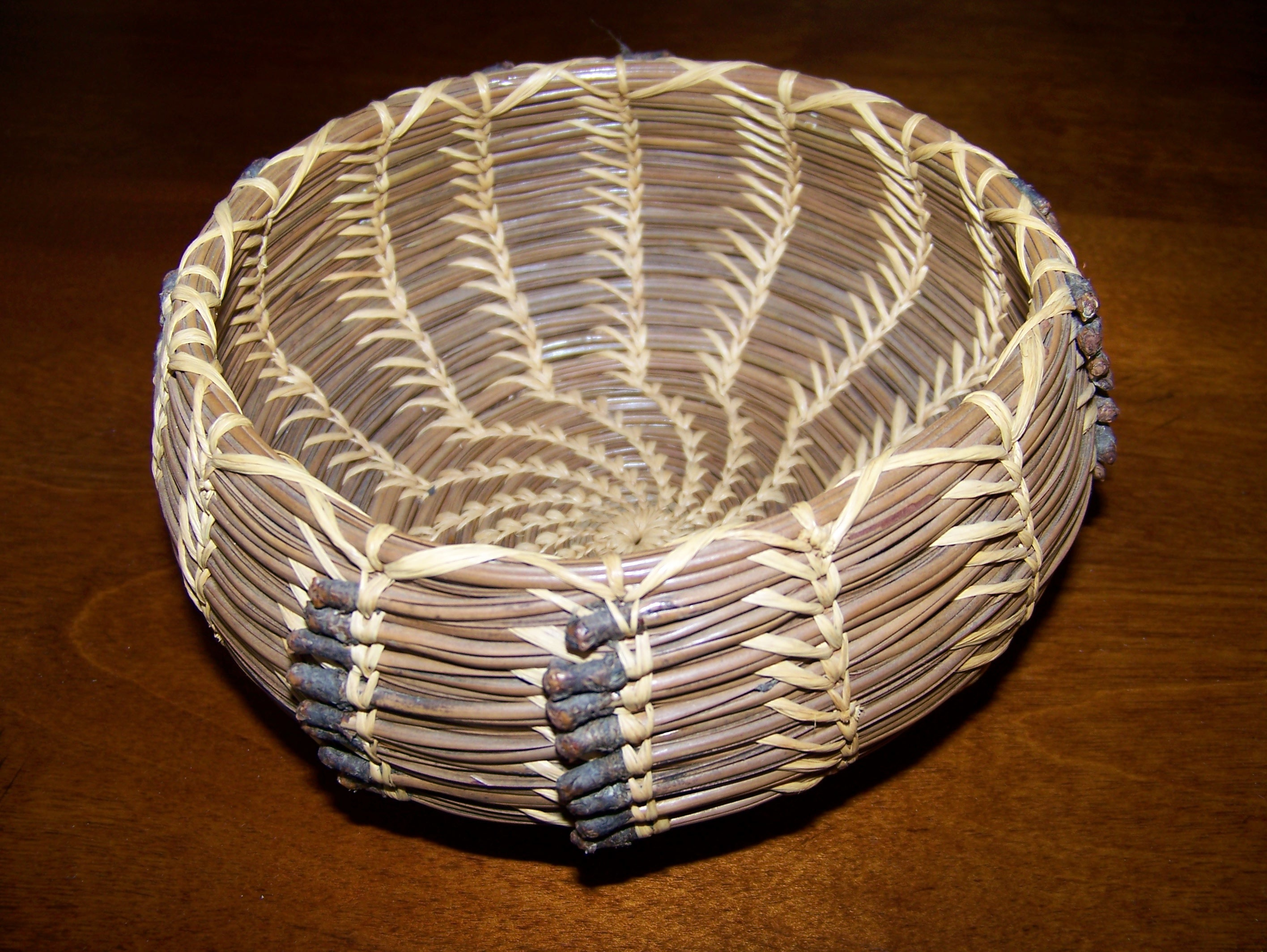
マツの葉を編んだ籠

### 燃料
他の木材と比べ可燃性の樹脂を多く含み、マッチ1本で着火できるため以前は焚き付けに用いられた。分離した樹脂である松脂もよく燃える燃料として使用された。第二次世界大戦中の日本では、掘り出した根から松脂を採取、松根油を採取し、航空機の燃料に用いようとしたことがある。
他の木材と比較し単位重量当りの燃焼熱量が高いことから、陶磁器を焼き上げる登り窯や金属加工の鍛冶用の炭として珍重される。特にマツ材を急激に炭化させた松炭は熱量が多く鍛冶用の炭として適する。たいまつが漢字で「松明」と書くこともあるように明かりとしても重要であった。
また、マツを燃やした際に出る煤を集めて固めると墨を作ることができる。これは松煙墨と呼ばれる。また、原理は不明だが、明治時代に発行された書物では油紙に墨で文字を書くとき、青い松葉を数本水に浸した水で墨をすったもので書くとよい、とされている。

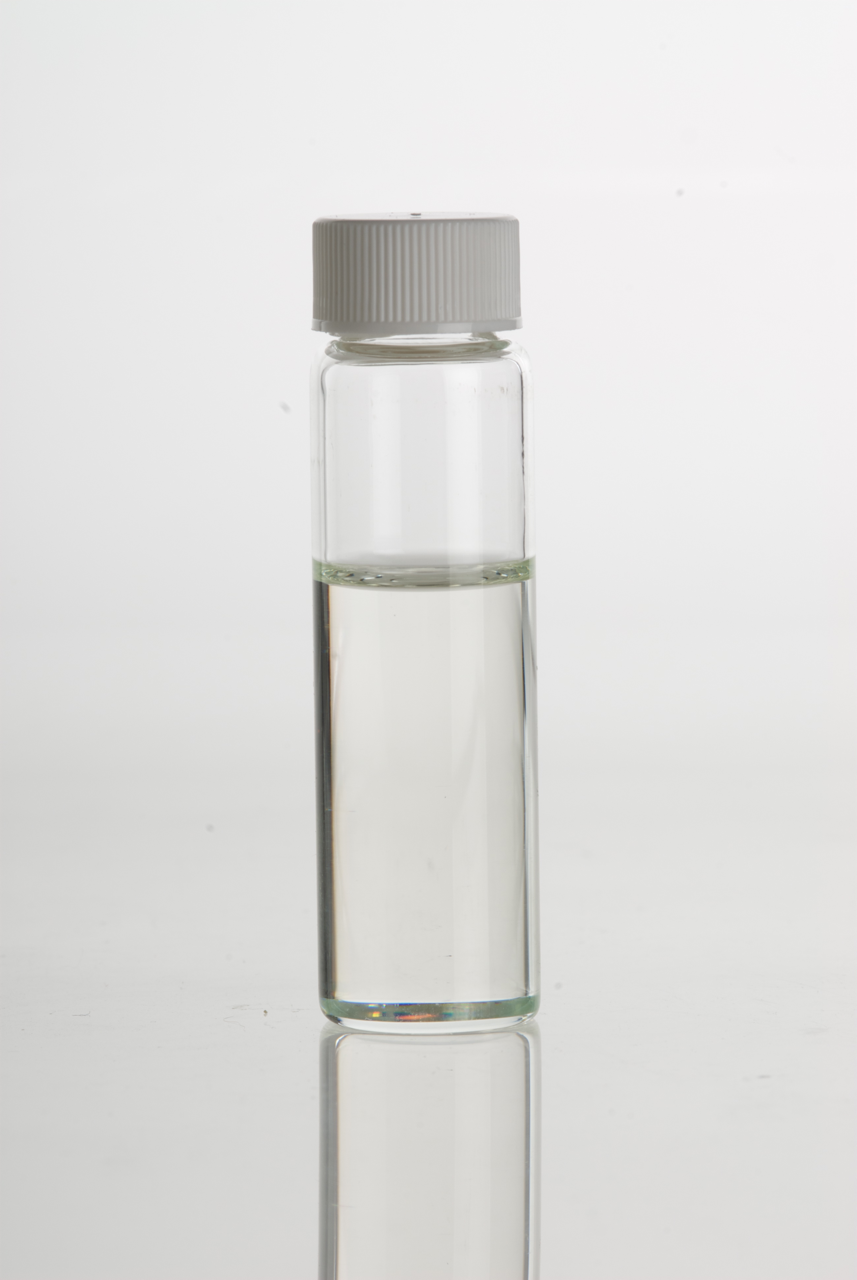
マツから精製された油
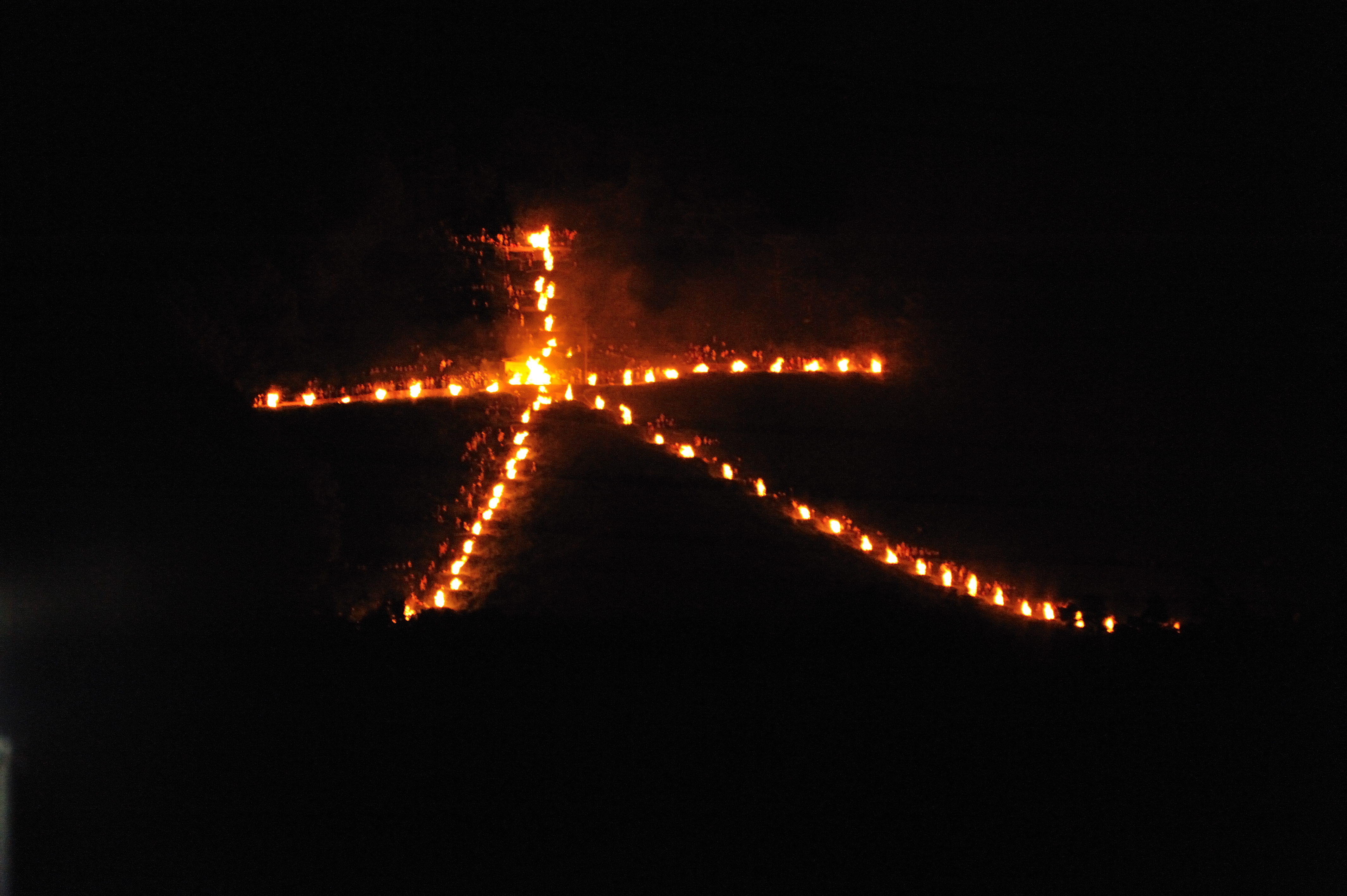
京都・五山の送り火は松の薪を使う
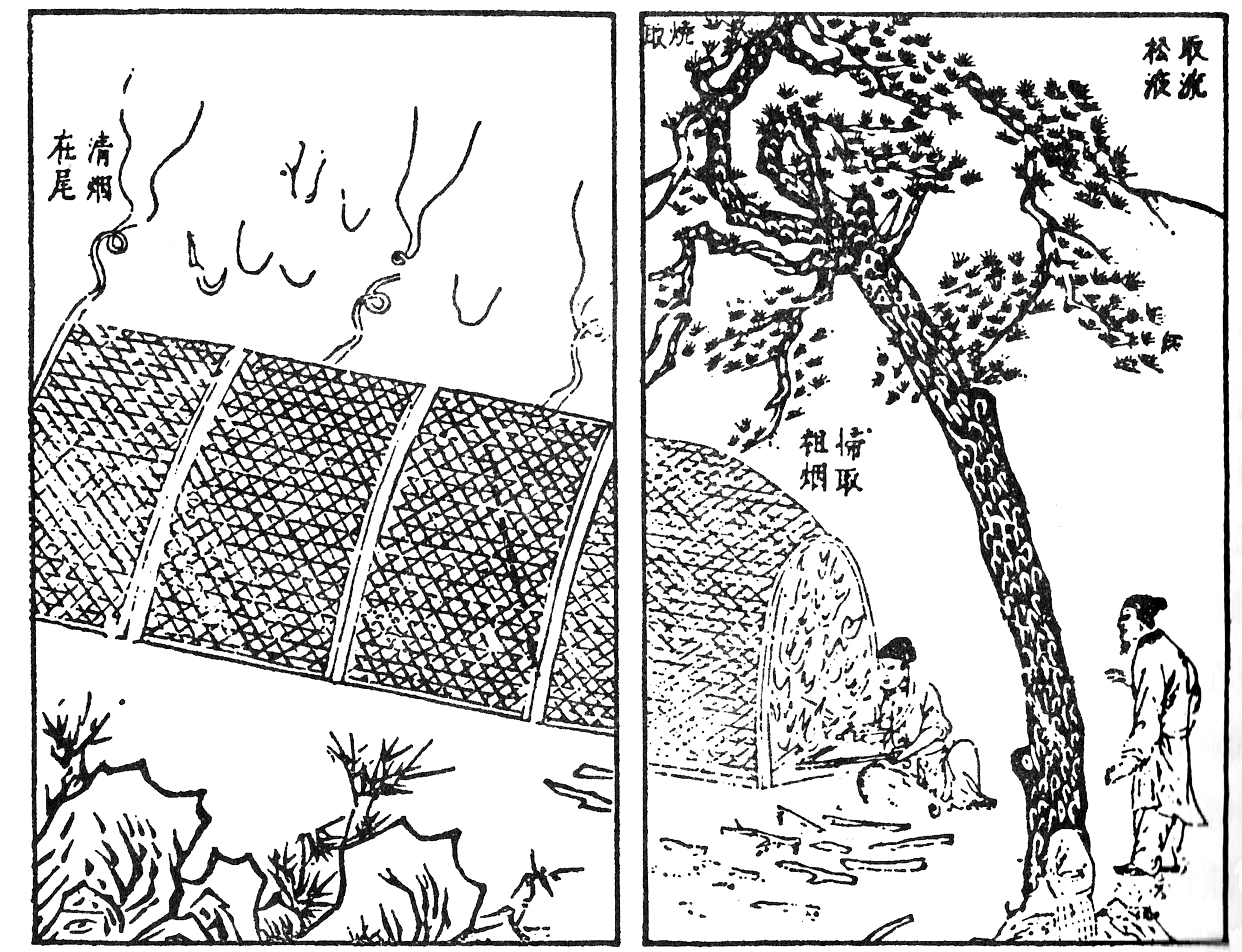
松材を不完全燃焼させて煤を採る、15世紀の中国

### 食用
マツの種子は一般に無害であり松の実（英: pine nut）と呼ばれ多くの種で食用となる。特にチョウセンゴヨウ (P. koraiensis) やその近縁種、イタリアカサマツ (P. pinea)、北アメリカ西部に生える英名Pinyon Pinesと呼ばれるグループの種子は大きく経済的価値が高い。なお、松の実を食べた直後から数日後に一過性の味覚障害を生じることがあり、欧米ではpine mouth（和名未定、直訳するとマツの口）と呼ばれている。原因は分かっていない。
表皮のすぐ下の皮である形成層も食用となる。日本では松皮餅などが知られ、北欧のサーミ人などは春に木から剥がし乾燥させ保存できる状態にしたものをシチューやバークブレッドなど様々な形に加工し、アメリカ先住民も他の木の形成層と共に食用としてきた。
ジンの香りづけのネズミサシ、杉樽で作る日本酒のようにマツ類も香料としての利用がされる。中国の紅茶の正山小種は、タイワンアカマツなどの木材や樹皮で燻して独特の香りを付けて作られる。朝鮮半島には松葉と共に蒸すことで香りをつけた餅「松片（송편、ソンピョン）」があり、秋夕、いわゆるお盆の時期に食べる風習がある。花粉もクッキーなどに混ぜられて食べられる。マツ類の若葉を砂糖水中に浸しておくと、葉に付着している細菌が炭酸ガスを発生させサイダーになる。サイダー自体への香りづけした飲料も日本や韓国で見られる。葉を煮出して松葉茶として飲まれる。英語ではpine teaやtallstruntと呼ばれる。若葉で茶を作ればビタミンAとCに富む。ロシアでは球果がまだ未成熟なうちに収穫したものを砂糖で煮付けてヴァレニエにする。
樹脂である松脂も香料として使うこともあり、フランスなどではマツの香りのする飴が作られており、ギリシャではレッチーナ（Retsina, ギリシア文字：Ρετσίνα）と呼ばれる着香ワインが作られている。Retsinaはワインを発酵させる樽が発明される前からあり、松脂はアンフォラと呼ばれる壺に入れられたブドウ果汁が酸化しないようにふたの役目をしたという。

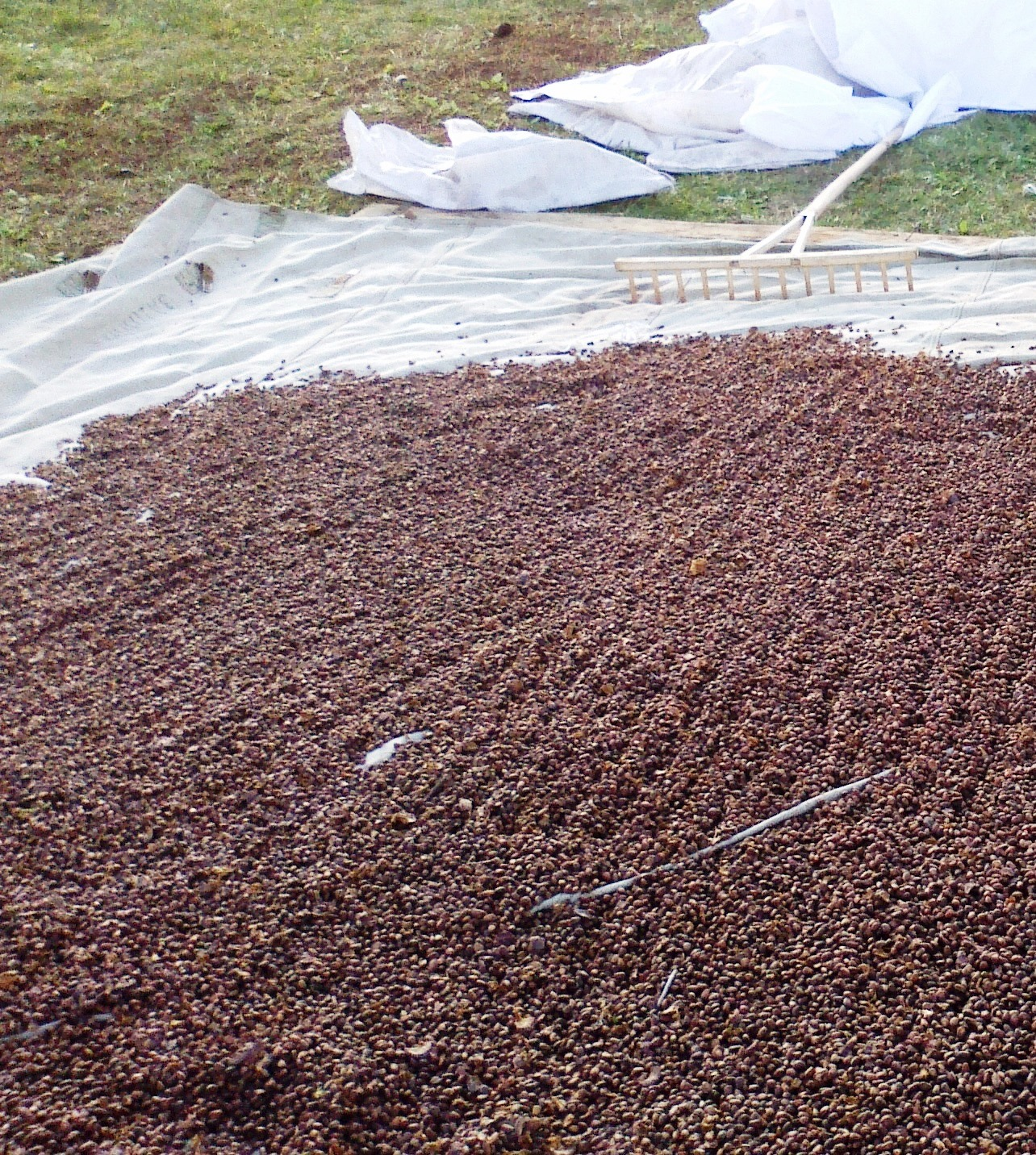
乾燥させているマツの実
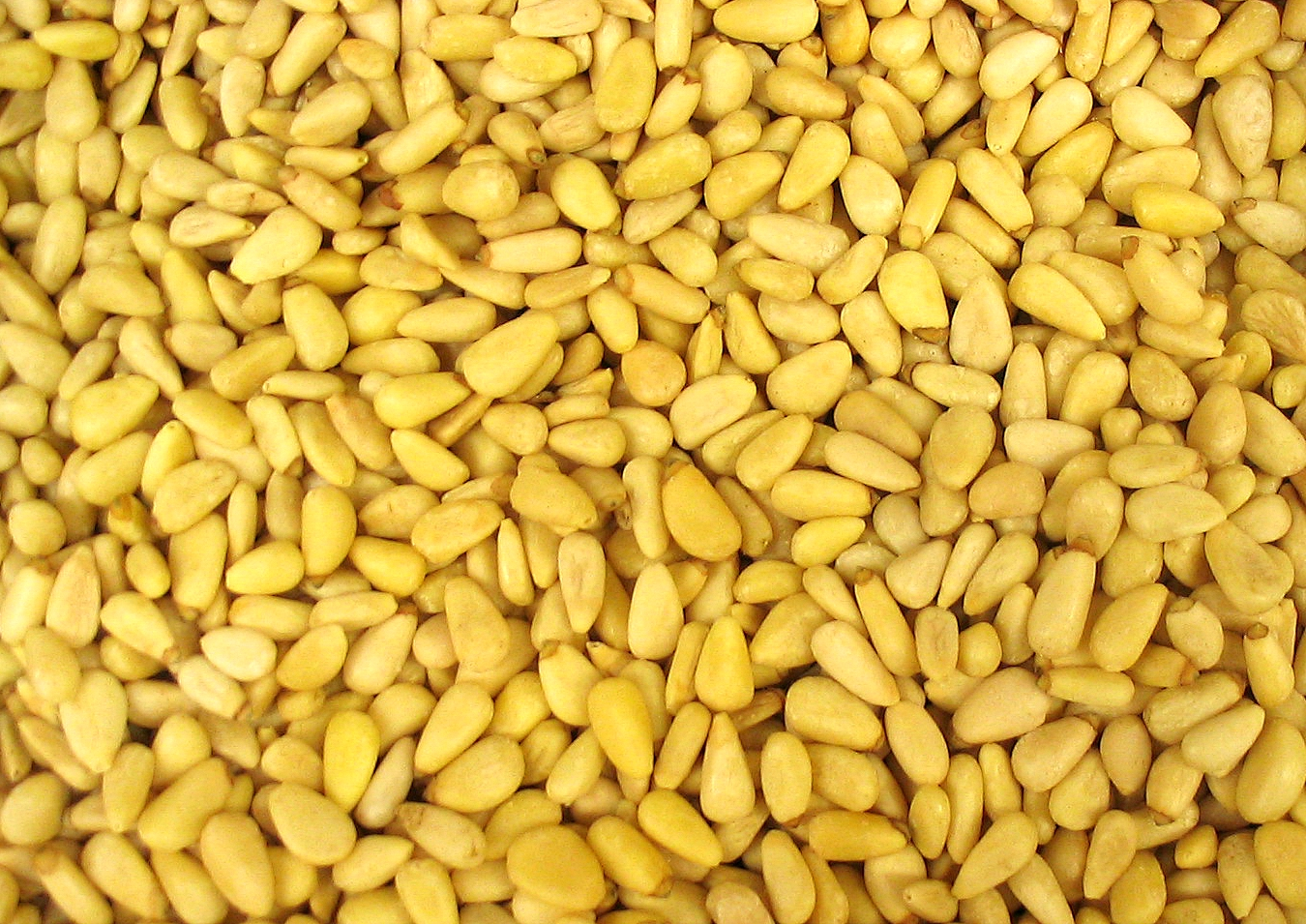
殻を割って取りだしたマツの実
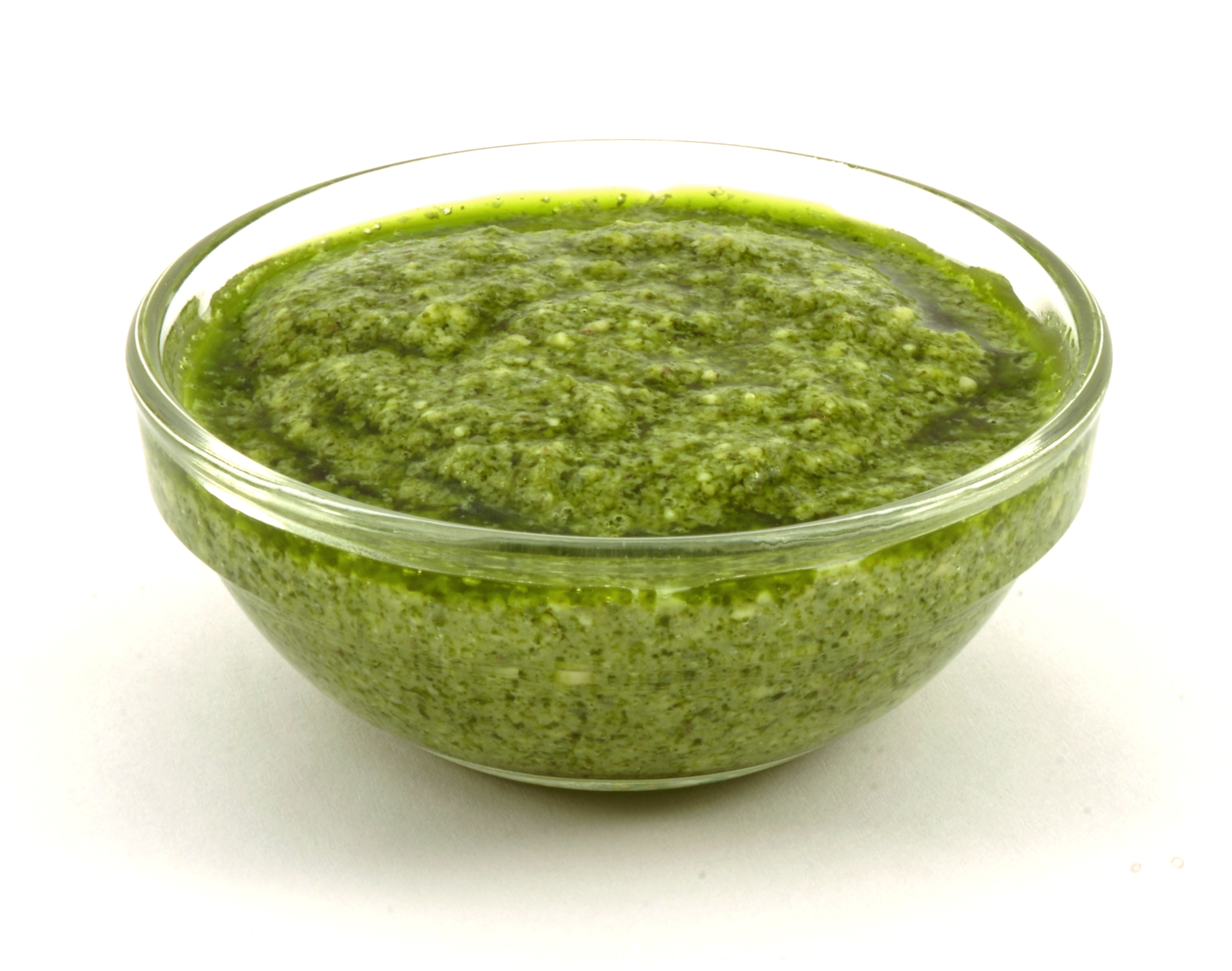
マツの実とバジルを用いたソース、イタリアのペスト・ジェノヴェーゼ
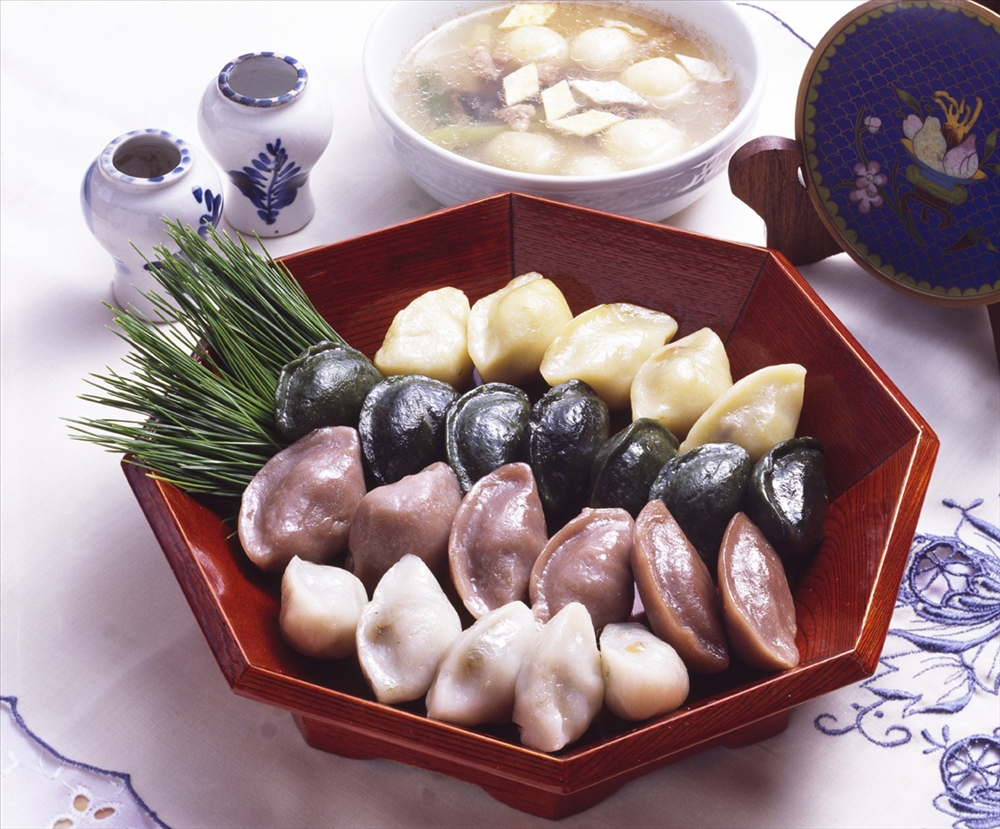
韓国の餅料理、송편（ソンピョン）
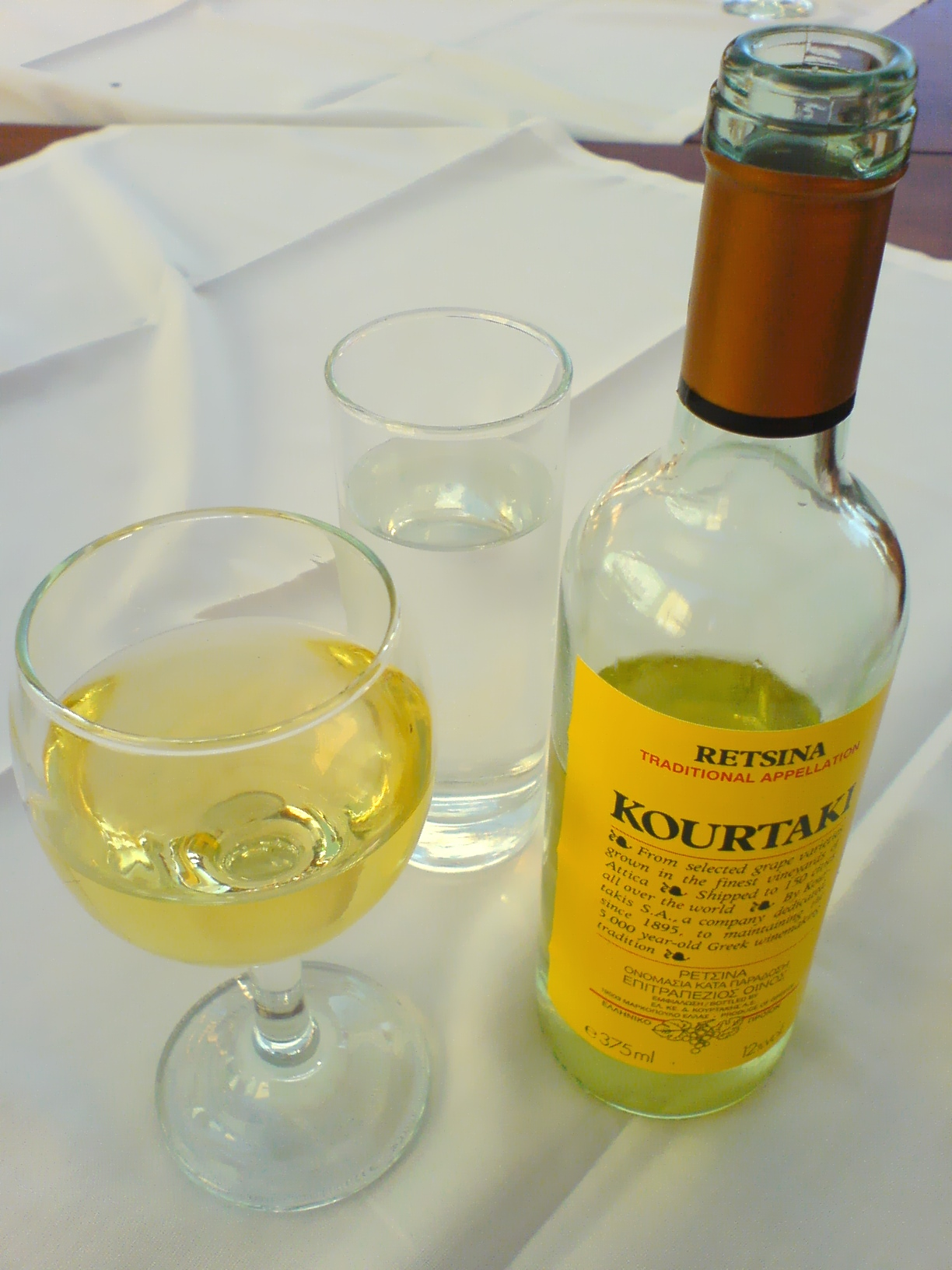
ギリシアのRestina
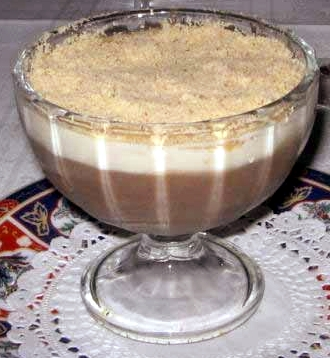
チュニジアのAssidat Zgougou
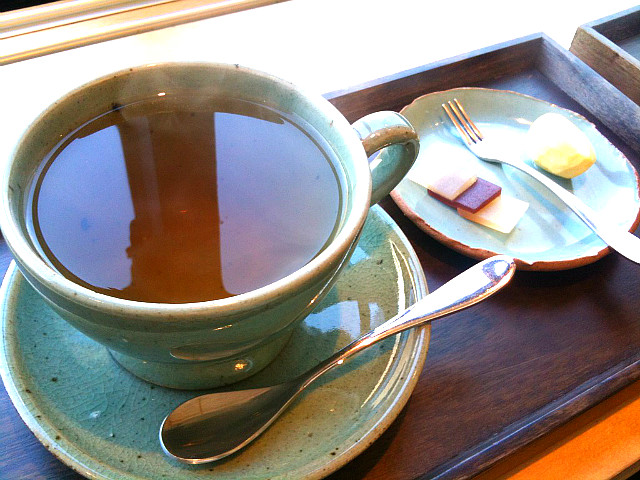
松葉のお茶

また、マツを直接食べるわけでないが、マツ林に生えるキノコは多く、中には食用になる種もある。キノコの中にはマツの根とキノコの菌糸が結び付きマツと栄養のやり取りを行う種もあり、これらのキノコを食べることは間接的にマツを食べているともいえる。我が国ではその名にもマツ（松）が入るもマツタケ（松茸）やショウロ（松露）といった種が特に有名。マツと共生関係を結ぶ種は多く複数の科に渡って知られる。

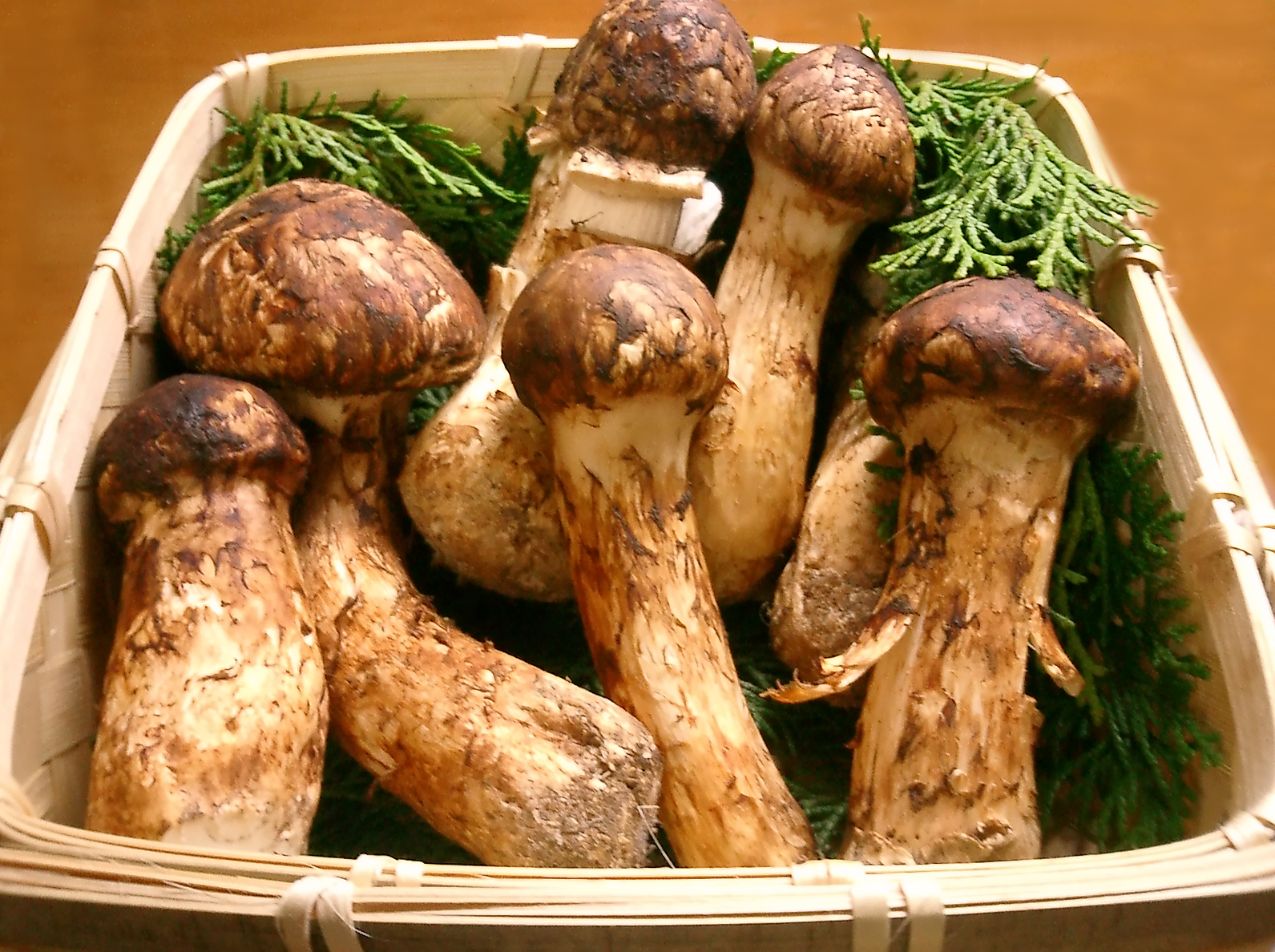
日本の秋の味覚の代表であるマツタケ（キシメジ科）
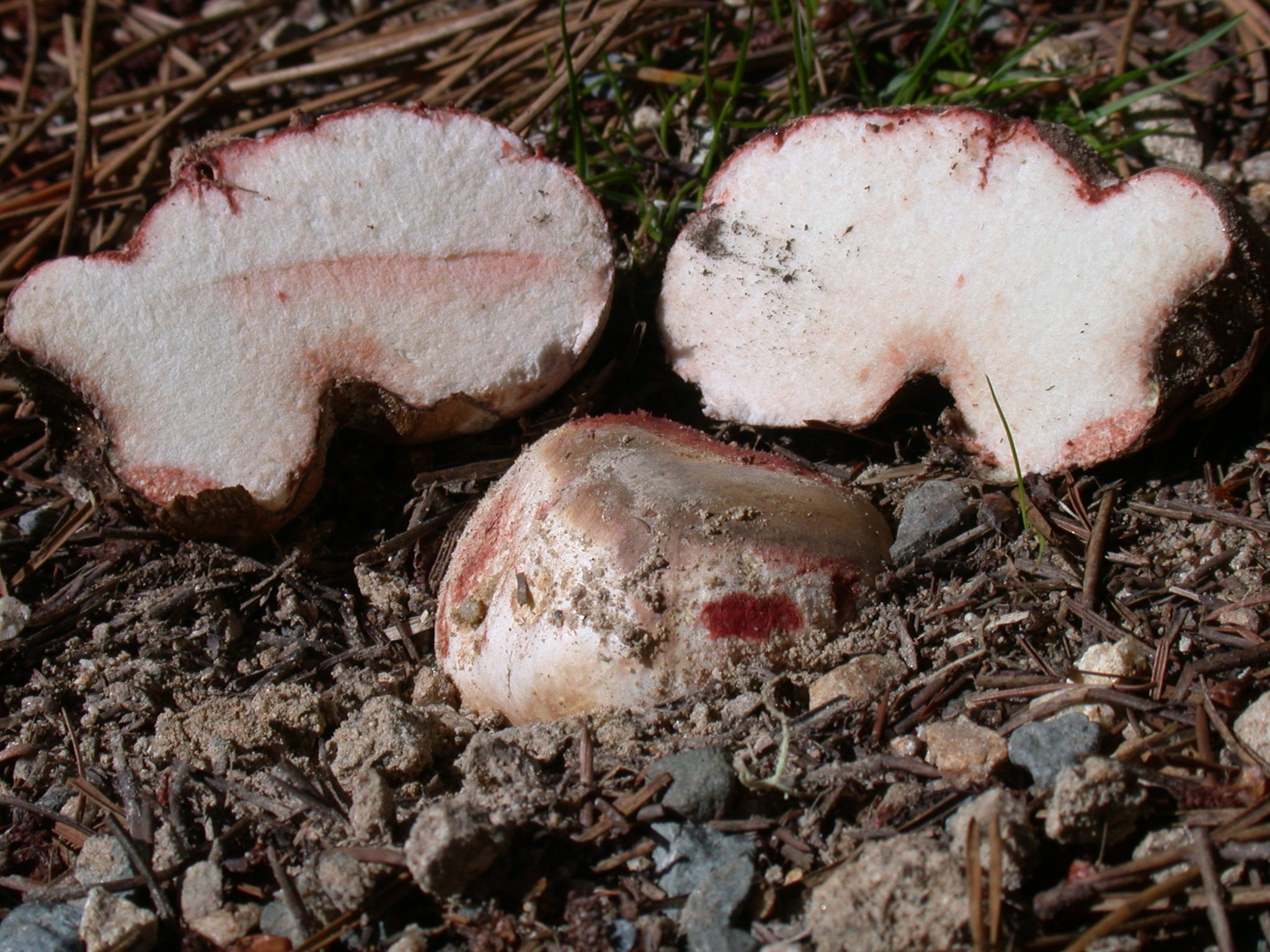
半分地中に埋まるキノコ、ショウロ（ショウロ科）
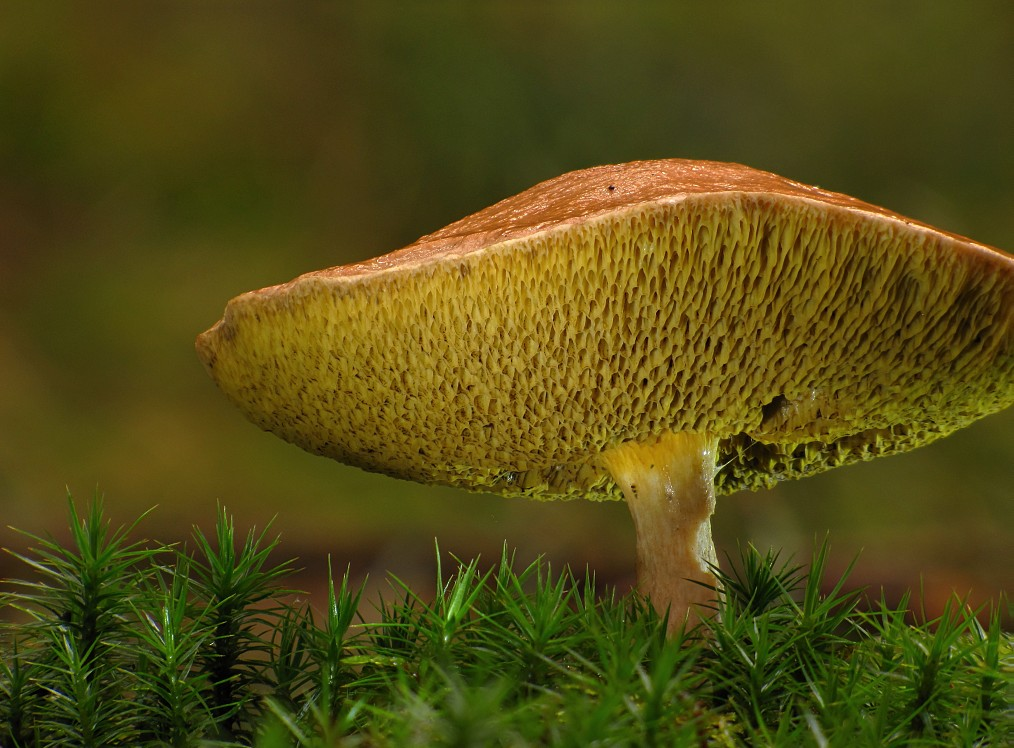
アミタケ（イグチ科）

### 薬用
長野県開田村地方には松脂を油で溶いて、あかぎれ薬にする伝統がある。花粉は、中国で肌の防乾湿、防汗、止血、伝染性膿痂疹、びらんなどに使用される。
フランスカイガンショウ (P. pinstar) の樹皮から抽出されるピクノジェノール (Pycnogenol) を多く含むエキスは、サプリメントに利用されている（しかし、コクラン共同計画では有効成分のエビデンスが不十分であるとの報告がある）。
松の皮や脂は、傷口を覆う止血に用いられた。そのため、日本の城で植えられる例が多い。中国でも松皮散として止血に使用された。

### 花粉症の原因植物として
症例数は少ないが花粉症の原因植物となることが報告されている。

### 樹脂
マツの樹脂は松脂（）と呼ばれる。樹木の樹脂は樹脂道という特殊な組織で生産され、昆虫や病原菌から植物を守る。マツ類は他の針葉樹に比べて樹脂道を多く持ち、枝や葉を折るだけでも多量に滲み出る。Strobus亜属の種では球果にも多量にこびり付くことが多い。生成当初は透明から淡黄色で流動性に富むが、揮発成分が減少するにつれ粘り気が増え固化し、色も酸化によって黄色や茶色に変わる。
松脂はテルペン等の揮発成分を大量に含み水には溶けない。松脂の揮発成分は特有の芳香があり前述のように香料に利用されることもある。また、松脂を蒸留するとロジン、テレピン油、ピッチなどの成分が得られ、燃料、粘着剤、生薬、香料、滑り止め、紙の添加剤などに用いられる。ロジンは、マツの根などからも得ることができる。詳細はロジン、テレピン油を参照。
経済的な採取は幹に切り込みを入れる方法で行われ、現在は中国などのアジアを中心に行われる。マツの他にも針葉樹を中心に多くの樹種で樹脂は利用されるが、マツ類に比べて滲出量が少なく世界的に広く利用される種は無い。

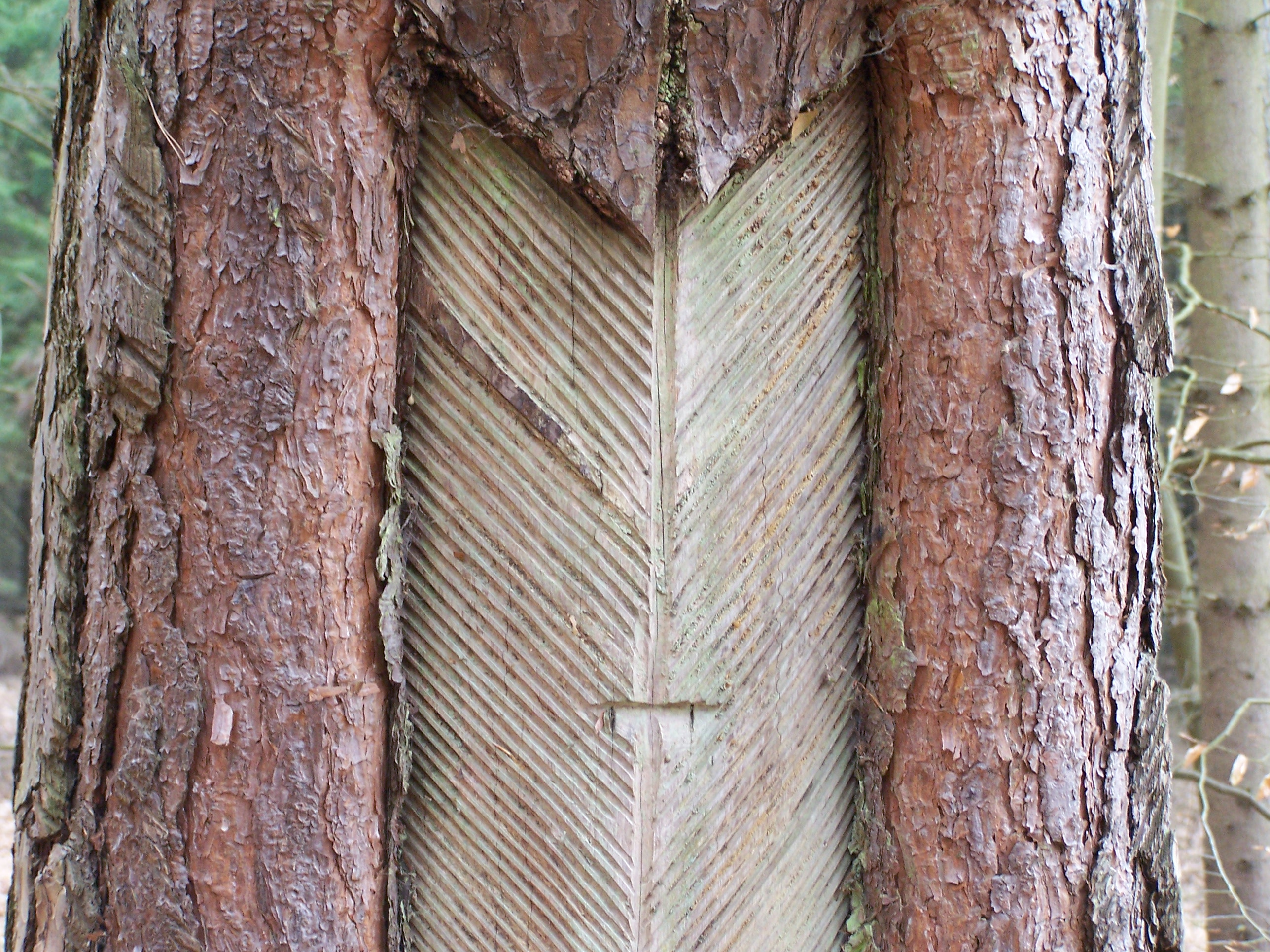
松脂採取のために樹皮に切れ込みを入れる
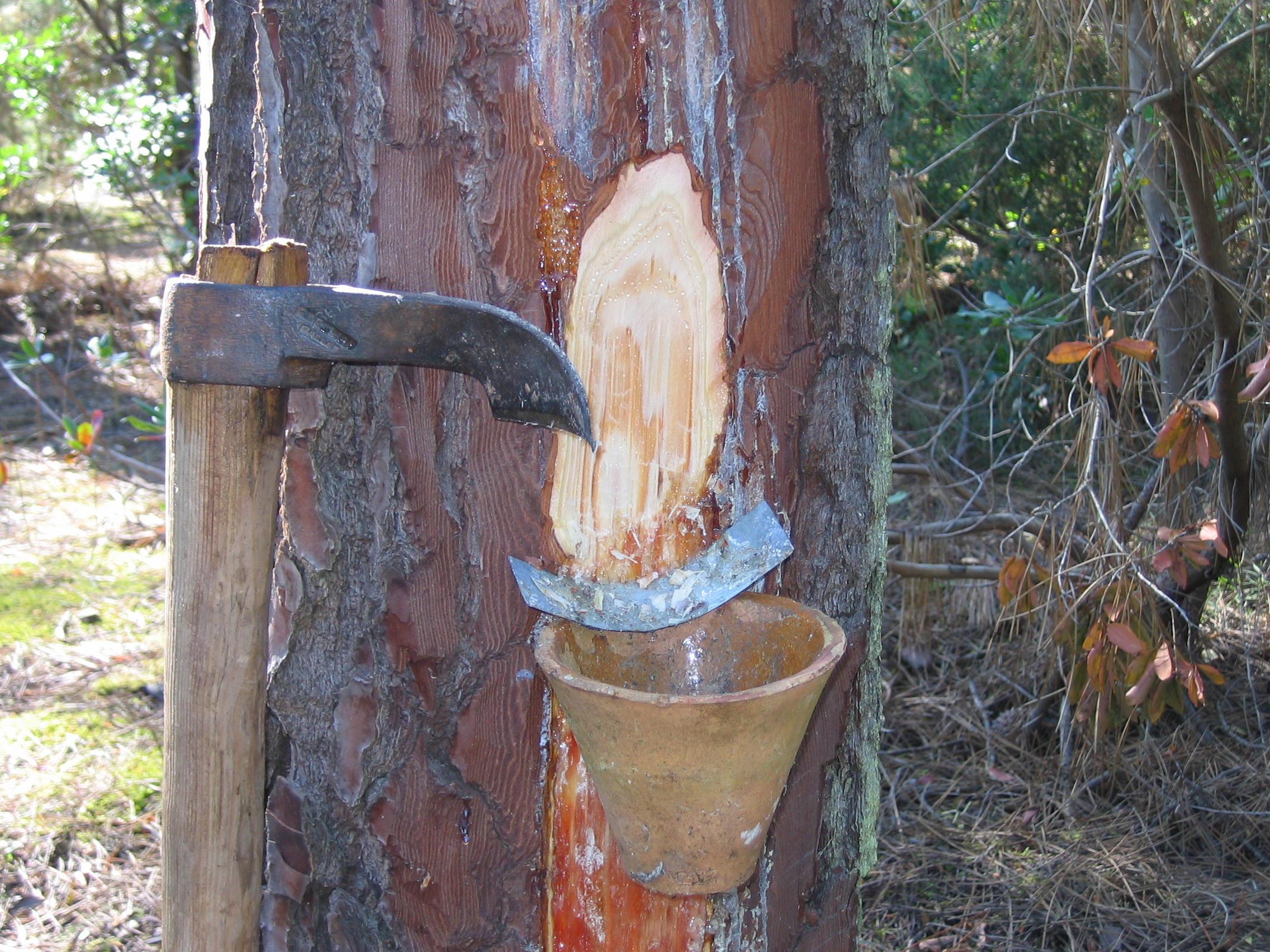
採取風景
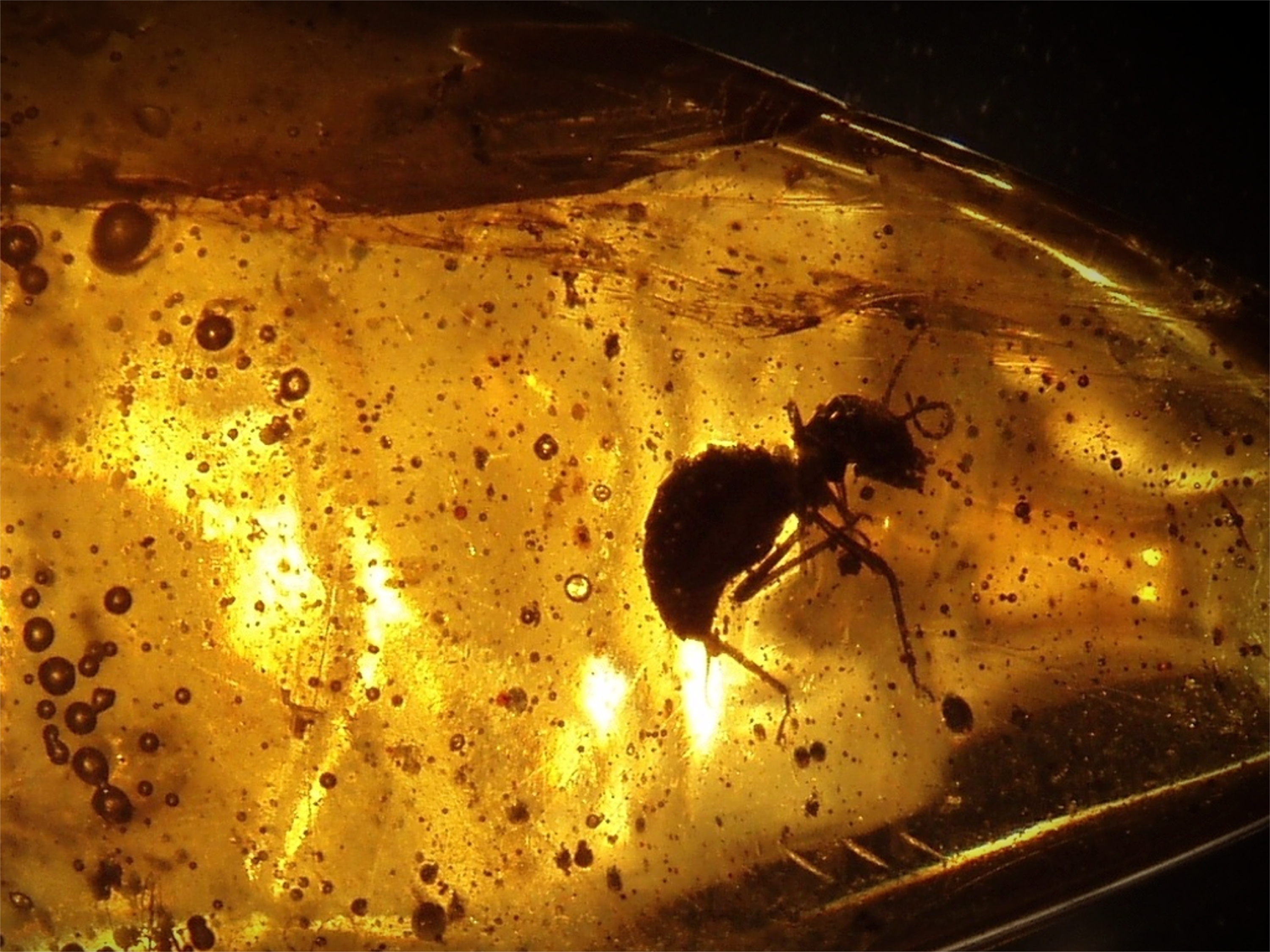
アリが入った琥珀
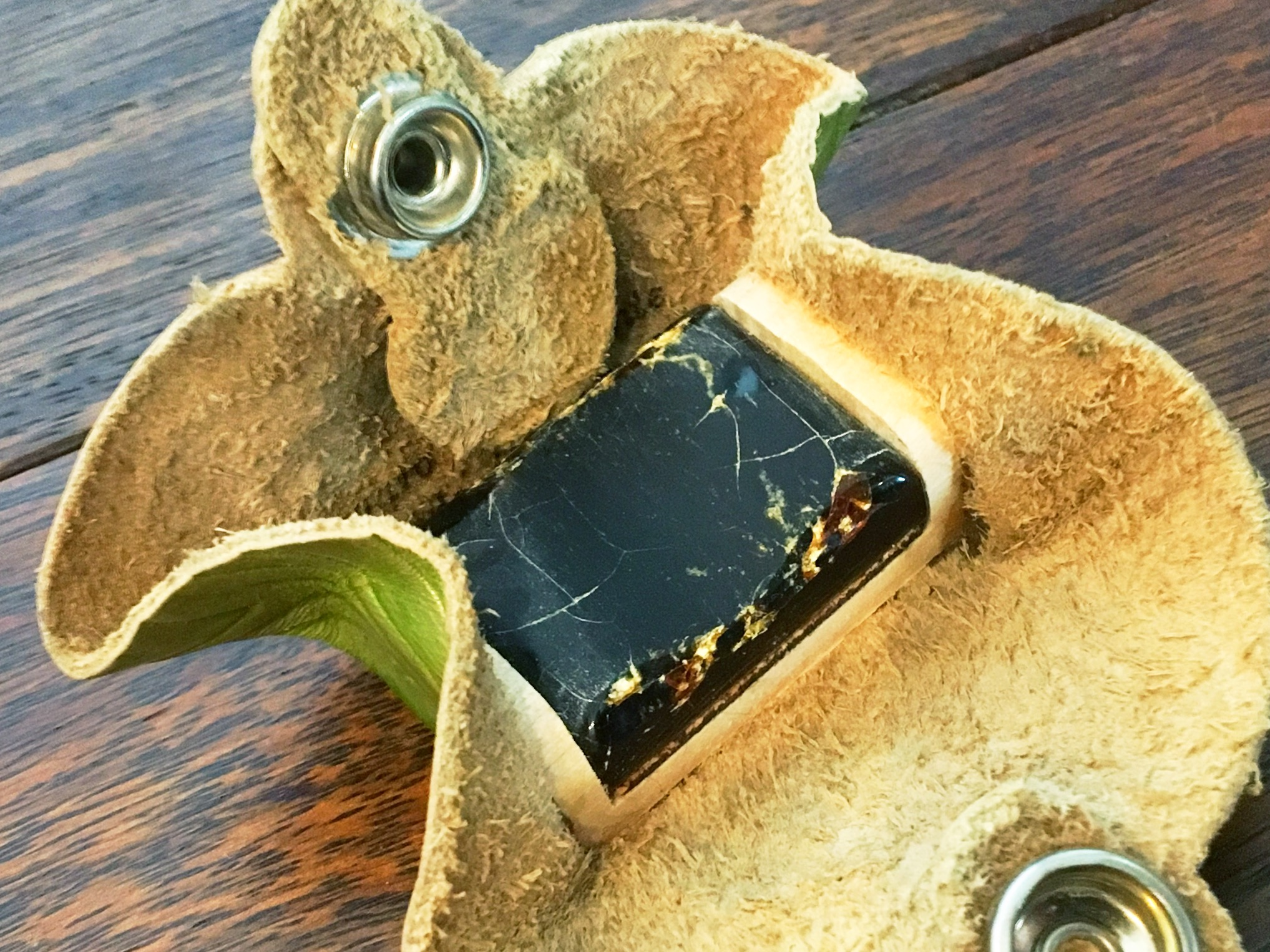
チェロ用の松脂[注釈 3]

### 文化

#### ギリシア神話
ギリシア神話では、大地の女神レアーが羊飼いに恋をした、という逸話が残る。羊飼いに恋人がいたため恋は叶わず、女神レアーは悔しさから羊飼いをマツに変えてしまう。しかし女神レアーは自分の恋心を変えることができず、毎日、羊飼いが変貌したマツの木の下で、悲しみ過ごしたという。
また、牧神パーンに愛を迫られた妖精ピテュスが、松の木となって逃れたという話しもある。パーンは彼女を忘れられず、いつも松の枝で作った冠を頭上に飾っていたという。
妖精ピテュスの神話には別のバージョンもある。妖精ピテュスはパーンと北風の神ボレアースの二人から求愛されて、パーンを選ぶ。怒った北風の神は、ピテュスを崖から吹き飛ばしてしまう。それを哀れに思った豊穣の女神デーメーテールが、彼女をマツに変えたという。

#### 象徴
東アジア圏では、冬でも青々とした葉を付ける松は不老長寿の象徴とされ、同じく冬でも青い竹、冬に花を咲かせる梅と合わせて中国では「歳寒三友」、日本では「松竹梅」と呼ばれおめでたい樹とされる。また、魔除けや神が降りてくる樹としても珍重され、正月に家の門に飾る門松には神を出迎えるという意味があるという。また、日本の色名には松を不変の象徴としてあやかった「千歳緑」または「常磐色」と名付けられた松の葉のような緑色がある。
イタリアではマツを珍重するという。ちなみにドイツでは同じマツ科でもモミ属の木を不死や魔除けの象徴として珍重する。クリスマスツリーは一般にモミ属を使うが、これもドイツ発祥の風習だといわれる。しかし、モミ属はマツ属に比べて分布域が限られるために、入手の難しい北欧、イギリス、アメリカ南部、オセアニアなどではマツ属の樹木を使うこともあるという。ドイツ国内にはモミを町の紋章とする自治体が多いが、イタリアに近いドイツ南部の町アウクスブルク (Augsburg) の紋章はマツの球果（松かさ）である。

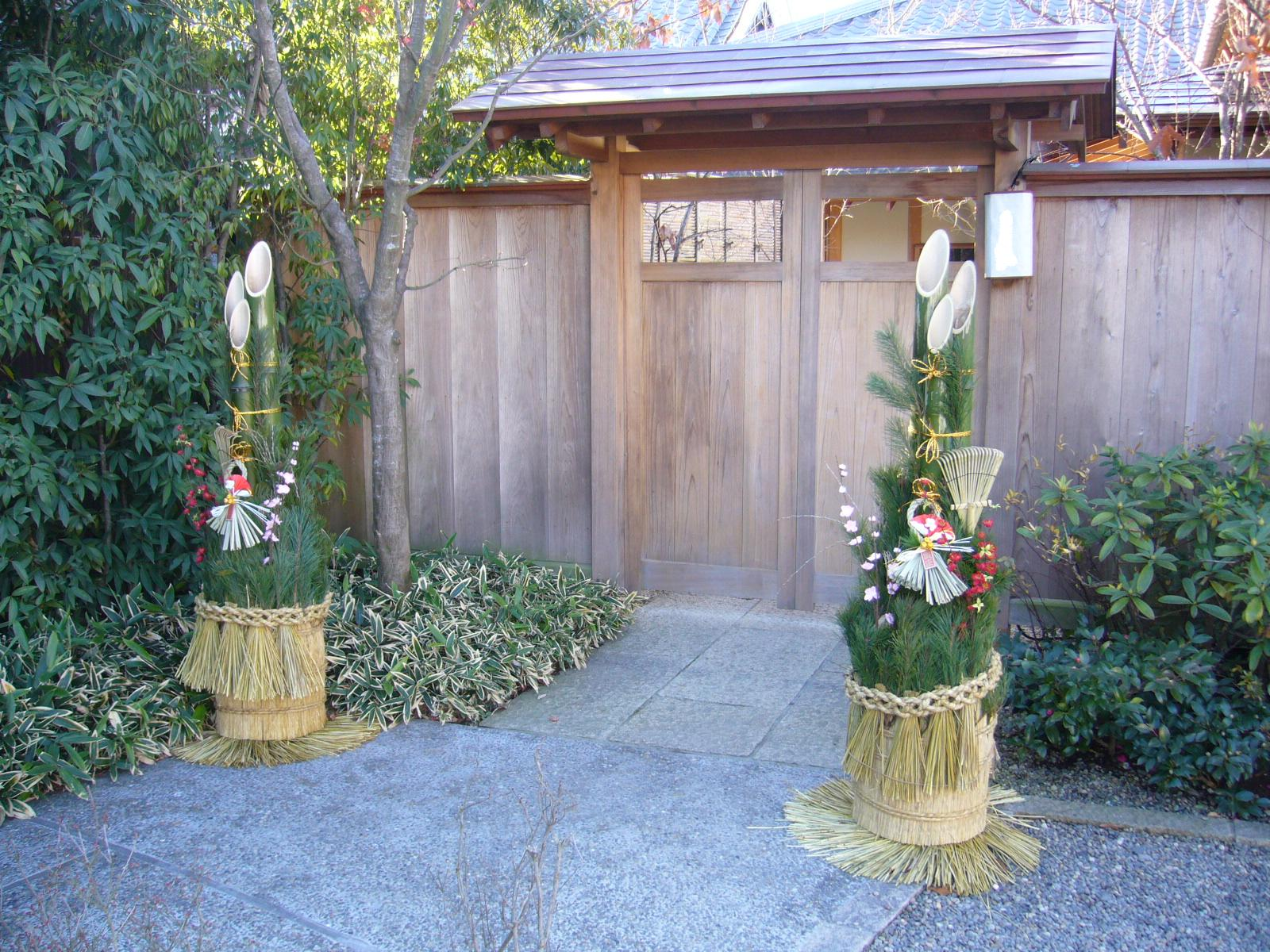
日本の正月に見られる門松
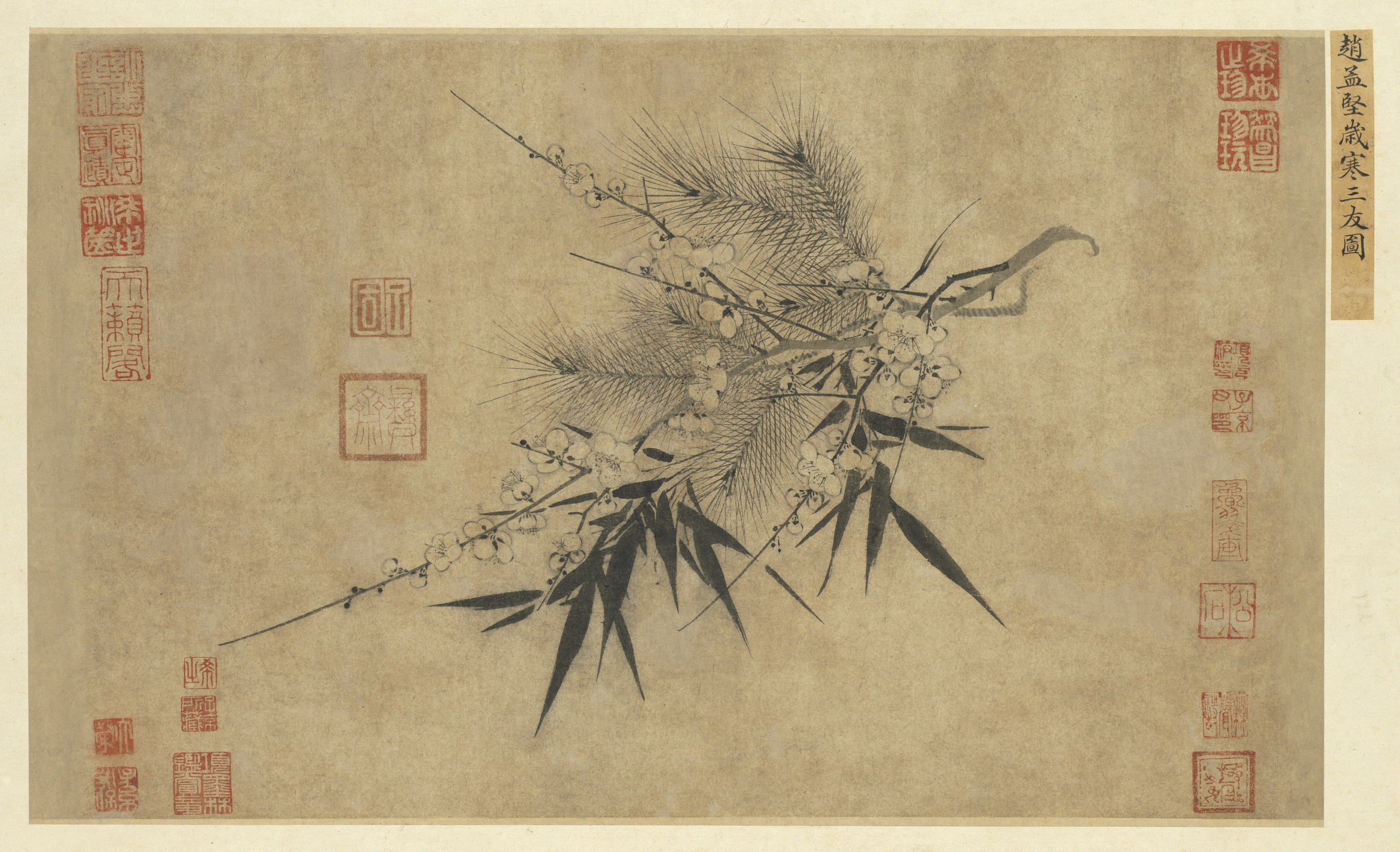
歳寒三友として描かれる松と竹と梅
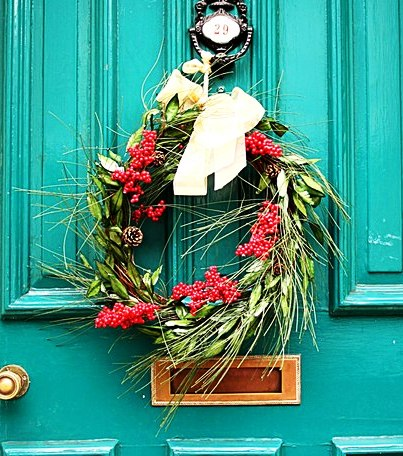
マツの葉と実を使ったクリスマス飾り、イギリス
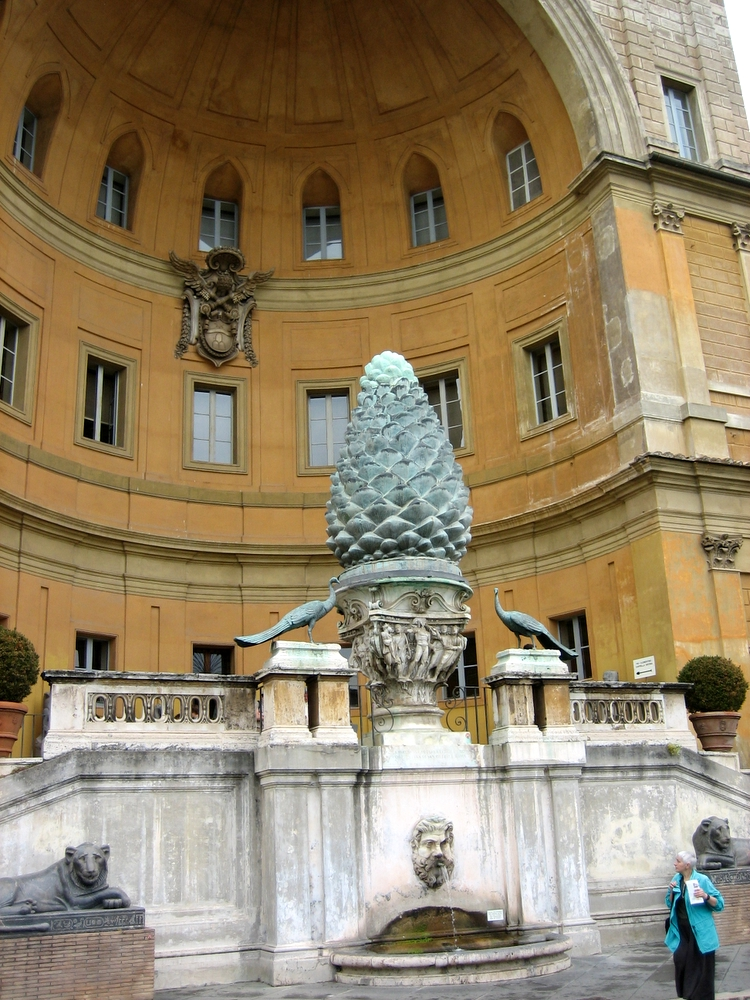
バチカン美術館にある巨大な松かさの像

#### 芸能
能舞台には背景として必ず描かれており（松羽目）、 歌舞伎でも能、狂言から取材した演目の多くでこれを使い、それらを「松羽目物」というなど、日本の文化を象徴する樹木ともなっている。松に係わる伝説も多く、羽衣伝説など様々ある。
松は日本や中国の貴族の位の一つである「大夫」と繋がりがある。これは秦の始皇帝が雨宿りに使った松に爵位を授けたことに因み、大夫を「松の位」ともいう。後世では貴族の位よりも遊女の最高位である大夫すなわち太夫（たゆう）を指すことで知られるようになった。遊女を太夫と称するのは、古くに猿楽（能楽）を遊女が演じた時、座を率いる主だった者が本来五位の通称であった大夫（太夫）を男の能楽師に倣って称したことが始まりだという。邦楽の曲中ではしばしば「松」が松の位の遊女を連想・暗示させるような表現をとっているものがある。

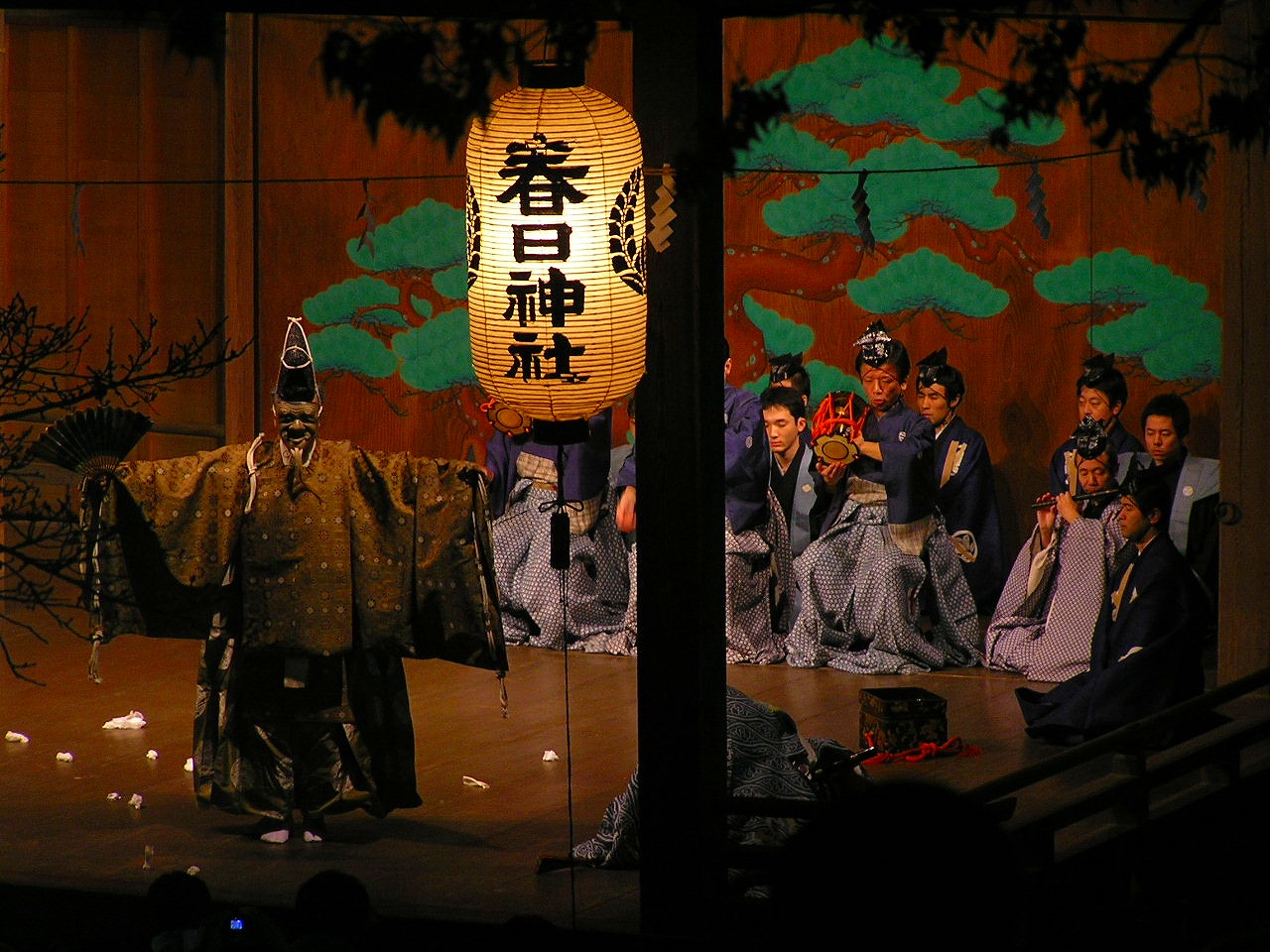
能舞台の背景に描かれる松

#### 苗字・地名
松の字を使った苗字や地名は日本産樹木では杉と共に比較的目にすることが多い。

#### 家紋
有名な家では公家の菅原氏五條家が「荒枝付き左三階松」を使用している。

右三階松
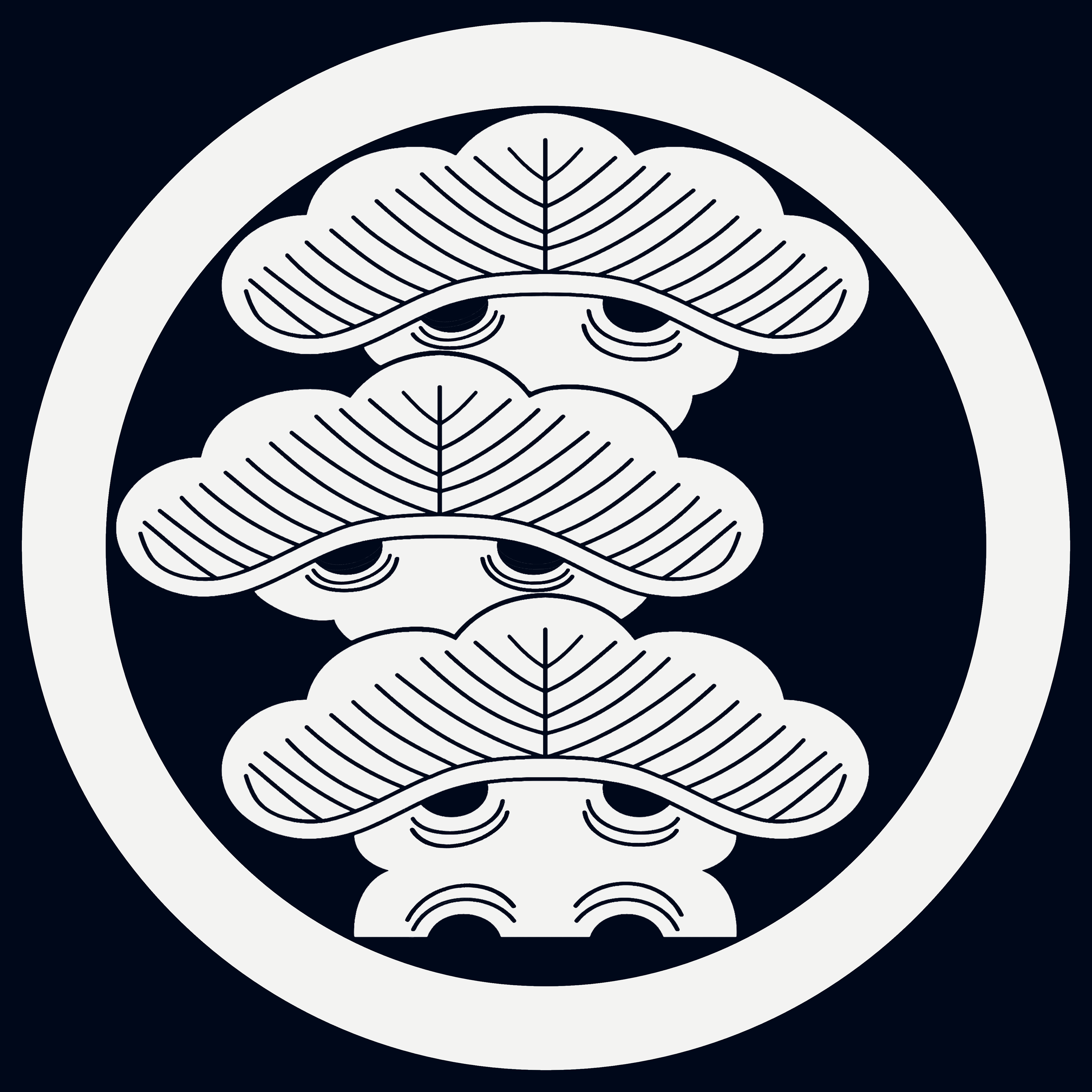
丸に左三階松

#### 遊び
日本の子供の遊びにV字型の二葉のマツの葉を2つ組み合わせ、二人で互いに引いて遊ぶ遊びがあり松葉相撲などと呼ばれる。根元部分（短枝のこと。子供は「ハカマ（袴）」や「サヤ（鞘）」と呼ぶ）部分を引き裂かれた方が負けである。似たような遊びをする植物にスミレ類やオオバコなどが良く知られる。球果は松かさや松ぼっくりと称され工作に使われる。
松は和歌にも古来より取り上げられている。特に古くは「子の日の小松引き」（新年最初の子の日に小さいマツを根ごと引き抜いてくる）という行事に合わせて和歌を詠むことがあり、それらの和歌が残る。また高砂の松、尾上の松などが歌枕として詠まれ、特に高砂の松はのちに謡曲『高砂』の題材とされ名高い。
- ときはなる　まつのみどりも　はるくれば　いまひとしほの　いろまさりけり（『古今和歌集』巻第一・春歌上　源宗于）
- たれをかも　しるひとにせん　たかさごの　まつもむかしの　ともならなくに（同上巻第十七・雑上　藤原興風）
- ちとせまで　かぎれるまつも　けふよりは　きみにひかれて　よろづよやへん（『拾遺和歌集』巻第一・春　大中臣能宣）
- 『高砂』（謡曲）
- 『老松』（同上）
- 『末の松』（箏曲）
- 『松づくし』（上方唄、端唄）（地歌箏曲）作曲者不詳
- 『松尽し』（地歌、箏曲）藤永検校作曲
- 『松風』（地歌、箏曲）岸野次郎三作曲
- 『新松尽し』（地歌、箏曲）松浦検校作曲
- 『松の寿』（地歌、箏曲）在原勾当作曲
- 『松竹梅』（地歌、箏曲）三つ橋勾当作曲
- 『根曳の松』（地歌、箏曲）三つ橋勾当作曲
- 『老松』（地歌、箏曲）松浦検校作曲
- 『尾上の松』（地歌、箏曲）作曲者不詳、宮城道雄箏手付
- 『松の栄』（地歌、箏曲）菊塚検校作曲
- 『松風』（山田流箏曲）山田検校作曲
- 『松の栄』（山田流箏曲）二世山登検校作曲
- 『老松』（長唄）杵屋六三郎作曲
- 『松の緑』（長唄）四世杵屋六三郎作曲
- 『松襲』（一中節）初代菅野序遊作曲
- 『松の羽衣』（一中節）
- 『老松』（常磐津）初世常磐津文字太夫作曲
- 『老松』（清元）富本豊前掾作曲
- 『老松』（地歌、箏曲）菊岡検校作曲
- 『松』（箏曲）宮城道雄作曲
- 『ローマの松』（交響詩）レスピーギ作曲
- 『痩松（やせまつ）』（狂言）
- 『富士松』（狂言）
- 『松の緑』（長唄）
- 『松の葉』（三味線歌謡集）

花札では1月の絵柄として、「松に鶴」、「松に赤短」、カス2枚が描かれる。

## 下位分類
以下にマツ属の種を列挙する。なお、研究者によって分類に多少の相違がある。やや古いが書籍としてまとまっているもので特に有名なものにMirov (1967)があるので興味がある方はそちらも参考にされたい。

### Pinus亜属
一般に二葉松と呼ばれるグループである。針葉は二葉、アメリカ大陸には三葉のものも多くごく一部であるが五葉のものも見られる。葉断面を観察すると維管束が2つあることから複維管束亜属と呼ばれることも多い。樹皮はStrobus亜属やDucampopinus亜属に比べるとよく発達し、派手に裂けるのが一般的。火災発生後や荒れ地でいち早く成長するものが多く、先駆種としてのマツのイメージのあるグループ。晩生球果の性質を持つものはなく、イタリアカサマツ（P. pinea）を除き球果は成熟時に開くようになる。

#### Pinus節

##### Pinus亜節
アカマツやクロマツなどの日本でなじみの深いマツを含むグループ。針葉は2葉。大半がユーラシア地域に分布し、アメリカ大陸に分布するものは僅かである。
 • P. densata
中国南西部の雲南省や青海省の山岳地帯に分布。樹高は10-15 m程と小型で針葉は2葉、中国名は「高山松」
 • アカマツ P. densiflora
朝鮮半島と日本に分布。和名は樹皮の色からきていると思われ、その名の通り赤茶色である。樹高30 m程度の中型種。針葉は2葉で柔らかい。主に防災機能を重視されるクロマツに対して、木材生産を目的とした植栽も多い種。アメリカからの侵入病害であるマツ材線虫病（松くい虫）に弱い。マツタケの採れるマツとしても有名。種小名densifloraは「密集した花」の意味。
 • P. fragilissima

 • P. heldreichii
ヨーロッパのバルカン半島の標高1500-2000 mの山岳地帯に分布。樹高は30 mを超えることもある。若い球果は青紫色を呈する。樹皮はうろこ状に細かく割れ、ドイツ語名Schlangenhaut-Kieferは「蛇皮のような松」の意味、種小名はドイツ人植物学者にちなむ。
 • P. henryi
中国西部の山岳地帯に分布。
 • P. hwangshanensis
中国にある険しい岩山である黄山に分布する。
 • カシヤマツ P. kesiya
インドシナ半島一帯を原産とする。樹高は30 mに達する大型種で針葉は3葉、幹はやや赤みを帯びておりうろこ状に大きく割れる。本種だけの純林を作ることは少なく、広葉樹に混じって生えることが多いという。林業用樹種として優秀で南米やアフリカにも移入されている。
 • リュウキュウマツ P. luchuensis
トカラ列島・悪石島以南の南西諸島に分布する。いわゆる沖縄地区の島のうち元々分布していたのは第三紀層・中世層・古生層の島々であった。最大樹高25 mに達するが、台風が多いために12 mを超えるのは稀だという。樹皮の色はクロマツに、葉の軟らかさなどはアカマツに似る。葉の長さは最大20 cmに達し、日本産種では長め。クロマツよりも早く成長し潮風・乾燥によく耐える。球果は受粉2年後の秋遅くに熟す。マツ材線虫病に弱く枯死が問題化している。種小名は沖縄の古い呼び名「琉球」に由来。沖縄ではマチ、マーチなどと呼ばれる。
 • バビショウ P. massoniana
秦嶺山脈以南の中国各地からベトナム、台湾にかけて分布。樹高40 mに達する大型種で針葉は2葉。漢字では馬尾松と書き、その名の通り生枝の先が馬の尾を思わせる形。中国のマツ類の中では大型になるため治山だけではなく木材採取などの経済目的での植林も盛ん。
 • モンタナマツ P. mugo
ムゴマツと呼ばれることもある。日本でいうハイマツに相当する地位を占める種でヨーロッパの高山に分布。
 • ヨーロッパクロマツ P. nigra
地中海沿岸諸国のうちトルコ、バルカン半島、スペインなどに分布。いくつかの亜種・変種に分けることが多い。樹高は20 mから最大50 mに達する中大型種。種小名nigraは黒色を意味する。
 • レジノーサマツ P. resinosa
アメリカ合衆国東部・カナダ原産。針葉は2葉でアメリカ大陸のマツとしては非常に珍しく、他にP. tropicalisが知られるのみ。英名はRed Pine（赤いマツ）でその名の通り、樹皮の赤みが強い。種小名resinosaは樹脂のあるの意味
 • ヨーロッパアカマツ P. sylvestris
オウシュウアカマツ（欧州赤松）とも呼ばれる。学名のsylvestrisは森林に分布を意味する。ヨーロッパからシベリアにかけての広い範囲に分布し地方名も多い。
 • アブラマツ P. tabuliformis
中国原産で中国語では「油松」と呼ぶことから、和名でもこの名前で呼ぶことがある。他にマンシュウクロマツ、マンシュウアカマツなどの表記もあるがはっきりとしない。乾燥地での緑化等に使われる。種小名は「テーブルの様な形の」の意味
 • ニイタカアカマツ P. taiwanensis
台湾の標高700-3000 mの山岳地帯に分布。樹高30 mに達し現地では重要な林業用樹種である。日本が台湾統治中は在来クロマツの3倍という松脂の採取量が多いことで注目されていた。アジア産種でありながらマツ材線虫病に極めて強いという。
 • クロマツ P. thunbergii
日本原産。樹高30 m程度の中型種。樹皮はアカマツよりも赤みの無い茶色。針葉は2葉でアカマツよりも太く長く硬い。沿岸部の防風・防砂のために江戸時代から植栽された記録が残る。アカマツに比べて耐塩生は高いという報告が多い。このため海岸のマツというイメージがあるが、三陸海岸のようにアカマツの方が優勢な地域や北海道や新潟以北の日本海側の海岸のようにマツ類ではなく、広葉樹のカシワ (Quercus dentata) を用いる地域もある。マツ材線虫病（松喰い虫）には非常に弱く、アカマツ以上に弱いという報告が多い。
 • P. tropicalis
カリブ海に浮かぶキューバ島に分布。アメリカ大陸ではpinus亜節は珍しく、本種のほかにはレジノーサマツP. resinosaが知られるのみ。分布域は広葉樹が優勢な熱帯ではあるが、酸性貧栄養の土壌では本種が優占種となり独自の生態系を形成するという。
 • P. yunnanensis
中国西部に分布、種小名は中国の地名である雲南に由来。樹高30 mに達するという、針葉は三葉。中国名は雲南松や長毛松。

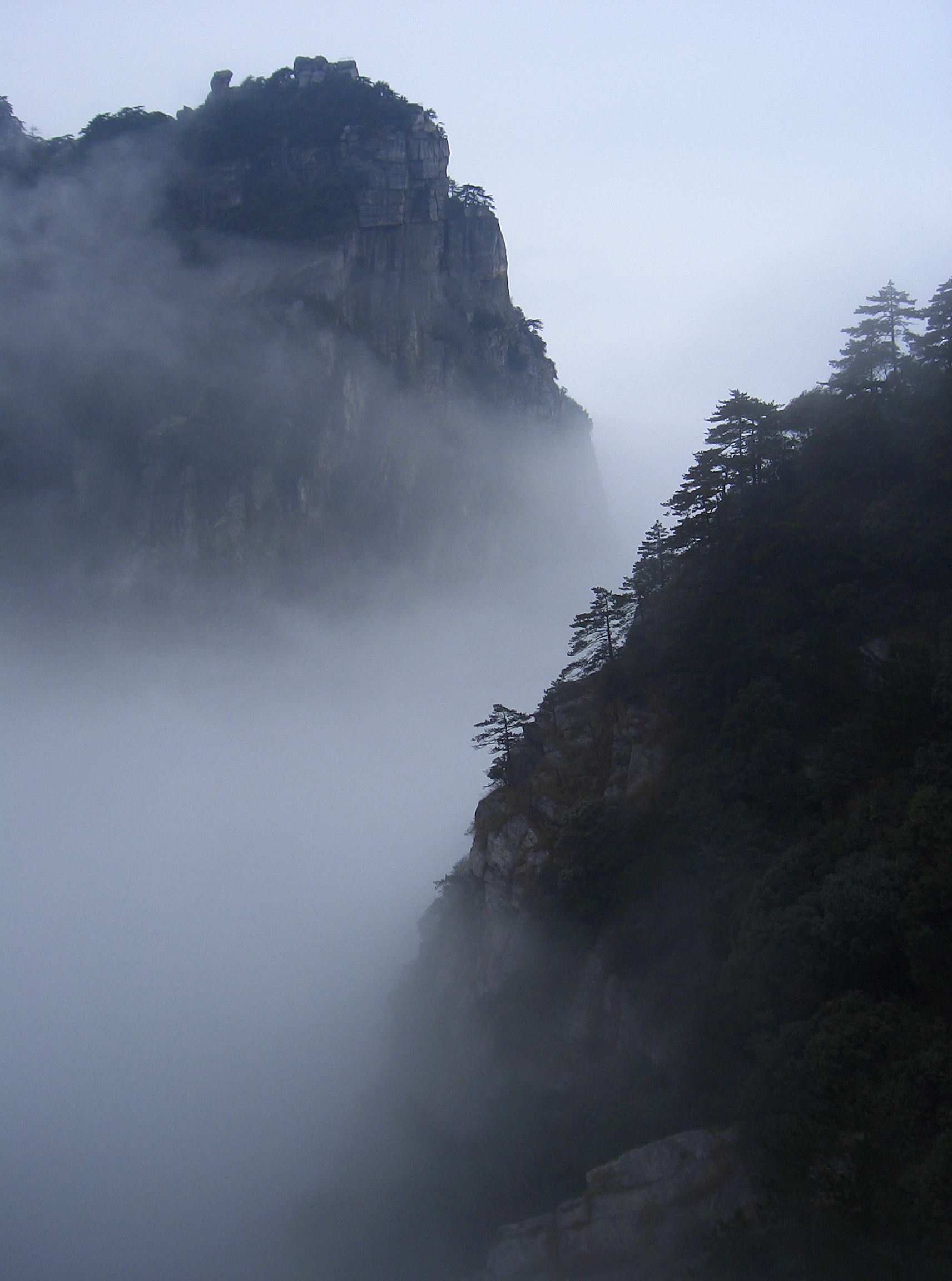
中国の黄山に生えるPinus hwangshanensis
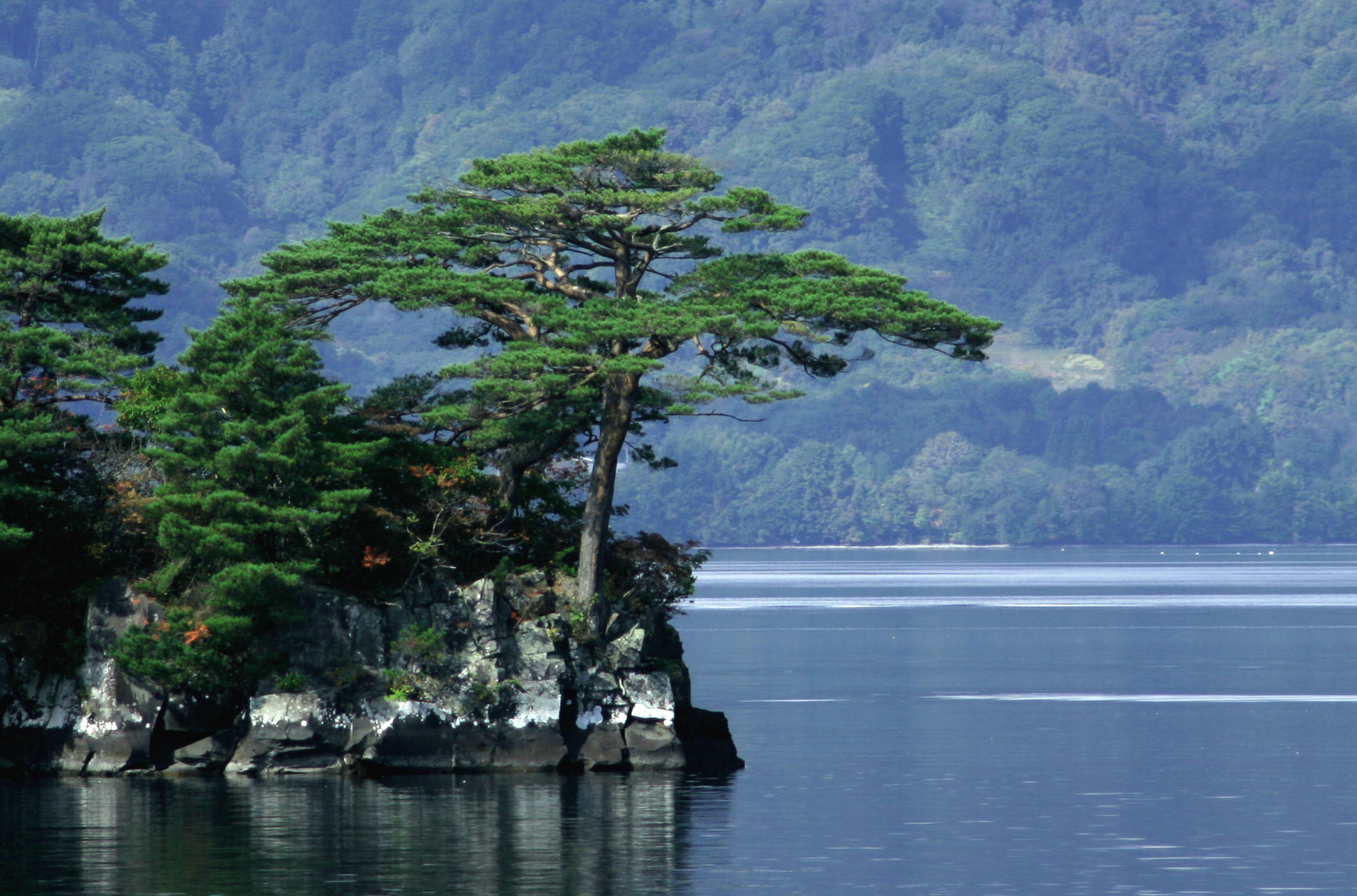
水辺の岩場に生えるアカマツ（Pinus densiflora）
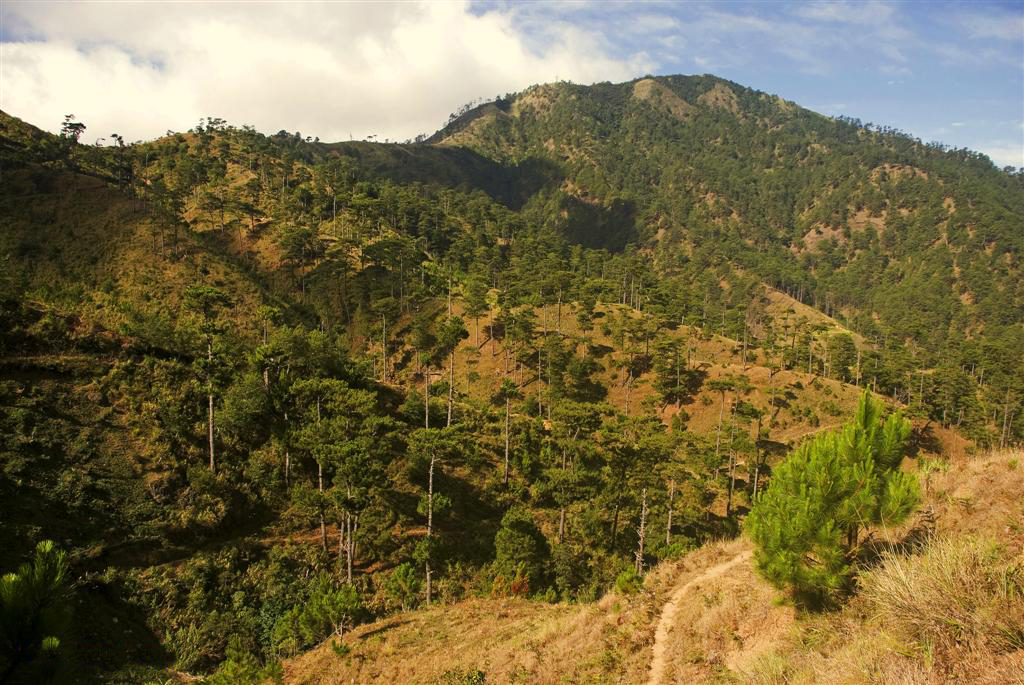
フィリピンのカシヤマツ Pinus kesiya
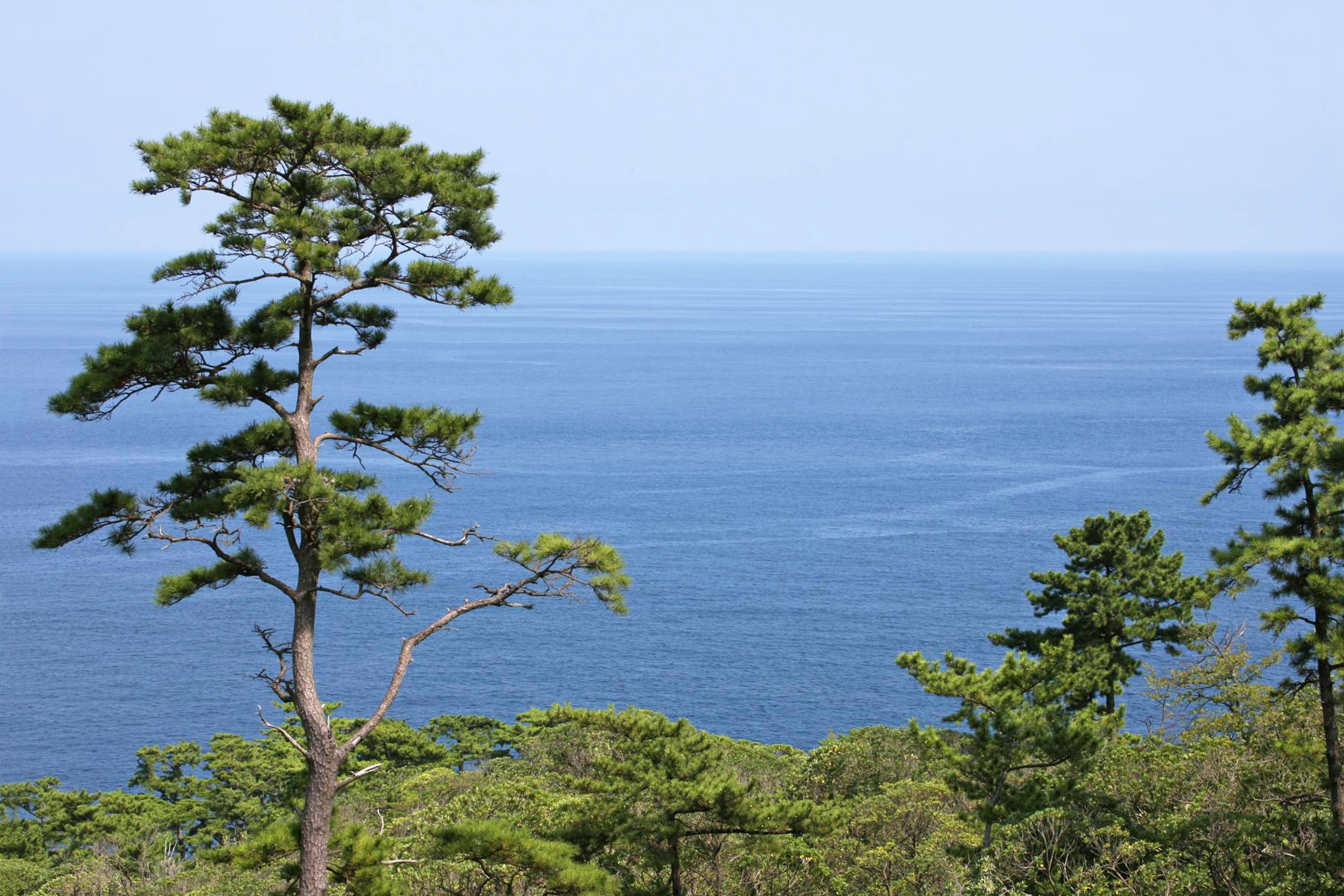
海沿いに生えるクロマツ（Pinus thubergii）
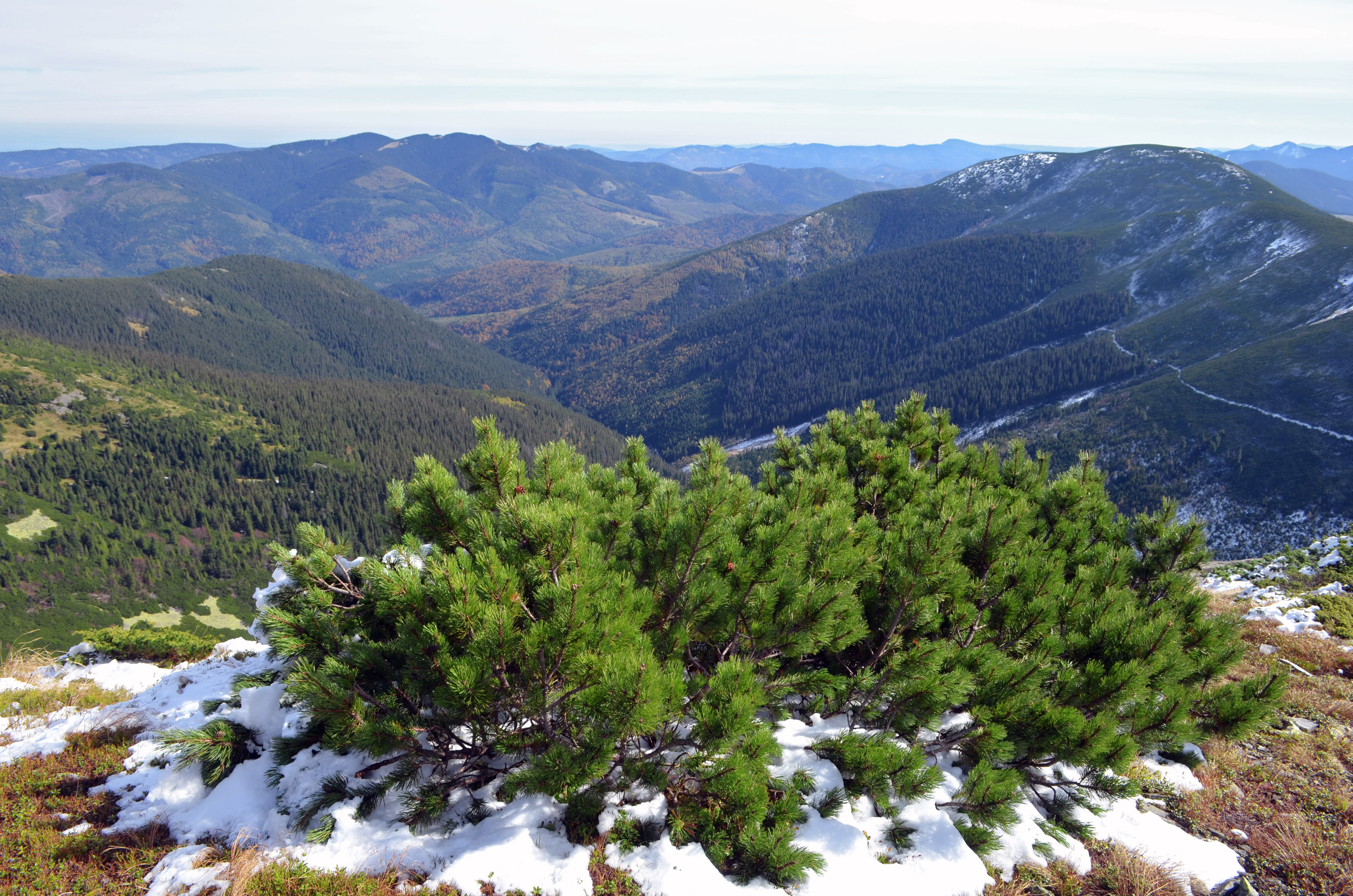
ウクライナのモンタナマツ Pinus mugo

#### Pinea節
いずれも地中海沿岸に分布。

##### Pinaster亜節
球果の鱗片に棘を持たないグループ。
 • P. brutia
地中海東部地域、特にトルコ西部を中心に分布する。イラン、ジョージアにも隔離分布しこれらは亜種とされる、
 • P. canariensis
北アフリカのモロッコ沖に浮かぶカナリア諸島に分布し、種小名もここから来ている。現地は降水量が年間300 mm以下と非常に乾燥しており、霧から水分を補給するという。樹高は40 m以上、直径1 mに達する大型種で針葉は3葉。成木は萌芽力に富み、火災で幹や葉が焼損しても幹から芽を出して再生する。成長が遅く樹脂に富むために木材は重く、比重が1を超えることもしばしばあるという。
 • アレッポマツ P. halepensis
地中海地域原産。球果は緑色から赤く染まり、最終的に赤茶色になる。
 • P. latteri
インドシナ半島の標高400-1000 m程度の丘陵地帯に分布。樹高は最大40 m、直径1.5 mを超える大型種で、針葉は二葉。
 • メルクシマツ P. merkusii
インドシナ半島、およびフィリピンとインドネシアに分布。分布域は赤道を僅かに越え、南半球に天然分布する唯一のマツとされる。樹高は40 m以上になることもあり、大きい部類に入る。
 • フランスカイガンショウ P. pinaster
地中海西部地域、特にフランスからイタリアにかけての一帯と、対岸のアルジェリアからモロッコを原産とする。フランス語名Pin maritimeは海岸のマツの意味で和名もここから来てるが、海岸だけでなく分布南限では標高2000 mの山岳地にも生える。樹皮は赤く、針葉は2葉で非常に太く長さも20 cm以上になる。原産地では有用な林業用樹種で製材用として広い範囲で植栽されている。また、樹皮に含まれるポリフェノールの一種は健康食品の原料として利用される。南アフリカやオーストラリアにも移入され、移入先で生態系の破壊を起こしており、世界の侵略的外来種ワースト100にも指定されている一方で、原産地ではアメリカからの侵入病害であるマツ材線虫病（松くい虫）による枯死が問題となっている。
 • イタリアカサマツ P. pinea
カサマツとも呼ばれ、傘を広げたような石を掲げたような独特の樹形になる。球果は受粉の翌年から成長を始めるものの、その年には熟さずに受粉から3年目に熟す。大きな種子は翼を持たず、食用でイタリアではパスタのソースなどに使う。種小名pineaはマツの意味。独立のpinea亜節とすることもある。
 • ヒマラヤマツ P. roxburghii
中国南西部からネパール・インド北部、パキスタンにかけてのヒマラヤ山脈の山岳地帯に分布。樹高50 m、直径2 mになる大型種で赤みの強い樹皮は派手に割れる。針葉は三葉で40 cm近くにもなり、アメリカのP. palustrisに匹敵する長さを持つ。種小名はインドの植物を研究したウィリアム・ロクスバラ (William Roxburgh) に由来。

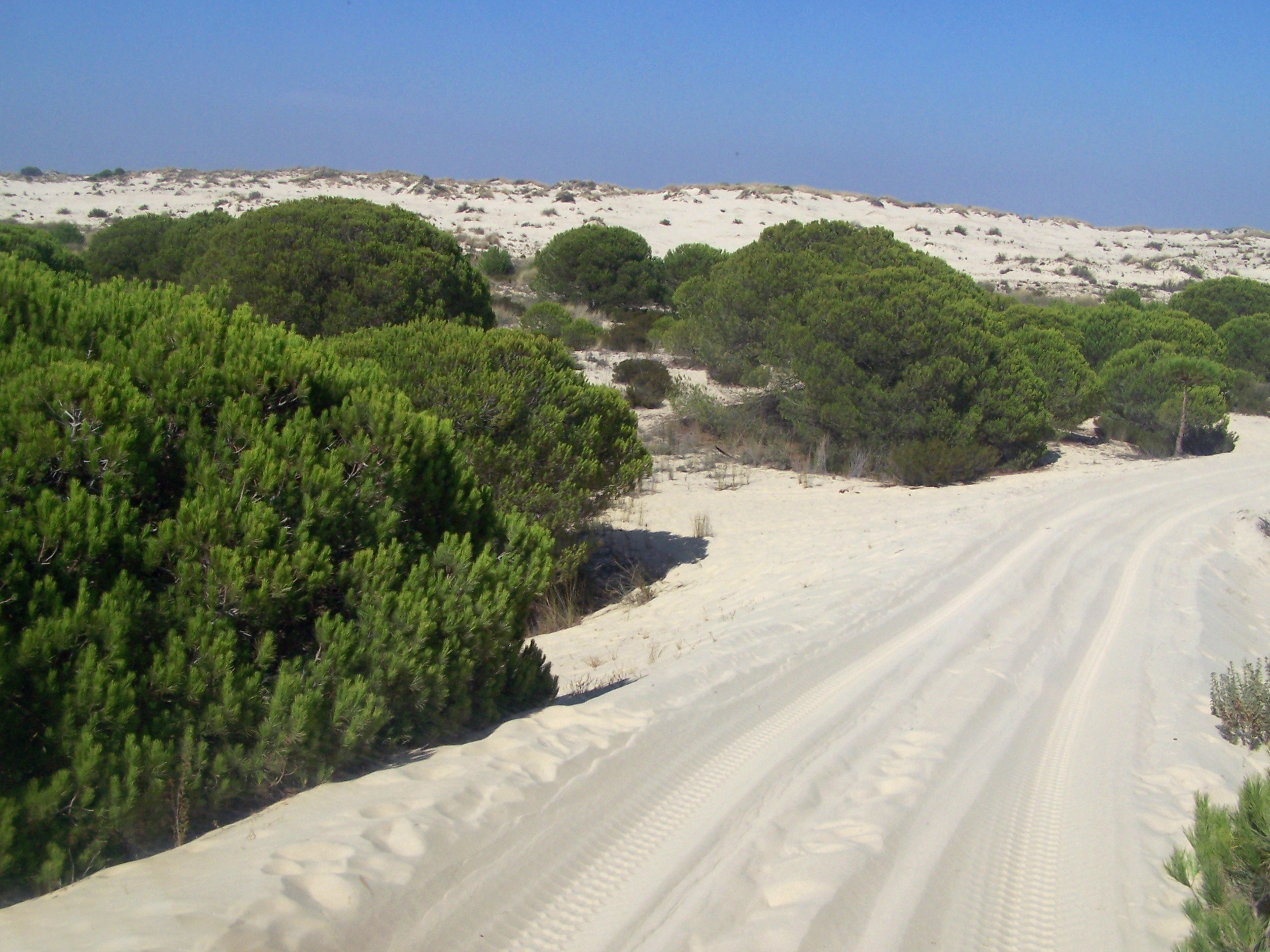
砂地で生育するイタリアカサマツPinus pinea
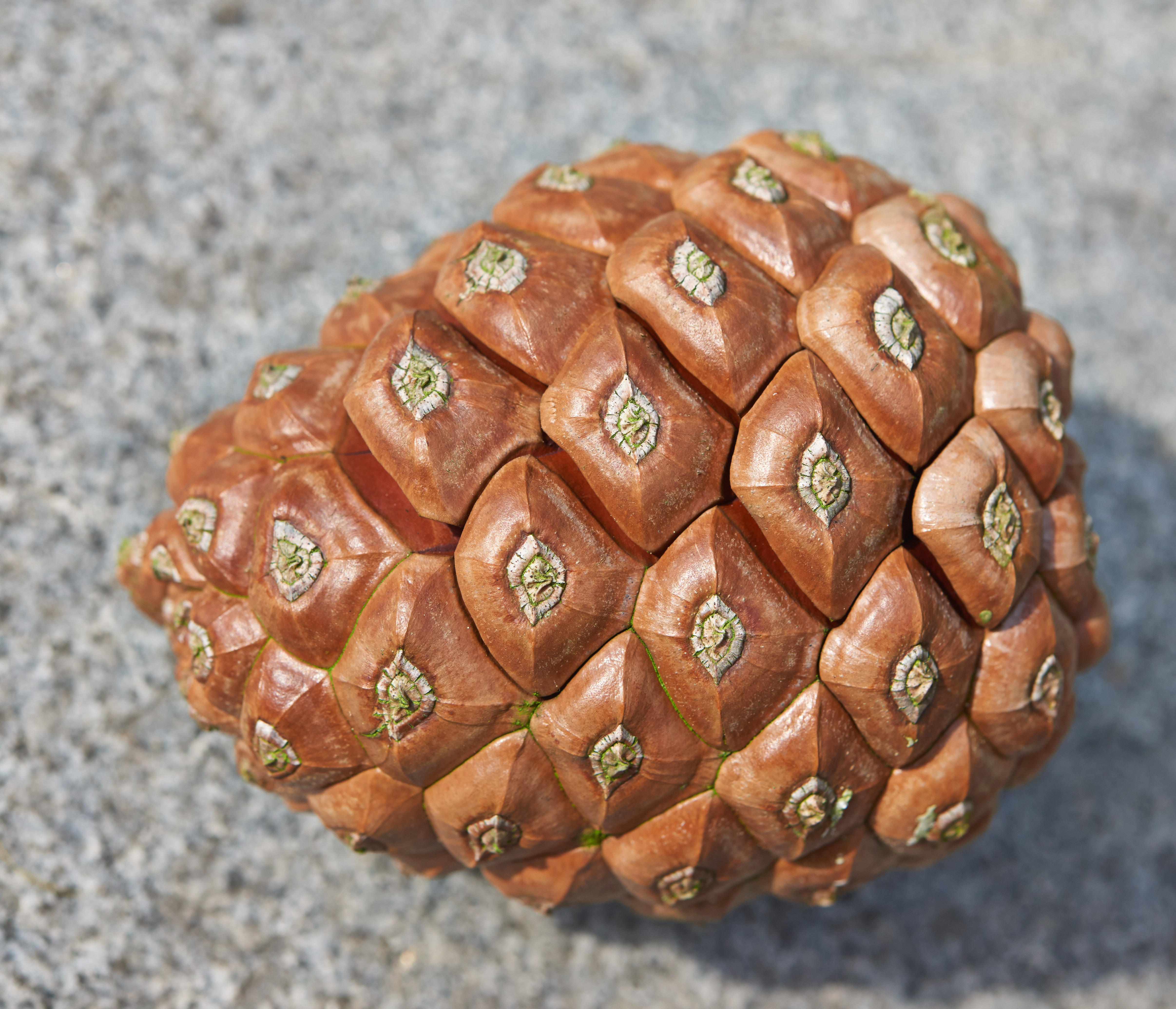
イタリアカサマツの球果
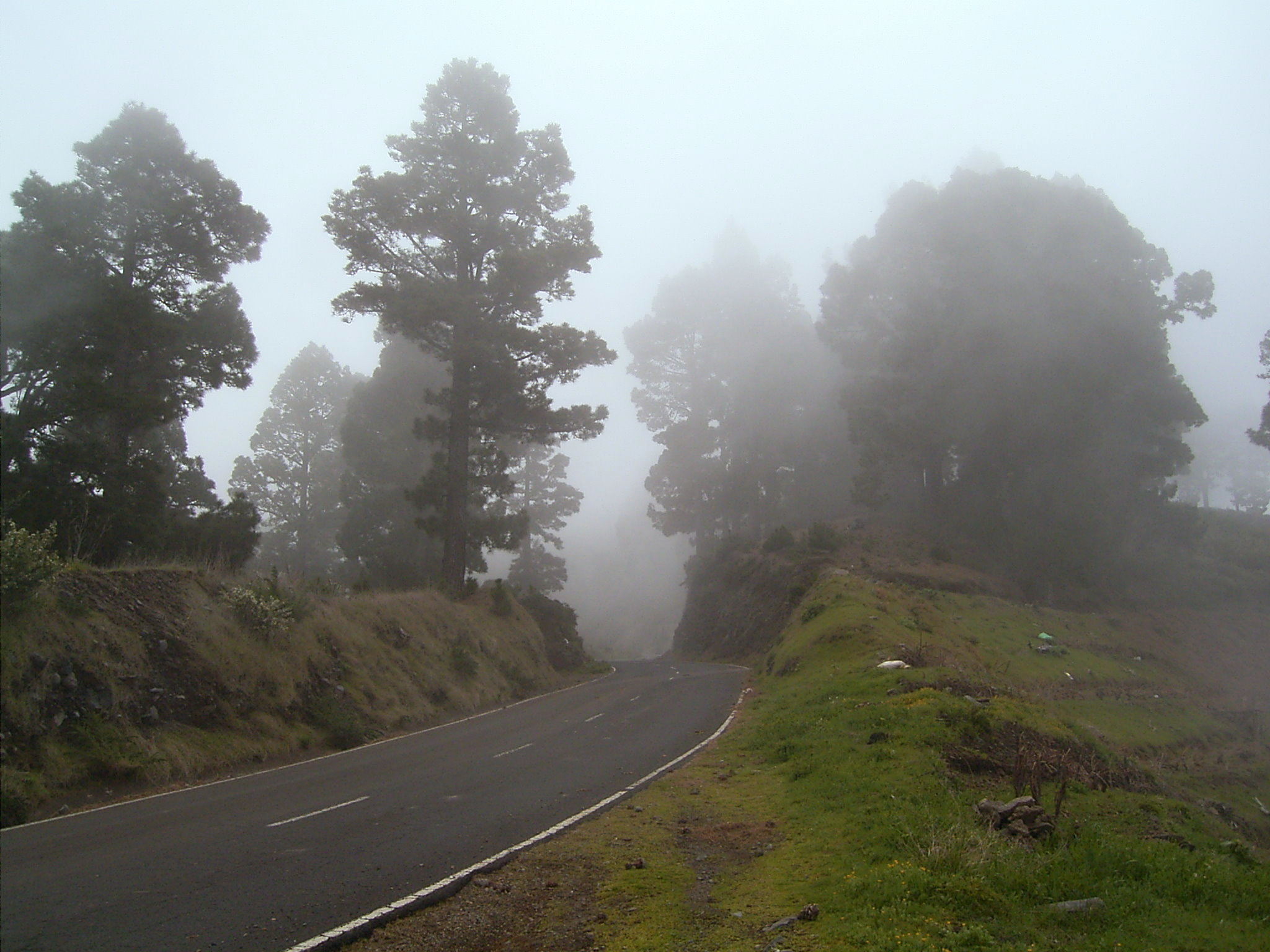
霧に包まれるPinus canariensis
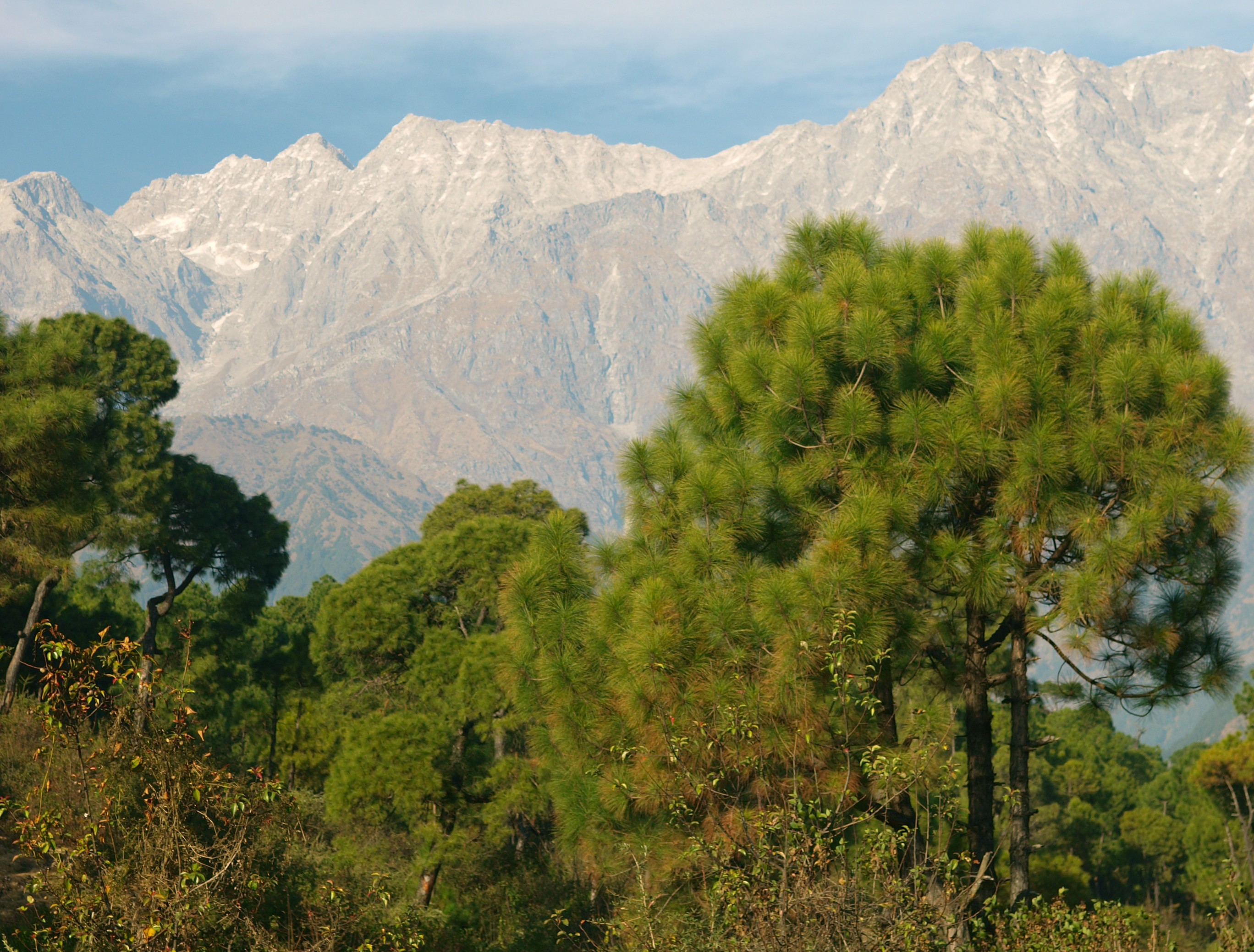
ヒマラヤマツPinus rocburghii

#### Trifoliae節
いずれもアメリカ大陸に分布Trifoliaeは3つの葉を意味し、その名の通り3葉のマツが多いものの例外もある。

##### Leiophyllae亜節
いずれもメキシコを中心に分布。次のAustrales亜節に含めることもある。
 • P. leiophylla
メキシコ西部の山岳地帯に沿って南北に分布。樹高30 m程度の中型種で、樹皮は灰白色。北方系と南方系で葉の形態が異なり、北方系は葉が太く三葉、南方系は葉が細く五葉だという。厚い樹皮と旺盛な萌芽力を持ち、火災で幹葉を焼損しても再生するという。
 • P. lumholtzii
葉は垂れ下がる。種小名はノルウェーの探検家Carl Sofus Lumholtz（1851-1922）に因む。

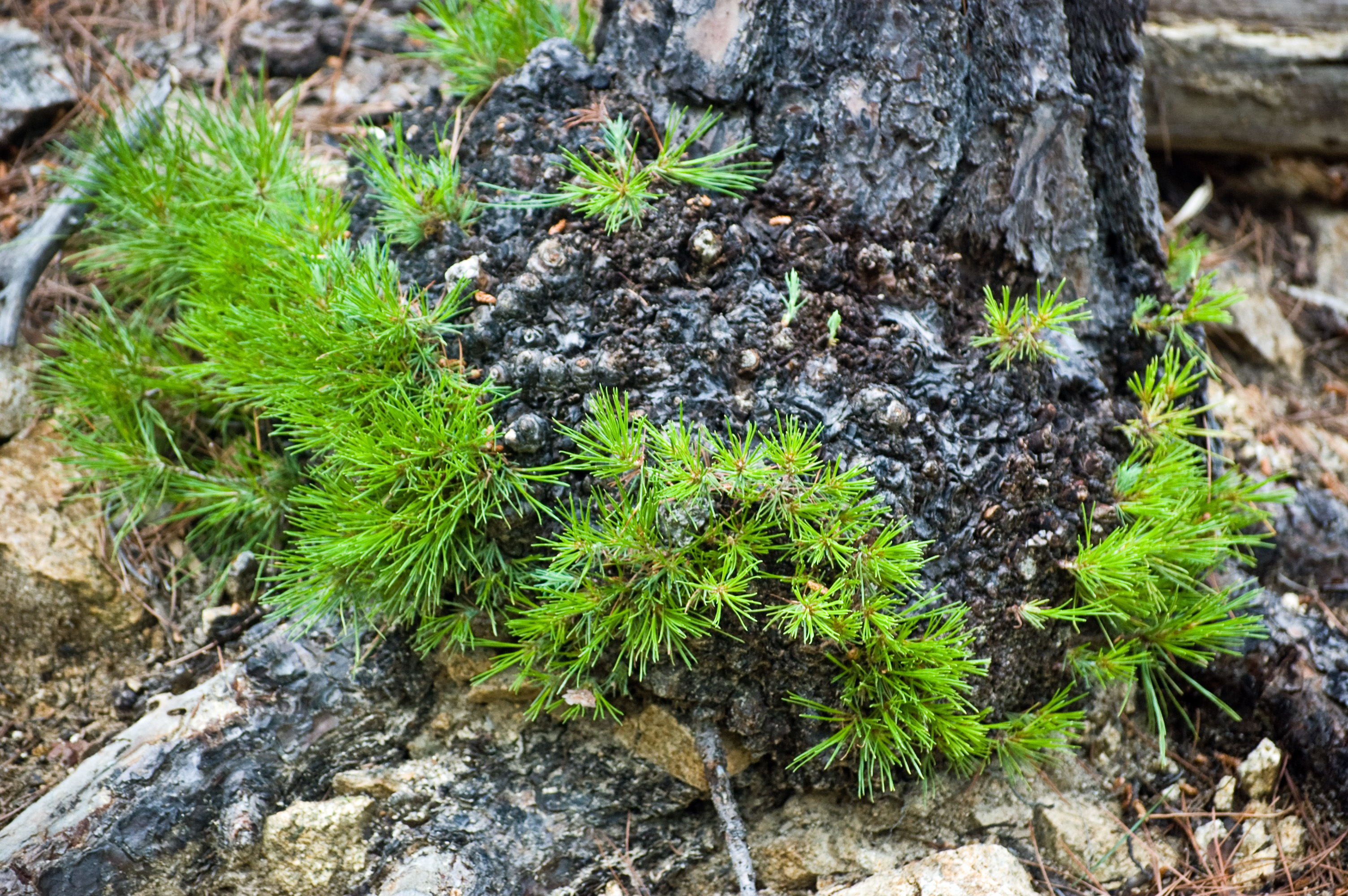
幹から萌芽したPinus leiophylla
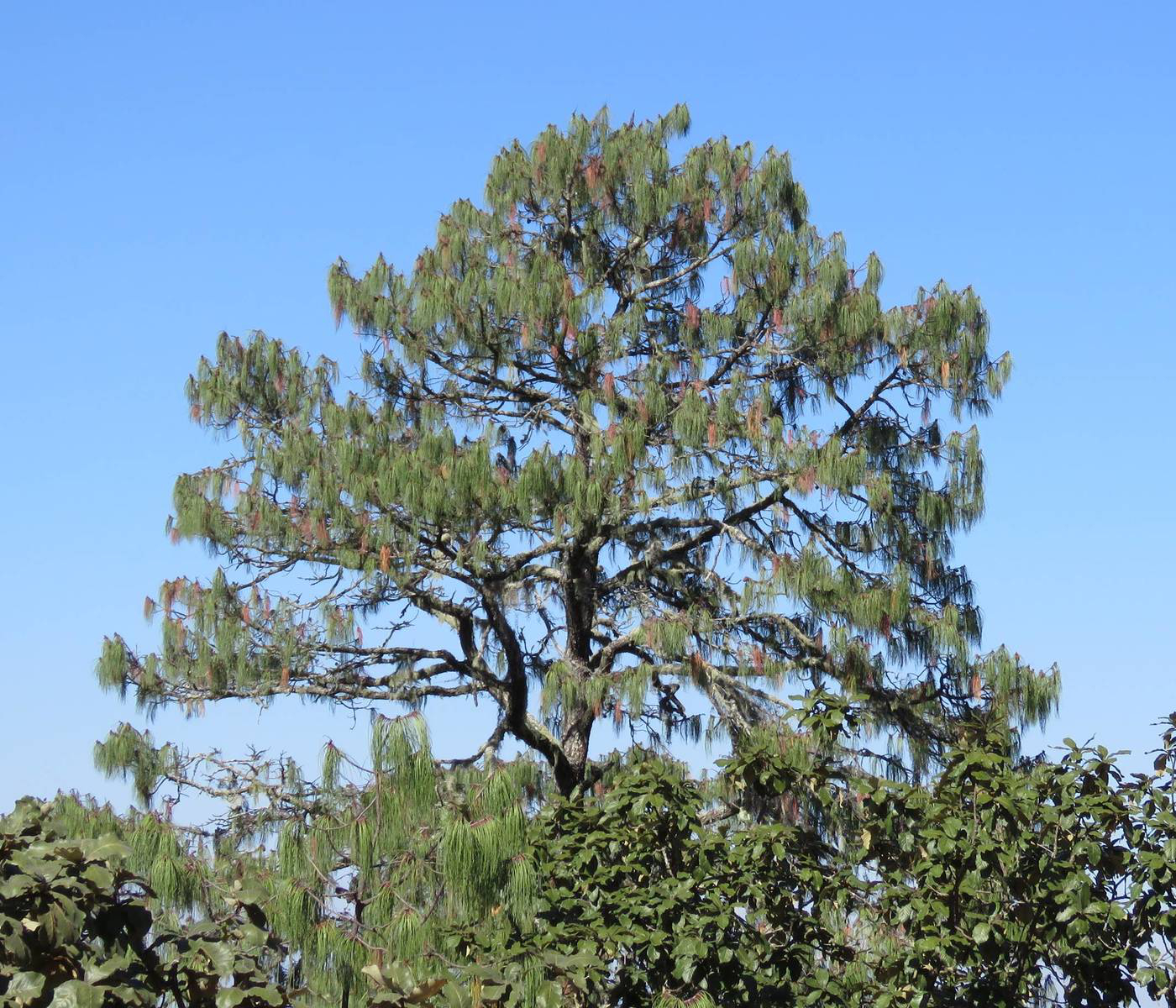
Pinus lumholtziiの葉

##### Australes亜節
亜節名Australesは「南方の」の意味、含まれる種はその名の通りアメリカ南東部（大半がアパラチア山脈以南）からカリブ海の島々にかけて分布。このグループは各種ともに比較的分布域が重なること、交雑可能である組み合わせが多いことなどからOocarpae、Ponderosaeの各グループと共に比較的最近分化したグループと見られている。晩生球果の性質を持つものが一部にある。
 • P. caribaea
カリブ海沿岸諸国原産。東南アジア等でも移植栽培されている。東南アジアの栽培地では、横枝が出ないまま主軸ばかりが数年間にわたって伸び続ける現象が報告されており、まるでキツネの尾のように見えることからFoxtailingなどと呼ばれている。
 • P. cubensis
キューバ島東部の山岳地帯に分布。P. occidentalisと近縁で、別種ではなく変種程度の関係なのではないかとする意見もある。
 • エキナタマツ P. echinata
フロリダ半島を除くアメリカの南東部に広く分布。低温にも比較的強くニューヨーク付近までは分布する。針葉は三葉で長さは8-10 cm程度とアカマツ・クロマツとほぼ同じだが、このグループ内では短い方であり、英名Shortleaf pine（短い葉のマツ）と呼ばれる。
 • スラッシュマツ P. elliottii
和名は英名slash pineの直訳。アメリカ合衆国南東部原産。雄花は鮮やかな赤色、熟した球果は細長くテーダマツによく似るが、より光沢がある。
 • モミハダマツ P. glabra
フロリダ半島の付け根からミシシッピ川下流にかけて分布。英名Spruce Pine（トウヒの様なマツ）。学名のglabraは一般に無毛・平滑を表わす単語。針葉は2葉で5 cm程度とかなり短いこと、樹皮は近縁種ほど派手に割れずにトウヒやモミのように細かく割れるため、和名・英名ともにここからきていると思われる。生態面ではかなり耐陰性が強く、荒れ地に純林を形成するというより広葉樹林の中に転々と生えるという。
 • P. occidentalis
西インド諸島のイスパニョーラ島に分布。種小名は「西方の」を意味するoccidentalに由来。
 • ダイオウマツ P. palustris
アメリカ合衆国南東部原産。漢字では大王松と書き、ダイオウショウと呼ばれることもある。名前の通り非常に大きくなり、樹高は50 mを超えることも。針葉は3葉でこれまた40 cm以上になり垂れさがることから英名はLongleaf Pine（長い葉のマツ）と呼ばれる。極めて耐陰性が低く、火災の発生が次世代更新の条件となる。種小名のpalustrisは「沼に住む」の意味がある。
 • P. pungens
アパラチア山脈沿いに分布。樹高15 m未満のことが多い小型種で針葉は二葉稀に三葉。種小名のpungensは「尖った、針のような」の意味で名前の通り球果の棘は大きく非常に鋭い。
 • リギダマツ P. rigida
このグループでは最も北方まで分布する種で合衆国北東部のカナダとの国境付近まで分布。厚い樹皮、幹の不定芽が発達しており幹から直接葉を出す、球果は卵型で樹上に永く残るなど火災に適応したと見られる形態を見せる。ただし、後述のP. serotinaと異なり、球果は成熟後すぐに開いて種子を散布してしまうという。英名Pitch pineは樹脂の多さに由来。ミツバマツ、アメリカミツバマツなどとも呼ばれることもあり、その名の通り三つ葉である。
 • ヌママツ P. serotina
和名は英名Pond pineの直訳。アメリカ合衆国南東部原産でリギダマツより南に分布する。リギダマツに酷似しており、別種ではなく亜種と考える学者もいる。球果はリギダマツ同様樹上に永くとどまるが、開く条件がリギダマツよりも厳しく、晩生 (serotiny) であり火災などに乗じて開くという。種小名もこれに由来。
 • テーダマツ P. taeda
比較的水辺を好むマツといわれ、英名Loblolly PineのLoblollyは湿地を指すという。樹高50 ｍ以上まで非常に大きくなる種で、製材やパルプを目的とした林業用の樹種としてもよく用いられる。球果は細長く種鱗には鋭い刺を持つ。日本で流行しているマツ材線虫病に強く、一時期日本での導入も検討された。和名は種小名に由来し、そのtaedaは松明の意味。

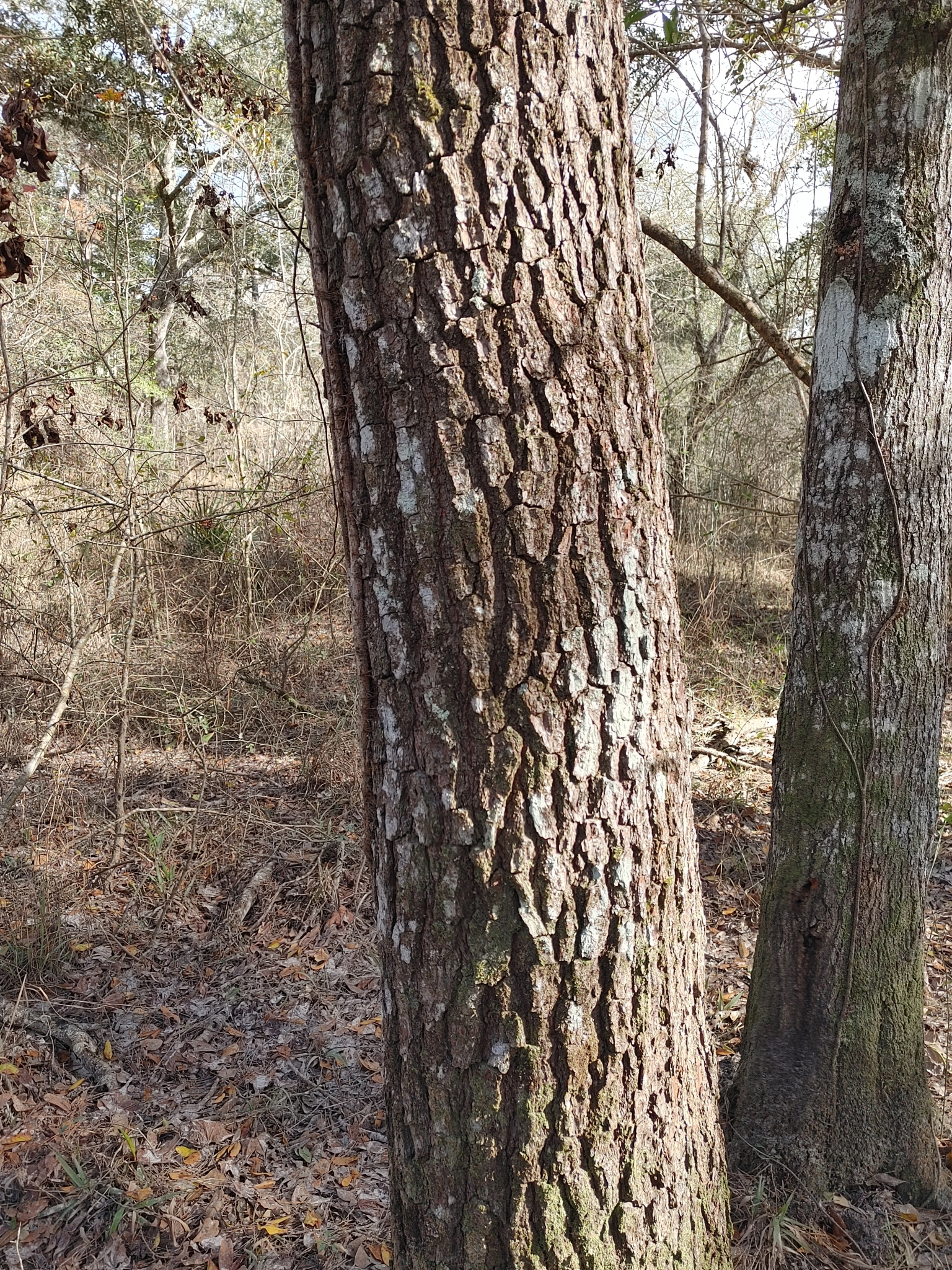
モミハダマツPinus glabraの樹皮
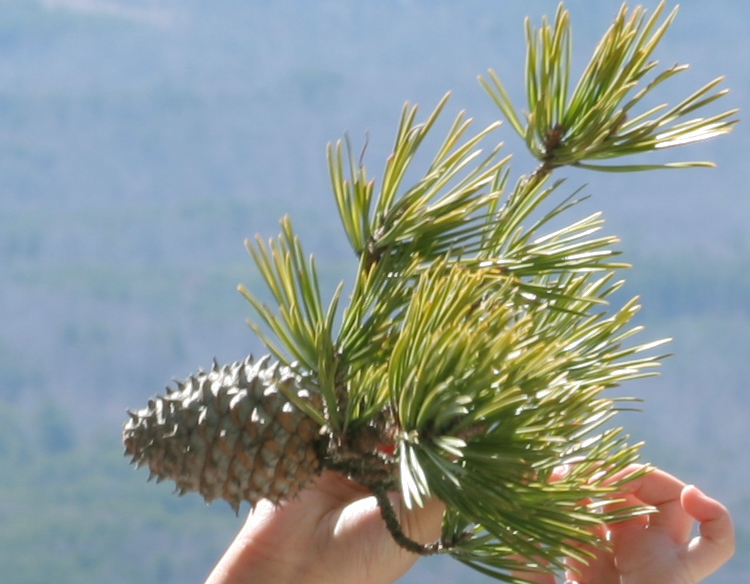
鋭い棘を持つPinus pungensの球果
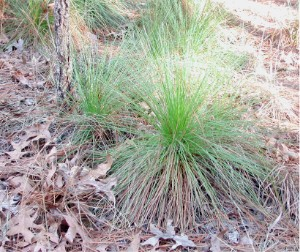
長い葉を持ちイネ科の草のようなダイオウマツ（Pinus palustris）の苗木
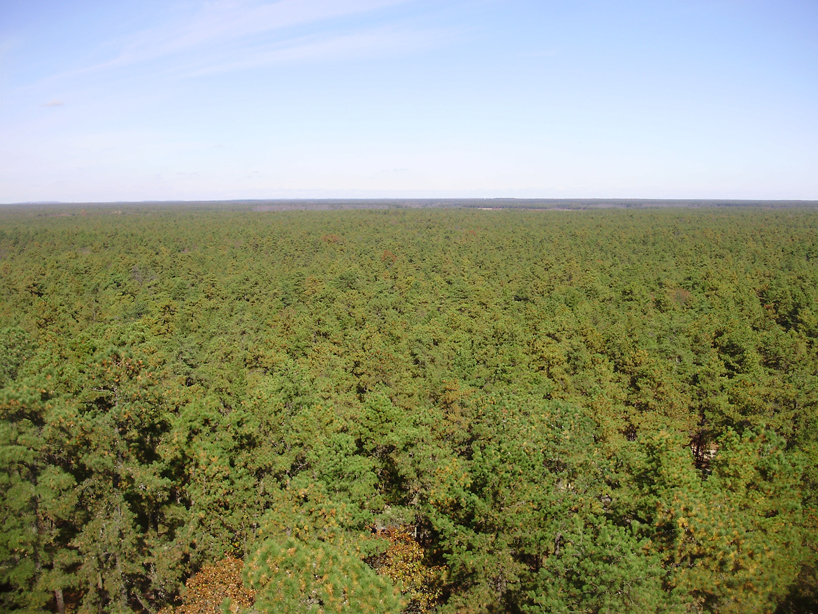
リギダマツなどが主体となるニュージャージー州のマツの純林地帯 Pine barrens

##### Contortae亜節
以下の4種を含む。いずれも北米大陸に分布。球果は晩生の性質を持ち、火災時に開くものが多く、成長時も極めて耐陰性が低い。
 • バンクスマツ P. banksiana
主にカナダ東部と中央部に分布。分布の一部は北極圏にかかり、アメリカ大陸のマツとしては最も北に分布する種類である。樹高は10 m程度と低め、針葉は2葉で5 cm未満と非常に短い。球果もマツ属の中で最も小さい。球果は晩生で成熟後も樹上から落ちず、また開かずに残り、山火事の強熱で開く特性がある。マツ材線虫病に強い。
 • スナチマツ P. clausa
和名は英名Sand Pine の直訳、学名由来のクラウサマツの表記も見られる。学名の clausa はclosedと同義で、晩生球果を表している。このグループの中では最も南方に分布する種で、フロリダ半島を中心に分布。
 • コントルタマツ P. contorta
主にカナダ西部に分布。針葉は2葉。葉や球果の大きさなどはバンクスマツとよく似ている。球果はバンクスマツよりも凹凸が目立つ。球果は一般に晩生だが、亜種によっては山火事が無くとも開く。英名のLodgepole Pineはインディアンがロッジを作る際に用いたことに由来。種小名contortaは捻じれの意味。
 • バージニアマツ P. virginiana
アメリカ合衆国東部に分布。球果は成熟後早期に開くが、成熟後1年程度してから開くものもあるという。天然分布は重ならないものの、スナチマツと雑種を形成することが報告されている。

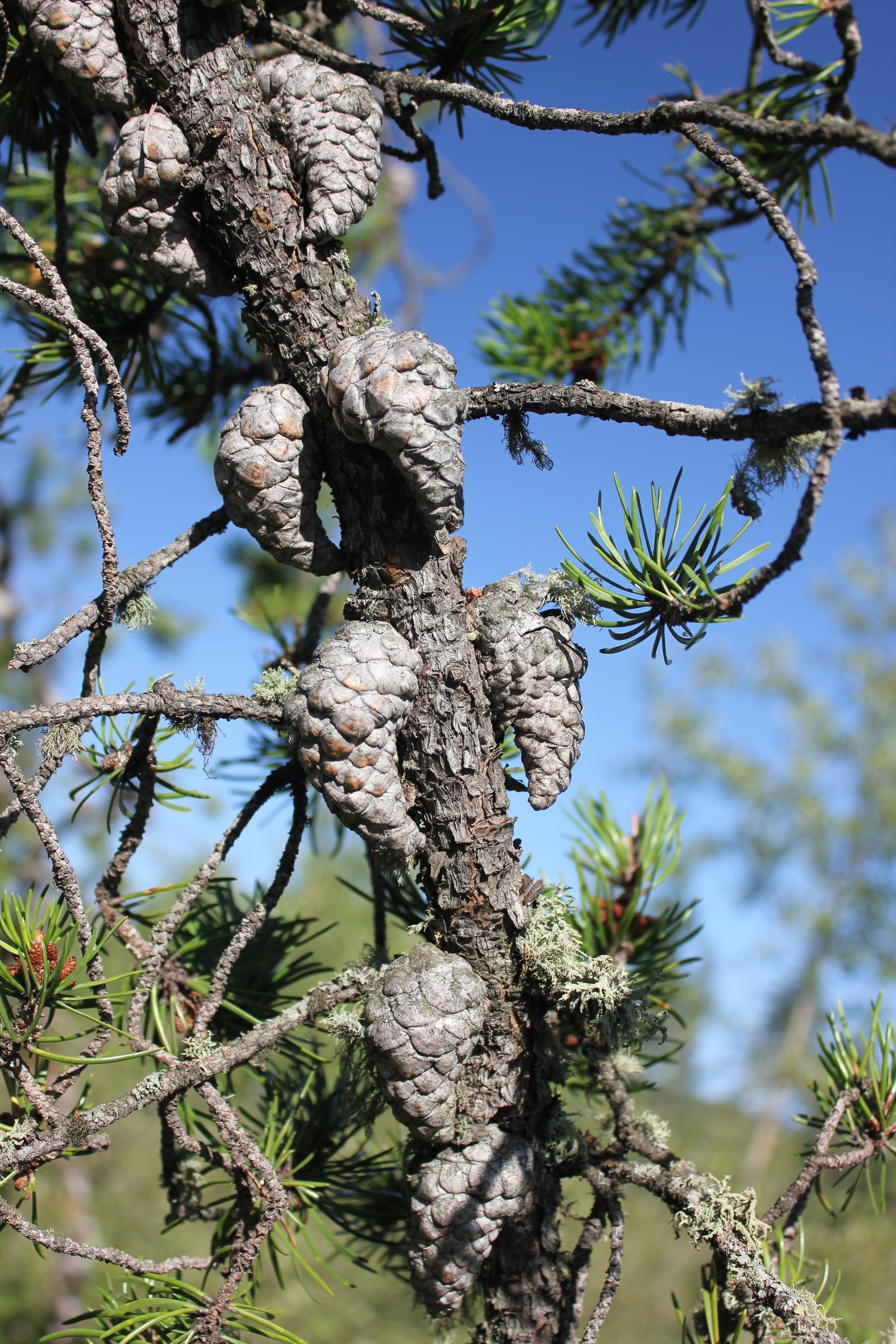
枝に何年も付いたまま種子を散らすために火災を待つバンクスマツ（Pinus banksiana）
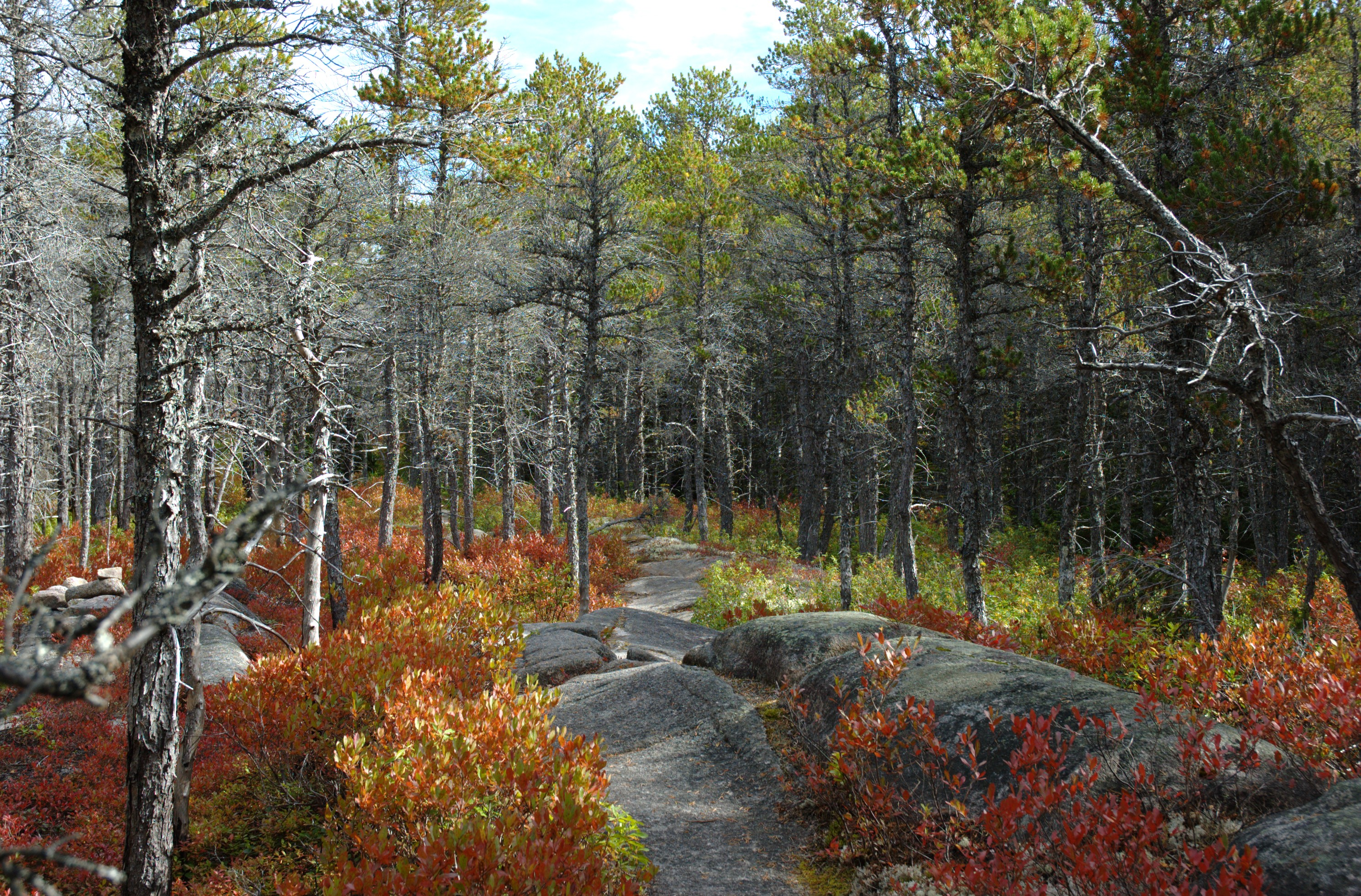
下層に野生のブルーベリー（ツツジ科スノキ属）が発達したバンクスマツ林
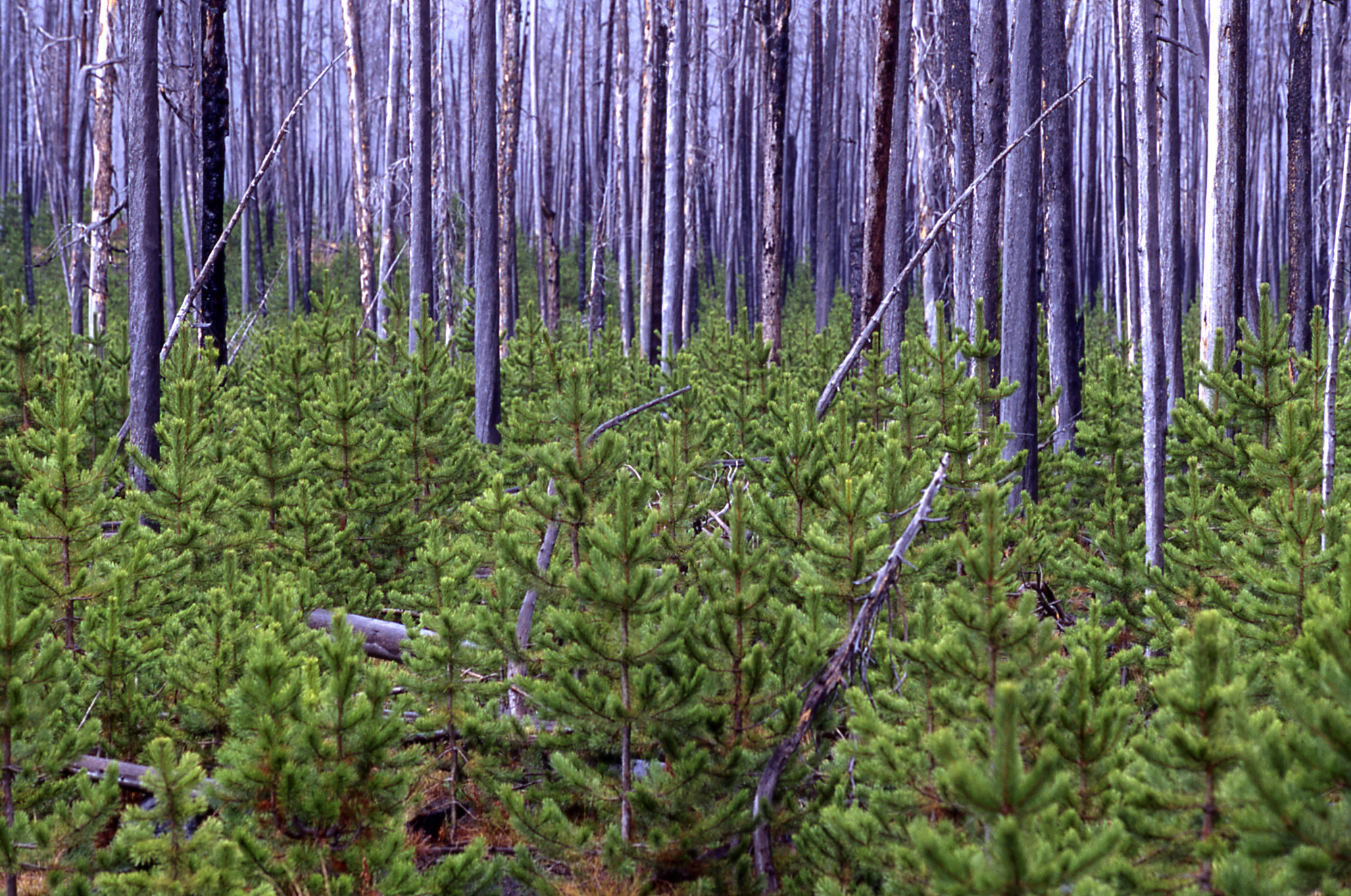
火災後一斉に生えてきたコントルタマツPinus contrtaの実生。上層の親木も皆同じ太さなのがわかる。

##### Oocarpae亜節
英名California closed cone pines（カリフォルニアの晩生球果のマツ）と呼ばれるグループ。名前の通りカリフォルニア州を中心にロッキー山脈に沿って北はオレゴン州、南はメキシコに分布。現地はケッペンでいう地中海性気候の地域であり、乾燥した夏と湿った冬を特徴とし山火事も多い。いずれの種も分布は局地的、寿命は数十年から百年程度と比較的短く、球果は枝に強く固着して自然には落ちず、山火事の強熱で開いて種を飛ばすという晩生球果の性質を持つ物が多い。分布域が局所的でこのグループ内での交雑も容易であることなどから、比較的最近分化して出来たグループだとみられている。Oocarpae亜節を認めずにAustrales亜節の一部とする説のほか、Pinus attenuata、P. muricata、P. radiataなどは別亜節に分ける説などもある。
 • P. attenuata
和名未定の種。カリフォルニアとオレゴンの州境を中心に局地的に分布。英名Knobcone Pine（ドアノブのような実のマツ）、樹高は最大25 mに達するが条件が悪いと10 mに満たないこともある。針葉は3葉。種小名は英語のattenuateと同義で漸先形の意味だという。
 • †P. foisyi
和名未定の種。化石でのみ知られている種で絶滅したと考えられている。
 • P. greggii
たがいに300㎞以上離れたメキシコ北東部の2地点、標高1500 -2500 mの乾燥した山岳地帯に分布する。後述のP. patulaと近縁で交雑可能で見た目もよく似ているが、patulaに特徴的な葉の垂れ下がりはない。種小名はアメリカ南部からメキシコにかけて活躍した探検家Josia Gregg (1806-1850) に由来。
 • P. herrerae
和名未定の種。メキシコに分布し、樹高30 mに達する中型種である。
 • P. jaliscana
和名未定の種。メキシコ中部のハリスコ州に分布し、学名もここからきている。
 • P. lawsonii
和名未定の種。メキシコに分布する。
 • P. muricata
カリフォルニアとメキシコ北部の海岸から比較的近い地域に点々と分布域を持つ。樹高25-30 mの中型種で針葉は二葉。
 • P. oocarpa
メキシコからグアテマラの標高1000 -2500 mの山岳地帯に分布。球果は長い柄を持つ。種小名oocarpaは「卵型の果実」の意味、英名egg cone pineも同じ意味である。
 • P. patula
メキシコ南部の標高1800 m以上の山岳地帯に分布。樹高40 m、直径1 mに達する大型種で高地での林業用樹種として南米やアフリカでも栽培される。シダレヤナギのように垂れ下がった葉が特徴的で園芸種としても用いられる。種小名patulaは「僅かに開いた」の意味。
 • P. praetermissa
和名未定の種。メキシコに分布する。
 • P. pringlei
和名未定の種。メキシコに分布する。種小名はアメリカの園芸家であるサイラス・プリングル（Cyrus Guernsey Pringle、1838-1911）に因む。
 • ラジアータマツP. radiata
カリフォルニアからメキシコにかけて局所的に分布。英語名Monterey PineのMontereyは原産地の地名。原産地では林業用樹種としては用いられていないが、移入先のニュージーランドやオーストラリアでは徹底した品種改良の上で、製材利用も可能な有用品種を大規模に植栽しており、特にNZは本種に全面的に頼る林業を行っていることで有名。木材の一部は日本にも輸出されている。一方でこれらの地域では外来種である本種の野生化問題も表面化している。
 • P. tecunumanii
メキシコから中央アメリカにかけて分布する。
 • P. teocote
メキシコに分布する。

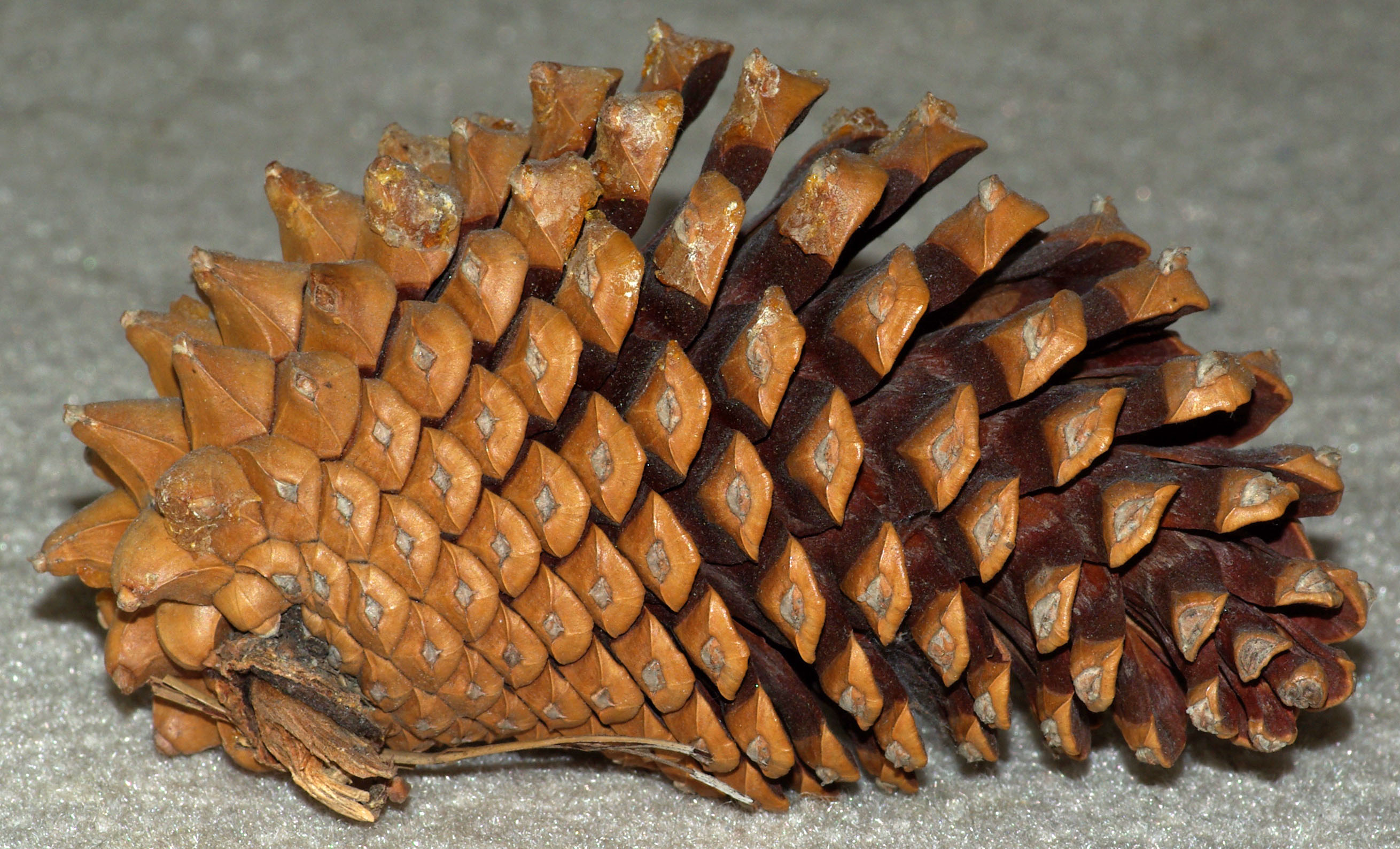
英名Knobcone pineと呼ばれるPinus attenuataの球果
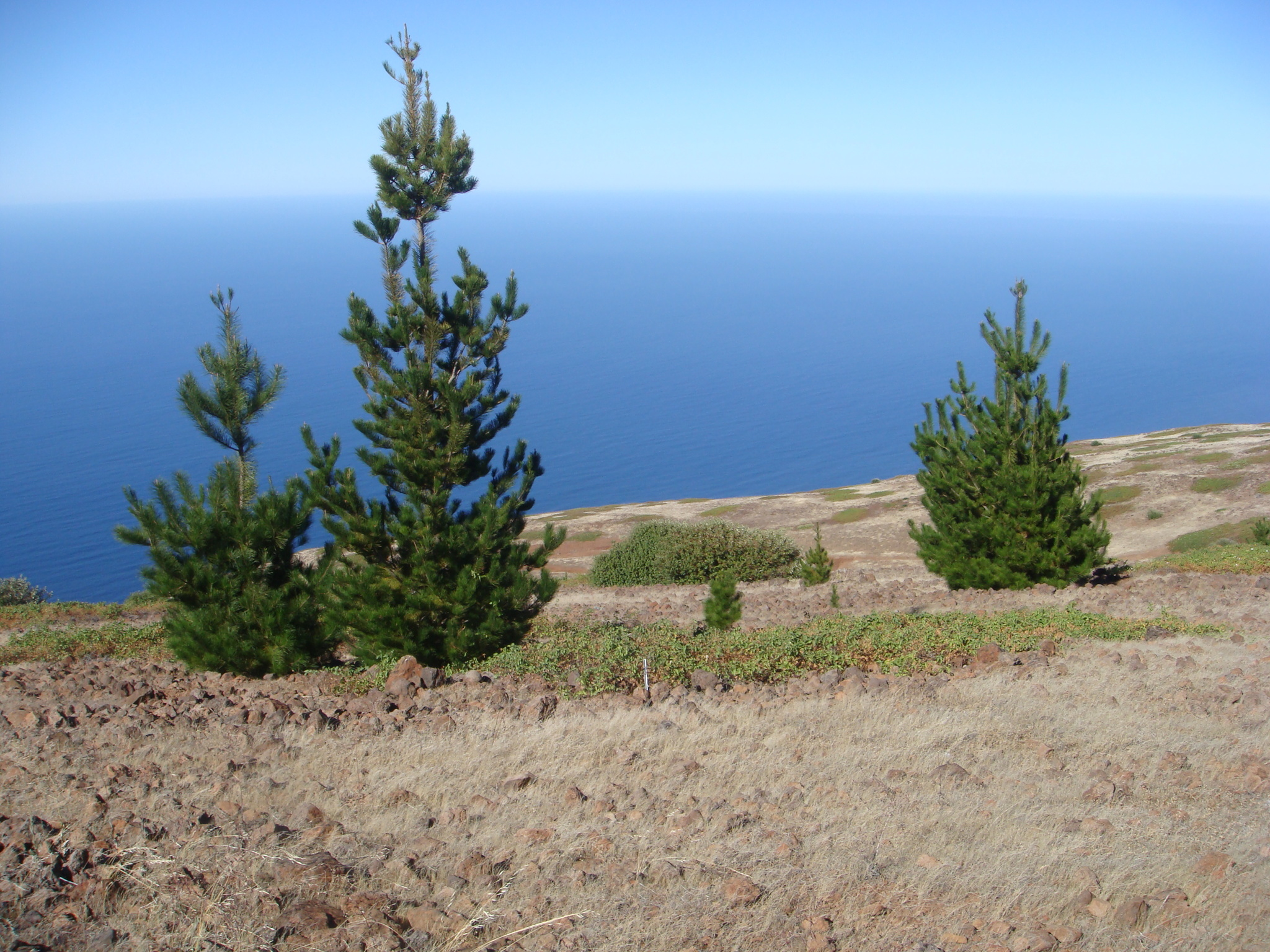
メキシコの島しょ部における野生のラジアータマツ
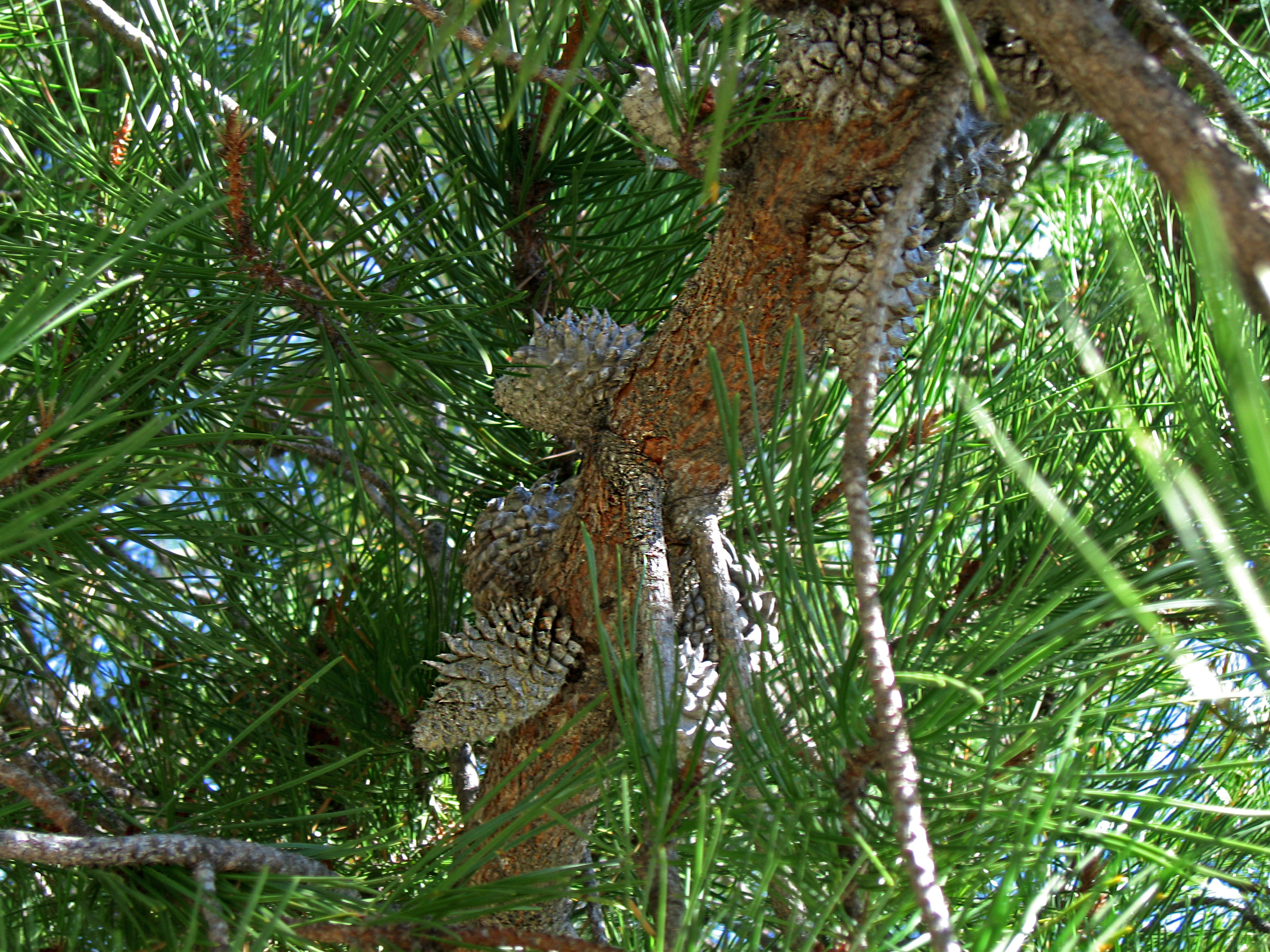
枝に強固に固着して火災を待つPinus muricataの球果
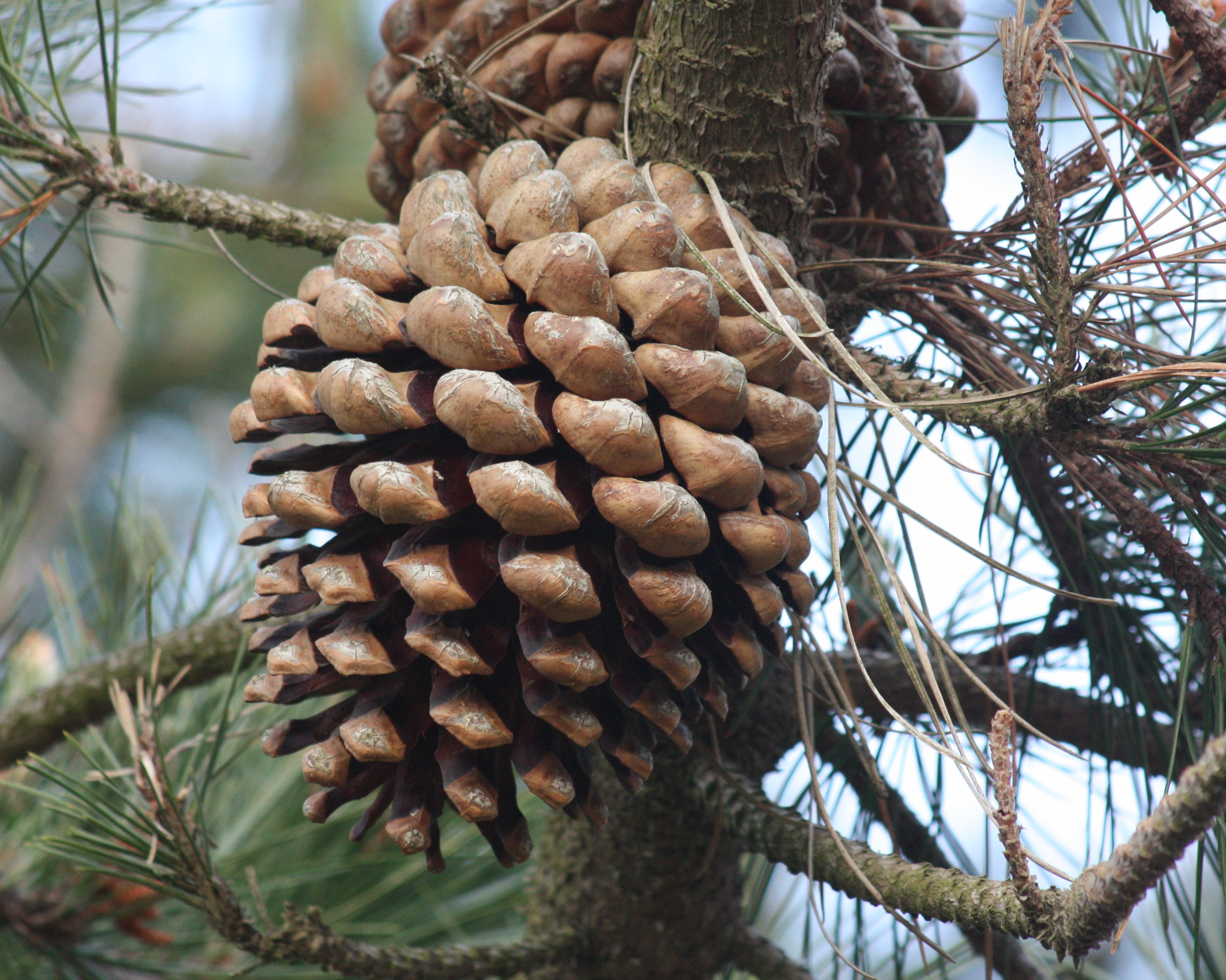
ラジアータマツの球果
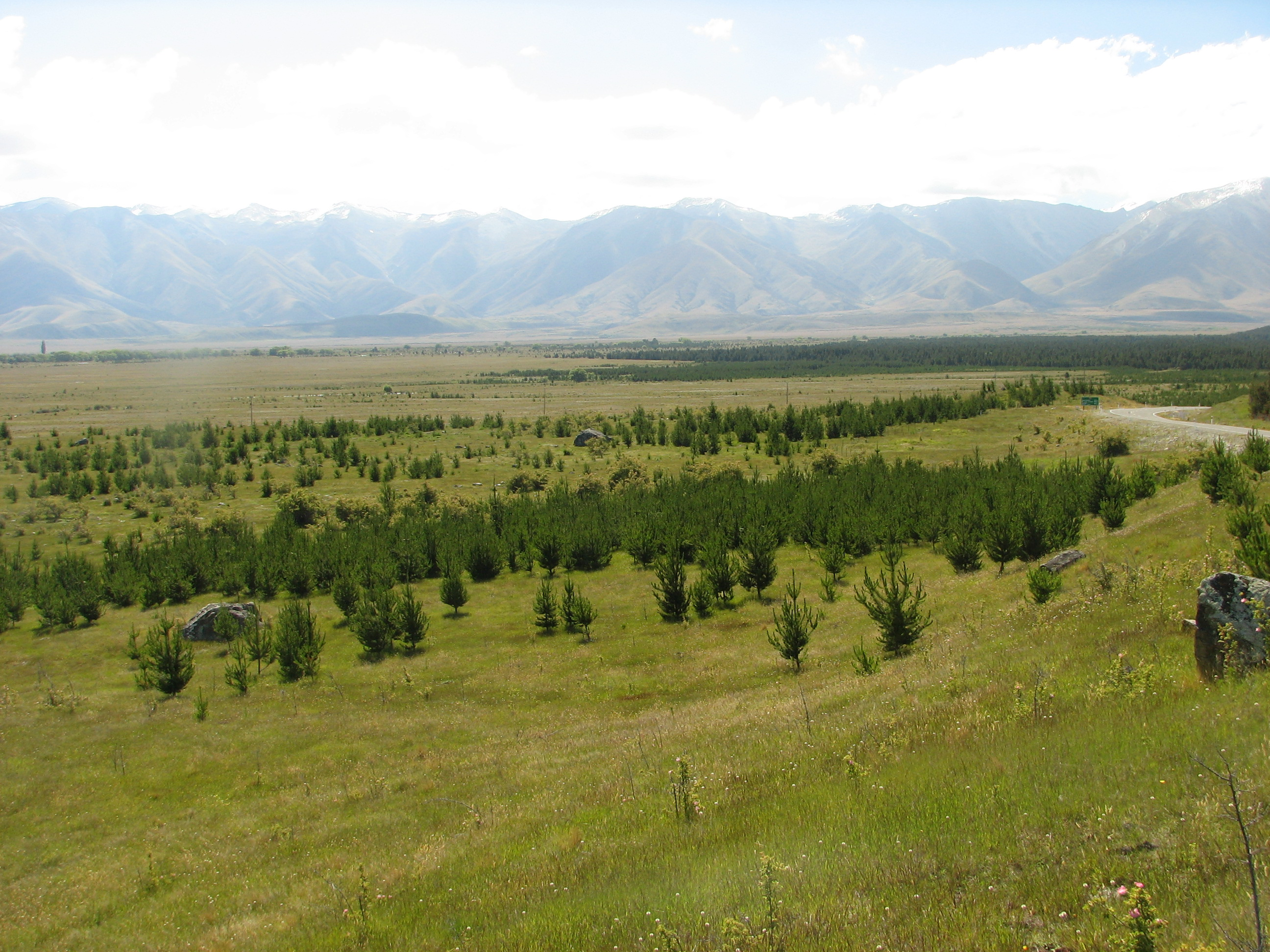
ニュージーランドの草原に侵入した外来のマツ類

##### Ponderosae亜節
何れもアメリカ西部の山岳地帯に分布。分布域が局所的でこのグループ内での交雑も容易であることから比較的近年に分化したグループだとみられている。
 • P. apulcensis
和名未定の種。
 • P. arizonica
和名未定の種。メキシコからアリゾナ州にかけて分布。種小名は分布地に因む。
 • P. cooperi
和名未定の種。メキシコに分布する。
 • P. coulteri
カリフォルニアからメキシコにかけて局地的に分布。樹高は最大30 mに達する。球果は40 cm程度と長さこそサトウマツに劣るものの重量は4-5kgに達し最も重く、当たり所が悪いと死ぬ可能性もあることからwidowmakers（未亡人製造機）などというあだ名がある。種小名はアイルランドの植物学者Thomas Coulter（1793-1843）に由来。
 • P. devoniana
メキシコに分布
 • P. durangensis
メキシコに分布。
 • P. engelmannii
メキシコからアメリカニューメキシコ州にかけて分布。樹高30 mに達する。
 • P. hartwegii
メキシコ中部から南部の山岳地帯に点々と分布、時に標高4000 mを超える所に分布し森林限界の指標になる。樹高は20-30 mの中型種で針葉は五葉時に四葉、他の高山種と違い高山でも匍匐型の樹形にはならないという。P. montezumaeとはよく似ており、葉の長さや球果の大きさに違いが見られる。一般には本種の方がより高地に分布し、混生地では両者の雑種も見られるという。種小名はドイツ人植物学者Karl Theodor Hartwegに因む。
 • ジェフリーマツ P. jeffreyi
和名は英名Jeffrey pineの直訳。カリフォルニア州の山岳地帯を中心に隣接するオレゴン州南部とメキシコ北部にも分布。樹高は最大40 m稀に50 mを超すこともある大型種で針葉は三葉。見た目はP. ponderosaによく似るが、バニラ・レモン・パイナップル・バタースコッチなどに例えられる樹脂の芳香が特徴。種小名は植物学者John Jeffreyに由来。
 • †P. johndayensis
化石でしか見つかっておらず絶滅したものとみられている。
 • P. maximinoi
メキシコからホンジュラスにかけての山岳地帯に分布
 • P. montezumae
メキシコ中部から南部の山岳地帯に点々と分布。樹高35 mに達する大型種で青味の強い垂れさがった葉を付ける。
 • ポンデローサマツ P. ponderosa
和名は英名Ponderosa pineの直訳。英名は種小名前に由来し、その種小名ponderosaは「重量のある」の意味。グループの中心となる種でアメリカ西部山岳地帯に広く分布し分布域はこのグループでは最大。地域差が大きくいくつかの亜種が認められている。サトウマツ（P. lambertiana）と並び最大樹高80 mを超えるものが記録されている巨大種。アメリカ西部のロッキー山脈から西海岸にかけての地域は巨大な針葉樹が多く、ヒノキ科最大のセコイアデンドロンやセコイア、マツ科カラマツ属の最大種であるLarix occidentalisもこの地域が原産である。
 • P. pseudostrobus
和名未定の種。メキシコから中米ホンジュラスにかけて分布。葉は垂れ下がる。
 • P. sabiniana
和名未定の種。カリフォルニアの乾燥した山岳地帯に広く分布。樹高15 m程度の小型種、樹形は枝が細く葉の付き方も粗雑、葉の色も灰色味を帯び艶のない色なためか荒れた印象を受ける。英名Ghost Pine（幽霊の松）やGray Pine（灰色の松、活気のない松）、foothill pine（小さい丘の松）など、 種小名はイギリス人Joseph Sabineに因む。小柄な外見に似合わず球果は最大30 cm以上になる巨大で種も大きく、先住民達の間でも古くから食用として認識されてきた。このため多数の現地名を持つ。
 • P. torreyana
カリフォルニア本土及び沖合の島に局所的に分布する。

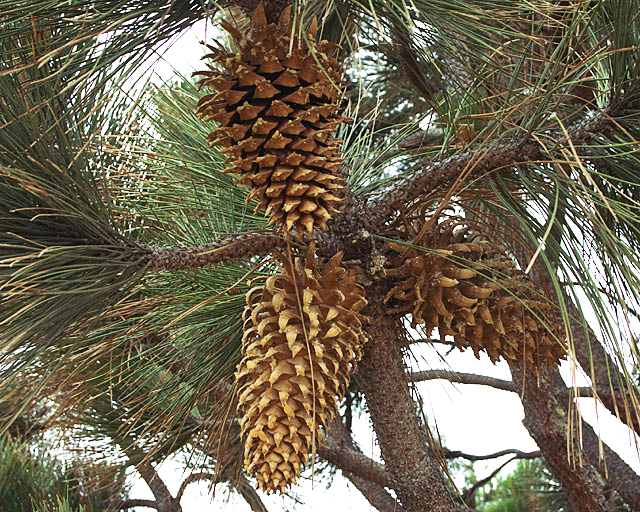
widowmakers（未亡人製造機）の名前を持つ大きな球果
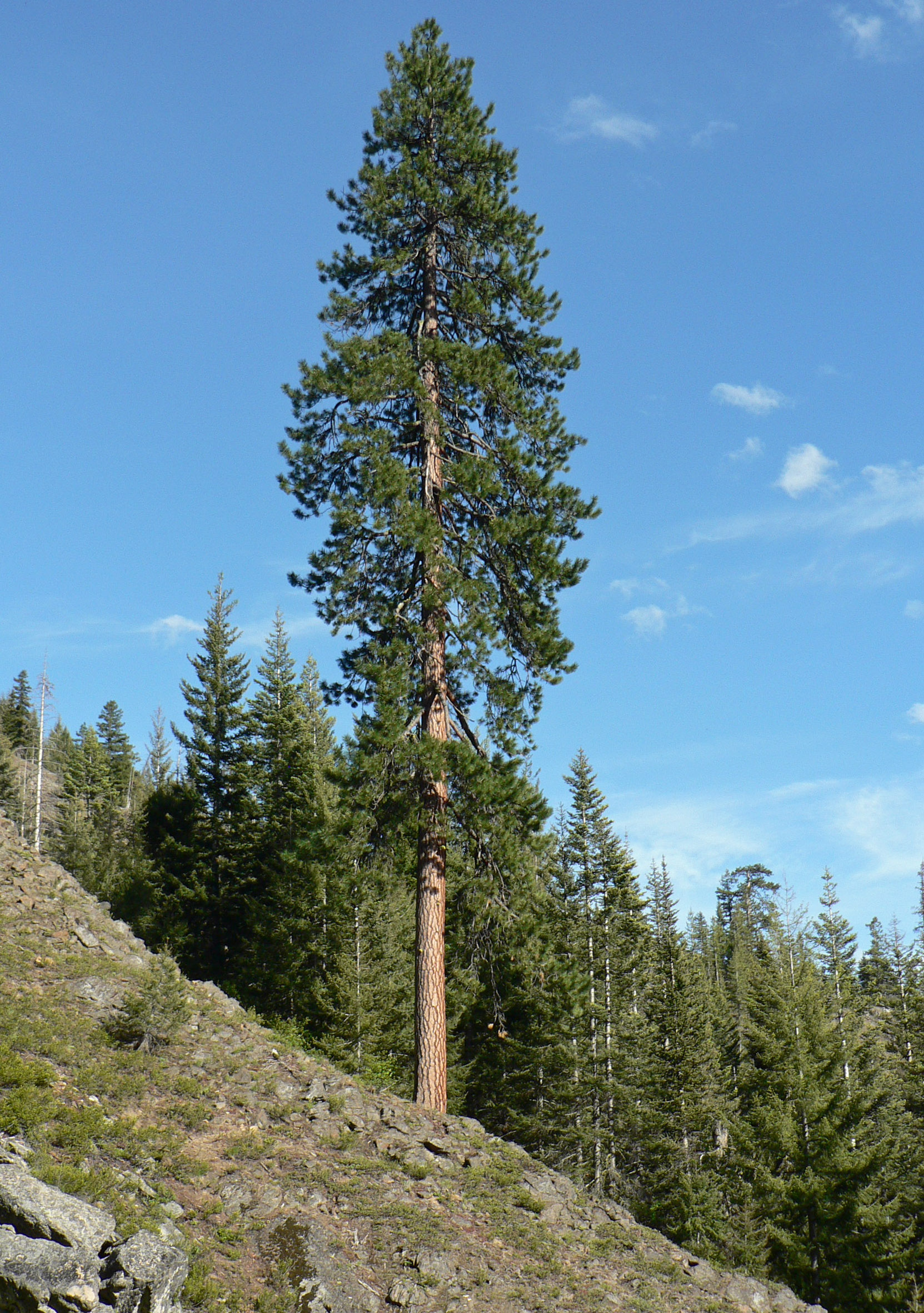
ポンデローサマツ
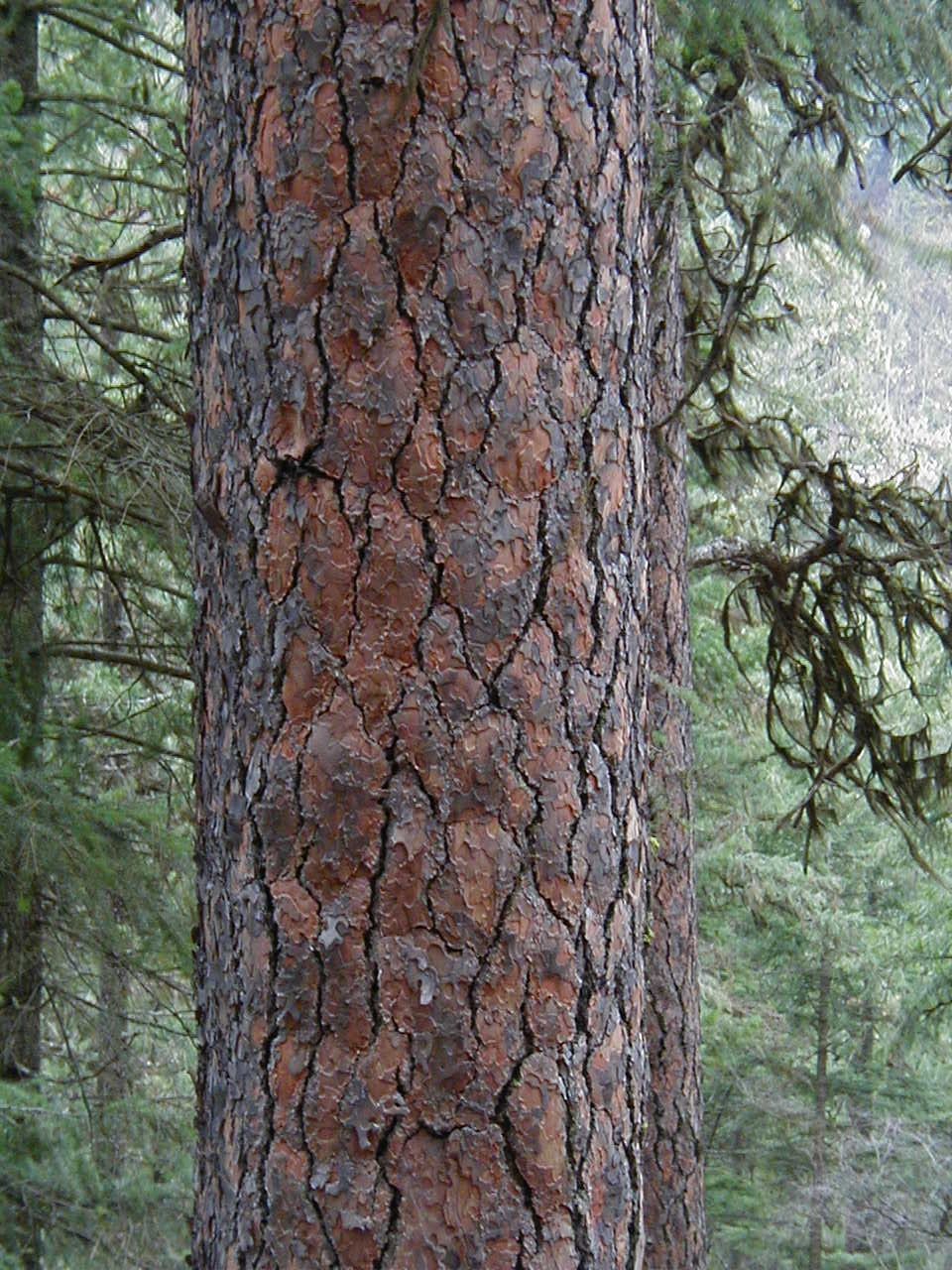
ポンデローサマツの樹皮
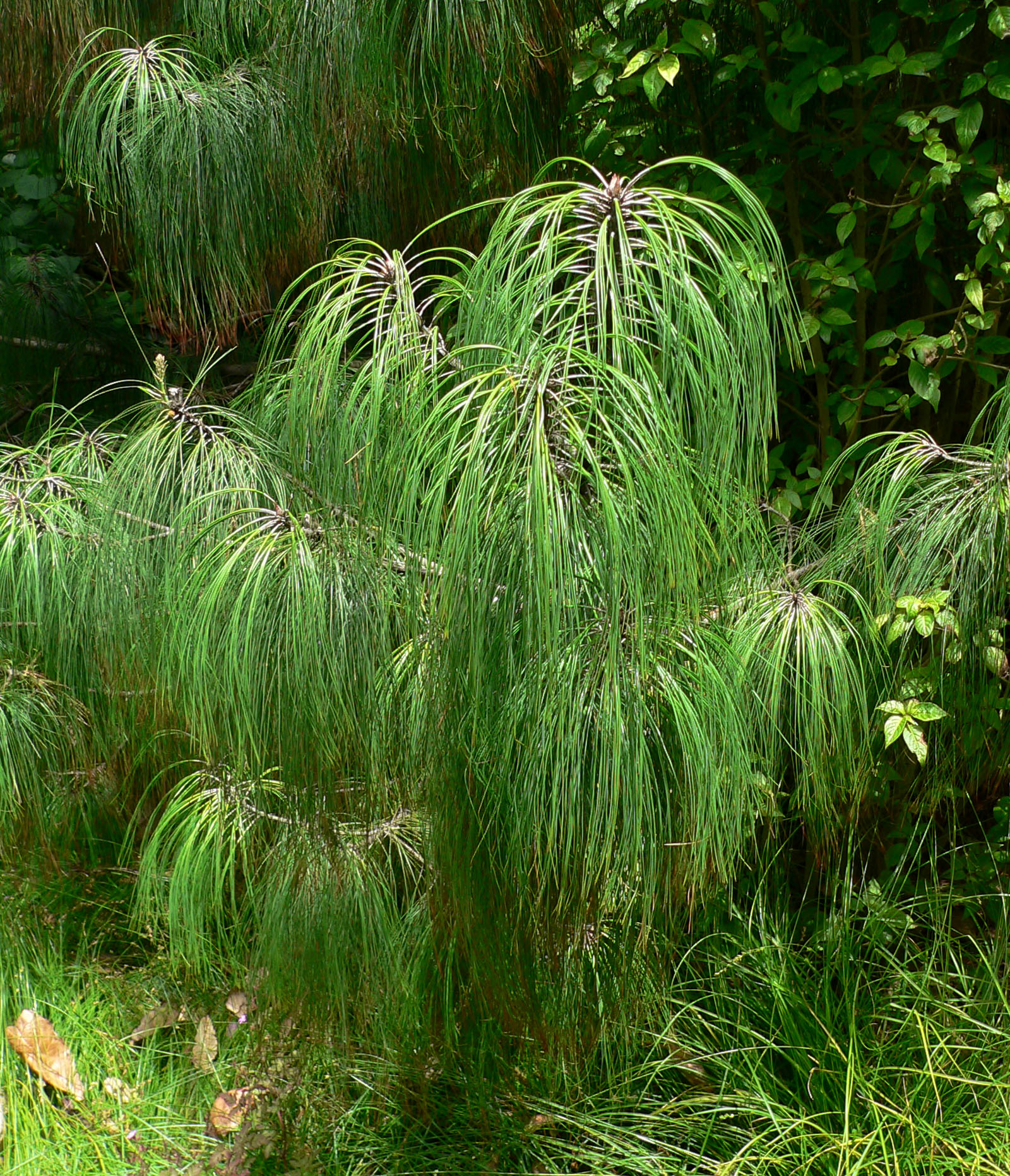
Pinus pseudostrobusの葉
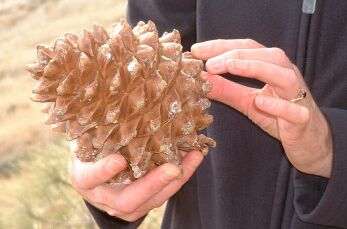
Pinus sabinianaの球果

### Strobus亜属
一般に五葉松と呼ばれる仲間であり針葉は5葉、葉の付け根の鞘は落ちやすいのが特徴。葉内の維管束は一本であるから単維管束亜属とも呼ばれる。一般にその材は白く柔らかく英語ではWhite Pine（白いマツ）やSoft Pine（軟らかいマツ）類と呼ばれることもある。一般に2葉、3葉のマツ類より耐陰性は高いとされ、種子の散布も風だけでなく動物によって行うものもある。成長も2葉、3葉のものに比べると遅い。

#### Strobi節
• ヤクタネゴヨウ P. amamiana
日本原産。屋久島と種子島に分布する五葉松で、和名の屋久種子五葉はここからきている。ただし下記のタカネゴヨウ（カザンマツ）の変種とも扱われることもある。絶滅危惧種。種小名は奄美という地名に由来し、和名も「別名アマミゴヨウ」と呼ばれることもある。
 • タカネゴヨウ P. armandii
中国南部、山西省からインドシナ半島付け根の山岳地帯と台湾に分布。樹高35 m直径1 mに達する大型種で、種子は食用。中国名は華山松、華山とは陝西省にある険しい岩山である。
 • P. ayacahuite
和名未定の種。メキシコ南部から中米西部の海抜2200-3500 mに分布。樹高40 mを超えることもある大型種でアフリカなどでも栽培される。
 • P. bhutanica
和名未定の種。ヒマラヤ東部地域、ブータンから中国南西部にかけて分布する五葉松。樹高は25 m程度の中型種、針葉は長めで30 cm近くまで成長する。
 • P. chiapensis
和名未定の種。メキシコに分布。個体数が減少している。
 • P. dabeshanensis
和名未定の種。中国中部、湖北省と安徽省の境にそびえる険しい岩山である大別山を中心に分布。中国名は大別五針松、種小名dabeshanensis共にこの分布地からきている。個体数が減少している。
 • P. dalatensis
和名未定の種。インドシナ半島の山岳地帯に分布。樹高は30-40 mに達するという。
 • P. fenzeliana
中国南部の標高400 - 1800 m付近に分布する。中国名は「華南松」や「広東松」。
 • P. flexilis
アメリカ西部のロッキー山脈沿いを中心に分布する五葉松の一種で森林限界の指標になることも多い高山種。樹高は低地で条件が良ければ20 mに達するが、10 m以下の灌木状のことも多い。葉は短くコントルタマツ (P. contora) に似るが、contortaは2葉。同じくロッキー山脈沿いで分布域の重なる高山性の五葉松であるP. albicaulisやP. monticolaに比べてやや南まで分布しニューメキシコ州までが範囲。種子は翼を持たない。アメリカ産strobus亜属共通でアジアからの侵入した五葉マツ類発疹さび病に弱い。木材内を顕微鏡で観察するとシュウ酸カルシウムの結晶が見えることが特徴的だという
 • P. reflexa
北米アリゾナ・ニューメキシコに分布。上記P. flexilisと同種または変種ともみなされる場合もある。
 • サトウマツP. lambertiana
カリフォルニアに分布 。和名は英名Sugar Pineの直訳。P. ponderosaと共に最大樹高は80 mを超すものが記録されている巨大種。球果も最大60 cmにもなる非常に大きく細長いもので別名ナガミマツ（長実松）とも呼ばれる。アジアからの侵入病害である五葉マツ類発疹さび病(White Pine Blister Rust) に弱い。
- タイワンゴヨウマツ[43] P. morrisonicola

台湾に分布。現地名は台湾五針松。樹高は25 m程度になる中型種。種小名morrisonicolaは「モリソン山に住む」の意味。モリソン山とは台湾最高峰の玉山（標高3952 m）の欧米での呼び名であり、台湾産種の学名にはよく登場する。この山は日本統治時代には新高山と呼ばれ、こちらは和名でよく見られる。
 • モンチコラマツ P. monticola
北米西部山岳地帯に分布。英名はWestern White Pine（西の白いマツ）、高山種でありながら条件次第で樹高50 mに達する巨大種で林業用樹種として有用であったが、五葉マツ類発疹さび病によって壊滅的な被害を受けた。種小名のmonticolaは「山に住む」の意味。
 • ゴヨウマツ P. parviflora
日本原産。名は針葉が5枚になることから。北方系の個体と南方系の個体では形態的に異なり、一般に変種として認められている。この2変種の和名については混乱しており、南方系をヒメコマツ、北方系をゴヨウマツとするものや、その逆などはっきりとしていない、分かりやすく南方種をゴヨウマツ、北方種をキタゴヨウマツと呼ぼうという提案などもされているようである。種小名parvifloraは「小さい花」の意味。
 • P. peuce
ヨーロッパのバルカン半島北部の山岳地帯に分布。種小名peuceはギリシア語で松の意味。
 • ハイマツ P. pumila
シベリアから朝鮮半島、日本にかけて分布。寒冷地を好み、日本では北海道から本州中部の山岳地帯にかけて分布する。和名は地表を這うように生える樹形からの命名で学名のpumilaも小さいことを指す。ただし、北方の分布地ではこの通りの樹形にはならないこともあるという。種子は動物散布型であり、また、マツとしては珍しく伏条更新と呼ばれる取り木的な方法で増えることが知られている。本州中央部の個体と北海道産個体を比較した場合、形態的な特徴、特に針葉の長さや針葉内の樹脂道の配置に明らかな違いがあるという。
 • P. strobiformis
アメリカ大陸南西部地域、メキシコ北部を中心に分布する。樹高30稀に40 mに達する中大型種。種子は大きく鳥が好み、ネイティブアメリカンも食用にする。
 • ストローブマツ P. strobus
北米大陸北東部、五大湖周辺の広い地域に分布し東部では唯一の五葉松である。樹高60 m、直径5 m近くに成長することもある大型種。英名Eastern White Pine（東の白いマツ）。現地では有用な林業用樹種であり、欧米や日本（特に北海道）にも移入されて造林された。アジアからの侵入病害五葉マツ類発疹さび病に弱く壊滅的な被害を受けた。
 • ヒマラヤゴヨウ P. wallichiana
ヒマラヤ地域原産で時に森林限界まで分布する。針葉は長さ10-20 cmと中程度だが、軟らかく垂れ下がる。
 • P. wangii
中国南西部、雲南省を中心に一部隣接するベトナム北部にも分布し、石灰岩土壌を好むという。個体数が減少している。中国名は毛枝五針松。

#### Cembra節
球果は成熟後に自然に落果するものの、自然には開かず種子を撒き散らさない。球果は柔らかく、素手でも分解することは容易で種子には翼が無く大きい。種子の発芽には球果の腐敗か動物による散布が必要になるグループで一般に耐陰性は高い。
 • P. albicaulis
アメリカ北西部の山岳地帯に分布する五葉松の一種。樹皮は灰白色で細かくうろこ状に割れることから、英名はWhitebark pine（樹皮の白い松）、種小名albicaulisも同じく「白い幹」を表すラテン語である。幹が直立した場合の樹高は20 mに達するが、森林限界付近の厳しい条件下では日本のハイマツ同様の匍匐型の樹形になる。本種の分布域ではモンチコラマツ (P. monticola) やP. flexilisなどの高山性strobus属が複数見られるが、樹皮の色、葉の長さと触り心地、球果の特性などで見分けることができる。
 • シモフリマツ P. cembra
ウクライナからフランス・イタリアにかけて分布する五葉松、球果の大きさや葉内の樹脂道の数を除いてP. sibricaと酷似しており本種とは別種ではなく亜種や変種に当たるのではないかと考える学者もいる。
 • チョウセンゴヨウ P. koraiensis
シベリア・中国東北部、朝鮮半島にかけてと日本に分布。樹高30 mに達する。シベリアではカラマツ属やトウヒ属の樹木とともに森林の主要な構成種であるが、日本では比較的まれな種である。木材採取を目当てに伐採される他、種子は食料として利用される。種小名koraiensisは朝鮮半島周辺を示す「高麗」に由来。シベリアでは違法伐採が後を絶たないことなどから、2010年（平成22年）10月付でロシア産の本種がワシントン条約附属書に記載され取引の監視が強化された。マツ属としては初である。
 • シベリアマツ P. sibirica
シベリアに分布。

### Ducampopinus亜属
Pinus亜属とStrobus亜属の中間の形態を示す小グループ。アメリカ西部からメキシコにかけての一帯と、東アジアに分布するが日本には一種も分布しない。葉断面の維管束は一つなのでStrobus亜属と同じく単維管束亜属に含まれることもあるが、葉の数・葉の付け根の鞘の取れにくさ・球果の形や硬さなどはPinus亜属に近く、Strobusとは別グループとして認めることが多い。

#### Parrya節

##### Nelsonianae亜節
• P. nelsonii
メキシコ原産。樹高10 ｍ程度の小型のマツ。針葉は3葉であるが基部では、癒着しておりまるで1葉のように見える。球果はカプセル型の独特の形で、長い柄を持つ。他のマツに比べると受粉後極めて速く受精に至り、球果は受粉同年に成長を開始し翌年に熟す。種子は食用。

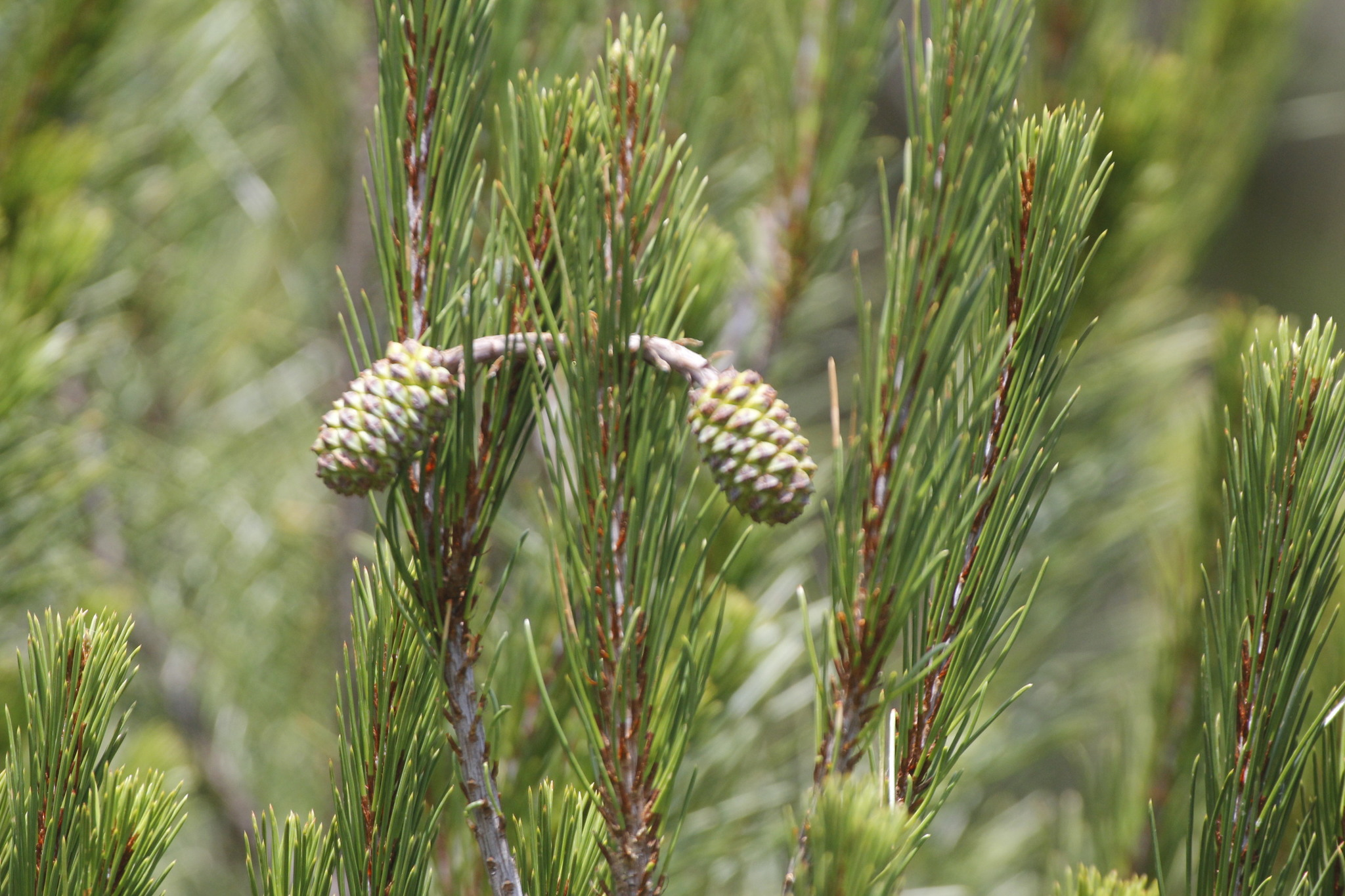
長い柄が目立つ球果をつけるPinus nelsonii

##### Krempfianae亜節
• P. krempfii
ベトナム原産。マツ属の中で唯一、扁平の葉を持つ。

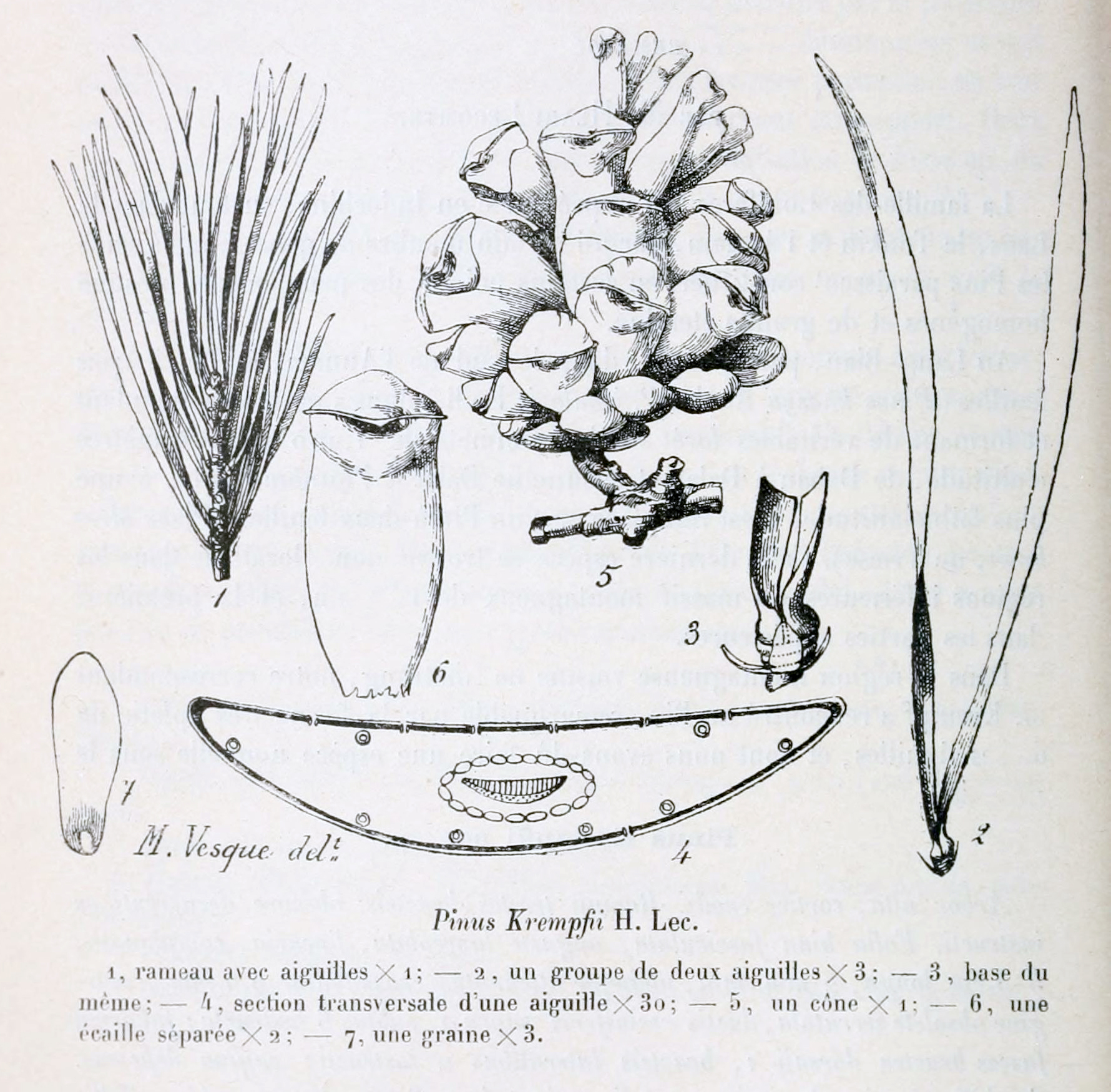
Pinus krempfiiイラスト

##### Gerardianae亜節
• シロマツ P. bungeana
中国原産。漢字表記は白松で、音読みからハクショウと呼ばれることも多い。針葉は3葉。樹皮は滑らかでマツとは思えない装いである。成木の樹皮は名の通り、白色になる。種小名bungeanaは中国やシベリアの植物を調べたAlexander Bungeに由来。
 • P. gerardiana
ヒマラヤ地域に分布。種子は食用でインド北部では「neje」や「chilgoza」と呼ばれる。
 • P. squamata

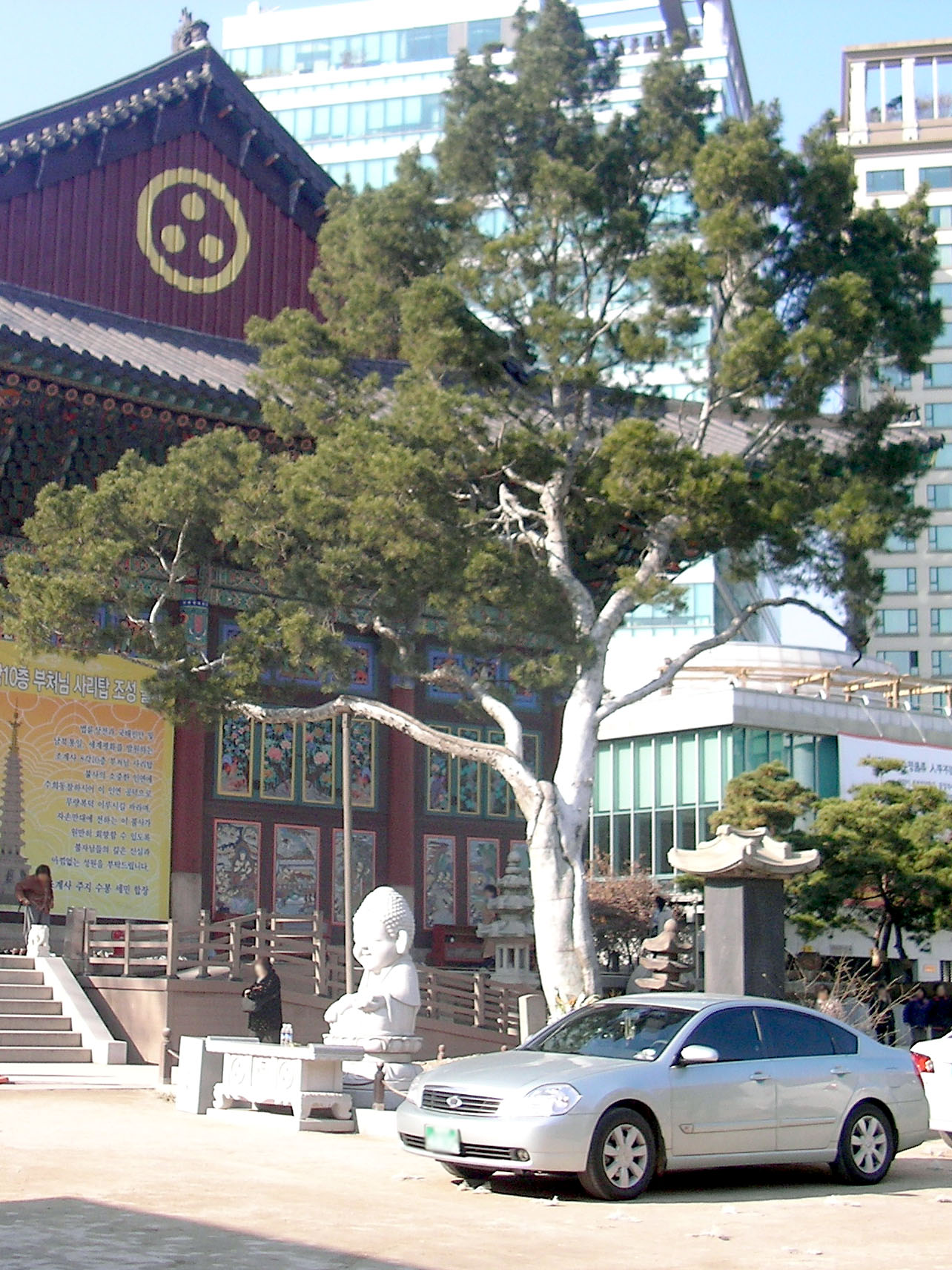
樹皮が白いシロマツ
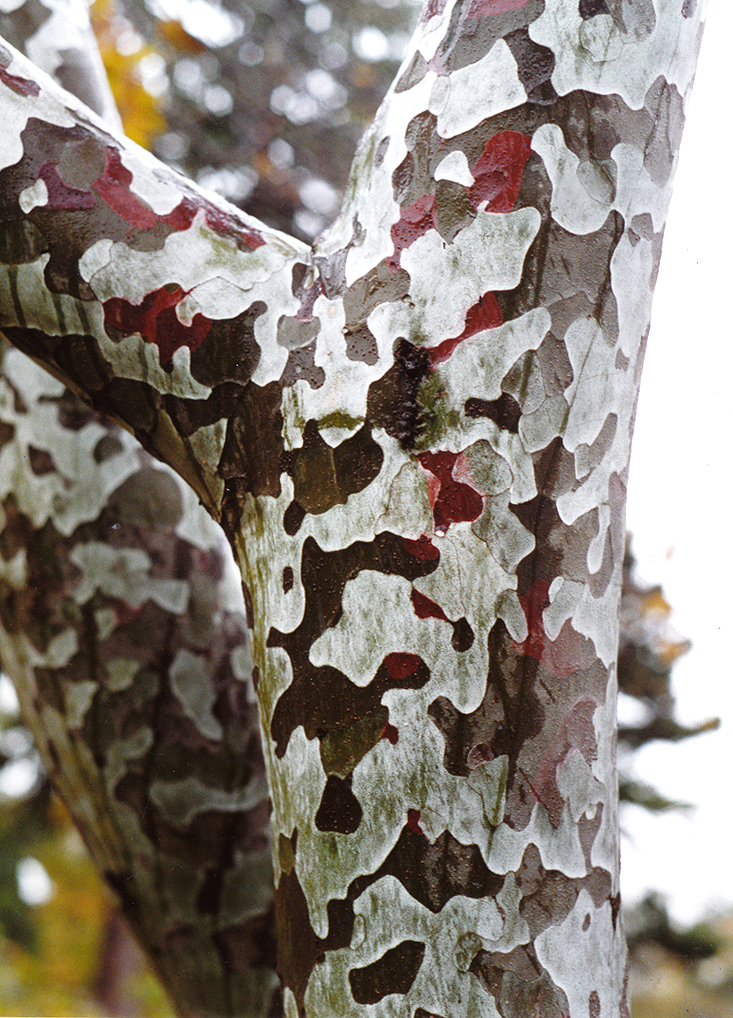
シロマツの若い樹皮

##### Rzedowskianae亜節
いずれもメキシコに分布。種子が大きく食用とされ、英語でPinyon pineと呼ばれるグループで特にこのグループは大きな球果を付ける。
 • P. maximartinezii
西シエラマドレ山脈に極めて局地的に分布。絶滅が危惧されている。
 • P. pinceana

 • P. rzedowskii

##### Cembroides亜節
何れの種もアメリカ南西部からメキシコにかけて分布。この地域はロッキー山脈の南端、さらにそれに続く東西のシエラマドレ山脈からなる山岳地帯であり、乾燥した気候である。種子が大きく食用とされ英語でPinyon pineと呼ばれるグループ。
 • P. cembroides
メキシコの中部から北部にかけての山岳地帯、特に西シエラマドレ山脈に沿って広く分布する。樹高は10-20 m程度の小型種で針葉は二葉と三葉がよく混ざる。気孔は葉の両面にある。球果は3 cm程度と小ぶりなものの、中の種子は大きく自然界では鳥が好み、我々人間の食用としても広く用いられる。英名はMexican Pinyon。
 • P. culminicola
メキシコ東部の標高3000 mを超す高山地帯に極めて局地的に分布。匍匐性を示し樹高は1-5 mの小型種。針葉は五葉で青っぽく短い葉を付ける。絶滅が危惧されている。
 • P. discolor
種小名discolorは「色が違う」の意味。
 • P. edulis
ロッキー山脈南部の標高2000 m前後の山岳地帯に分布。樹高10-20 mの小型種。英名はColorado Pinyonでその名の通り、コロラド州を代表する樹種であり同州の森林面積の1/5を本種が占めるという。種小名edulisは「可食の」の意味。
 • P. johannis
メキシコに局所的に分布する。個体数が減少している。
 • P. monophylla
アメリカ南西部のシエラネバダ山脈一帯に分布する。樹高10 m程度の小型種で針葉は一葉で5 cm程度と短い。種小名monophyallaは「一葉の」の意味。
 • P. orizabensis
メキシコに分布する。個体数が減少している。
 • P. quadrifolia
カリフォルニア州とメキシコの国境付近を中心に分布。樹高10-15 m程度の小型種で針葉は四葉又は五葉。P. monophyllaとよく交雑するという。種小名quadrifoliaは「四つ葉」の意味。
 • P. remota
テキサス州からメキシコにかけて分布する。

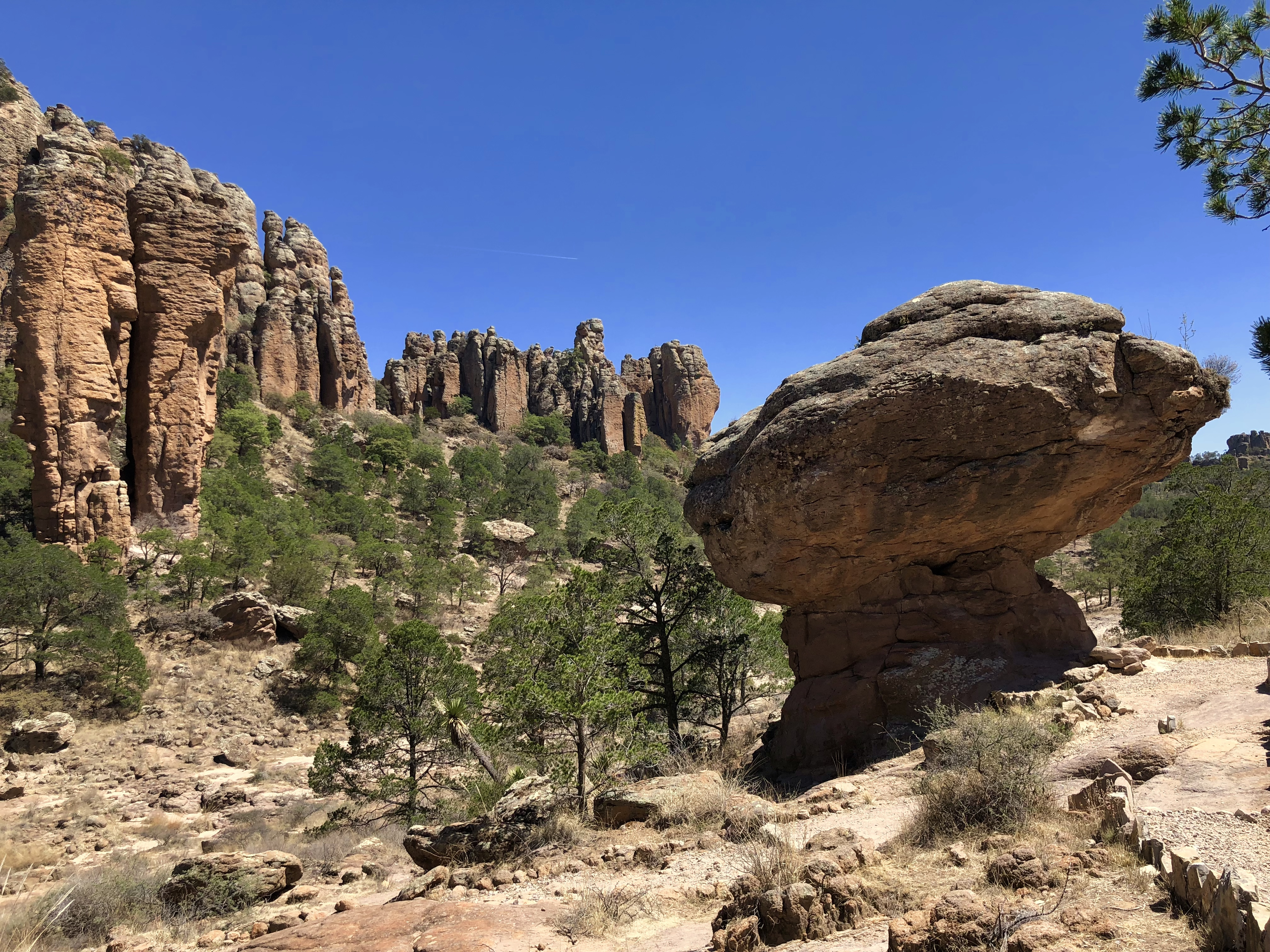
乾燥した岩場に生えるPinus cembroides
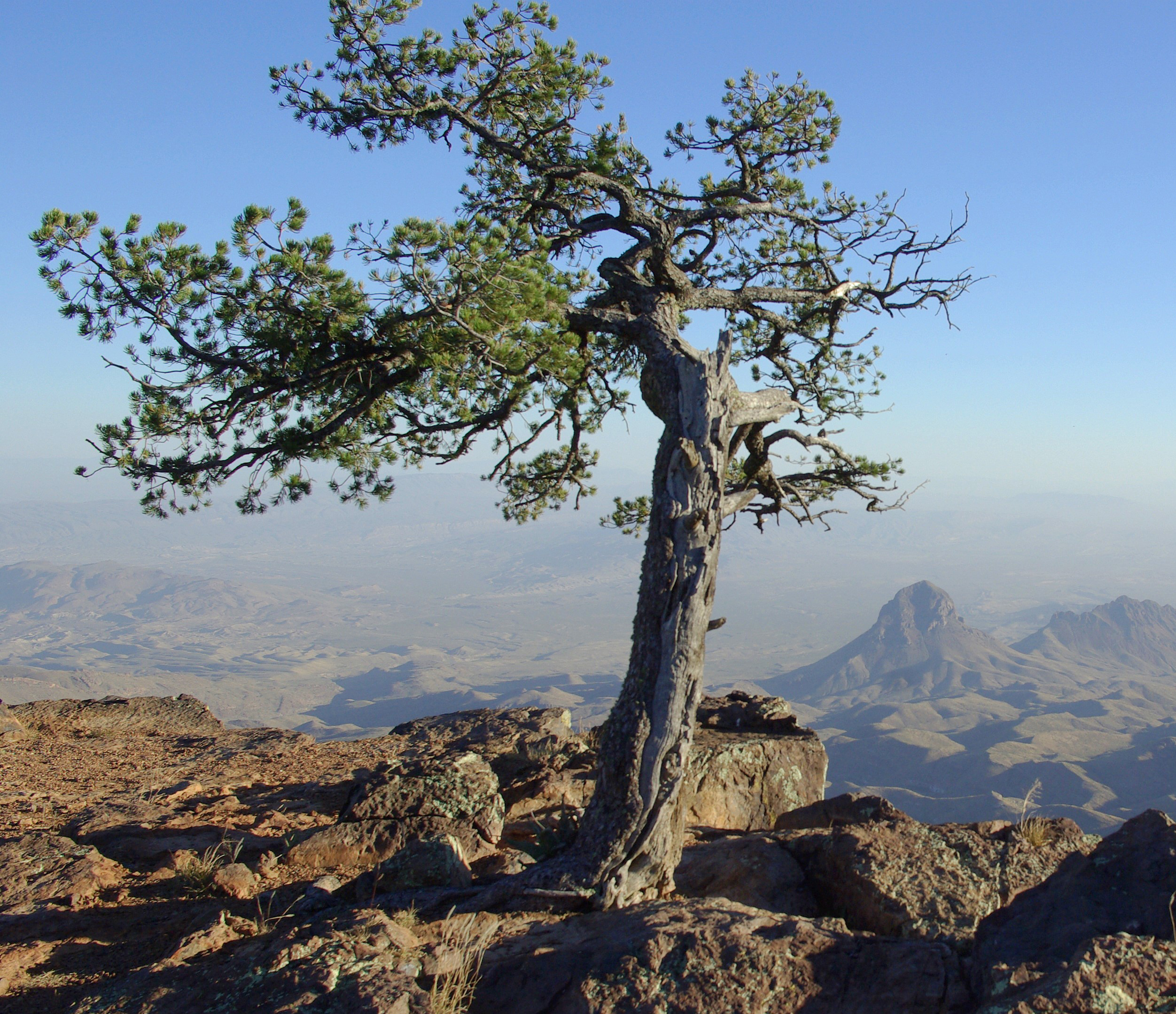
Pinus cembrodides樹形
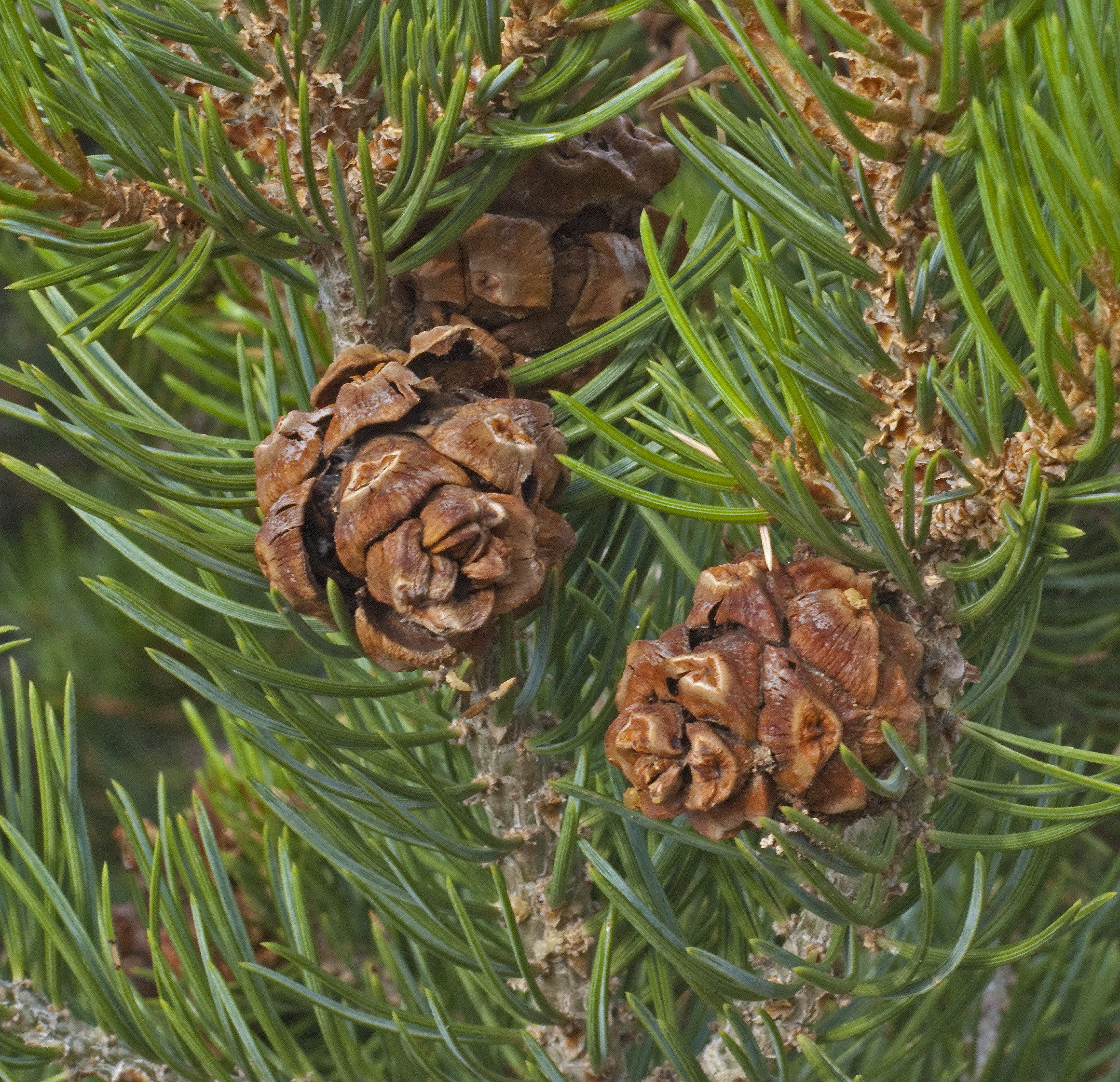
Pinus edulisの球果
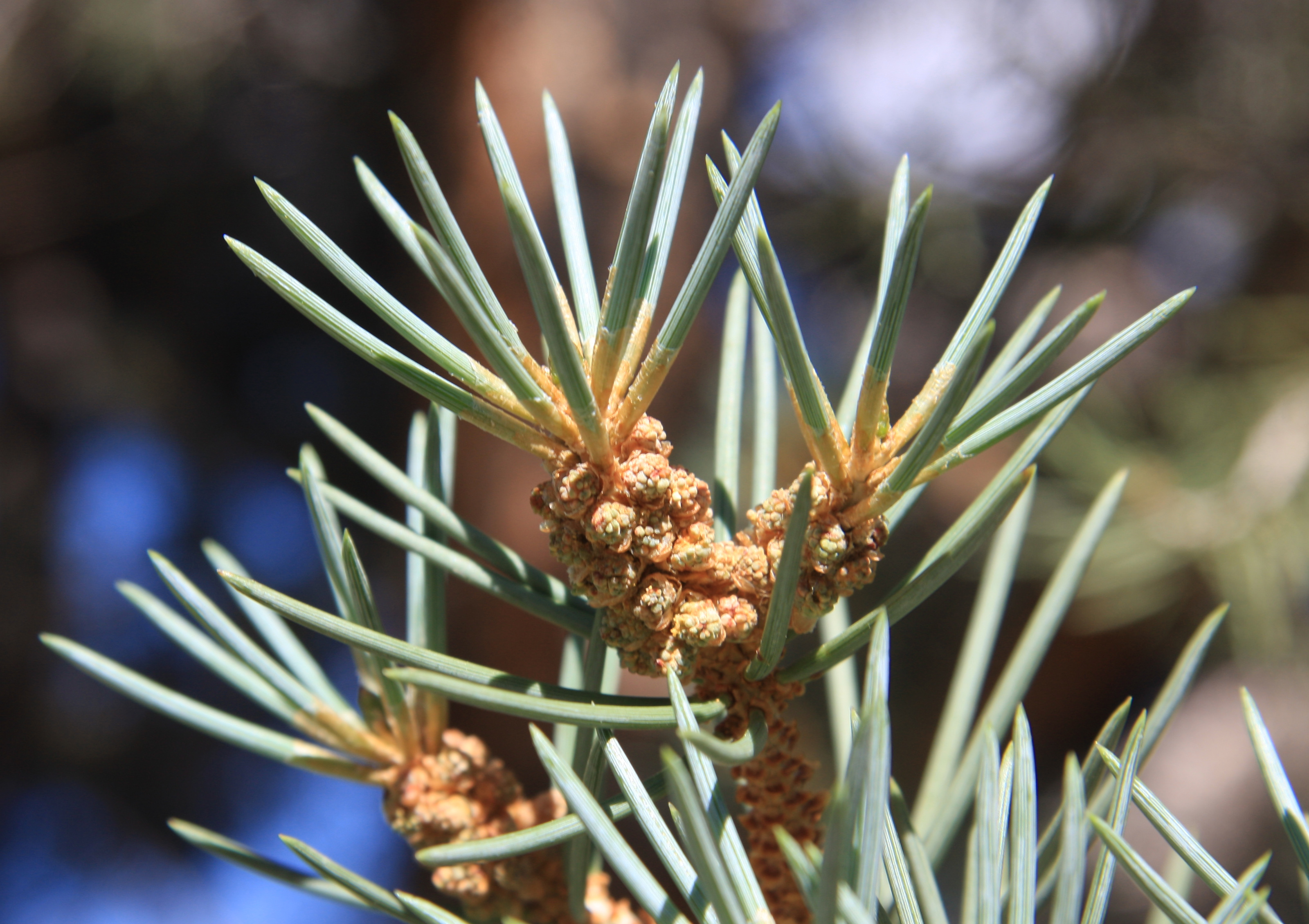
一葉のPinus monophylla
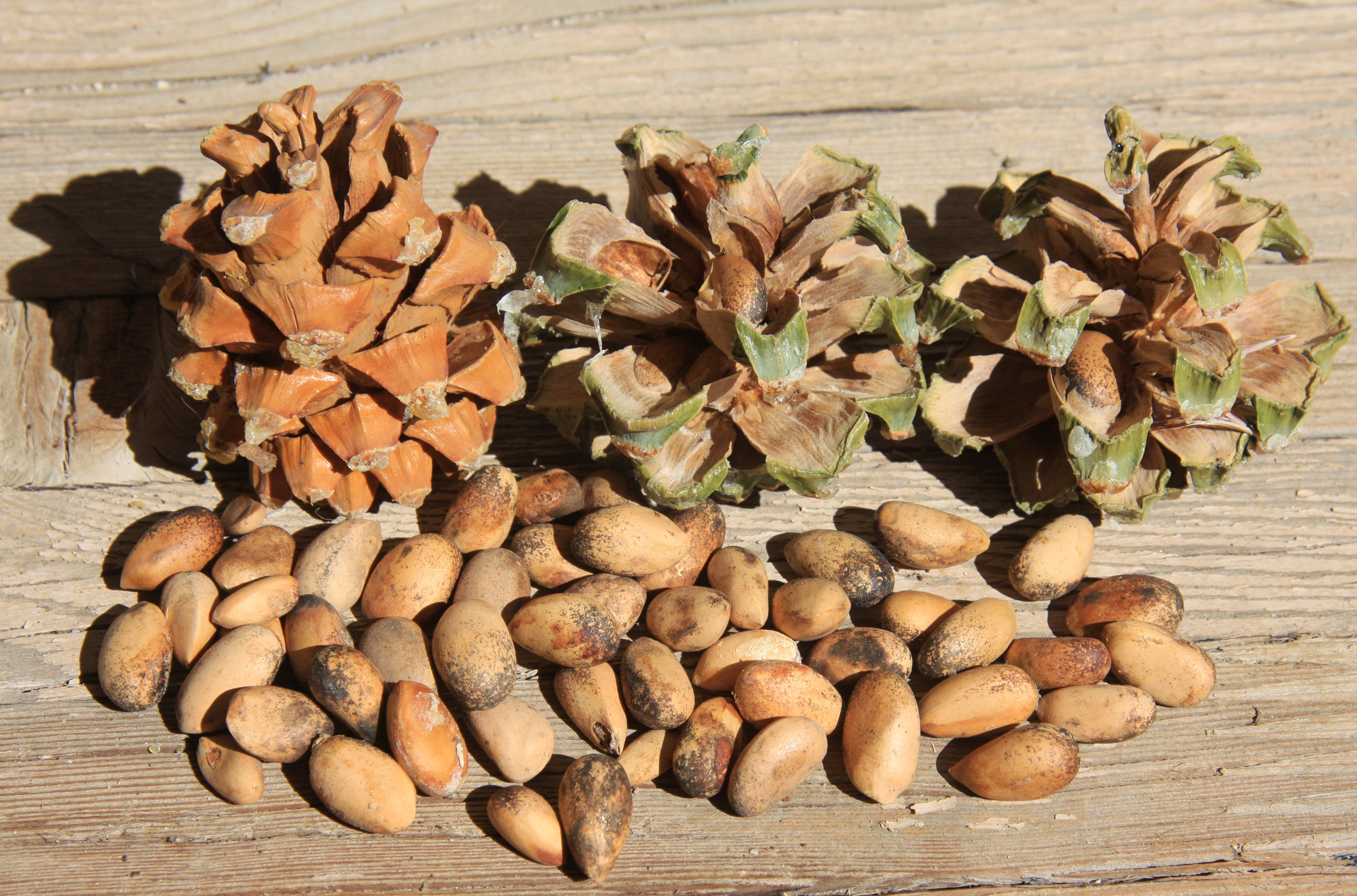
Pinus monophyllaの球果と種子

##### Balfourianae亜節
3種が含まれ、いずれもアメリカ合衆国西部の山岳地帯に局地的に分布する。現地では厳しい気候ゆえに樹体のほとんどが白骨化した独特の様相を呈することが多い。天然では分布域は重ならないものの、交雑可能であることが確認されている。針葉はいずれも5葉、その他の多くの特徴も共通する。球果 (cone) に棘 (bristle) を持つことから、この3種はまとめてBristlecone Pineと称される（ただし、P. balfourianaはFoxtail Pineという名称も普及している）。
 • P. aristata
Bristlecone Pineの仲間は長寿として知られており、本種は現在知られている寿命は2500年ほどである。しかしながら、後述のP. longaevaには及ばない。和名としてイガゴヨウが充てられるが、非常に長寿なマツであると紹介されるためにP. longaevaと混同していると思われる。種小名aristataはイネ科植物の実に見られる棘条の構造物、いわゆる芒（のぎ）を指すといい、おそらくbristleと同じく球果に生える鋭い棘に由来する。アメリカのStrobus亜属に壊滅的被害を与えている五葉マツ類発疹さび病であるが、本種にも自然下で感染して発病している事例が近年報告されている。
 • P. balfouriana
和名未定の種。英名foxtail pine（キツネの尾のようなマツ）。
 • P. longaeva
非常に長寿のマツとして知られており、1964年に伐採された「プロメテウス（英: Prometheus）」と呼ばれる個体の年輪を数えたところ4800を超えていた。本種の形態はP. aristataと酷似しており、当初は同種と考えられていた。和名には現在も混同が見られる。ちなみに屋久島の縄文杉は樹齢7200年という説が存在するものの、中心部分が腐って消失しており年輪を数えることができずに推定値となっているため、本種のプロメテウスが証拠のある中では最高齢の樹木となっている。プロメテウスの伐採によって年輪年代学の発展もあったものの、長寿の樹を伐採したことには批判も多かった。同種には「メトシェラ（英: Methuselah）」と名付けられたプロメテウスとほぼ同樹齢の個体の他何本か長寿の個体が見つかっているが、破壊を防ぐためもあって正確な位置は公表されていない。

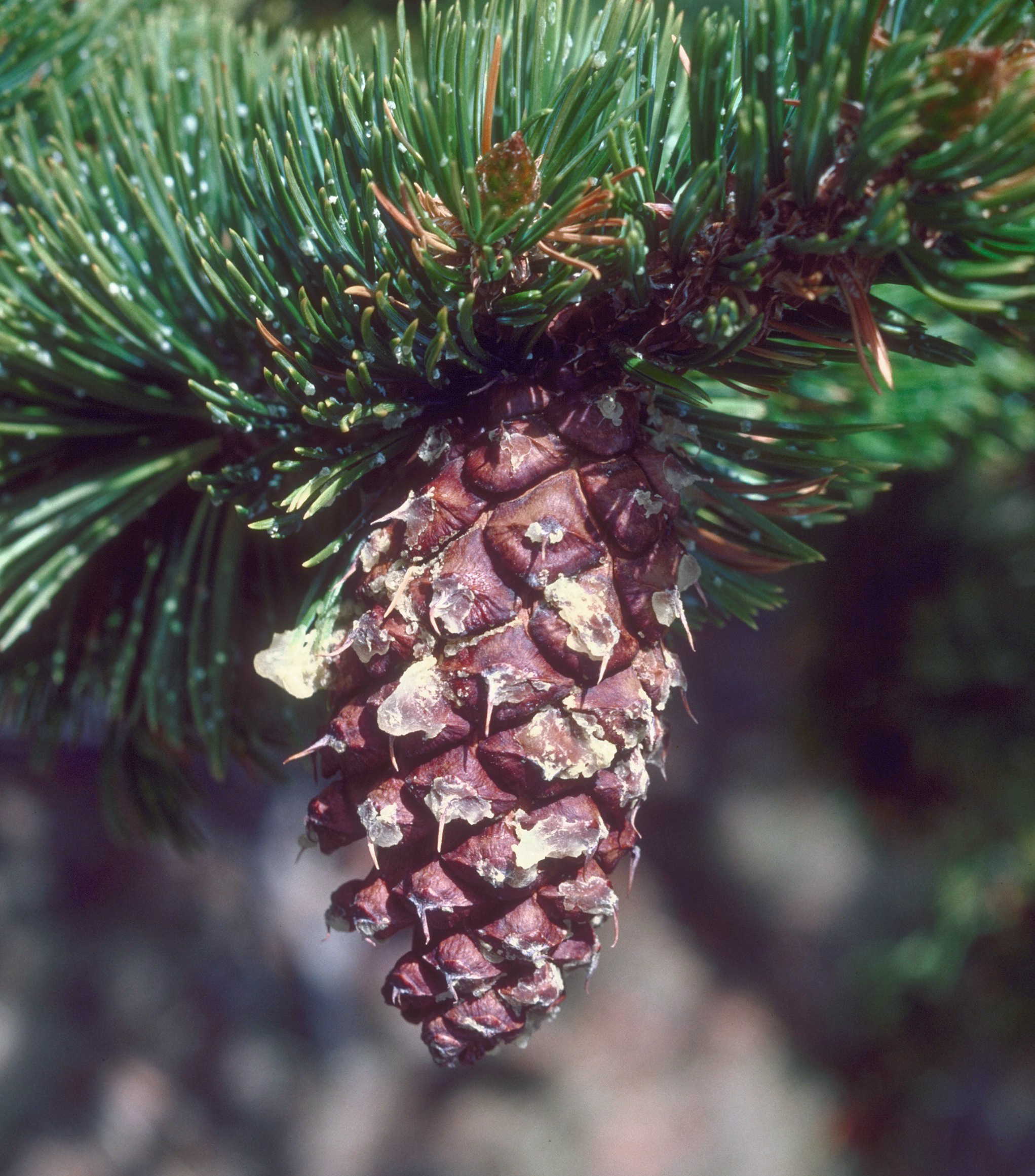
Pinus arisatataの球果
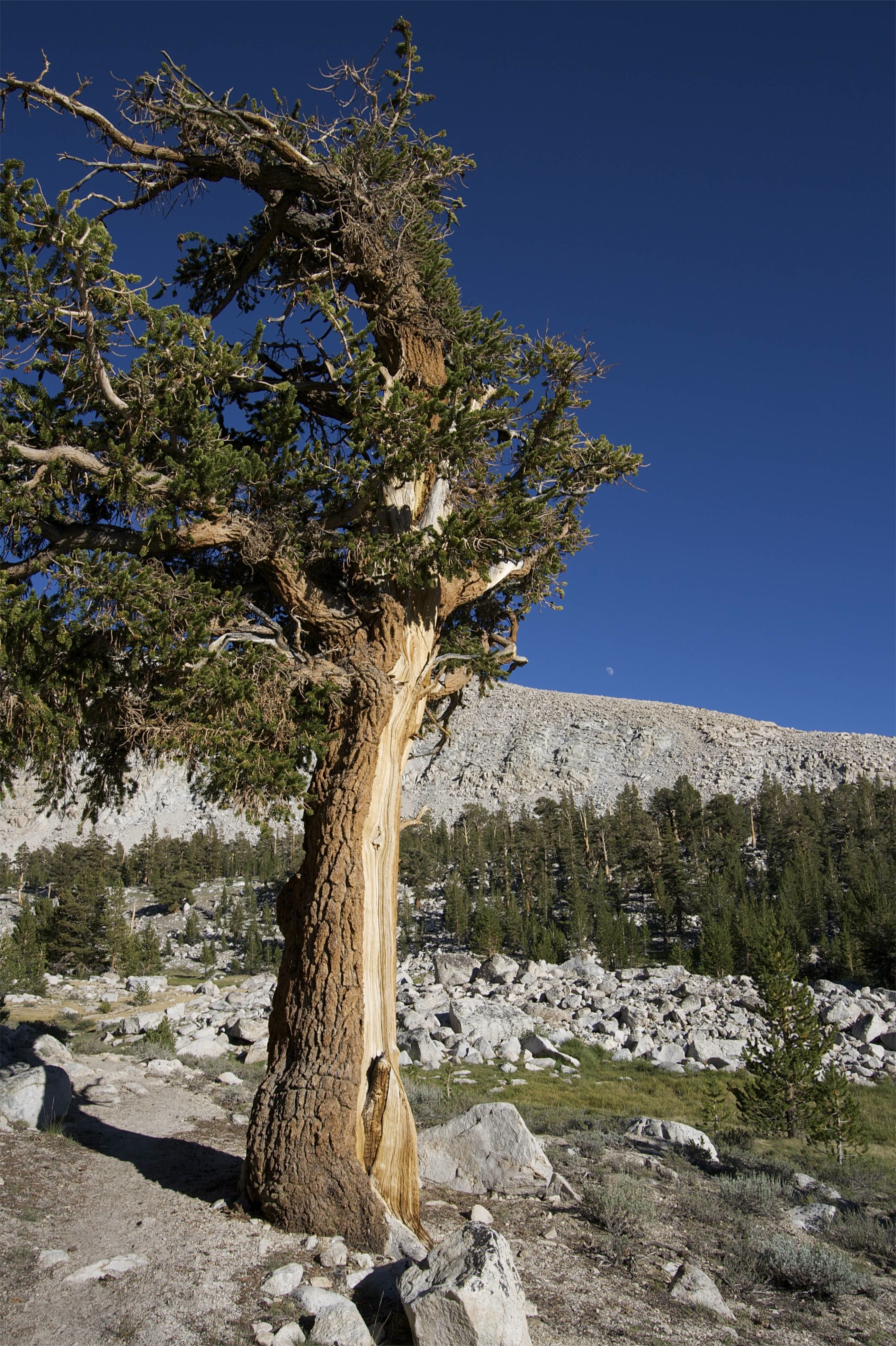
Pinus balfourianaの樹形
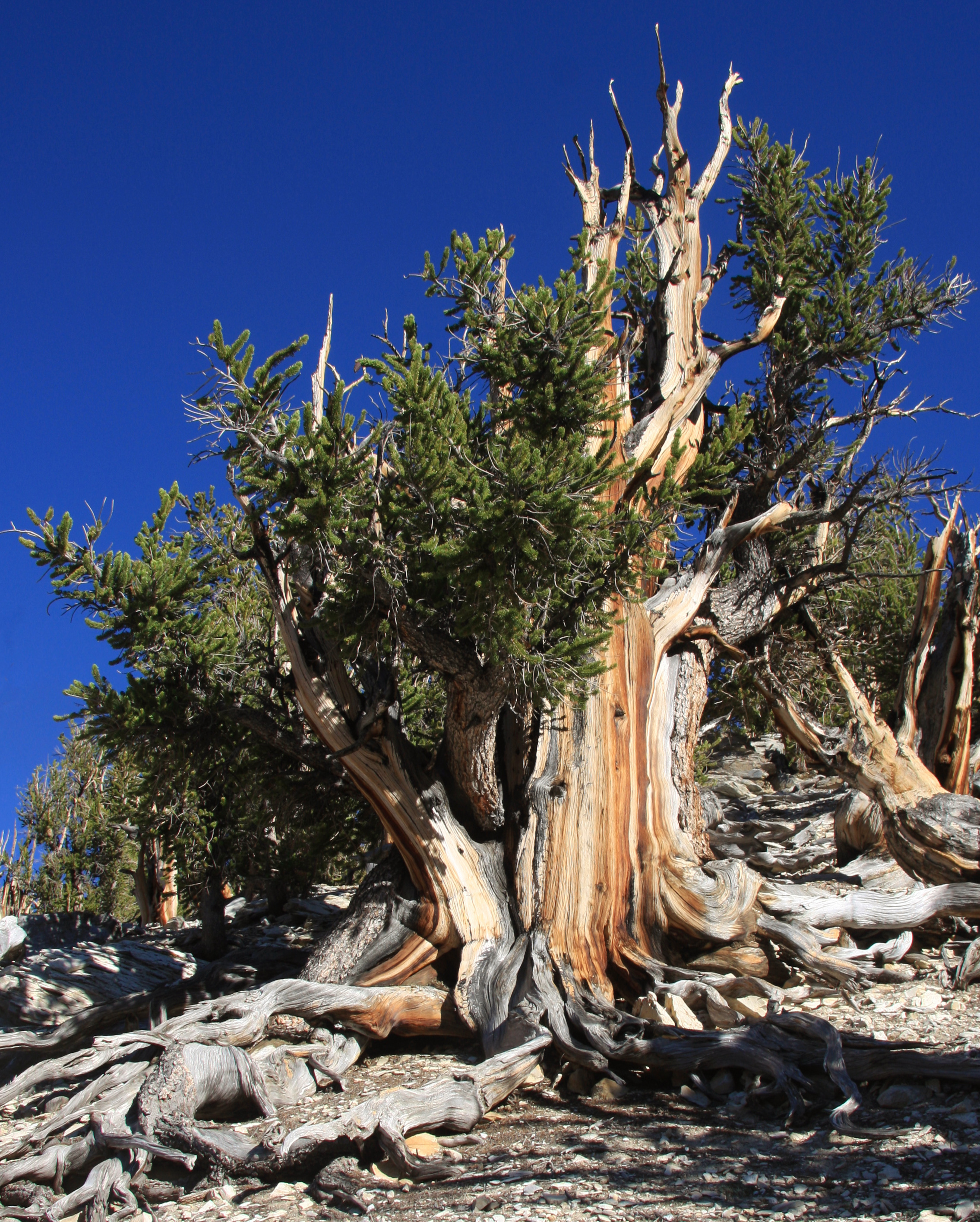
非常に長寿なマツであるPinus logaeva
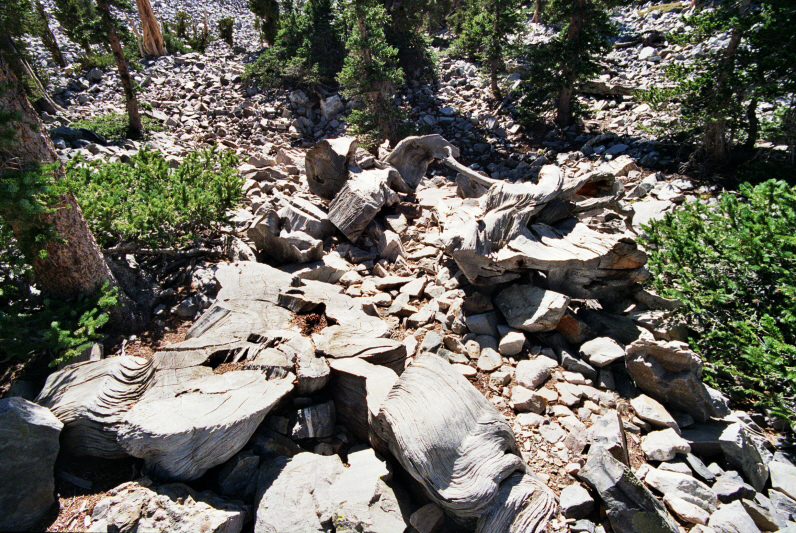
左下に見える切り株がプロメテウスのもの

## 松の病気と対策
- マツ材線虫病 - 松枯れを起こしているマツの病気。
- 五葉マツ類発疹さび病 - アメリカのマツに激害をもたらしているマツの病気。

対策
- こも巻き - マツカレハの幼虫を駆除するために、冬に行っていたが、効果が無いため廃止している地区がある。